# Bielsko-Biała
Bielsko-Biała (cz. Bílsko-Bělá, niem. Bielitz-Biala) – miasto na prawach powiatu w południowej Polsce, w województwie śląskim, na Pogórzu Śląskim, u stóp Beskidu Małego i Beskidu Śląskiego, nad rzeką Białą i jej dopływami. Jest siedzibą władz powiatu bielskiego, Euroregionu Beskidy, diecezji bielsko-żywieckiej Kościoła rzymskokatolickiego i diecezji cieszyńskiej Kościoła ewangelicko-augsburskiego, a także głównym miastem aglomeracji bielskiej i centralnym ośrodkiem Bielskiego Okręgu Przemysłowego.
Bielsko-Biała formalnie powstało 1 stycznia 1951 z połączenia położonego na Śląsku Cieszyńskim Bielska, o którym pierwsza wzmianka pochodzi z 1312, oraz małopolskiej Białej, którą założono w XVI wieku i podniesiono do rangi miasta w 1723. W latach 1975–1998 miasto było stolicą województwa bielskiego.
Bielsko-Biała pełni funkcję centrum administracyjnego, gospodarczego, akademickiego i kulturalnego dla obszaru śląsko-małopolskiego pogranicza nazywanego czasem potocznie Podbeskidziem. Stanowi ważny ośrodek przemysłowy (ze szczególnym uwzględnieniem branży motoryzacyjnej, a w przeszłości włókiennictwa) i handlowo-usługowy, a także węzeł drogowy i kolejowy. Jest znaczącym celem turystycznym z uwagi na liczne zabytki architektury (czego ilustracją ma być slogan Mały Wiedeń) oraz bezpośrednią bliskość gór (w granicach miasta leży czternaście szczytów górskich).
Według danych GUS z 31 grudnia 2024, miasto było zamieszkiwane przez 164 318 osób (21. miejsce w Polsce). Powierzchnia miasta wynosi 124,45 km² (21. miejsce w Polsce) i dzieli się ono formalnie na 30 osiedli (jednostek pomocniczych gminy).

## Nazwa miasta
Zapisywana z dywizem nazwa Bielsko-Biała powstała przez zestawienie nazw Bielska i Białej, które w 1951 utworzyły jeden organizm miejski. Odmienia się oba człony: D. Bielska-Białej, C. Bielsku-Białej, B. Bielsko-Białą, N. Bielskiem-Białą, M. w Bielsku-Białej.

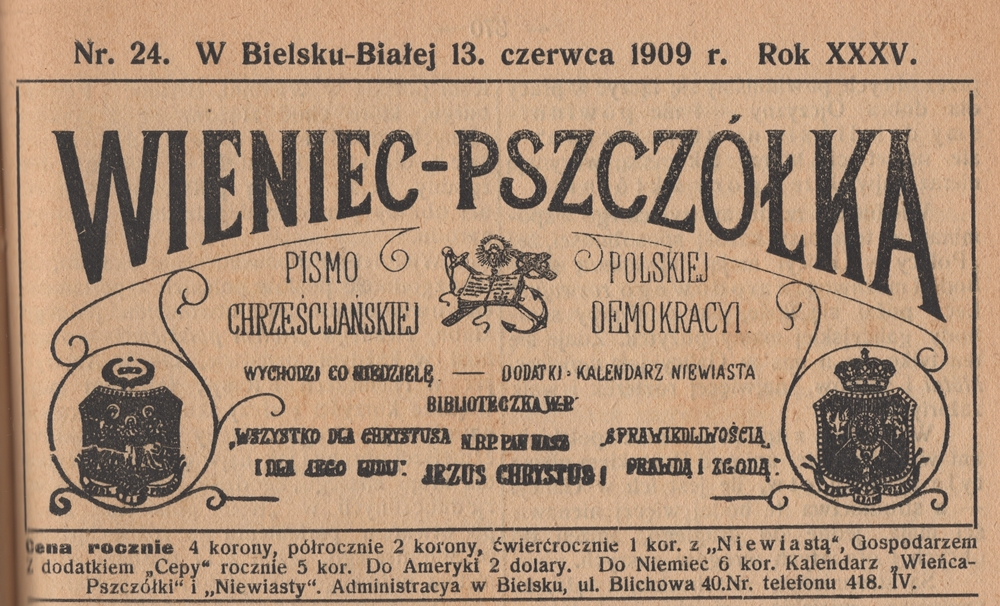
Czasopismo „Wieniec-Pszczółka” z 1909 z polską nazwą Bielsko-Biała

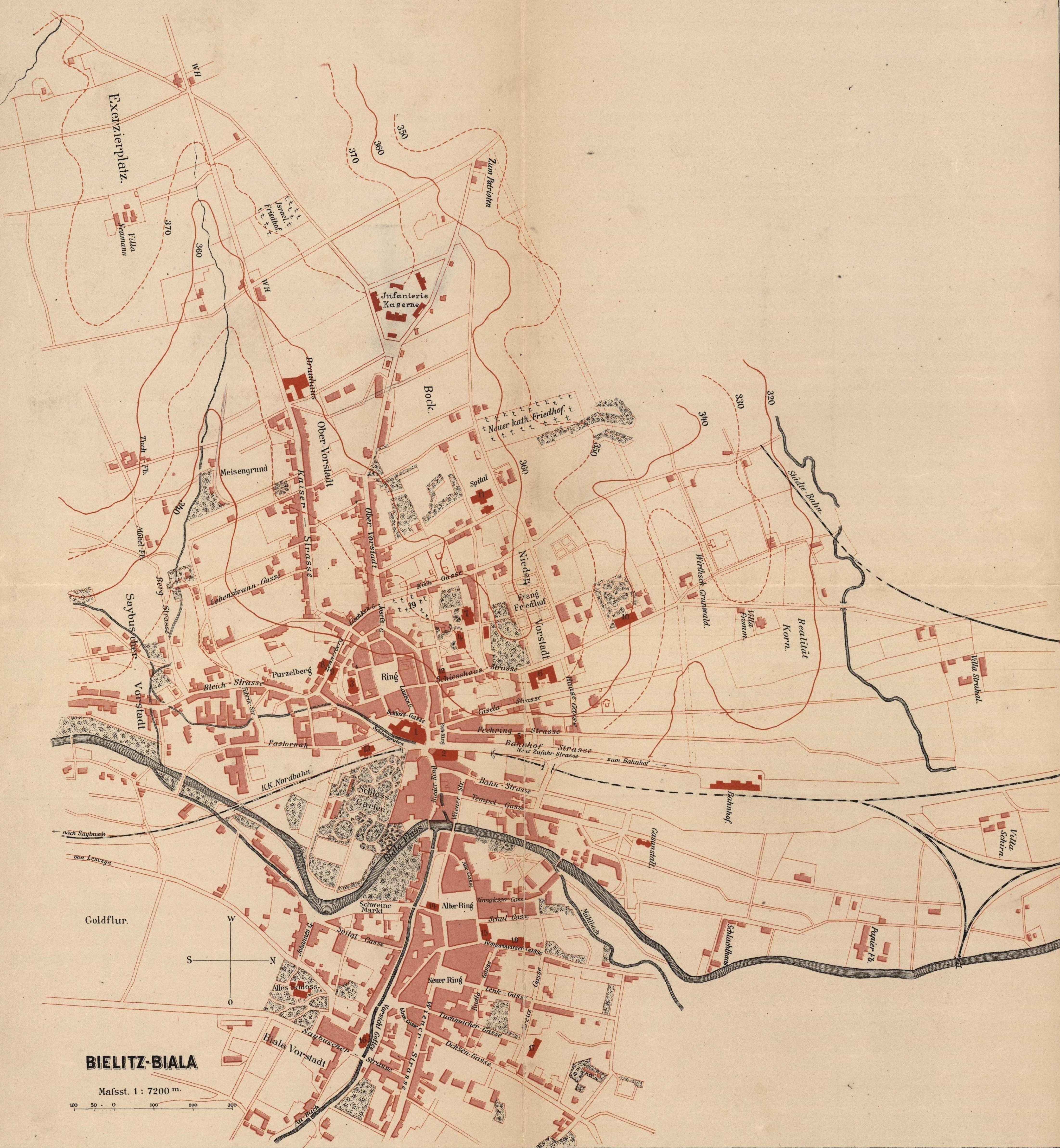
Mapa dwumiasta z 1891 zatytułowana Bielitz-Biala

Złączona nazwa była już w XIX wieku używana w języku niemieckim: Bielitz-Biala na określenie zespołu dwóch miast oraz Bielitz-Bialaer Sprachinsel na określenie niemieckiej wyspy językowo-kulturowej. Występowała powszechnie w niemieckiej literaturze naukowej, kartografii i przewodnikach turystycznych. Najczęściej była używana przez towarzystwa skupiające członków z obydwu miast. Także w polskiej wersji językowej Bielsko-Biała była używana w XIX i na początku XX wieku, choć znacznie rzadziej niż niemiecka wersja. Najbardziej znanym tego przykładem była winieta polskiej gazety „Wieniec-Pszczółka“ redagowanej przez ks. Stanisława Stojałowskiego oraz liczne artykuły w Dzienniku Krakowskim czy Kurierze Lwowskim. Pojawiała się też w reklamach wiedeńskich firm w polskojęzycznych czasopismach, np. wymieniając filie w Bielsku-Białej.

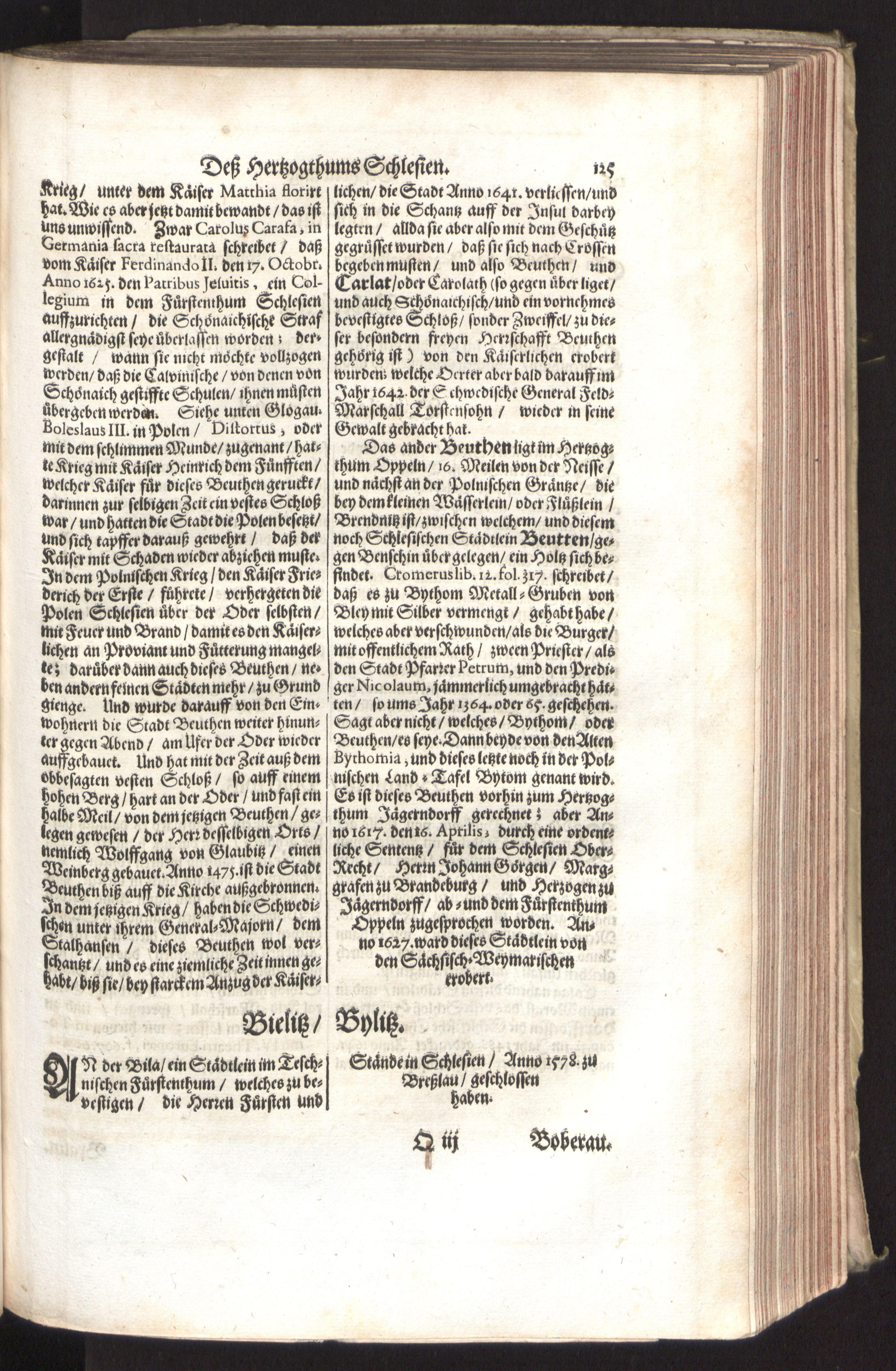
Bielitz / Bylitz w Topographia Bohemiae, Moraviae et Silesiae (1650)

Nazwę Belsko wymienia niedawno odkryty odpis dokumentu księcia Mieszka I cieszyńskiego, którego zaginiony oryginał datowany jest na lata od 1290 do 1305 lub 1310 roku. W XIV wieku częściej pojawiają się jednak formy odpowiadającej niemieckiej nazwie Bielitz: zu Bilitz (1312), Belicz (1420). Ma ona niemniej rodowód słowiański i wywodzi się od gleb bielicowych. Została przyjęta i przekształcona przez osadników niemieckich, podczas gdy ludność słowiańska wtórnie urobiła nazwę Bielsko/Bilsko, która pojawia się powszechnie w źródłach od XV wieku: w Bilsku (1420), na Bielsku (1465), miasta Byelska (1525), in oppido Bilsko (1652). Niektórzy wiążą nazwę miasta z bieleniem płótna, co jest jednak wątpliwe ze względu na to, że w XIII wieku Bielsko nie było jeszcze ośrodkiem tkackim ani sukienniczym. Istnieją też teorie wywodzące tę nazwę od rzeki Białej. Miałaby ona oddawać barwę wody – białą, czyli jasną, czystą. W rzeczywistości jednak rzeka zaczęła tak być nazywana dopiero w początkach ery nowożytnej, wcześniej była to Bystra. Już z nazwy rzeki ponowiona została pod koniec XVI wieku nazwa osady, która dała początek miastu Białej. Szwajcarski kartograf i geograf Mateusz Merian w swoim dziele Topographia Bohemiae, Moraviae et Silesiae wydanym w roku 1650 podaje dwie formy nazwy miejscowości: Bielitz i Bylitz oraz nazwę rzeki Bila.
Od XIX wieku występowała już tylko jedna nazwa niemiecka – Bielitz i jedna czeska – Bílsko. W języku polskim natomiast istniały liczne oboczności: jeszcze na początku XX wieku na równi z Bielsko występowały Bielsk, Bilsko i Bilsk. Ostatecznie nazwa Bielsko została uregulowana dopiero w dwudziestoleciu międzywojennym. Procesowi latynizacji ani germanizacji nie uległa polska nazwa Białej – niem., łac. Biala, czes. Bělá. Wymowa w gwarze cieszyńskiej to Biylsko-Biało. W zapisie słowiańskiego etnolektu górnośląskiego stosuje się najczęściej formę Biylsko-Biołŏ lub Bjylsko-Bjoło, z kolei w dialekcie górnośląskim języka niemieckiego (używanym przed rokiem 1945 przez miejscową ludność niemiecką) nazywane było Beltz-Beil. W języku wilamowskim używanym w niedalekich Wilamowicach nazwa Bielska-Białej brzmi Byłc-Bejł. Dla spokrewnionego z nim etnolektu hałcnowskiego, dawnej mowy jednej z obecnych dzielnic miasta, podaje się formę Bülts-Biala.

## Symbole

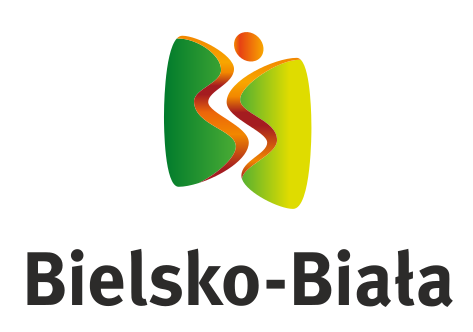
Logo Bielska-Białej

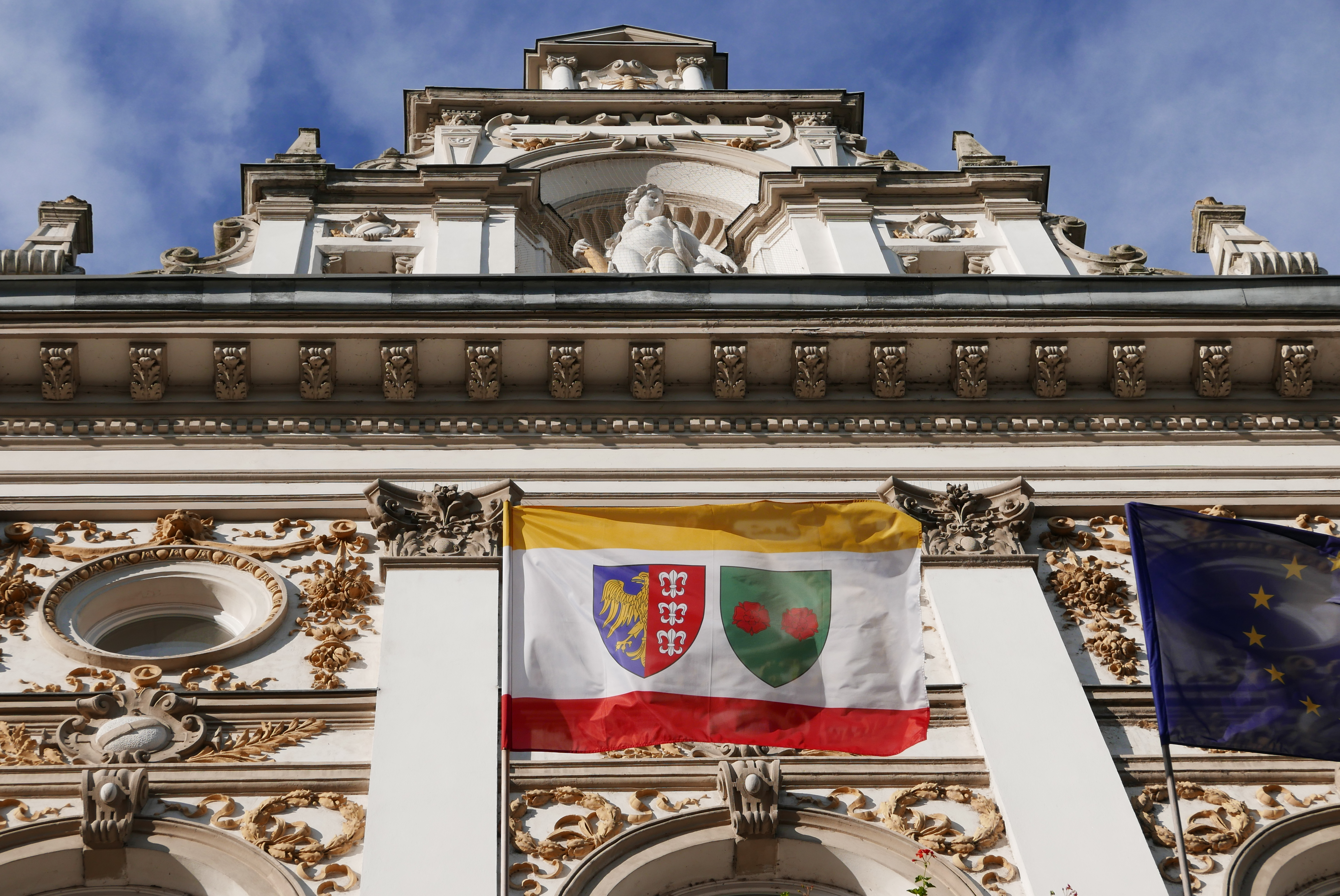
Flaga miasta Bielska-Białej na tle fasady ratusza

Symbole Bielska-Białej: herb, flagę, logo i hejnał oraz ich wygląd oficjalnie ustanowiono czterema uchwałami rady miejskiej z 7 grudnia 2004 roku.
- Herb – składa się z dwóch gotyckich tarcz. Prawa (z punktu widzenia patrzącego na herb: lewa) to herb dawnego Bielska, natomiast lewa (z punktu widzenia patrzącego na herb: prawa) to herb dawnej Białej. Tarcza prawa jest dwudzielna w słup. W polu pierwszym błękitnym (niebieskim) pół złotego (żółtego) orła, bez korony, z głową zwróconą w prawo (połowa godła książąt cieszyńskich), natomiast w polu drugim czerwonym trzy białe (srebrne) lilie ułożone w słup (zmodyfikowana połowa herbu biskupów wrocławskich). Na tarczy lewej w polu zielonym dwie czerwone pięciopłatkowe róże ułożone w pas (symbol męczeństwa i krwi Chrystusa lub zapowiedź pomyślności i szczęścia „młodych” mieszczan).
- Flaga – stanowi prostokątny płat tkaniny o stosunku wysokości do długości jak 5:8. Istnieją dwie wersje flagi: flaga miejska i flaga honorowa. Barwy obu są żółto-biało-czerwone, przy czym flaga miejska składa się z trzech poziomych pasów równej szerokości, a na fladze honorowej, na szerszym środkowym pasie (w kolorze białym) umieszczony jest herb miasta.
- Logo – zostało stworzone w 1996 przez Wiesława Grzegorczyka – laureata konkursu rozpisanego przez władze miejskie[20]. Tworzą je dwie wypełnione zielenią, obrócone ku sobie brzuszkami litery B, symbolizujące przedzielone rzeką Bielsko i Białą, z umieszczoną nad nimi czerwoną kropką. Całość przypomina górski krajobraz, nad którym świeci słońce[21].
- Hejnał – został skomponowany z okazji obchodów 700-lecia miasta przez Piotra Stachurę, ucznia bielskiej szkoły muzycznej. Po raz pierwszy został wykonany 1 maja 1964. Na stronie Urzędu Miejskiego czytamy: „Hejnał jest ściśle związany ze specyfiką regionu, oddaje cały urok Beskidów. Rytm maszyn włókienniczych i szum lasu łączy się w pieśń optymistyczną, pieśń zwycięską”[22]. Hejnał jest odtwarzany codziennie w południe z wieży ratuszowej.

## Geografia

### Położenie i powierzchnia

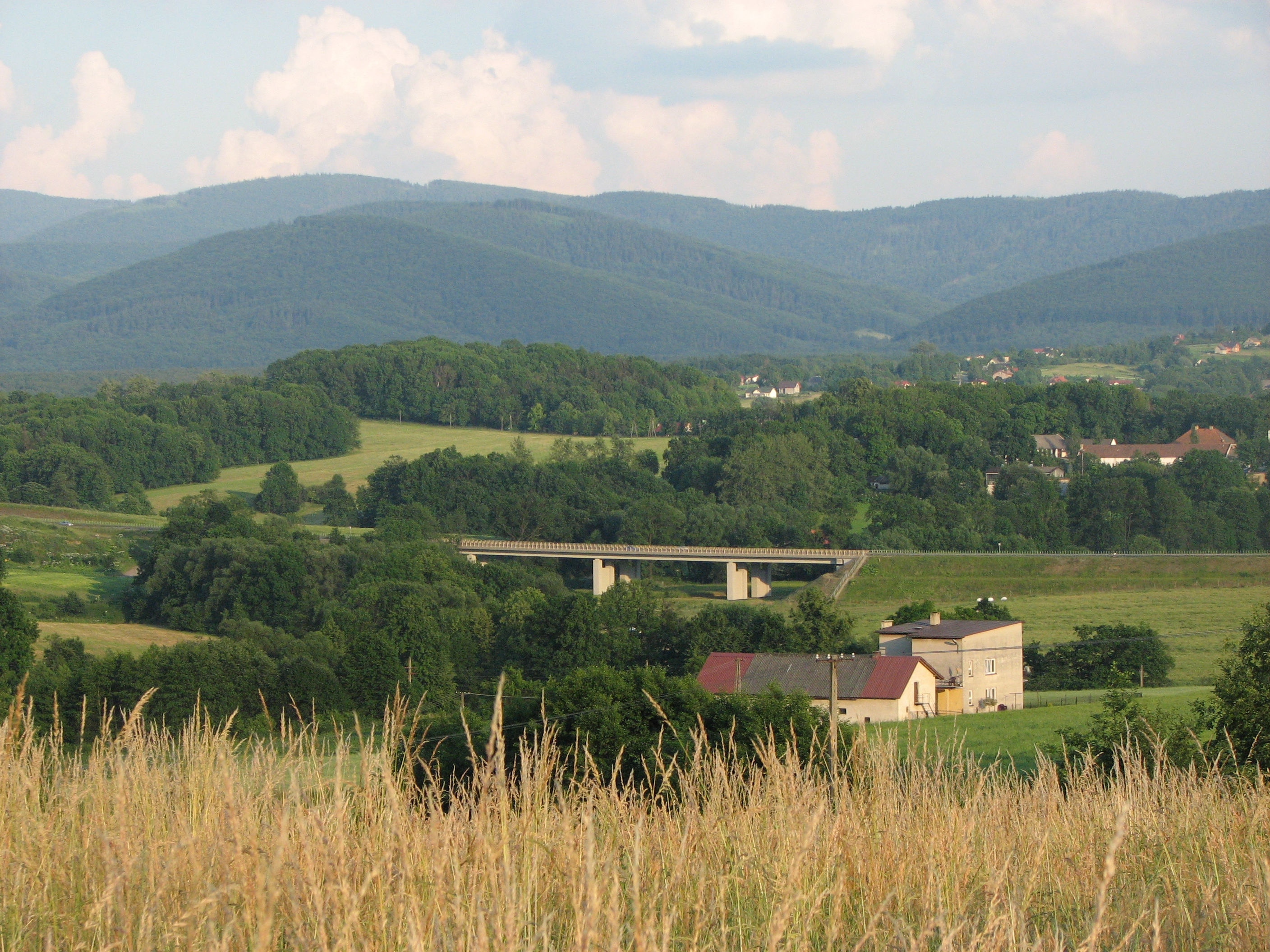
Krajobraz Pogórza Śląskiego koło Grodźca. W tle Beskid Śląski

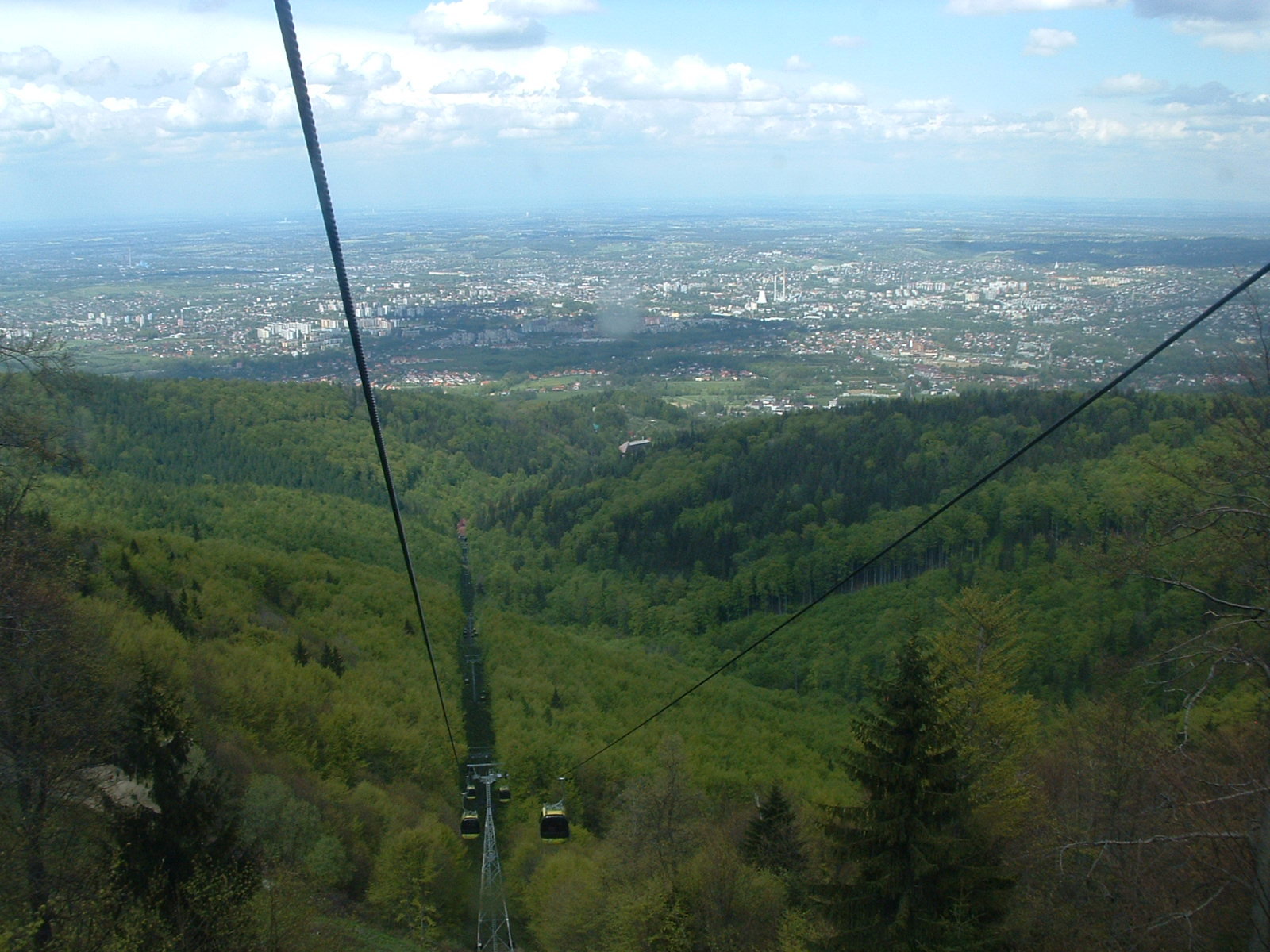
Widok Bielska-Białej z kolei linowej na Szyndzielnię

Bielsko-Biała znajduje się w południowej części województwa śląskiego, na granicy historycznych regionów: Śląska Cieszyńskiego (dzielnice lewobrzeżne, 57,89% powierzchni) i Małopolski, a ściślej ziemi krakowskiej (dzielnice prawobrzeżne, 42,11% powierzchni).
Większa część Bielska-Białej leży na Pogórzu Śląskim, które jest częścią makroregionu Pogórza Zachodniobeskidzkiego. Teren miasta wchodzi w skład Działu Bielskiego i Działu Pisarzowickiego – mikroregionów Pogórza Śląskiego. W granicach administracyjnych Bielska-Białej – w dzielnicach południowych – znajdują się także masywy górskie Beskidu Małego i Beskidu Śląskiego.
Współrzędne geograficzne ścisłego centrum miasta (plac Bolesława Chrobrego) to 49°49′21″N 19°02′40″E/49,822500 19,044444.
Powierzchnia Bielska-Białej wynosi 124,51 km², z czego zajmują (stan na grudzień 2017):
- użytki rolne: 33,03%
- lasy oraz grunty zadrzewione i zakrzewione: 26,37%
- tereny mieszkaniowe: 17,5%
- infrastruktura komunikacyjna: 8,76%
- tereny przemysłowe: 5,01%
- inne tereny zabudowane: 5,82%
- tereny rekreacyjno-wypoczynkowe: 1,67%
- wody: 1,01%
- pozostałe obszary: 0,74%

Miasto stanowi 1,01% powierzchni województwa i 0,04% powierzchni Polski.
Rozciągłość miasta w kierunku równoleżnikowym wynosi około 13 km, a południkowym około 17,5 km.
Miasto znajduje się w linii prostej 31 km od granicy z Czechami i 35 km od granicy ze Słowacją.

### Sąsiednie gminy
Bestwina, Brenna, Czechowice-Dziedzice, Jasienica, Jaworze, Kozy, Szczyrk, Wilamowice, Wilkowice

### Ukształtowanie powierzchni

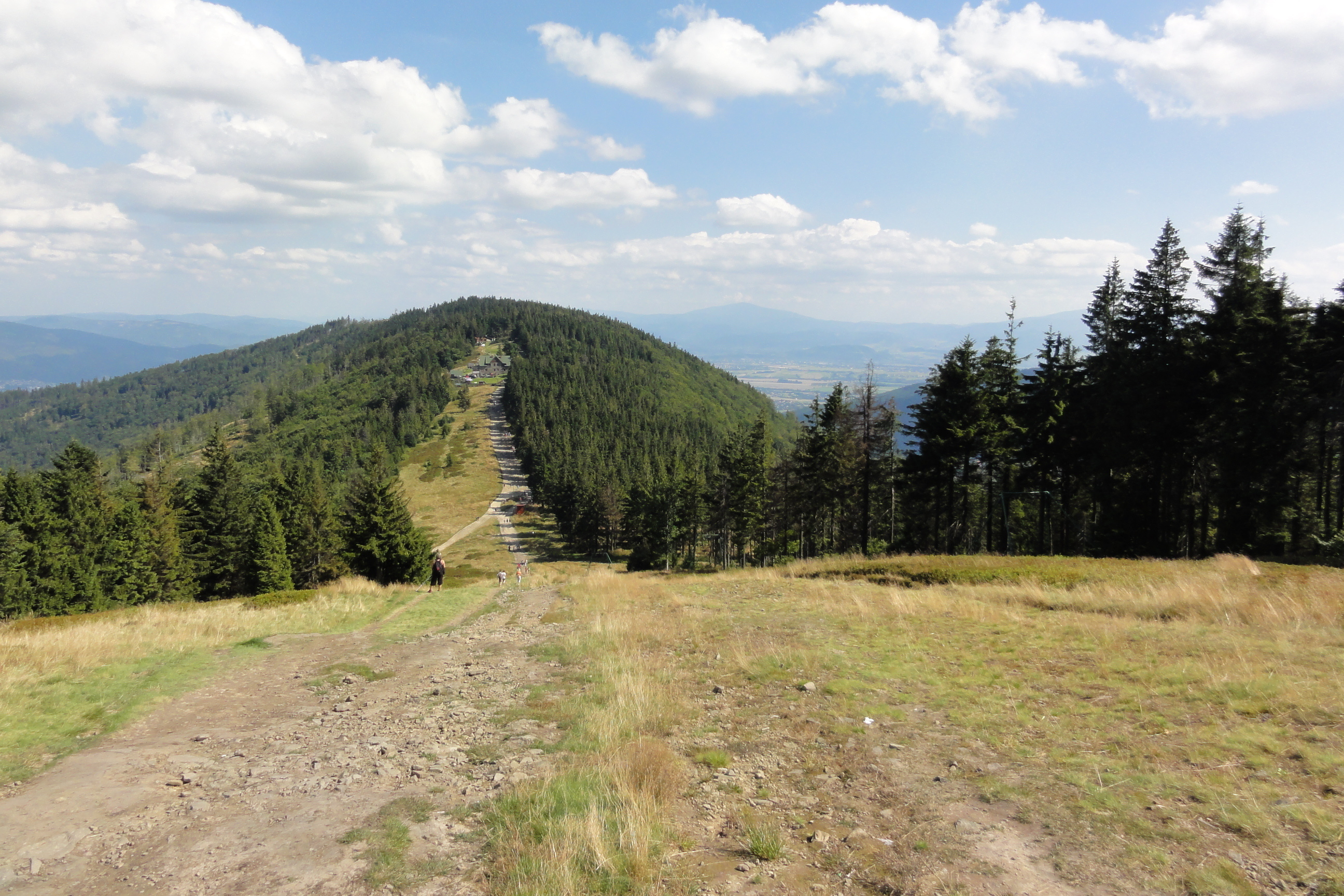
Klimczok

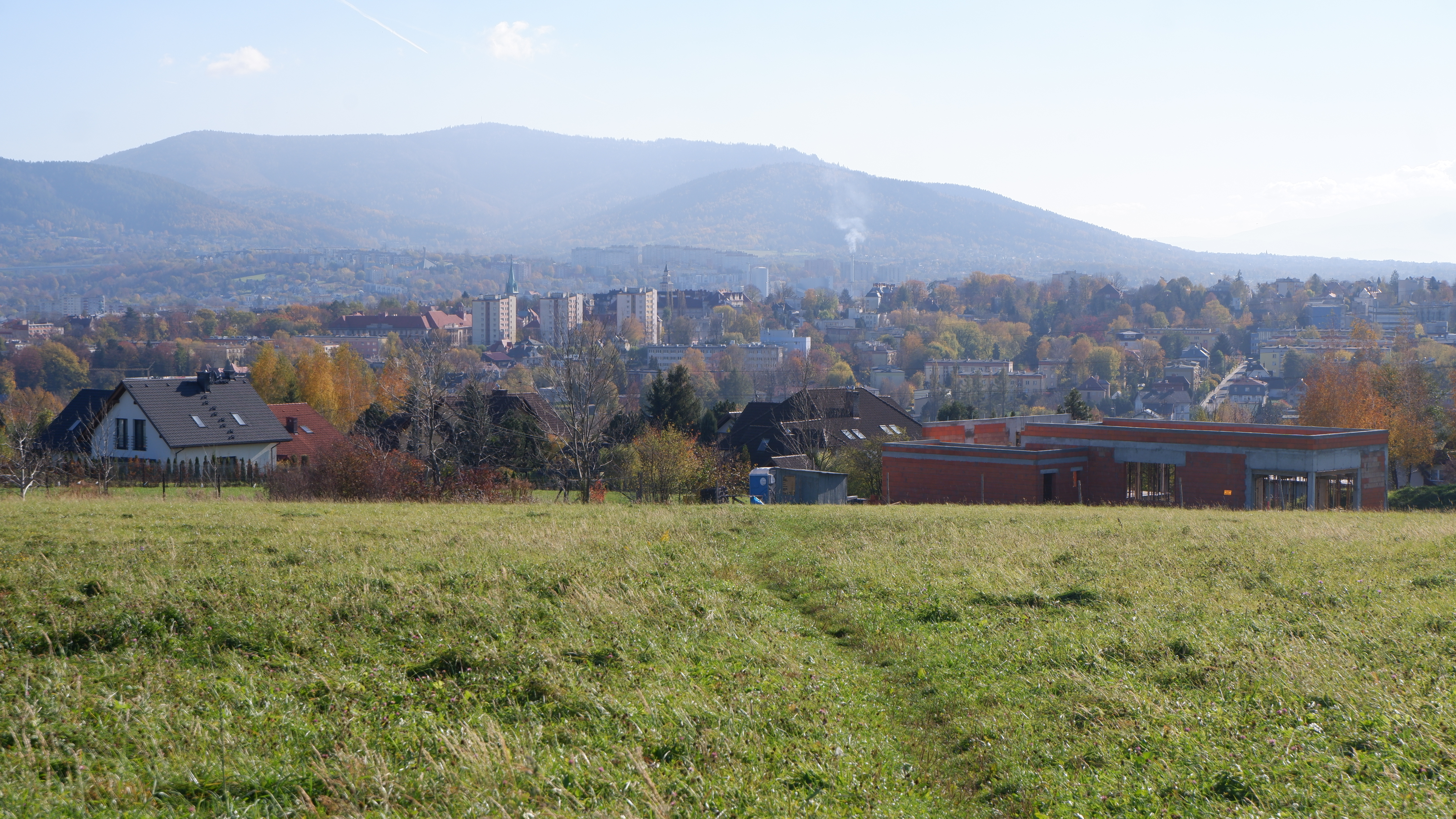
Widok ze wzgórza Trzy Lipki

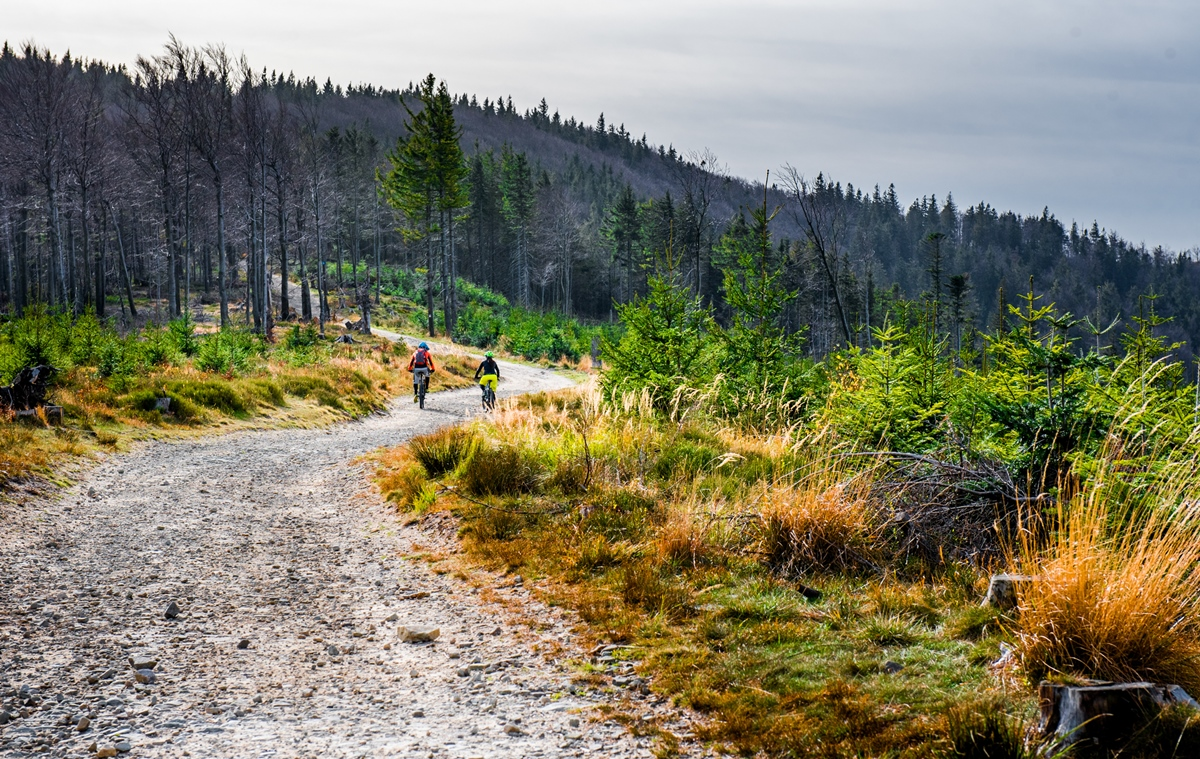
Szlak turystyczny z Szyndzielni na Klimczok

Ukształtowanie powierzchni Bielska-Białej jest dość zróżnicowane. W granicach administracyjnych miasta znajdują się tereny wyżynne (Pogórze Śląskie), jak i górskie (Beskid Śląski, Beskid Mały). Centralnie położony plac Bolesława Chrobrego znajduje się na wysokości 313 m n.p.m. Najniższym punktem są Stawy Komorowickie leżące na wysokości 262 m n.p.m., natomiast najwyższym szczyt liczącego 1117 m n.p.m. Klimczoka w Beskidzie Śląskim.
Pogórze Śląskie zbudowane jest z mało odpornych na denudację serii fliszowych z wkładkami wapieni i cieszynitów. Złożona struktura podłoża geologicznego ścięta jest przez równinę denudacyjną obniżającą się od 400–450 m n.p.m. u podnóża progu Beskidu Małego i Beskidu Śląskiego do 280–300 m n.p.m. na granicy Kotliny Oświęcimskiej. Powierzchnię pogórza pokrywają gliny, na których rozwinęły się zespoły gleb o średniej produkcyjności. Dominują gleby brunatnoziemne. Na ograniczonych powierzchniach występują gleby płowe. Do niewielkich powierzchni ogranicza się zasięg gleb bielicowych, rozwiniętych na bezwęglanowych i bardzo przepuszczalnych zwietrzelinach. Gleby deluwialne, związane z łagodnie nachylonymi podnóżami stoków, występują w wielu obszarach, których łączna powierzchnia jest niewielka. Podobną cechą odznaczają się gleby aluwialne w dnach dolin.
Wyżynna część Bielska-Białej składa się z kilkudziesięciu wzgórz, porozdzielanych dolinami rzek i potoków, z których centralną jest dolina Białej. Najwyższymi bielskimi wzgórzami są Drugi Kopiec Lipnicki (448 m n.p.m.), Hałcnowska Góra (404 m n.p.m.), Pierwszy Kopiec Lipnicki (393 m n.p.m.), Cieńciałowa Kępa (390 m n.p.m.), Malowany Dworek (390 m n.p.m.) i Trzy Lipki (386 m n.p.m.).
Beskid Śląski zbudowany jest z masywnych piaskowców godulskich i istebniańskich. W części południowej góry zbudowane są z fliszu magurskiego. Występują tu złoża mineralne: piaskowce, wapienie i kruszywa naturalne. Duże znaczenie mają piaskowce godulskie, które występują tu w dwóch rodzajach: godulskie środkowe oraz godulskie dolne. Znajdują się tu również źródła wód mineralnych. Beskid Mały zbudowany jest z płaszczowin: podśląskiej i śląskiej. Składa się w 95% z piaskowców godulskich. Geologicznie jest jednorodny z Beskidem Śląskim.
Pasma Beskidów rozdziela szeroka na 5 km Brama Wilkowicka łącząca Pogórze Śląskie z Kotliną Żywiecką.
W granicach administracyjnych miasta znajduje się 14 szczytów górskich, uporządkowanych wg wysokości n.p.m.:
| - Klimczok (1117 m) - Trzy Kopce (1082 m) - Stołów (1035 m) - Szyndzielnia (1029 m) - Przykra (818 m) - Kołowrót (798 m) - Wysokie (756 m) | - Cyberniok (731 m) - Kopany (690 m) - Palenica (688 m) - Dębowiec (686 m) - Kozia Góra (683 m) - Łysa Góra (653 m) - Równia (610 m) |

Ponadto zbocza Czupla, Gaików oraz Magurki Wilkowickiej częściowo sięgają peryferyjnych dzielnic Bielska-Białej.
Na południowo-zachodnich stokach Stołowa znajduje się Jaskinia w Stołowie, której korytarze liczą 21 m. W 2003 na stokach Stołowa odkryto również wejście do Jaskini Głębokiej w Stołowie. Z długością 554 m i głębokością 25 m jest jedną z największych jaskiń polskich Karpat fliszowych. Kilka mniejszych jaskiń znajduje się także w rejonie Klimczoka.

### Zbiorniki i cieki wodne

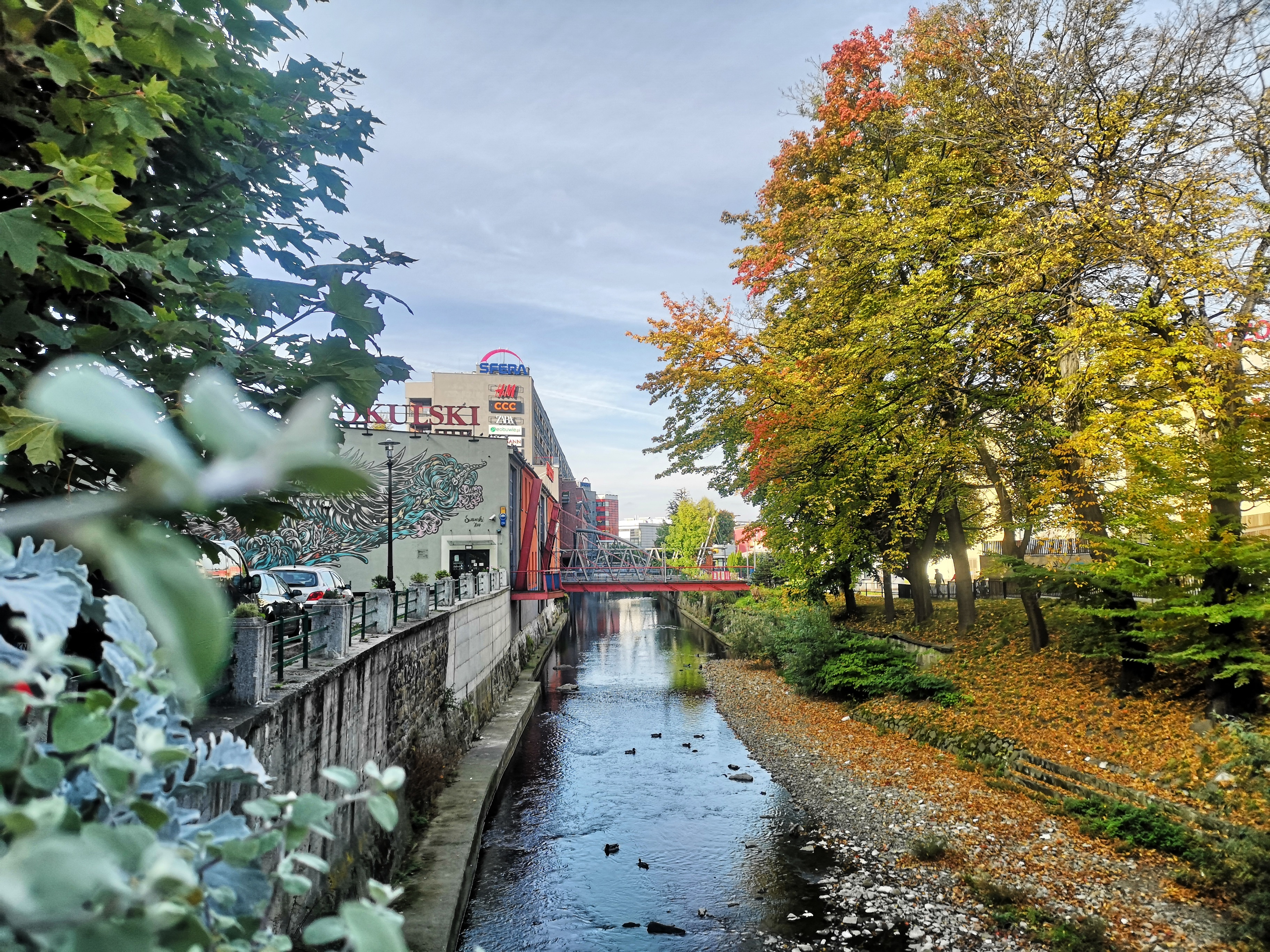
Rzeka Biała w centrum miasta

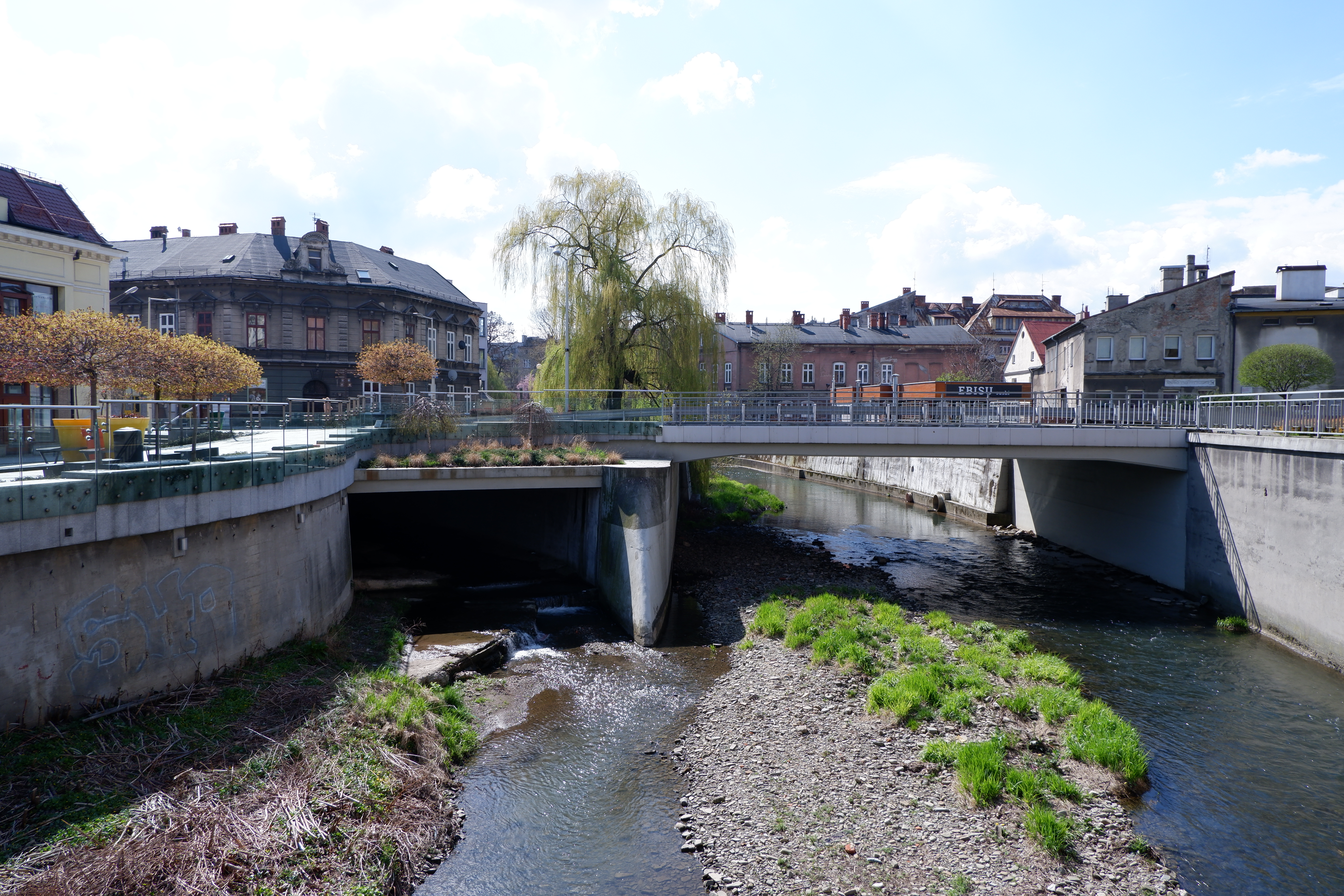
Ujście skanalizowanej Niwki (po lewej) do Białej

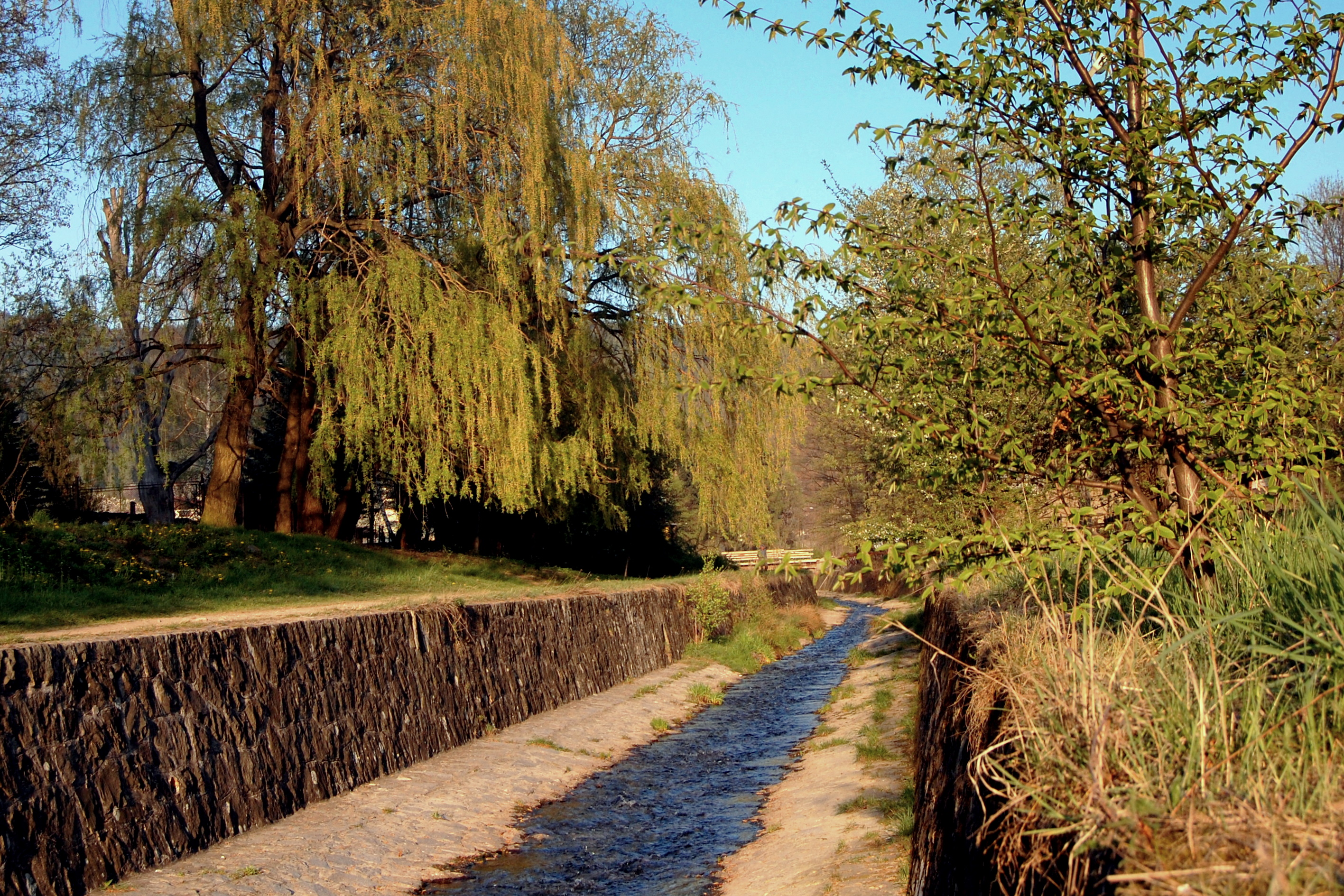
Straconka

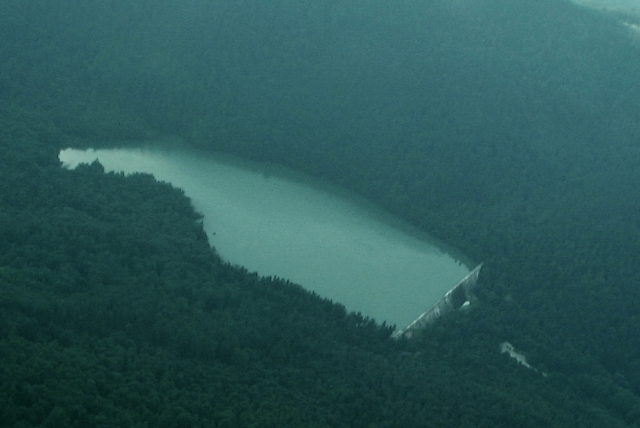
Jezioro Wielka Łąka

Główną rzeką przepływająca przez Bielsko-Białą jest Biała (w lokalnym uzusie językowym określana też jako Białka), prawy dopływ Wisły o łącznej długości 28,6 km, z tego 14 km w granicach miasta. Stanowi historyczną granicę między Śląskiem a Małopolską, w przeszłości stanowiła granicę polityczną między księstwem cieszyńskim i księstwem oświęcimskim (od 1315), krajami Korony Czeskiej i Królestwem Polskim (1457–1772), Śląskiem Austriackim i Galicją (1772–1918), autonomicznym województwem śląskim i województwem krakowskim (1920–1939/45). Do 1 stycznia 1951 oddzielała miasta Bielsko i Białą.
Dopływami Białej są potoki, w dolinach których rozlokowały się wsie, a dziś dzielnice miasta:
- Kamieniczanka – wzdłuż niej rozwinęła się Kamienica
- Kromparek – płynie przez osadę Bark na pograniczu Hałcnowa i Komorowic
- Krzywa – płynie przez północną część Lipnika i Obszary
- Niwka – wzdłuż niej rozwinął się Lipnik, w śródmieściu Białej jest skanalizowana (płynie pod ulicą Stojałowskiego)
- Olszówka – wzdłuż niej rozwinęła się Olszówka
- Potok Starobielski – płynie przez Stare Bielsko
- Potok Kamienicki Drugi (też Dębowiec lub Potok Gościnny) – płynie przez Gościnną Dolinę
- Skleniec (Szklaniec) – na pograniczu Mikuszowic Krakowskich i Wilkowic
- Straconka – wzdłuż niej rozwinęła się Straconka

Drugą ważną rzeką jest Wapienica, prawy dopływ Iłownicy o łącznej długości 20,6 km, z tego 9 km w granicach miasta. Powstaje z połączenia potoków Barbara, Rudawka i Żydowski Potok na terenie dzielnicy o tej samej nazwie. Prowadzi wody I klasy czystości i stanowi jedno z ujęć wody dla bielskich wodociągów. W 1932 w górnym biegu Wapienicy, przy połączeniu Barbary i Rudawki, zbudowano zaporę wodną im. Ignacego Mościckiego, a w wyniku spiętrzenia wód powstało sztuczne jezioro Wielka Łąka, które służy jako ujęcie wody pitnej dla celów komunalnych.
Inne rzeki i strumienie w Bielsku-Białej to m.in.:
- Słonica i jej dopływ Suchy Potok, przepływające przez Hałcnów
- Złoty Potok w Lipniku – dopływ Niwki
- Niper – skanalizowany dopływ Białej, płynący m.in. pod placem Bolesława Chrobrego
- Sikornik – częściowo skanalizowany dopływ Białej przepływający przez Żywieckie Przedmieście
- Potok Mireckiego w Aleksandrowicach i Rucianka w Kamienicy – dopływy Kamieniczanki
- Potok Zajazdowy – dopływ Białej płynący przez zespół przyrodniczo-krajobrazowy „Sarni Stok”
- Mraźnica, Zimny Potok i Pasternik w Straconce – dopływy Straconki

Wiele, głównie w górskiej części miasta, jest także niewielkich, bezimiennych cieków wodnych.
Największym skupiskiem stawów w Bielsku-Białej są Stawy Komorowickie położone w północnej części Komorowic, nad rzeką Białą. Sąsiadują ze Stawami Bestwińskimi, położonymi w gminie Bestwina. Mniejszymi skupiskami stawów są Stawy Barkowskie i Stawy Nyczowe nad Kromparkiem, Stawy Hałcnowskie nad Słonnicą oraz grupa stawów nad Rudawką w zachodniej Wapienicy.

### Klimat
Klimat Bielska-Białej cechuje się dużym zróżnicowaniem, ponieważ obszar miasta znajduje się w obrębie dwóch dzielnic klimatycznych – podkarpackiej (pogórza) i karpackiej (gór). Klimat wykazuje wyraźną zależność od czynników cyrkulacyjnych. Wyraża się to m.in. dużą nieregularnością stanów pogody i znacznymi wahaniami temperatur w ciągu roku. Największy wpływ na kształtowanie się pogody w mieście wywierają masy powietrza znad Atlantyku. Najczęściej występują wiatry zachodnie oraz południowo-zachodnie. W zimie częściej występują wiatry południowo-zachodnie i południowe, natomiast latem zachodnie i północno-zachodnie. Spory odsetek wiatrów południowych stanowią wiatry halne, obserwowane najczęściej zimą. Największe zachmurzenie na terenie Bielska-Białej występuje w miesiącach od listopada do stycznia. Najmniejszym średnim zachmurzeniem oraz najczęstszym występowaniem dni słonecznych cechuje się koniec lata i początek jesieni.
Temperatura powietrza uwarunkowana jest przede wszystkim dopływem określonych mas powietrza, natomiast jej zróżnicowanie przestrzenne jest związane z rzeźbą terenu. Temperatura na obszarze miasta obniża się wraz ze wzrostem wysokości, stopniowo ku południu (średnio o 0,5 °C na 100 m). Wartość średniej temperatury powietrza zmienia się w granicach od 4 (w partiach grzbietowych Beskidów) do ok. 8 °C (w centrum). Okres bezprzymrozkowy trwa na pogórzu średnio 175 dni, w górach o ponad miesiąc krócej. Mgły występują średnio przez 52 dni w roku
Największą ilość opadów deszczu przynoszą wiatry zachodnie, północno-zachodnie i północne, najmniejszą – południowe. Najwyższe miesięczne sumy opadów notuje się w czerwcu, najniższe w styczniu i lutym. Opady śniegu występują od listopada do kwietnia, przy czym największą liczbę dni z opadem śniegu notuje się w styczniu Pokrywa śnieżna jest bardzo zróżnicowana, ponieważ w granicach administracyjnych miasta znajdują się tereny górskie. Roczna liczba dni z pokrywą śnieżną waha się w granicach od około 70 dni w dzielnicach północnych do ponad 200 w szczytowych partiach Beskidów. Maksymalną grubość pokrywy śnieżnej zanotowano w Bielsku-Białej w latach 60. i wynosiła ona 55 cm.
| Miesiąc                                                               | Sty   | Lut   | Mar   | Kwi   | Maj   | Cze   | Lip   | Sie   | Wrz   | Paź   | Lis   | Gru   | Roczna |
| --------------------------------------------------------------------- | ----- | ----- | ----- | ----- | ----- | ----- | ----- | ----- | ----- | ----- | ----- | ----- | ------ |
| Rekordy maksymalnej temperatury [°C]                                  | 15    | 17,1  | 21    | 29    | 30,7  | 33,9  | 35,4  | 36,4  | 34,1  | 26,4  | 23,1  | 17,4  | 36,4   |
| Średnie temperatury w dzień [°C]                                      | 2,2   | 3,5   | 7,6   | 14,1  | 18,6  | 21,9  | 24,0  | 23,9  | 18,6  | 13,5  | 8,2   | 3,3   | 13,3   |
| Średnie dobowe temperatury [°C]                                       | -0,9  | 0,2   | 3,5   | 9     | 13,4  | 16,8  | 18,7  | 18,5  | 13,8  | 9,3   | 4,8   | 0,3   | 9,0    |
| Średnie temperatury w nocy [°C]                                       | -3,9  | -3,0  | -0,2  | 4,1   | 8,4   | 12,0  | 13,7  | 13,5  | 9,6   | 5,7   | 1,6   | -2,6  | 4,9    |
| Rekordy minimalnej temperatury [°C]                                   | -25   | -23,2 | -17,2 | -8,5  | -1,8  | 3,5   | 4,3   | 3,7   | 0     | -7,8  | -13,9 | -26   | −26    |
| Opady [mm]                                                            | 45,2  | 46,6  | 58,6  | 67,8  | 128,7 | 131,6 | 143,2 | 92,0  | 110,2 | 72,7  | 56,8  | 45,2  | 998,3  |
| Średnia liczba dni z opadami                                          | 17,03 | 16,34 | 15,57 | 13,93 | 16,80 | 15,73 | 15,60 | 12,77 | 13,13 | 14,20 | 14,57 | 15,77 | 181,44 |
| Źródło: Klimat Polski – Serwis IMGW-PIB. Dane za wielolecie 1991–2020 |       |       |       |       |       |       |       |       |       |       |       |       |        |

### Podział administracyjny

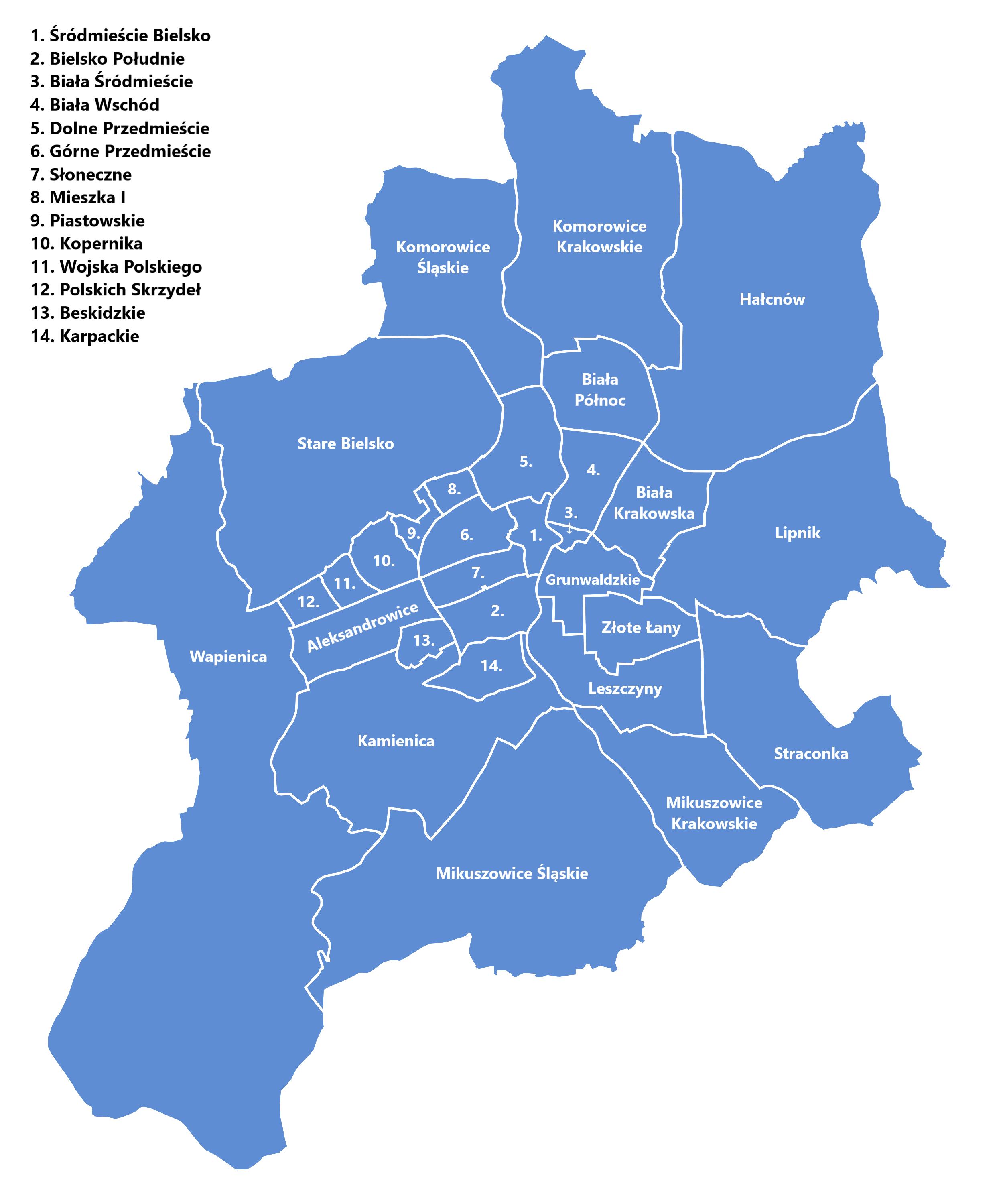
Podział Bielska-Białej na osiedla – jednostki pomocnicze gminy

Bielsko-Biała oficjalnie podzielone jest na 30 osiedli, które stanowią jednostki pomocnicze gminy. Osiedla te działają na podstawie statutów przyjętych w drodze uchwały LXVII/1093/2002 Rady Miejskiej w Bielsku-Białej z dnia 8 października 2002.

- Aleksandrowice
- Biała Krakowska
- Biała Śródmieście
- Biała Północ
- Biała Wschód
- Bielsko Południe
- Dolne Przedmieście
- Górne Przedmieście
- Hałcnów
- Kamienica
- Komorowice Krakowskie
- Komorowice Śląskie
- Leszczyny
- Lipnik
- Mikuszowice Krakowskie
- Mikuszowice Śląskie
- Osiedle Beskidzkie
- Osiedle Grunwaldzkie
- Osiedle Karpackie
- Osiedle Kopernika
- Osiedle Mieszka I
- Osiedle Piastowskie
- Osiedle Polskich Skrzydeł
- Osiedle Słoneczne
- Osiedle Wojska Polskiego
- Stare Bielsko
- Straconka
- Śródmieście Bielsko
- Wapienica
- Złote Łany

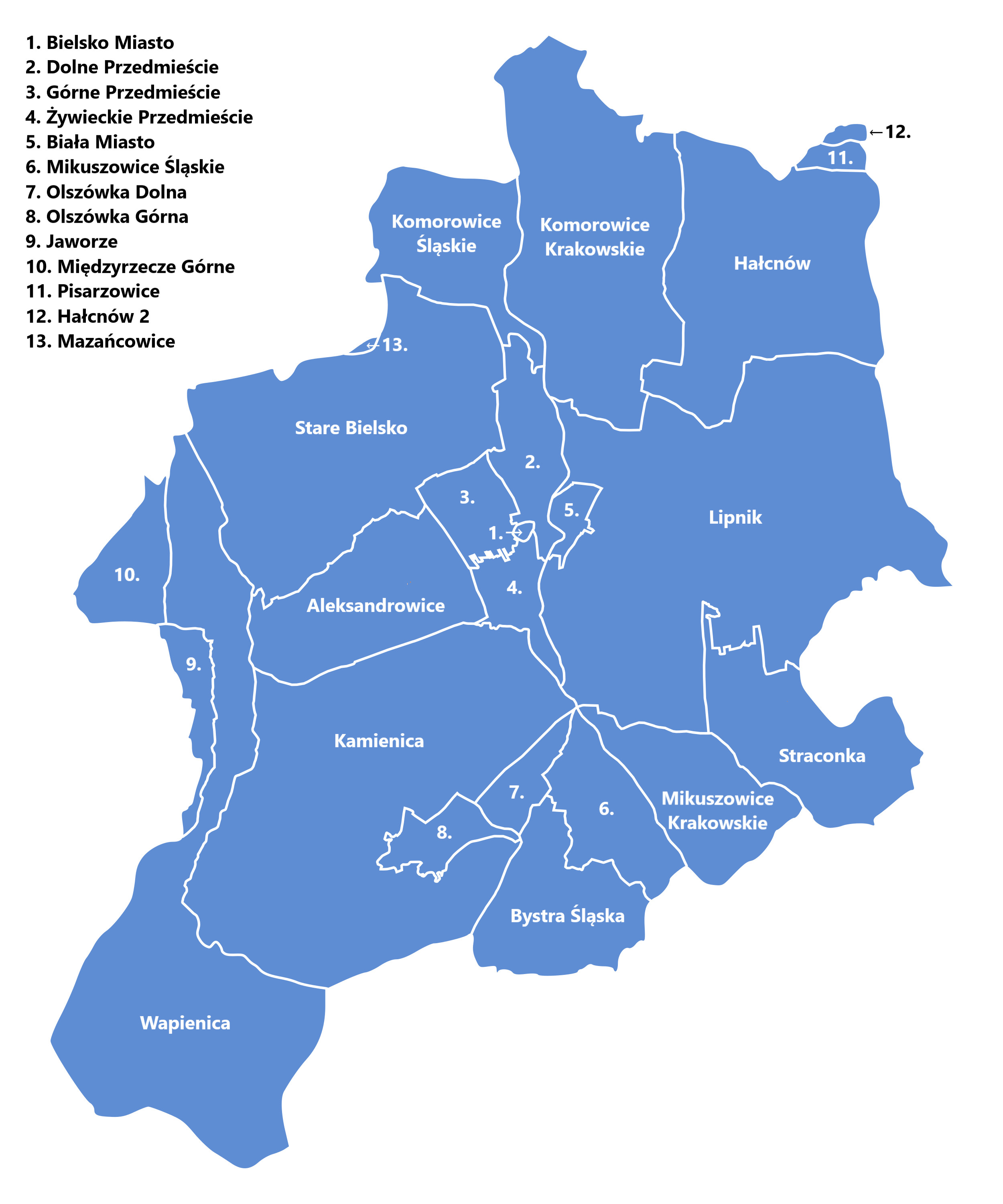
Podział Bielska-Białej na obręby ewidencyjne

Równolegle funkcjonuje podział na obręby ewidencyjne, których granice odzwierciedlają dawne granice miejscowości stopniowo przyłączanych do Bielska-Białej w XX wieku, a także granice historycznych dzielnic (przedmieść) Bielska. Są to:
- Bielsko Miasto
- Biała Miasto
- Dolne Przedmieście (podzielone formalnie na trzynaście niewielkich obrębów)
- Górne Przedmieście
- Żywieckie Przedmieście
- Aleksandrowice
- Hałcnów i Hałcnów 2
- Lipnik
- Kamienica
- Komorowice Śląskie
- Komorowice Krakowskie
- Mikuszowice Śląskie
- Mikuszowice Krakowskie
- Olszówka Dolna
- Olszówka Górna
- Stare Bielsko
- Straconka
- Wapienica

Ponadto niektóre peryferyjne obszary wchodzą w skład obrębów Bystra Śląska, Jaworze, Mazańcowice, Międzyrzecze Górne i Pisarzowice, co jest pokłosiem wcielenia do Bielska-Białej również fragmentów tychże wsi. W niektórych przypadkach (np.  Mikuszowice Krakowskie, Stare Bielsko, Straconka) granice obrębów i osiedli samorządowych są do siebie zbliżone, w wielu innych (np.  Aleksandrowice, Dolne Przedmieście, Lipnik, Mikuszowice Śląskie) obręby i osiedla o tych samych nazwach nie korespondują ze sobą terytorialnie.
Potoczne, zwyczajowe rozumienie „dzielnic” w Bielsku-Białej i przynależności do nich poszczególnych obszarów czerpie luźno z obu rodzajów podziału.

## Przyroda

### Zieleń miejska

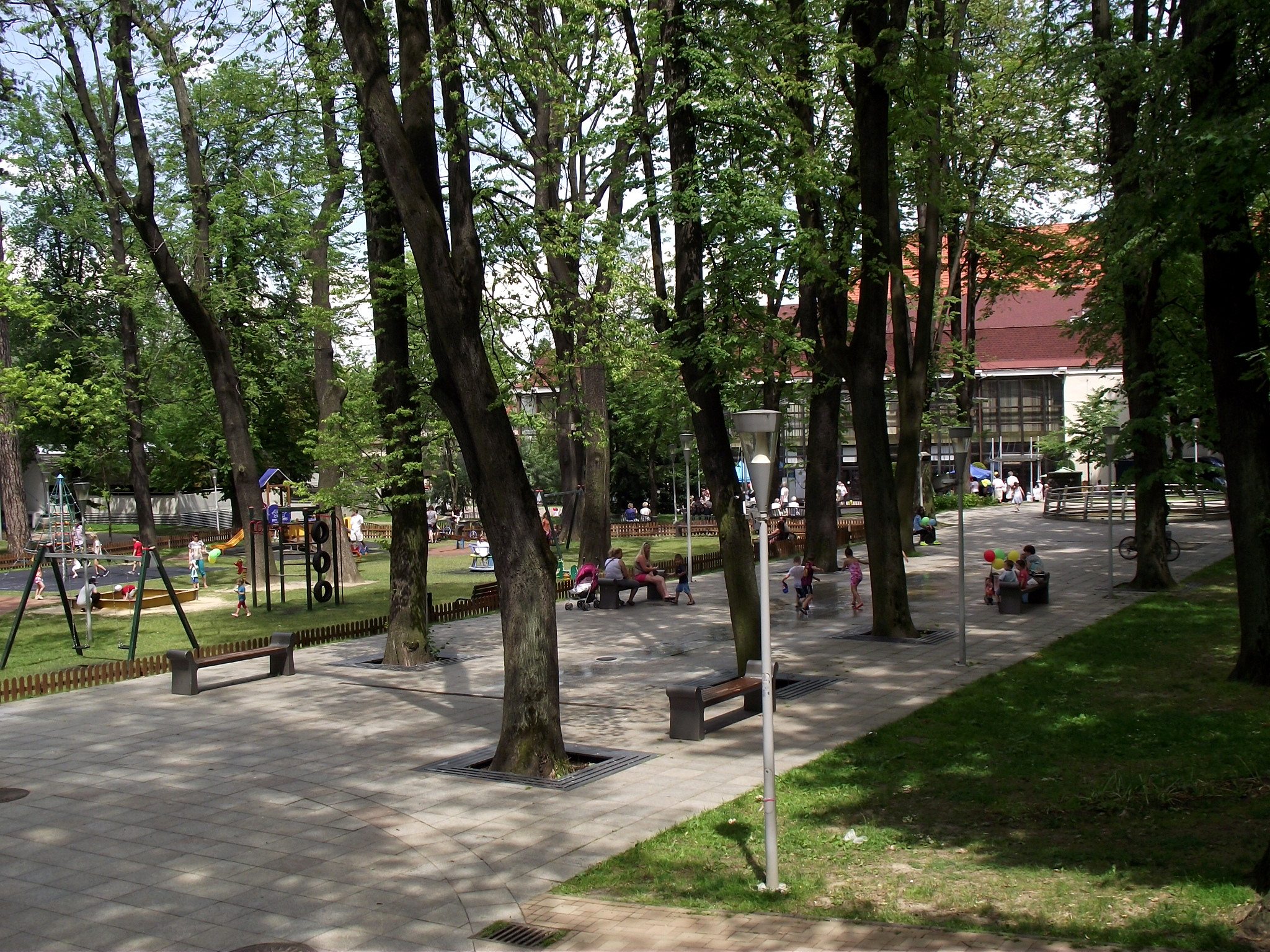
Park im. Juliusza Słowackiego

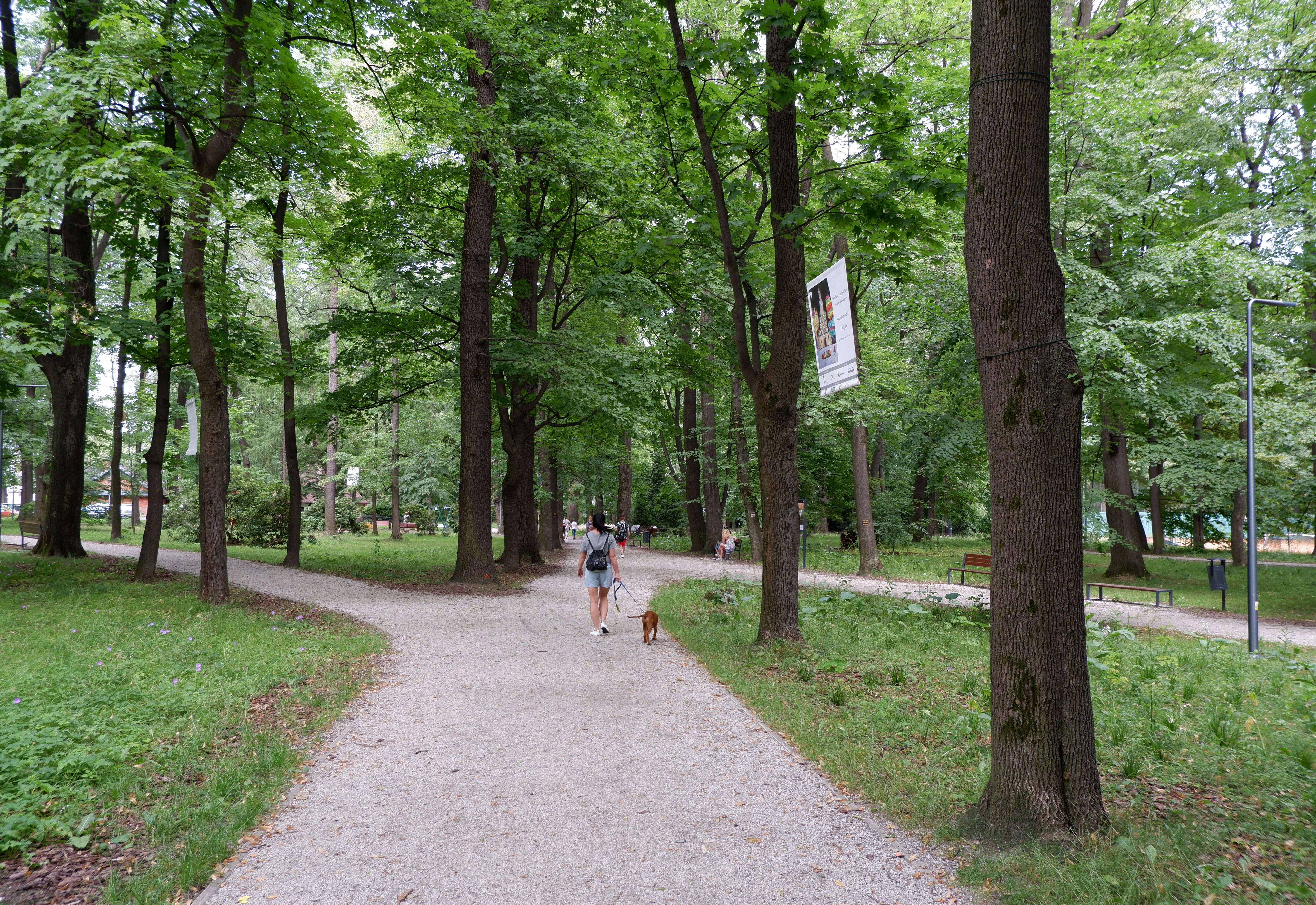
Cygański Las

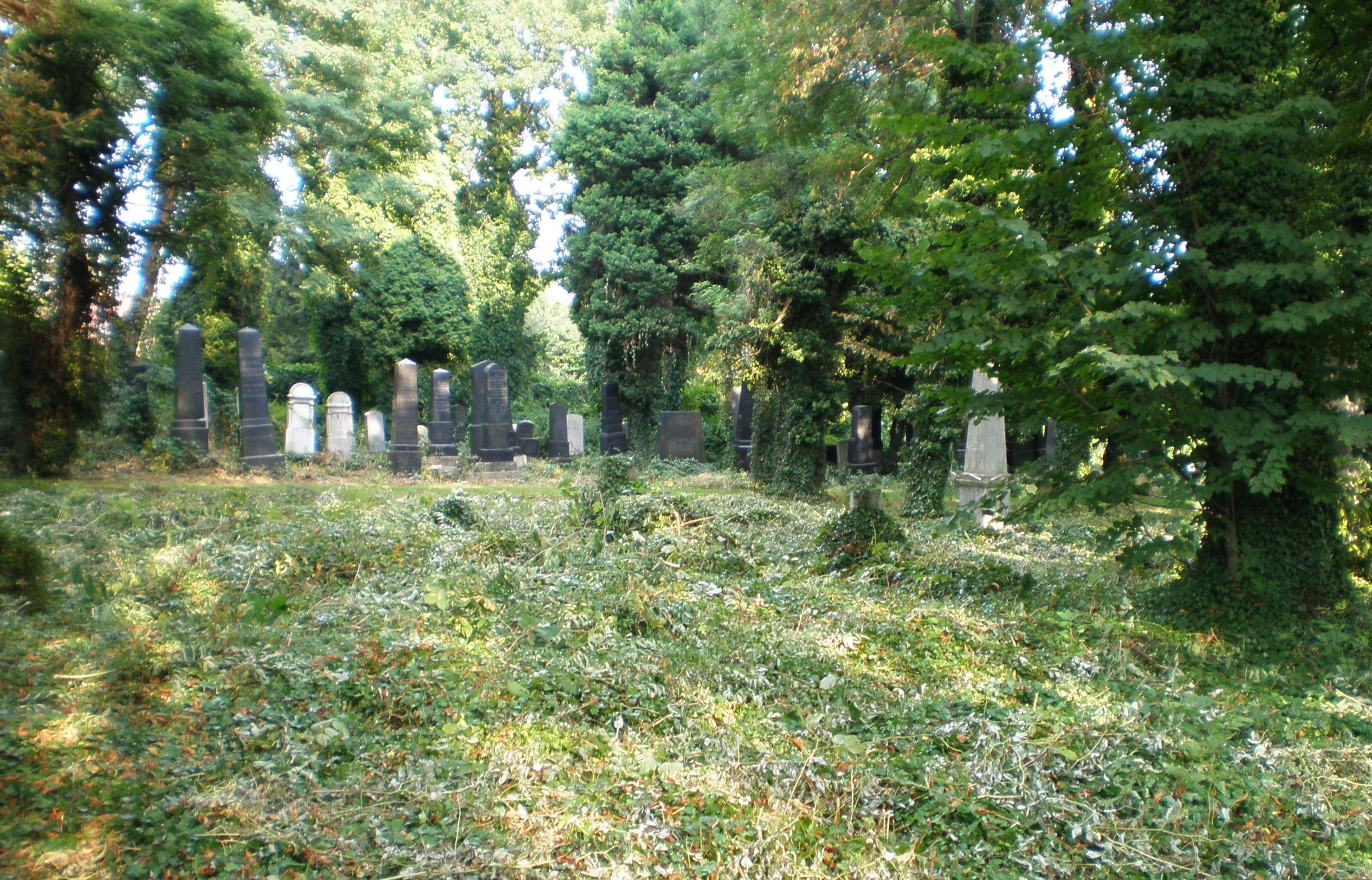
Cmentarz żydowski

Według raportu Obserwatorium Polityki Miejskiej Instytutu Rozwoju Miast i Regionów z 2020 Bielsko-Biała było miastem o piątym najwyższym udziale zieleni wśród polskich miast powyżej stu tysięcy mieszkańców. Wynosił on 62,9%. Na tak wysoki odsetek ma wpływ fakt, że w skład miasta wchodzą rozległe zalesione tereny górskie. Według studium uwarunkowań i kierunków rozwoju przestrzennego z 2012 do „strefy środowiska przyrodniczego” zaliczało się 42,12% terytorium miasta, z tego lasy stanowiły 24,47%, zieleń w dolinach rzek i potoków 6,58%, zieleń użytkowa (parki, skwery, ogrody itp.) 2,59%, cmentarze 0,65%, wody powierzchniowe i śródlądowe 1,32%, a do pozostałych terenów zielonych wliczono 6,55% powierzchni.
W obrębie historycznego centrum znajdują się trzy główne parki miejskie założone pod koniec XIX wieku:
- park im. Juliusza Słowackiego na Dolnym Przedmieściu
- park Włókniarzy na Żywieckim Przedmieściu
- park przy ratuszu w Białej

Inne duże założenia parkowe o znaczeniu ogólnomiejskim to:
- Cygański Las płynnie przechodzący od formy parkowej w swej dolnej części przy zabudowaniach dzielnicy Olszówka do górskiego lasu na stokach Koziej Góry, Kołowrotu, Równi i Górnej Równi w Beskidzie Śląskim
- Błonia w Mikuszowicach Śląskich
- Bulwary Młodości (Straceńskie) nad potokiem Straconka w dzielnicy Leszczyny
- Park Strzygowskiego nad rzeką Białą na pograniczu Leszczyn i Kamienicy

Enklawę dzikiej przyrody w centrum Bielska-Białej stanowią cmentarze, przy czym szczególne walory przyrodnicze posiadają dwa z nich:
- Stary Cmentarz Ewangelicki zlokalizowany na Bielskim Syjonie
- cmentarz żydowski położony w Aleksandrowicach

Występują na nich liczne drzewa o wymiarach pomnikowych, oplecione dodatkowo przez bluszcz. Nagrobki, mury i alejki obrośnięte są wieloma gatunkami roślin, a z rzadka odwiedzane nekropolie stanowią oazę dla licznych ptaków. Pojawiają się również ślady bytowania drobnych ssaków.
Cennym elementem zieleni miejskiej są założenia parkowe i ogrodowe zlokalizowane w sąsiedztwie dawnych pałaców i willi fabrykanckich. Rosną w nich ciekawe okazy drzew, nierzadko egzotyczne. Przykładem może być ogród przy willi Theodora Sixta, dworze lipnickim czy pałacyku Eduarda Zipsera.

### Obszary chronione

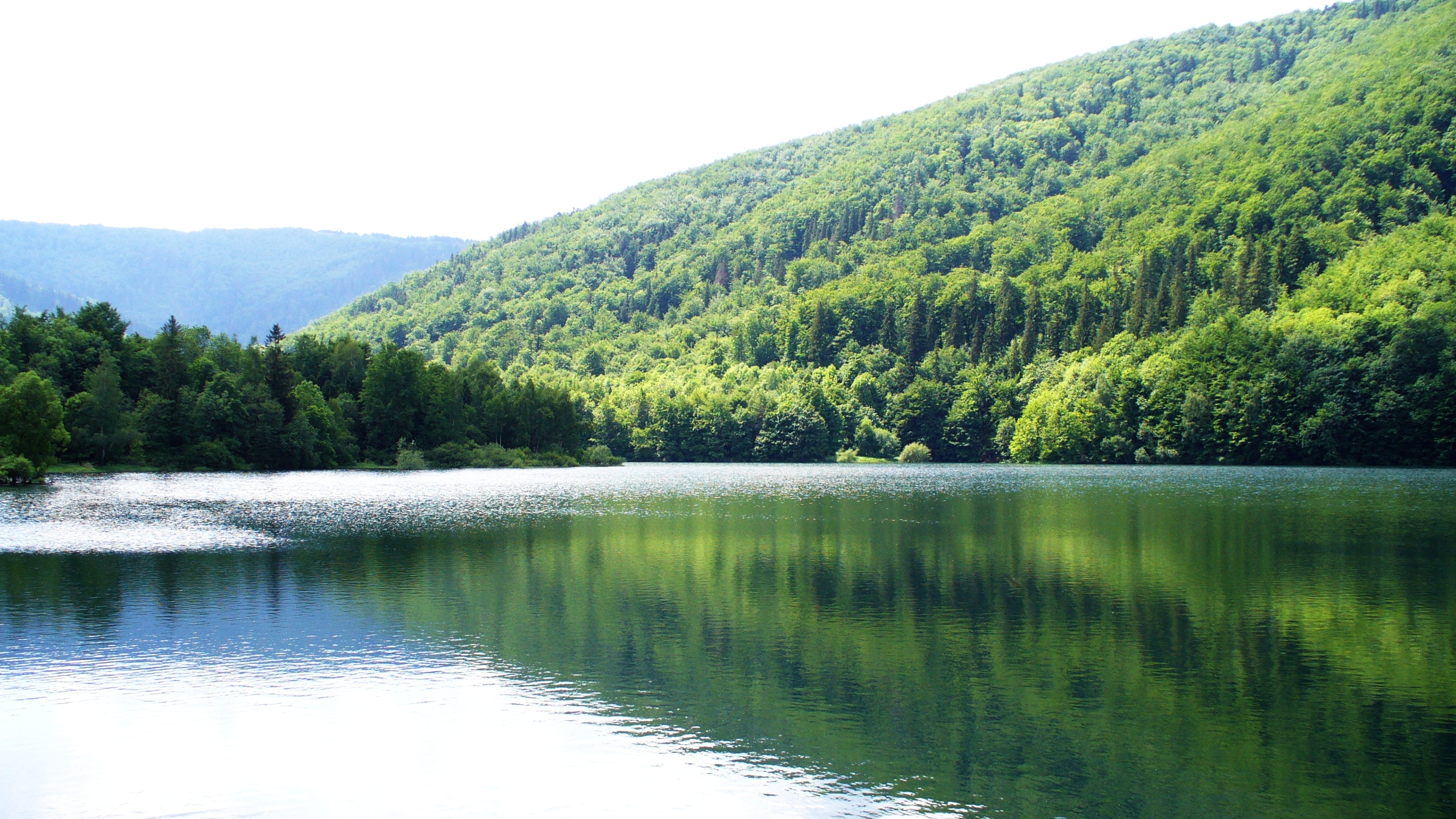
Widok z Jeziora Wielka Łąka w Dolinie Wapienicy na rezerwat przyrody Jaworzyna

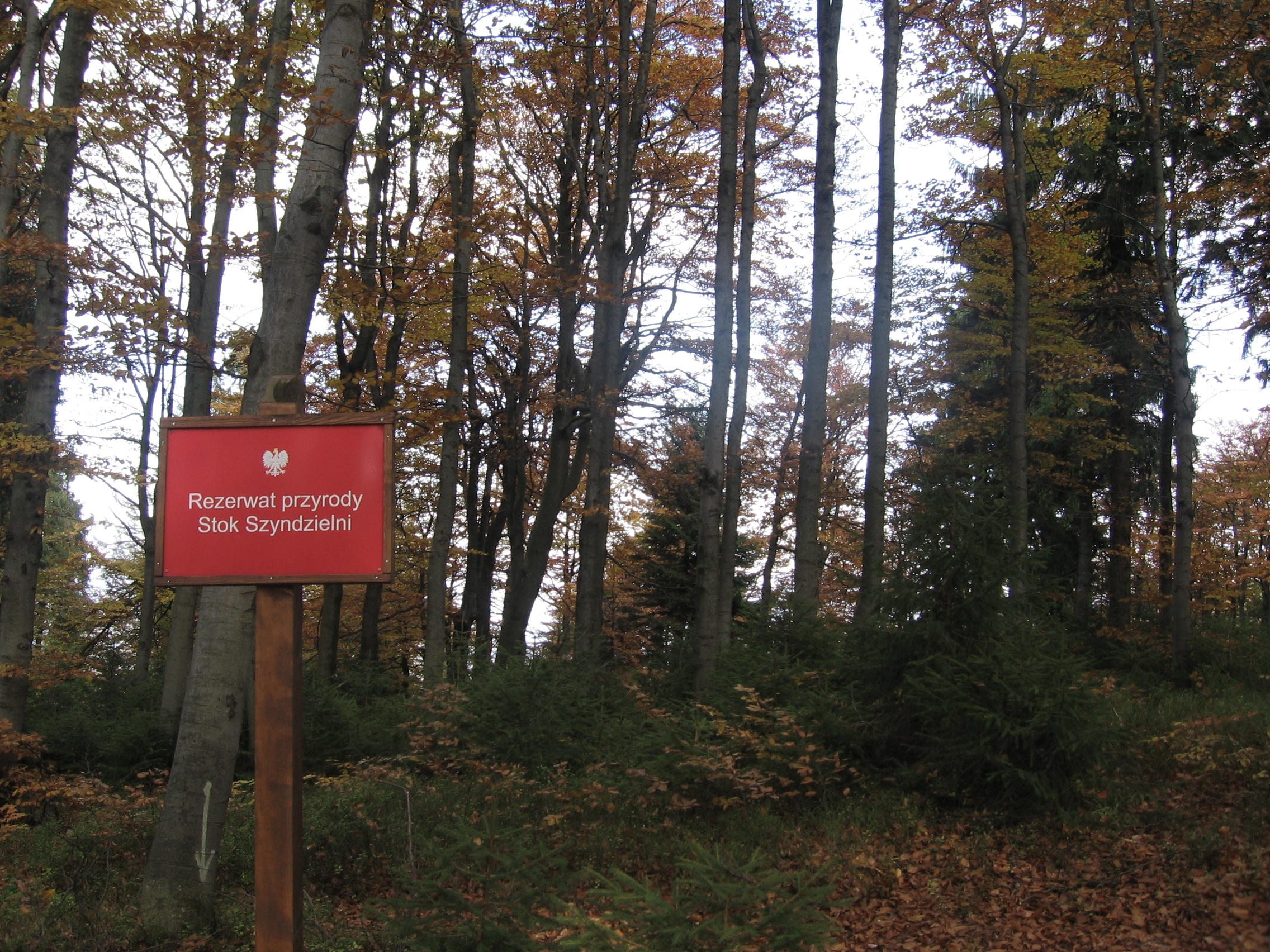
Rezerwat przyrody Stok Szyndzielni

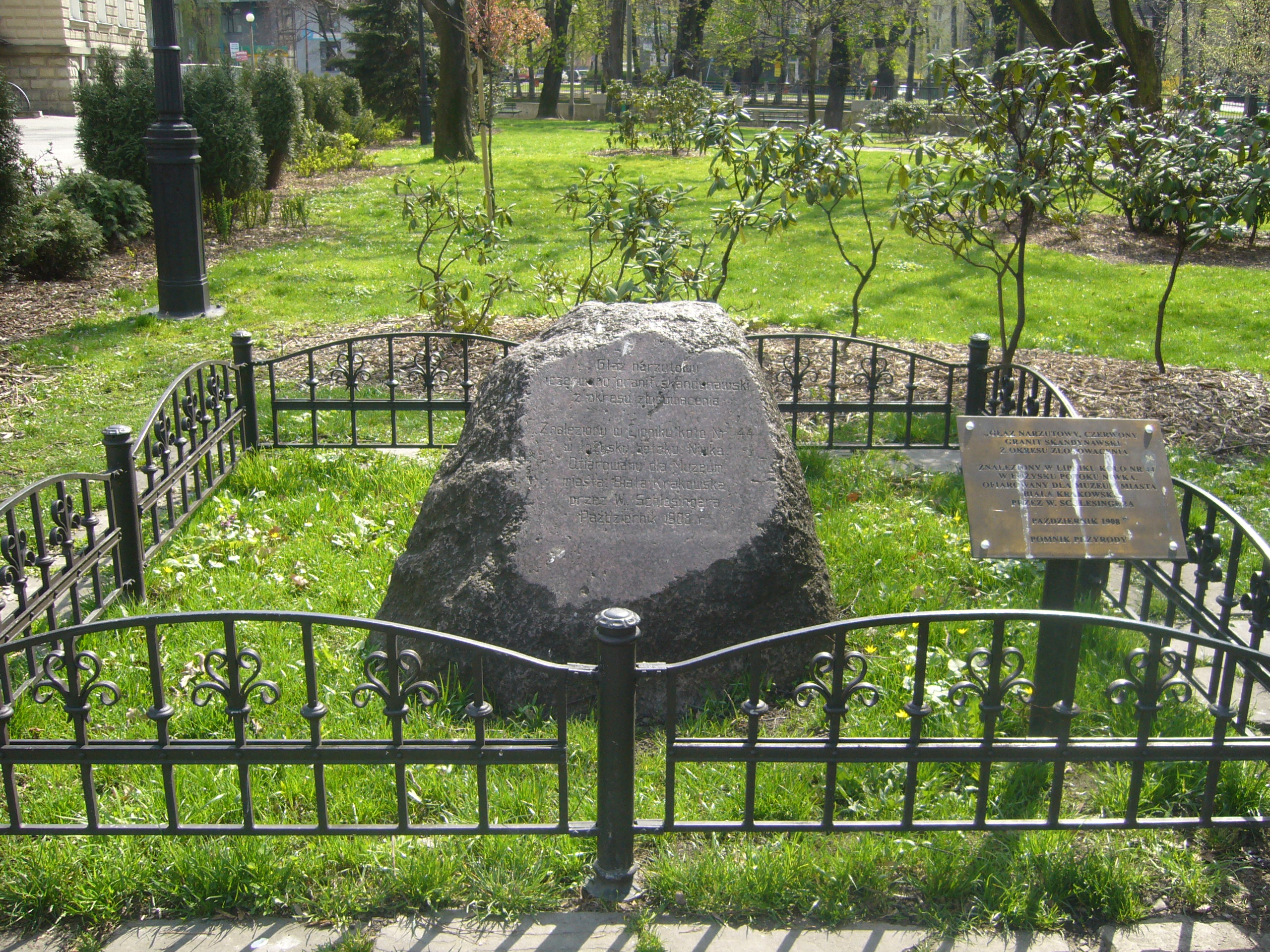
Głaz narzutowy w parku przy ratuszu w Białej

W 2008 udział obszarów chronionych w powierzchni Bielska-Białej wynosił 35,8%. Dawało to miastu trzecie, po Koszalinie i Kielcach, miejsce w Polsce.
Większość terenów górskich w granicach Bielska-Białej leży w obrębie dwóch parków krajobrazowych: Parku Krajobrazowego Beskidu Małego i Parku Krajobrazowego Beskidu Śląskiego. Równocześnie są one chronione w ramach programu ochrony siedlisk Natura 2000: obszar Beskid Mały (42,92 ha w granicach miasta) i obszar Beskid Śląski (2442,62 ha w granicach miasta).
W granicach miasta znajdują się cztery zespoły przyrodniczo-krajobrazowe:
- Dolina Wapienicy (data założenia 1990, powierzchnia 1519 ha)
- Cygański Las (data założenia 1997, powierzchnia 593 ha)
- Sarni Stok (data założenia 2002, powierzchnia 0,11 km²)
- Gościnna Dolina (data założenia 2006, powierzchnia pierwotnie 39 ha, po czym zniesiono i powtórnie powołano w 2012 o powierzchni 30,61 ha)[37]

Dolina Wapienicy jest też pierwszym w Polsce miejscem, gdzie wprowadzono w życie ideę parku ekologicznego, czyli połączenia ochrony przyrody z edukacją ekologiczną opartą na jej bezpośrednim doświadczaniu i zaangażowaniu społecznym na jej rzecz.
W Bielsku-Białej ustanowiono dwa rezerwaty przyrody:
- Stok Szyndzielni (data założenia 1953, powierzchnia 54,96 ha)
- Jaworzyna (data założenia 2003, powierzchnia 40,03 ha)

Ponadto istnieją dwa użytki ekologiczne, oba są położone w Mikuszowicach Krakowskich w rejonie ulicy księdza Kusia, powstały w celu zachowania miejsc masowego rozrodu płazów:
- Żabiniec (data założenia 2006, powierzchnia 0,8 ha)
- Zbiornik Weldoro (data założenia 2008, powierzchnia 0,2 ha)

Bielsko-Biała posiada 65 pomników przyrody przyrody, w tym:
- 52 pojedyncze drzewa
- 7 skupisk drzew
- 1 głaz narzutowy – czerwony granit skandynawski z okresu zlodowacenia umieszczony w parku przy ratuszu w Białej

### Zanieczyszczenia środowiska

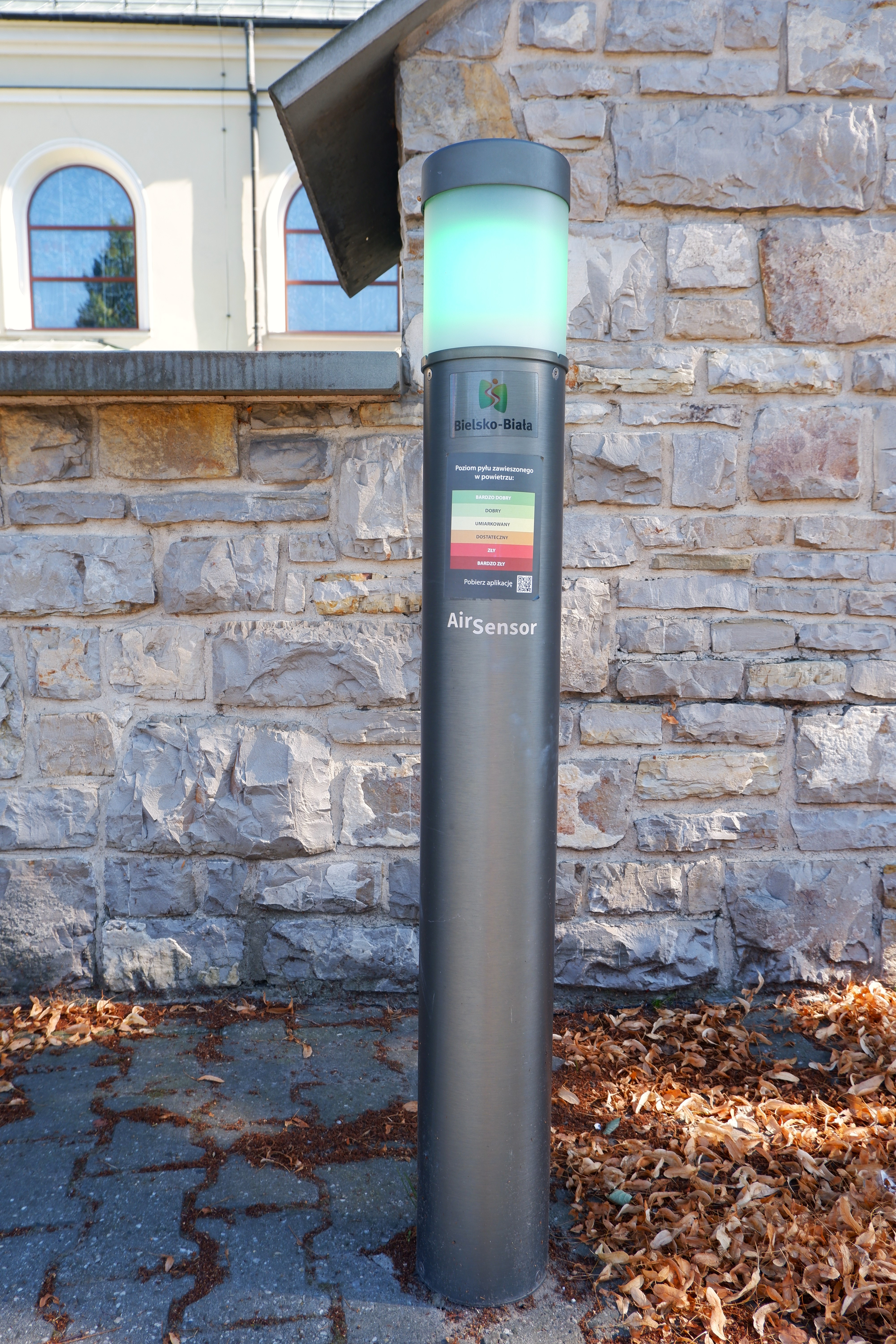
Czujnik jakości powietrza w Hałcnowie

Bielsko-Biała należy do miast o stosunkowo dużym zanieczyszczeniu środowiska. Według raportu Światowej Organizacji Zdrowia w 2016 zostało sklasyfikowane jako dwudzieste siódme najbardziej zanieczyszczone miasto Unii Europejskiej. Z kolei w raporcie organizacji IQAir z 2020 znalazło się na miejscu trzydziestym ósmym w Europie i piątym w Polsce. Liczba dni, gdy przekroczone było dopuszczalne dobowe stężenie pyłu zawieszonego PM10, wynosiła w latach 2018–2022 kolejno: 52, 30, 33, 41, 24.
Największy wpływ na zanieczyszczenie powietrza ma wpływ eksploatacja przestarzałych źródeł na paliwa stałe w gospodarstwach domowych, emisja pyłów i gazów z zakładów przemysłowych oraz ruch komunikacyjny. Utrzymanie na obszarze śródmieścia tradycyjnych rozwiązań z indywidualnymi kotłowniami węglowymi, koksowymi i gazowymi powoduje pogarszanie się stanu środowiska w tej części miasta i może być przyczyną przekraczania dopuszczalnych stężeń zanieczyszczeń powietrza, co grozi konsekwencjami w postaci negatywnego oddziaływania na ludzi i budowle, w szczególności na zabytki. Źródłami zanieczyszczenia powietrza w Bielsku-Białej są również komunikacja samochodowa oraz energetyka, szczególnie niska emisja z lokalnych systemów grzewczych. Zanieczyszczenia wynikające z ruchu motoryzacyjnego koncentrują się w rejonach zwartej, wysokiej zabudowy miejskiej (w tzw. kanionach ulicznych). Organizacja ruchu pojazdów samochodowych na terenie Bielska-Białej jest niekorzystna i sprzyja powstawaniu zjawiska smogu fotochemicznego. Nie bez znaczenia jest także emisja pochodzenia energetycznego z obszarów sąsiednich (GOP, ROW, Zagłębie Ostrawsko-Karwińskie) oraz z procesów technologicznych realizowanych w zakładach przemysłowych.
Wody przepływających przez miasto rzek są silnie lub ponadnormatywnie zanieczyszczone szkodliwymi substancjami. Stan wód Białej, Wapienicy i Kromparku został w 2020 sklasyfikowany jako zły.
Sytuacja ekologiczna w mieście ulega w ostatnich latach stopniowej poprawie. Wpływ na to mają działania władz miejskich takie jak realizowany od 2015 „Plan Gospodarki Niskoemisyjnej”. W 2020 wymienionych zostało z wykorzystaniem miejskich dotacji 454 pieców węglowych w budynkach mieszkalnych. Już w 1997 powstało w Bielsku-Białej pierwsze w Polsce samorządowe Biuro Zarządzania Energią, obecnie funkcjonujące jako Wydział Ochrony Środowiska i Energii urzędu miejskiego. W ramach systemu państwowego monitoringu jakości powietrza miasto tworzy strefę oznaczoną kodem PL2403. W 2020 działało na jej terenie trzydzieści sześć urządzeń pomiarowych.

## Historia

### Średniowiecze i wczesna nowożytność

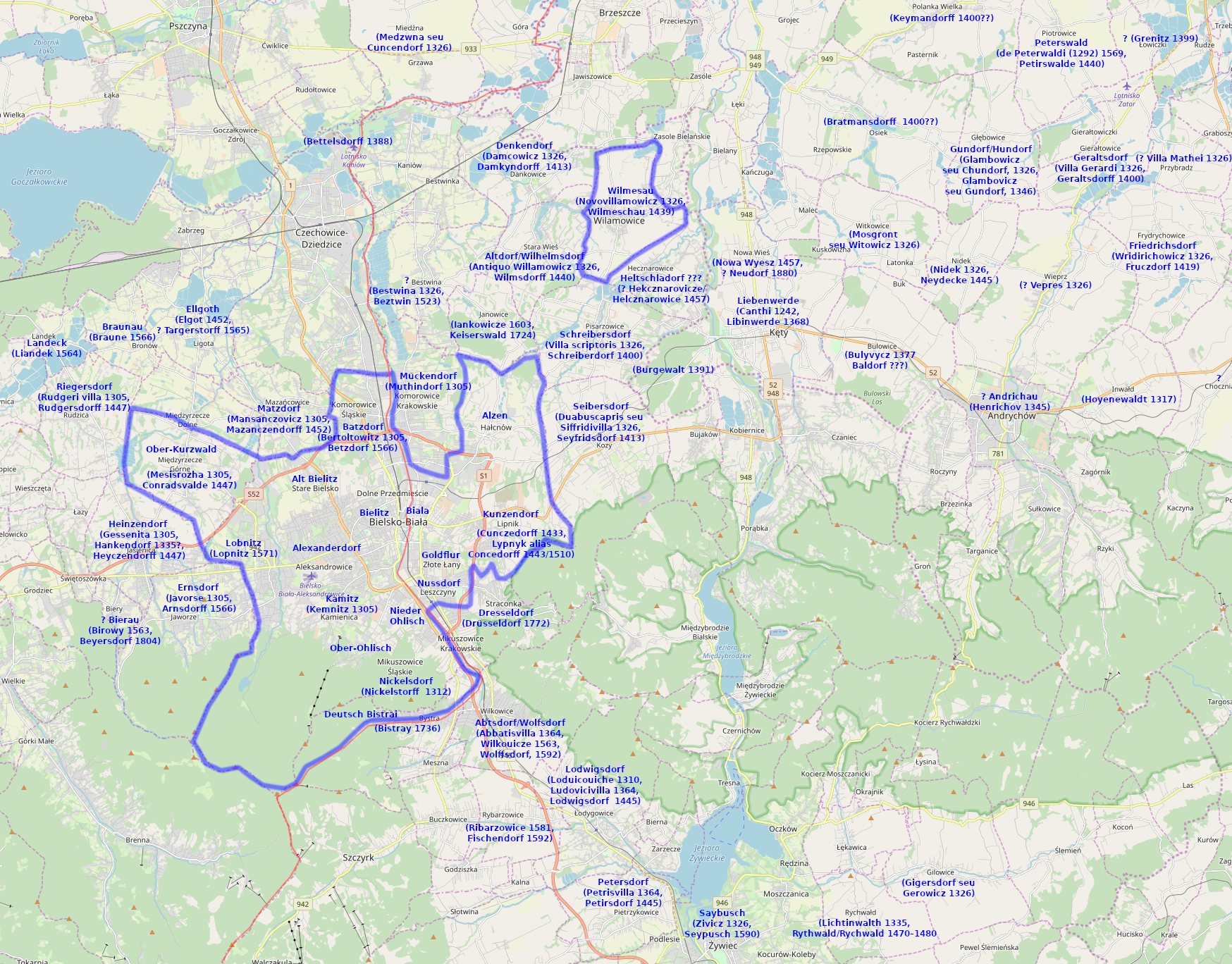
Granice bielsko-bialskiej wyspy językowej pod koniec XIX wieku i wcześniejsze wzmianki powiązanych z nią miejscowości

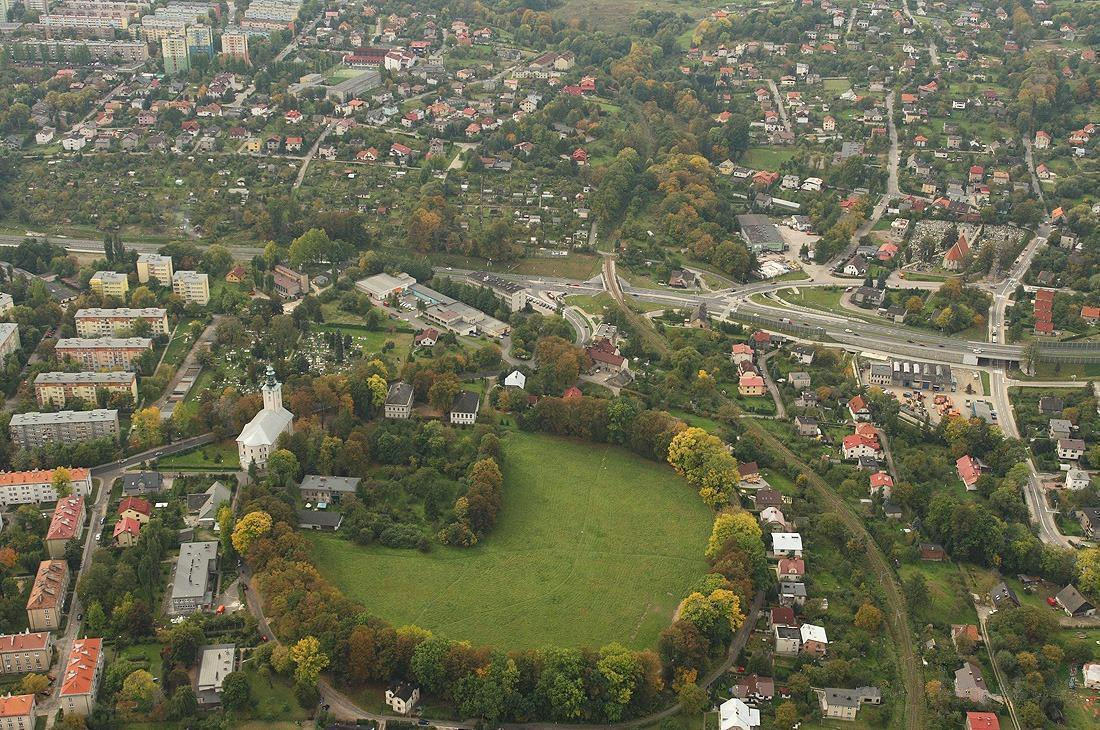
Grodzisko w Starym Bielsku

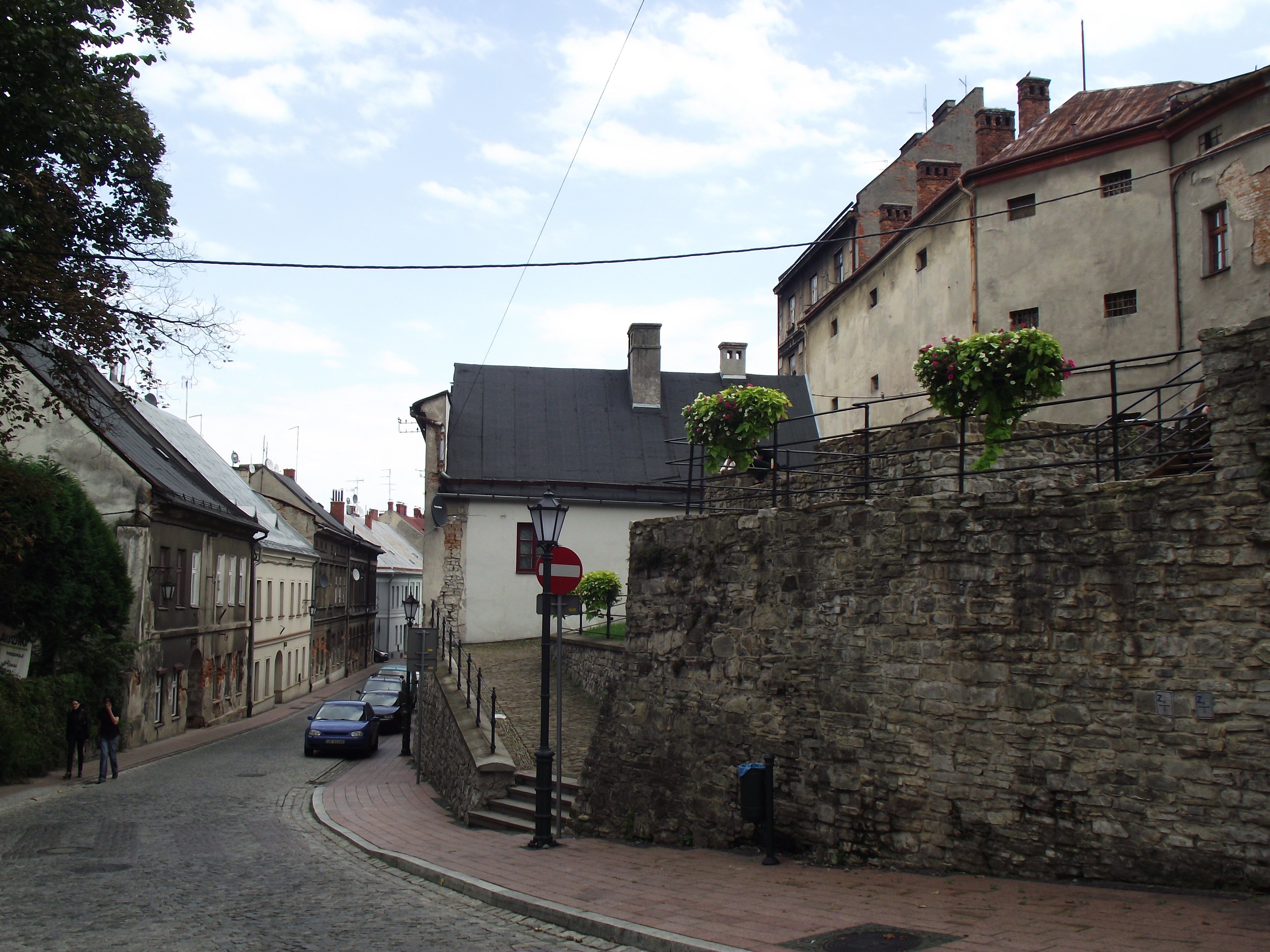
Pozostałości murów miejskich

Archeolodzy datują zaludnienie wzgórza staromiejskiego na XIII wiek, natomiast pierwsza pisemna wzmianka o Bielsku jako o mieście pochodzi z dnia 3 czerwca 1312. Pojawia się w dokumencie wydanym przez księcia cieszyńskiego Mieszka dotyczącym podarowania „wiernym mieszczanom bielskim” „niewyrąbanego lasu przy Mikuszowicach”, którego pozostałością jest zespół leśno-parkowy Cygański Las. Nieco wcześniej jako ważną osadę Belsko wymienia niedawno odkryty XVII-wieczny odpis dokumentu roku tego samego księcia sprzed 1312. Nazwy nie poprzedzają zazwyczaj stosowane w ówczesnych dokumentach określenia oppidum (w stosunku do miast na prawie polskim) lub civitates (na prawie niemieckim), co może świadczyć o tym, że Belsko nie posiadało jeszcze praw miejskich. Sporządzony około 1305 Liber fundationis episcopatus Vratislaviensis nie wymienia jeszcze takiego miasta w księstwie cieszyńskim, choć wymienia np. właśnie zakładane na prawie niemieckim miasto (civitates) Frysztat i 70 nowo powstałych wsi, co poświadcza prowadzoną wówczas wielką akcję osadniczą w ramach kolonizacji na prawie niemieckim w księstwie cieszyńskim, głównie w oparciu o rodzimą ludność słowiańską. Wyraźnie odróżniało się na tym tle osadnictwo wokół Bielska, gdzie powstała tzw. bielsko-bialska wyspa językowa (Bielitz-Bialaer Sprachinsel), która okazała się być największą i najbardziej zwartą strefą osadnictwa niemieckiego. Pomogło to przetrwać kulturze niemieckiej nieprzerwanie do 1945 roku, a jeszcze na początku XX wieku częścią Sprachinsel było oprócz Bielska i Białej dziesięć okolicznych wsi (większość obecnych dzielnic, a także Międzyrzecze Górne i Bystra Śląska). W średniowieczu wyspa ta mogła rozciągać się przynajmniej poza Kęty, jednak z czasem okolice tego miasta – poza Wilamowicami – uległy polonizacji. Pamiątką starszego osadnictwa jest grodzisko z przełomu XII i XIII wieku w dzielnicy Stare Bielsko.
W chwili założenia miasta księstwo cieszyńskie znajdowało się od kilku lat w orbicie zainteresowania króla czeskiego Wacława II, który z sukcesem nawiązał sojusz z Mieszkiem cieszyńskim w 1292, co ułatwiło mu zdobycie krakowskiego tronu w 1300. Zwieńczeniem powstałych w ten sposób relacji Mieszka I i jego syna, księcia Kazimierza, z Królestwem Czech był hołd lenny tego ostatniego złożony w 1327 królowi Janowi Luksemburskiemu. Śląsk Cieszyński wraz z Bielskiem stał się na następne 600 lat częścią ziem Korony Czeskiej. Zarazem około 1315 doszło do podziału księstwa na część cieszyńską i oświęcimską, granicę między którymi wyznaczała rzeka Biała. Księstwo oświęcimskie zostało w 1457 sprzedane polskiemu królowi Kazimierzowi IV Jagiellończykowi i w ten sposób rzeka płynąca przez miasto stała się granicą dwóch monarchii. Położone po wschodniej stronie rzeki miejscowości stały się częścią niegrodowego starostwa lipnickiego, wydzierżawianego prywatnym właścicielom jako tzw. tenuta. Od 1564 leżały w granicach powiatu śląskiego województwa krakowskiego.
W epoce wczesnonowożytnej dzieje Bielska zaczęły być związane były z wyrobem tekstyliów. W 1548 książę cieszyński Wacław III Adam zatwierdził statut miejscowemu cechowi sukienników, nadając mu szereg przywilejów. Między innymi od tego czasu bielskie wyroby wyróżniały się znakiem „B.S.” (bielskie sukno). Z czasem cech uzyskiwał kolejne przywileje, rozwijając się szczególnie prężnie od połowy XVII wieku. W 1728 prawie dwie trzecie wszystkich bielskich warsztatów rzemieślniczych to były warsztaty sukiennicze (271 spośród 429). Do innych znaczących gałęzi gospodarki należały browarnictwo i handel rozkwitający dzięki przygranicznemu położeniu.

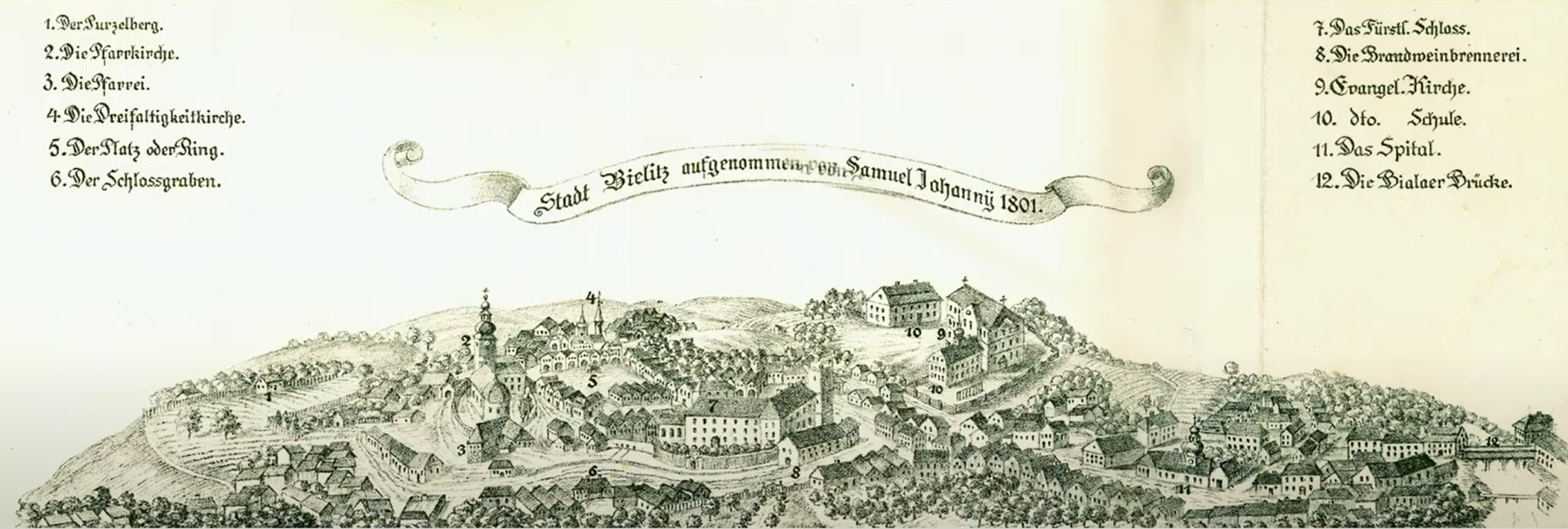
Bielsko na drzeworycie z 1801 – Bielski Syjon oznaczony nr 9 i 10

Bielsko było pierwszym miastem na terenie księstwa cieszyńskiego, w którym rozpowszechniły się nauki Marcina Lutra – już na przełomie lat 30. i 40. XVI wieku, jeszcze zanim książę Wacław III Adam przyjął luteranizm w 1545. Również później w Bielsku znajdowała się najsilniejsza gmina protestancka na całym Śląsku Cieszyńskim, która w 1587 uzyskała przywilej gwarantujący, że w mieście będą odbywać się wyłącznie luterańskie nabożeństwa. Na bielskim zamku działał Jerzy Trzanowski. Protestancki charakter Bielsko zachowało również po wojnie trzydziestoletniej. Rozpoczęta w drugiej połowie XVII wieku akcja rekatolizacyjna nie odnosiła zbyt dużych sukcesów. Przez cały okres kontrreformacji odbywały się nabożeństwa luterańskie – początkowo w kościele św. Trójcy za przyzwoleniem władzy zwierzchniej, później w domach czy w okolicznych beskidzkich lasach (tzw. leśne kościoły) – a zaraz po wydaniu Patentu tolerancyjnego przez cesarza Józefa II w 1781 na północ od historycznego centrum powstała dzielnica ewangelicka z kościołem Zbawiciela, obecną siedzibą biskupa i szkołami, określana jako Bielski Syjon. Do dzisiaj pozostaje ona centrum kultury protestanckiej o ponadregionalnym znaczeniu. W 1900 na Bielskim Syjonie odsłonięto pomnik Marcina Lutra – jeden z zaledwie dwóch w całych Austro-Węgrzech (drugi powstał w czeskim Aszu), a obecnie jedyny w granicach Polski.

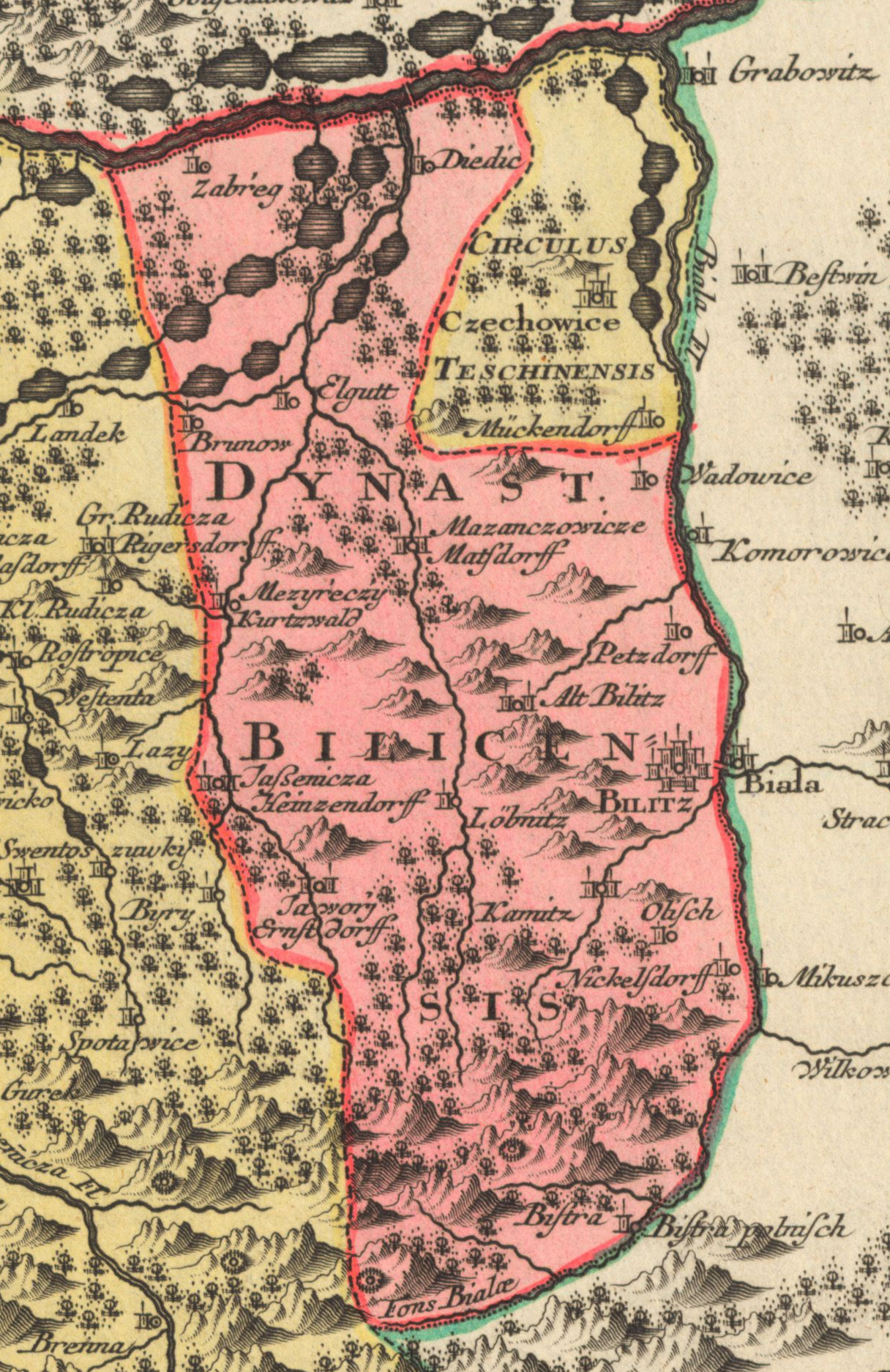
Państwo bielskie na mapie Matthäusa Seuttera (I połowa XVIII wieku)

Wacław III Adam zapisał się w dziejach miasta również w tym, że w związku ze swoimi kłopotami finansowymi i wysokim zadłużeniem w 1572 wydzielił z księstwa cieszyńskiego samodzielne bielskie państwo stanowe, które sprzedał Karlowi Promnitzowi. Kolejnymi jego właścicielami byli Adam Schaffgotsch (1582–1592), węgierscy Sunneghowie (1592–1724), Heinrich Wilhelm von Solms-Wildenfels (1728–1741), a następnie Friedrich Wilhelm von Haugwitz, któremu udało się w roku 1752 wystarać u Marii Teresy podniesienie państwa stanowego do statusu księstwa. W tym samym roku zakupił je Aleksander Józef Sułkowski i od tego zaczęło się panowanie rodu Sułkowskich na bielskim zamku trwające aż do roku 1945.
Dzieje Białej sięgają drugiej połowy XVI wieku, pierwsza wzmianka pochodzi z 1564. Powstała ona jako mała osada rzemieślnicza z 13 domami na gruntach należących do wsi Lipnik. Usamodzielniła się w 1613. Pierwszymi osadnikami byli najprawdopodobniej mieszkańcy bielskich przedmieść, którzy przenieśli się na drugą stronę rzeki pod wpływem konfliktów z uprzywilejowanymi „wielkomieszczanami” z miasta lokacyjnego. W XVII wieku Biała rozwinęła się na skutek napływu uchodźców z sąsiedniego Śląska uciekających przed kontrreformacją i poborami wojskowymi w czasie wojny trzydziestoletniej. 9 stycznia 1723 uzyskała prawa miejskie.
Podobny charakter etniczny (przewaga ludności niemieckojęzycznej), religijny (luteranizm) i gospodarczy (handel i rzemiosło, w tym sukiennictwo) od początku sprzyjały bliskim związkom między Bielskiem i Białą niezależnie od odmiennej przynależności państwowej. Ponadto Biała powstała bezpośrednio na drugim brzegu niewielkiej rzeki, więc oba miasta stanowiły jedną całość urbanistyczną. W 1772 (I rozbiór Polski) Biała została włączona w skład monarchii habsburskiej. Rzeka stała się odtąd granicą między dwoma krajami koronnymi Austrii: Galicją oraz Śląskiem Austriackim, do którego należały ziemia cieszyńska, opawska, karniowska i pozostałe fragmenty Śląska pozostawione Habsburgom po I wojnie śląskiej (1740–1742). Układ urbanistyczny Białej został znacznie przekształcony w ostatnich dwóch dekadach XVIII wieku w związku z budową traktu środkowogalicyjskiego, którego częścią była obecna ulica 11 Listopada.

### Od rewolucji przemysłowej do II wojny światowej

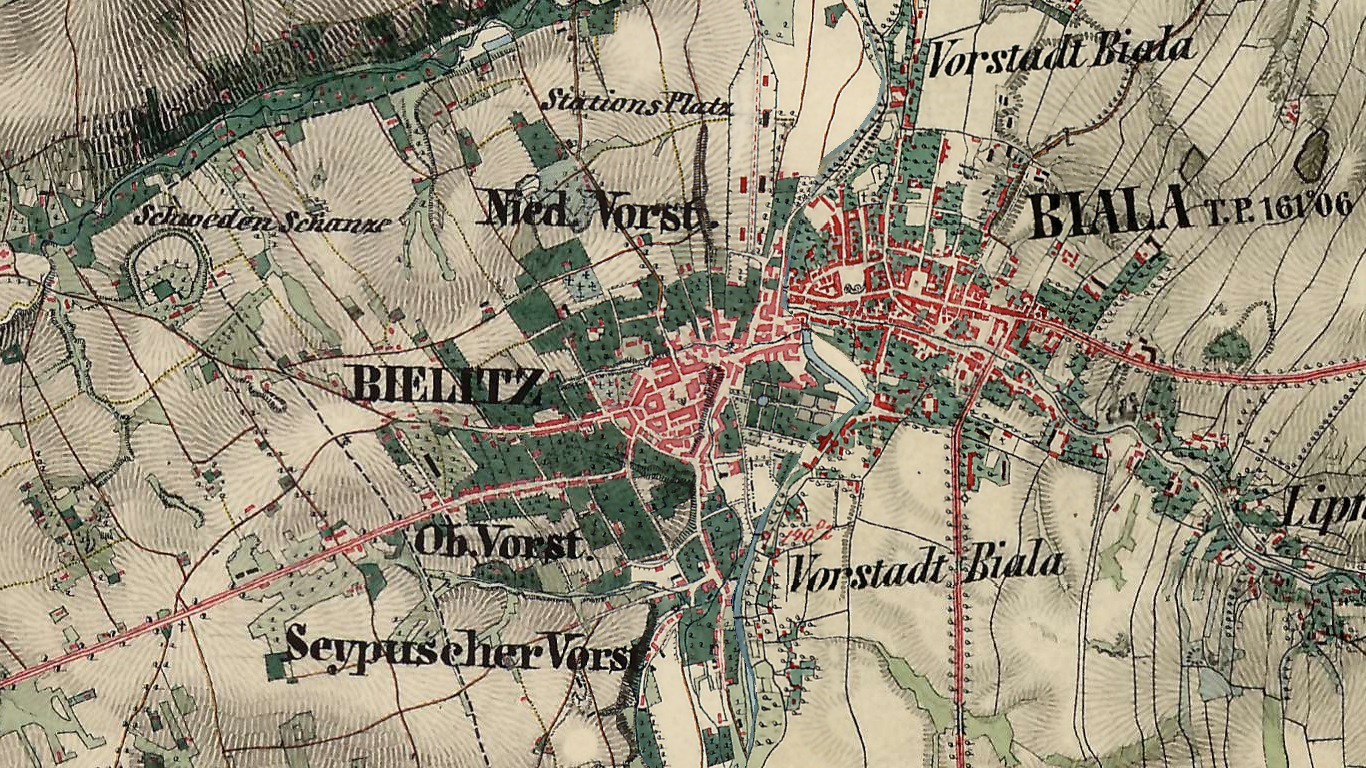
Bielsko i Biała na austriackiej mapie topograficznej z połowy XIX wieku

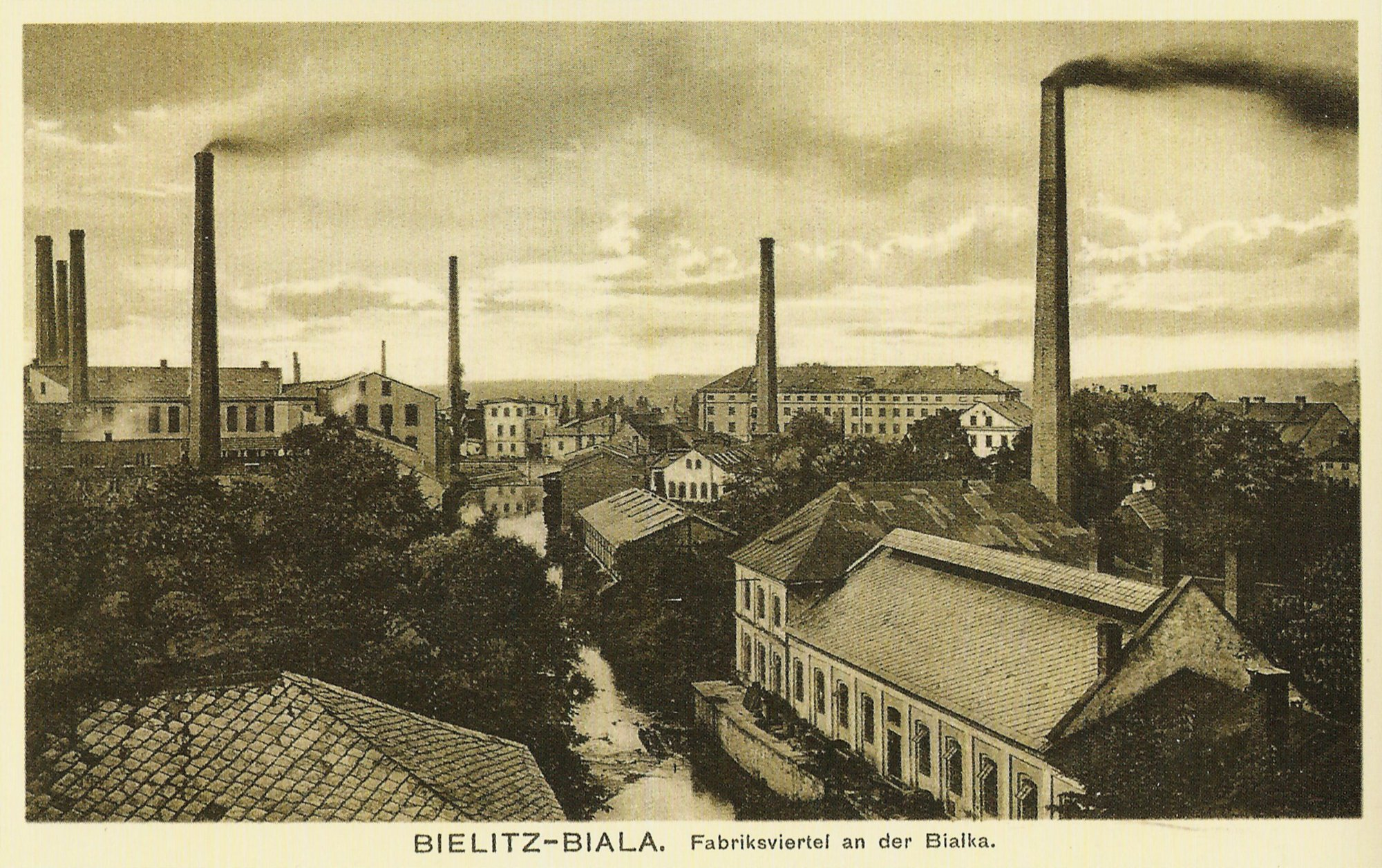
Fabryki nad rzeką Białą na pocztówce około 1915

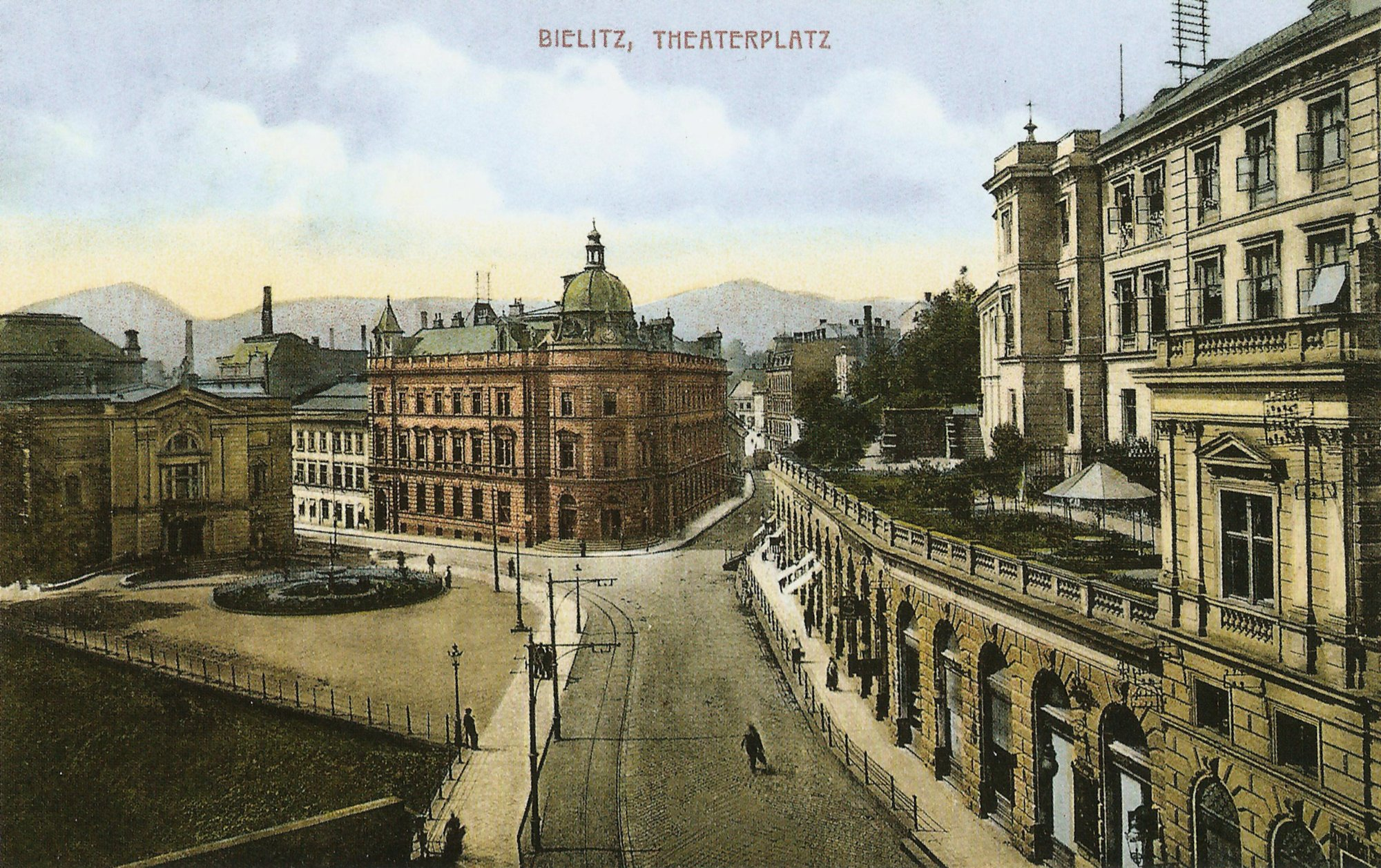
Teatr miejski, gmach poczty i zamek Sułkowskich z tzw. Wysokim Trotuarem na pocztówce z około 1915

Rok 1806, kiedy w ośmiu bielsko-bialskich manufakturach uruchomiono przędzarki maszynowe, uważany jest za początek rozwoju przemysłu w dwumieście. W ciągu XIX wieku region bielsko-bialski stał się jednym z trzech centrów przemysłu włókienniczego w Austro-Węgrzech, obok Brna i Liberca. Drugą najważniejszą gałęzią był przemysł maszynowy. Hale fabryczne i kominy stały się nieodłącznym elementem krajobrazu Bielska i Białej. Zabudowa przemysłowa skupiła się w pobliżu rzeki Białej, przyczyniając się do rozwoju Dolnego i Żywieckiego Przedmieścia. Przemiany architektoniczne przyśpieszyły dwa wielkie pożary, do których doszło w 1808 i 1836.
W drugiej połowie XIX w krajobrazie dwumiasta zaczęły wyrastać wille bogatych przemysłowców, wielkomiejskie kamienice w stylach neohistorycznych i secesyjnym oraz gmachy publiczne, takie jak teatr miejski w Bielsku (1890), nowy ratusz bialski (1897) i wiele innych. Niejednokrotnie inspirowane one były architekturą Wiednia, do czego nawiązuje popularny do dziś slogan Mały Wiedeń. Największy wpływ na architekturę przełomu XIX i XX wieku, kształtującą charakter Małego Wiednia, mieli miejscowi architekci Karl Korn, Emanuel Rost senior i Emanuel Rost junior, natomiast plan regulacji urbanistycznej przygotował w 1899 wiedeński urbanista Max Fabiani. W 1855 dobudowano odnogę Kolei Północnej z Dziedzic do Bielska, która w 1877 została przedłużona do Żywca i połączona z Galicyjską Koleją Transwersalną. Wybudowany został wtedy liczący 268 m tunel pod centrum Bielska. W 1888 otwarto połączenie kolejowe z Cieszynem i Kalwarią Zebrzydowską. W 1895 powstała w Bielsku linia tramwaju elektrycznego. Połączyła dworzec kolejowy z Cygańskim Lasem, który w międzyczasie przekształcił się w zespół leśno-parkowy na wzór Lasu Wiedeńskiego, a w jego okolicy wyrosły letnie wille bielskich fabrykantów.
Gwałtowny rozwój przemysłu nie szedł w parze z boomem demograficznym, a to za sprawą miejscowych elit sprzeciwiających się napływowi żywiołu robotniczego i nieniemieckiego. Według spisu powszechnego z 1900 Bielsko liczyło 16 597 mieszkańców, a Biała – 8257. Większość pracujących w bielsko-bialskim przemyśle dojeżdżała czy dochodziła z okolicznych albo i odleglejszych wsi, spośród których te leżące w bezpośrednim sąsiedztwie obu miast (jak Lipnik czy Kamienica) z czasem same nabierały miejskiego charakteru. Osiedla robotnicze typowe dla Ostrawy czy Górnośląskiego Okręgu Przemysłowego praktycznie nie powstawały, do wyjątków należy osiedle w rejonie dzisiejszej ulicy Michałowicza na Żywieckim Przedmieściu budowane etapami w latach 1892–1911. Nie odniosły sukcesu składane kilkukrotnie (po raz ostatni w 1917) petycje o przyłączenie Białej wraz z okolicą – jako niemieckiej enklawy w zdominowanej przez Polaków Galicji – do Śląska Austriackiego.
W obliczu rozpadu monarchii austro-węgierskiej władze zarówno Bielska, jak i Białej, zadeklarowały wolę przyłaczenia obu miast do tworzącej się w tym czasie Republiki Niemieckiej Austrii. Do tego jednak nigdy nie doszło. Biała wraz z całą dawną Galicją stała się już od połowy listopada 1918 częścią II Rzeczypospolitej. Magistrat Bielska uznał zwierzchność władz polskich w dniu 7 grudnia 1918. Przynależność lewobrzeżnej części dwumiasta nie była jednak jeszcze przesądzona, ponieważ obszar Śląska Cieszyńskiego stał się przedmiotem konfliktu polsko-czechosłowackiego. Wielu mieszkańców Bielska opowiadało się za Czechosłowacją, ponieważ widzieli w niej z jednej strony jakiegoś rodzaju kontynuację realiów austro-węgierskich, z drugiej zamożniejszy kraj z wyraźnie większym odsetkiem narodowości niemieckiej. Ostatecznie dopiero na mocy decyzji Rady Ambasadorów z 28 lipca 1920 Bielsko wraz z całą wschodnią częścią Śląska Cieszyńskiego włączone zostało do Polski i weszło w skład autonomicznego województwa śląskiego. Biała natomiast pozostawała w granicach województwa krakowskiego.

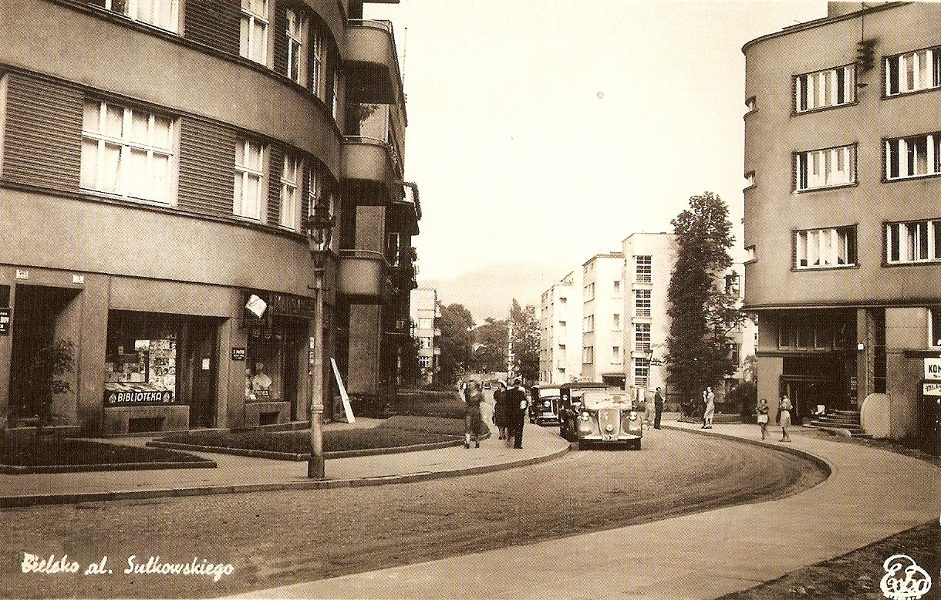
Aleje Sułkowskiego
w latach 30. XX wieku

W okresie międzywojennym zrealizowano wiele nowych inwestycji, jak wprowadzenie komunikacji autobusowej w 1927 czy otwarcie lotniska Aleksandrowice w 1935, a także powstały liczne obiekty architektoniczne w duchu wczesnego modernizmu, m.in. nowa dzielnica mieszkalna Aleje Sułkowskiego wybudowana na miejscu dawnych ogrodów zamkowych (od 1934) oraz gmach Gimnazjum Polskiego (1925–1927). Życie polityczne w dużej mierze kształtowane było przez tarcia narodowościowe. Napływ polskich urzędników i nauczycieli zwiększył odsetek ludności polskiej, niemniej w szczególności Bielsko zachowało swój przeważająco niemiecki charakter. W latach 30. stało się ono głównym ośrodkiem nazizmu w ówczesnej Polsce. Miała tu swoją siedzibę prohitlerowska Partia Młodoniemiecka w Polsce (Jungdeutsche Partei in Polen), a jej lider Rudolf Wiesner był wieloletnim bielskim radnym i pełnił przez jedną kadencję funkcję wiceburmistrza. W 1925 przyłączono do Białej (przemianowanej na „Białą Krakowską”) kilkukrotnie od niej większą miejscowość Lipnik, z kolei w 1938 granice Bielska poszerzyły się o Aleksandrowice.

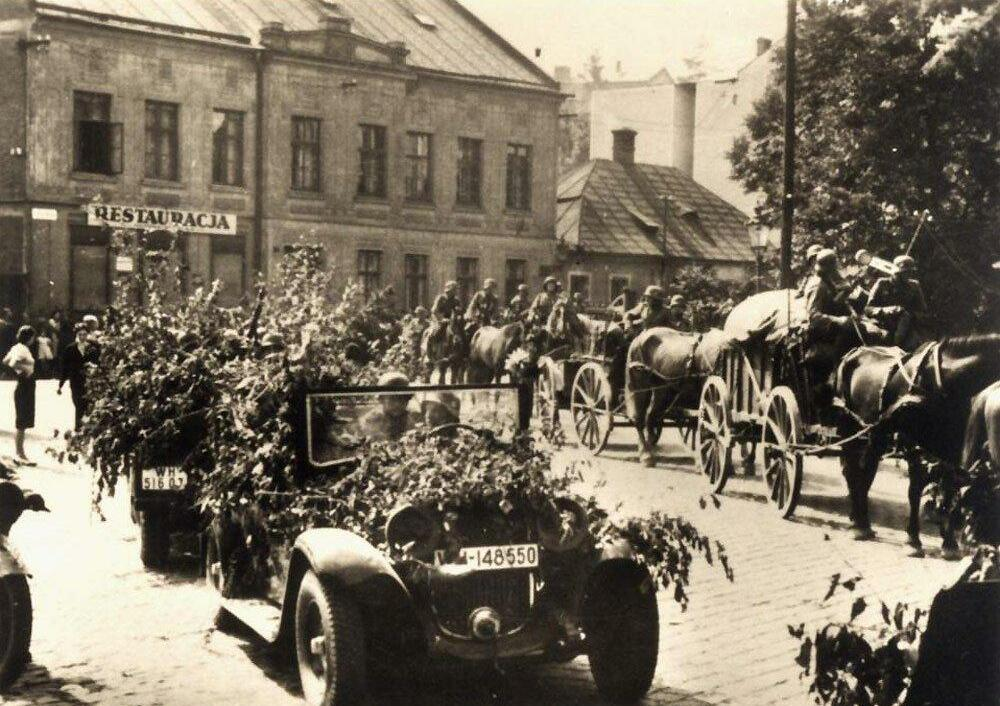
Wkroczenie wojsk niemieckich do Bielska, 3 września 1939

W czasie agresji III Rzeszy na Polskę, w nocy z 2/3 września 1939 roku w Bielsku-Białej doszło do walk z niemieckimi dywersantami, którzy atakowali wycofujące się wojska polskie. W czasie okupacji niemieckiej oba miasta zostały po raz pierwszy w historii oficjalnie połączone przez administrację niemiecką. Biała stała się dzielnicą Bielitz-Ost (Bielsko-Wschód) przy jednoczesnym wyłączeniu ponownie części Lipnika. Tak powiększone miasto liczyło w pierwszym roku wojny 54 tysiące mieszkańców i było stolicą powiatu Bielitz w obrębie prowincji Górny Śląsk. Okres nazistowski wiąże się z prześladowaniami politycznymi i zagładą społeczności żydowskiej (stanowiącej według policyjnego spisu ludności z grudnia 1939 8,4% mieszkańców Bielska i 15% mieszkańców Białej), natomiast bezpośrednie działania wojenne dotknęły dwumiasto w niewielkim stopniu.
Okupację niemiecką zakończyło zdobycie miasta przez Armię Czerwoną. Dokonali tego żołnierze z 1 Gwardyjskiej Armii dowodzonej przez gen. płk. Andrieja Grieczkę i z 38 Armii dowodzonej przez gen. płk. Kiriłła Moskalenkę.
Armia Czerwona wkroczyła do miasta 12 lutego 1945. O ile działania wojenne doprowadziły do poważnych zniszczeń w Hałcnowie i Lipniku, w dzielnicach śródmiejskich obyło się bez większych strat materialnych i historyczna zabudowa została bardzo dobrze zachowana.

### Po 1945
Ludność niemiecka podlegała po wojnie przymusowemu wysiedleniu, jakkolwiek część autochtonów mogła pozostać po przejściu tzw. weryfikacji narodowościowej. Miejsce Niemców zajęli częściowo Polacy przesiedleni z byłych Kresów Wschodnich, a częściowo przybysze z przeludnionej Małopolski i Polski centralnej. Początkowo przywrócono przedwojenne granice wraz z podziałem Bielska i Białej między województwo śląskie (katowickie) i krakowskie, ale już z dniem 1 stycznia 1951 doszło do ponownego – tym razem trwałego – połączenia obu miast w jedną całość o nazwie „Bielsko-Biała”. Nowy organizm miejski liczył około 60 tysięcy mieszkańców i został włączony w skład województwa katowickiego.

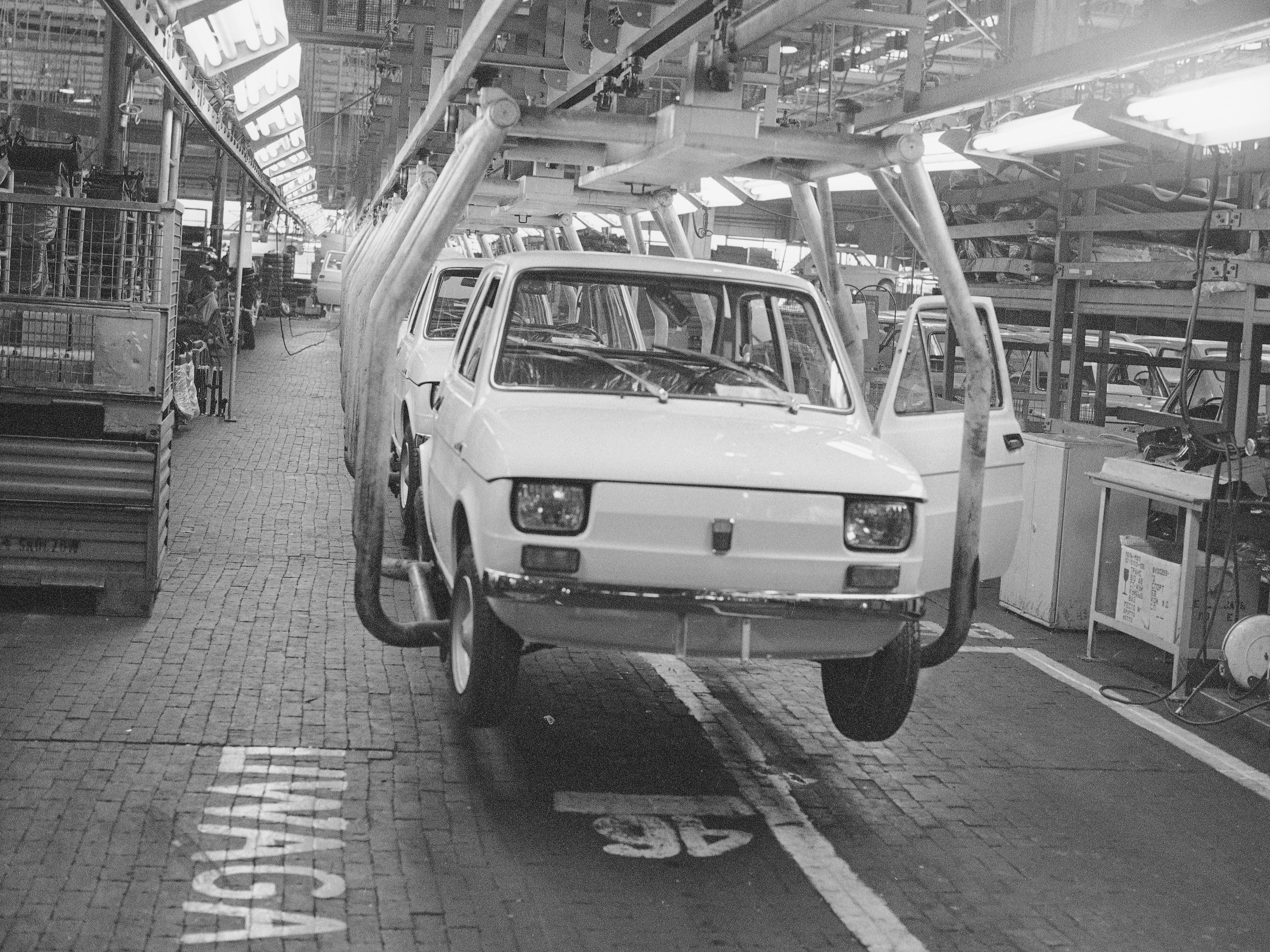
Produkcja samochodów Polski Fiat 126p „Maluch” w bielskiej Fabryce Samochodów Małolitrażowych (lata 70. XX wieku)

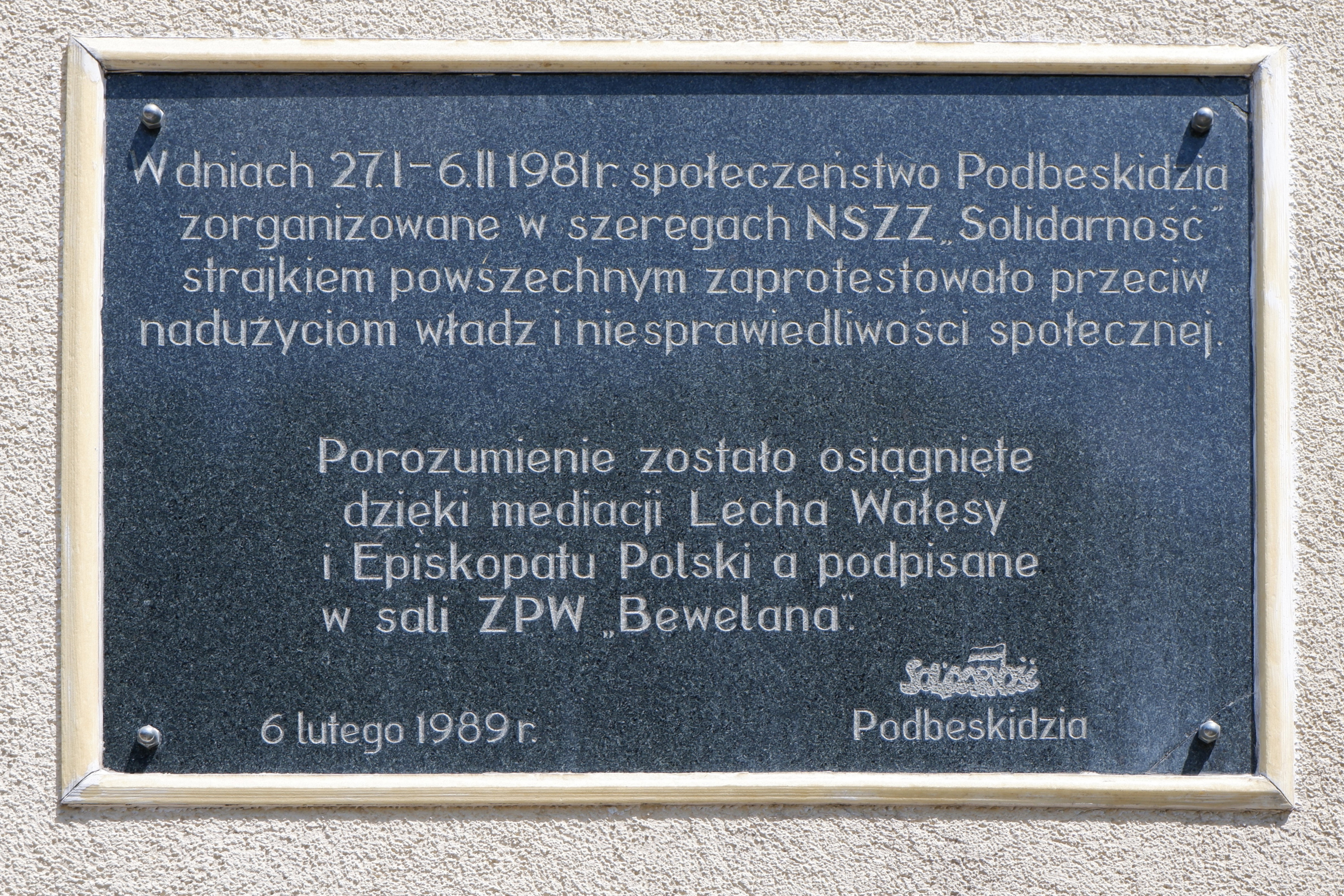
Tablica upamiętniająca strajk „Solidarności” Regionu Podbeskidzie w 1981

Epoka PRL charakteryzowała się przede wszystkim dalszym rozwojem przemysłu. W 1948 założono fabrykę silników samochodowych WSM, na bazie której w 1971 powstała Fabryka Samochodów Małolitrażowych. Produkowano w niej na włoskiej licencji Polskiego Fiata 126p, popularnie zwanego Maluchem, który stał się jednym z nowoczesnych symboli Bielska-Białej. Ogromny kompleks przemysłowy wybudowany w północnej części miasta przyczynił się do gwałtownego wzrostu liczby mieszkańców o 58 tysięcy w ciągu zaledwie dziesięciu lat: ze 105 700 w roku 1970 do 163 741 w roku 1980. Również pod koniec lat 40. na lotnisku w Aleksandrowicach utworzono na bazie przedwojennych warsztatów Szybowcowy Zakład Doświadczalny i w kolejnych latach Bielsko-Biała stało się ważnym ośrodkiem produkcji lotniczej. Wciąż jednak dominującą rolę odgrywał przemysł włókienniczy. Poszczególne fabryki połączono w kilka dużych przedsiębiorstw państwowych: Bewelana, Bielska Dzianina, Finex, Krepol, Lenko, Merilana, Relana, Rytex, Wega, Weldoro i Welux. W przemyśle maszynowym do największych należały Apena, Befama i Indukta. Rozpoczęty przez robotników z Bewelany strajk generalny w styczniu 1981 uważany jest za najskuteczniejszy strajk pierwszej fali „Solidarności”. Strajkujący zmusili do ustąpienia prezydenta miasta, wojewodę, komendanta MO oraz miejskiego i wojewódzkiego sekretarza PZPR.

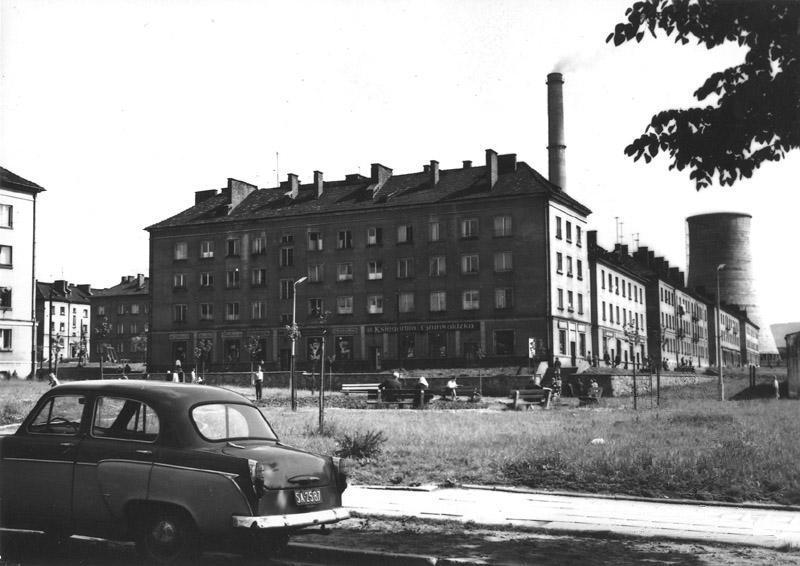
Osiedle Grunwaldzkie w latach 60. XX wieku

Dla pracowników bielskiego przemysłu wybudowano szereg osiedli mieszkaniowych – w latach 50. i 60. Grunwaldzkie oraz osiedla wzdłuż ulicy Piastowskiej, a w latach 70. i 80. wielkopłytowe kompleksy Złote Łany, Karpackie, Beskidzkie, Wojska Polskiego i specjalnie dla pracowników zakładu szybowcowego Polskich Skrzydeł. W 1969 dzielnicami Bielska-Białej stały się Kamienica i Mikuszowice (wraz z Olszówką), w 1973 Straconka, a w 1977 przyłączono Stare Bielsko, Komorowice, Hałcnów oraz Wapienicę i wtedy to miasto uzyskało zgrubsza obecny kształt (drobnych korekt dokonano jeszcze w 1990). Negatywnym aspektem rozrastania się miasta były kontrowersyjne ingerencje w tkankę miejską, zwłaszcza przeprowadzenie dwupasmowej drogi przez śródmieście i wyburzenie tzw. Wysokiego Trotuaru (1973–1975). W kwietniu 1971 zlikwidowano komunikację tramwajową, którą zastąpiły wyłącznie autobusy. W 1947 założono Studio Filmów Rysunkowych, w którym powstały m.in. słynne bajkowe postaci Reksia oraz Bolka i Lolka – kolejne nowoczesne symbole Bielska-Białej. Międzynarodowy sukces osiągnął również istniejący od 1947 Teatr Lalek Banialuka i organizowany przez niego od 1966 Międzynarodowy Festiwal Sztuki Lalkarskiej.
W latach 1975–1998 Bielsko-Biała było stolicą województwa bielskiego obejmującego większość polskiego Śląska Cieszyńskiego i południowo-zachodnią Małopolskę (powiat żywiecki, oświęcimski, wadowicki i suski). Na określenie jego terytorium przyjęła się nazwa Podbeskidzie, która jest do dzisiaj popularna wśród bielszczan („Bielsko-Biała – stolica Podbeskidzia”), ale gdzie indziej jest ona krytykowana jako sztuczny termin, którym próbuje się zastąpić tradycyjne krainy historyczno-geograficzne.

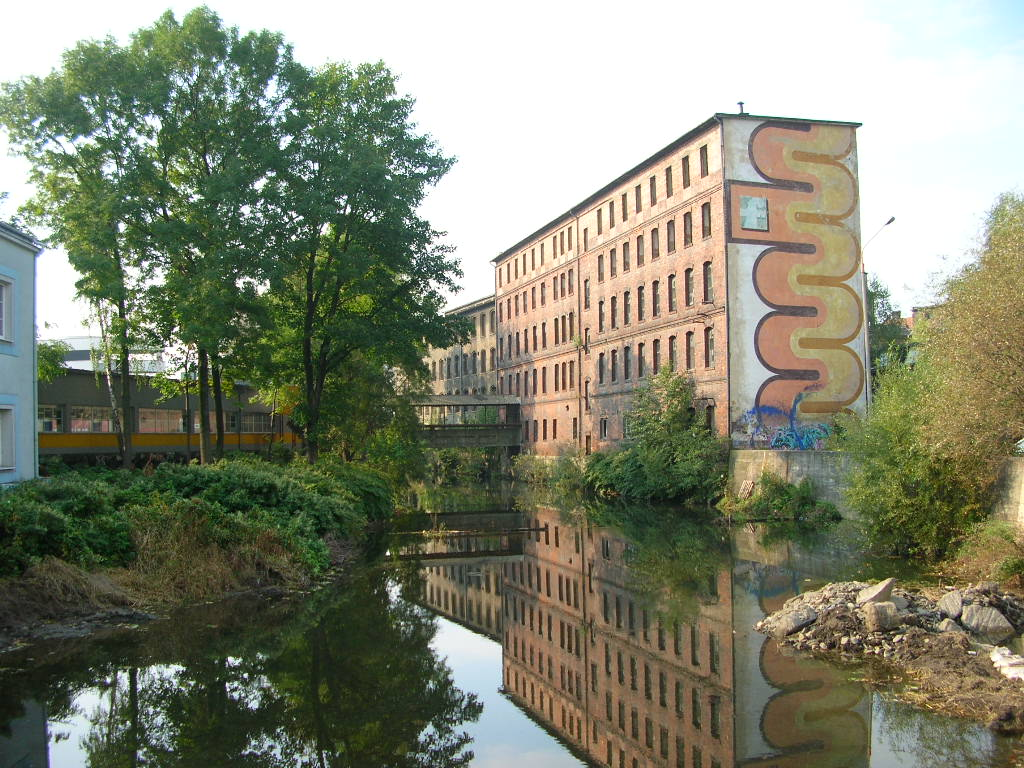
Opuszczona fabryka Finex na miejscu obecnej Galerii Sfera, fotografia z 2006

Transformacja gospodarcza po roku 1989 odbiła się na industrialnym mieście poważnym kryzysem społeczno-gospodarczym. Najbardziej dotknięty został przemysł włókienniczy, który z Bielska-Białej niemalże zniknął. Wykupiona przez Fiat fabryka samochodów ograniczyła swoją produkcję do podzespołów i elementów montażowych. Katastrofalny stan Starego Miasta był najwyrazistszą oznaką upadku miasta w latach 90., natomiast jego stopniowa rewitalizacja rozpoczęta w roku 2002 stała się ważnym symbolem zmian na lepsze. W ciągu pierwszej i drugiej dekady XXI wieku Bielsku-Białej udało się powrócić na drogę gospodarczej prosperity.
W 2001 na bazie bielskiej filii Politechniki Łódzkiej utworzono Akademię Techniczno-Humanistyczną – uczelnię wyższą typu uniwersyteckiego. W latach 2001–2009 na miejscu wyburzonych zakładów włókienniczych Lenko i Finex wzniesiono wielkie centrum handlowo-rozrywkowe Galeria Sfera – charakterystyczny obiekt architektoniczny w duchu postmodernizmu na brzegu rzeki Białej, krytykowany jednak za „wysysanie” potencjału handlowo-usługowego śródmieścia, przede wszystkim pobliskiej ulicy 11 Listopada. Krajobraz wielu dzielnic uległ ogromnym przekształceniom w związku z inwestycjami drogowymi: śródmiejska obwodnica zachodnia (1995–2006), obwodnica północno-wschodnia w ciągu drogi ekspresowej S1 (2008–2011), przebudowa ulicy Cieszyńskiej w Aleksandrowicach i Wapienicy (2016–2021). Towarzyszyły im liczne kontrowersje i głośne protesty społeczne. Podobnie jak innych współczesnych miast, Bielsko-Białą silnie dotyka suburbanizacja, której skutkiem jest spadek liczby mieszkańców przy jednoczesnym wzroście populacji gmin ościennych. Przedmiotem ożywionej debaty publicznej pozostają długofalowe skutki utraty statusu miasta wojewódzkiego na skutek reformy administracyjnej w 1998, gdy obszar dawnego województwa bielskiego został podzielony, a Bielsko-Białą włączono w skład województwa śląskiego.

## Architektura i zabytki

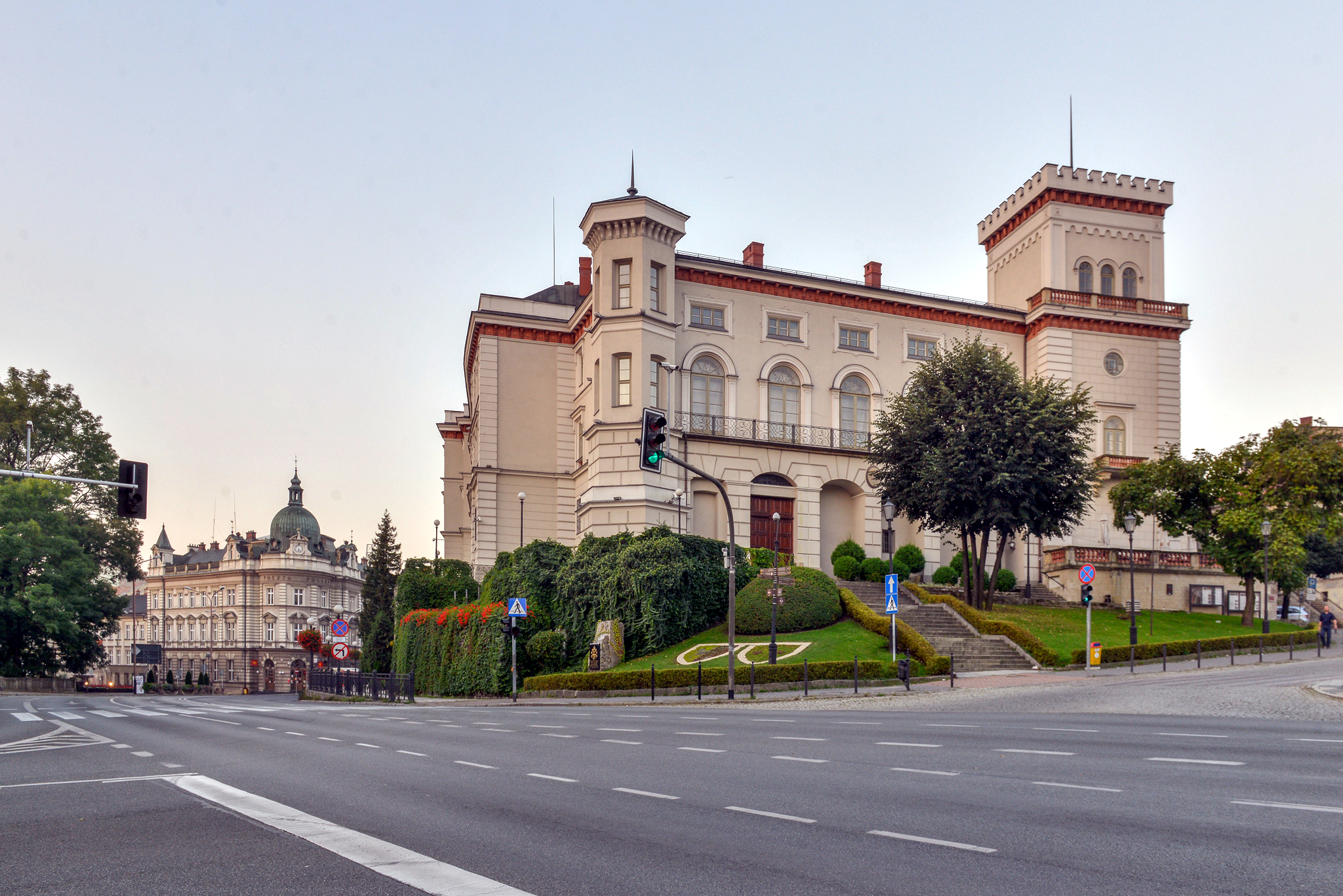
Zamek Sułkowskich

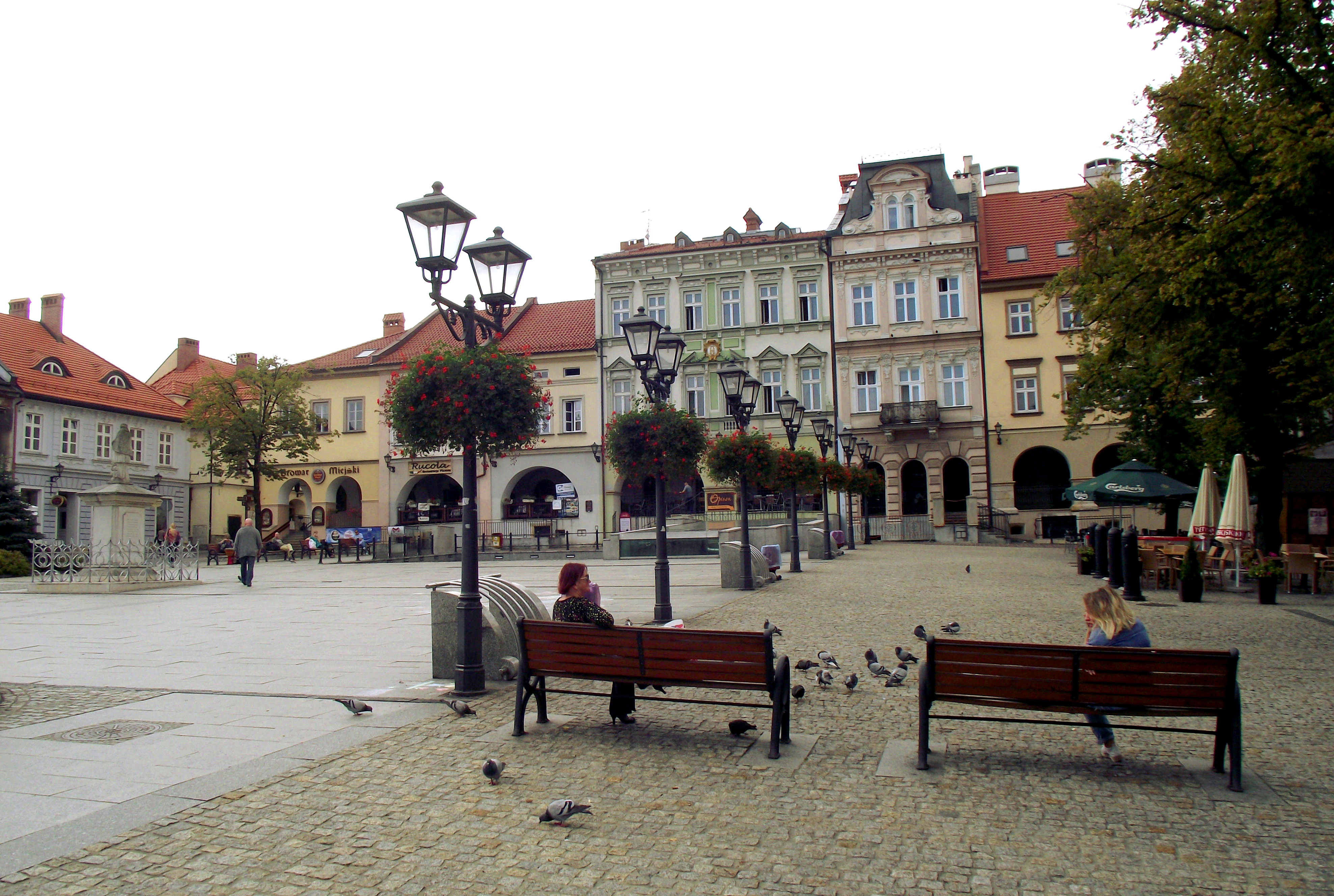
Rynek

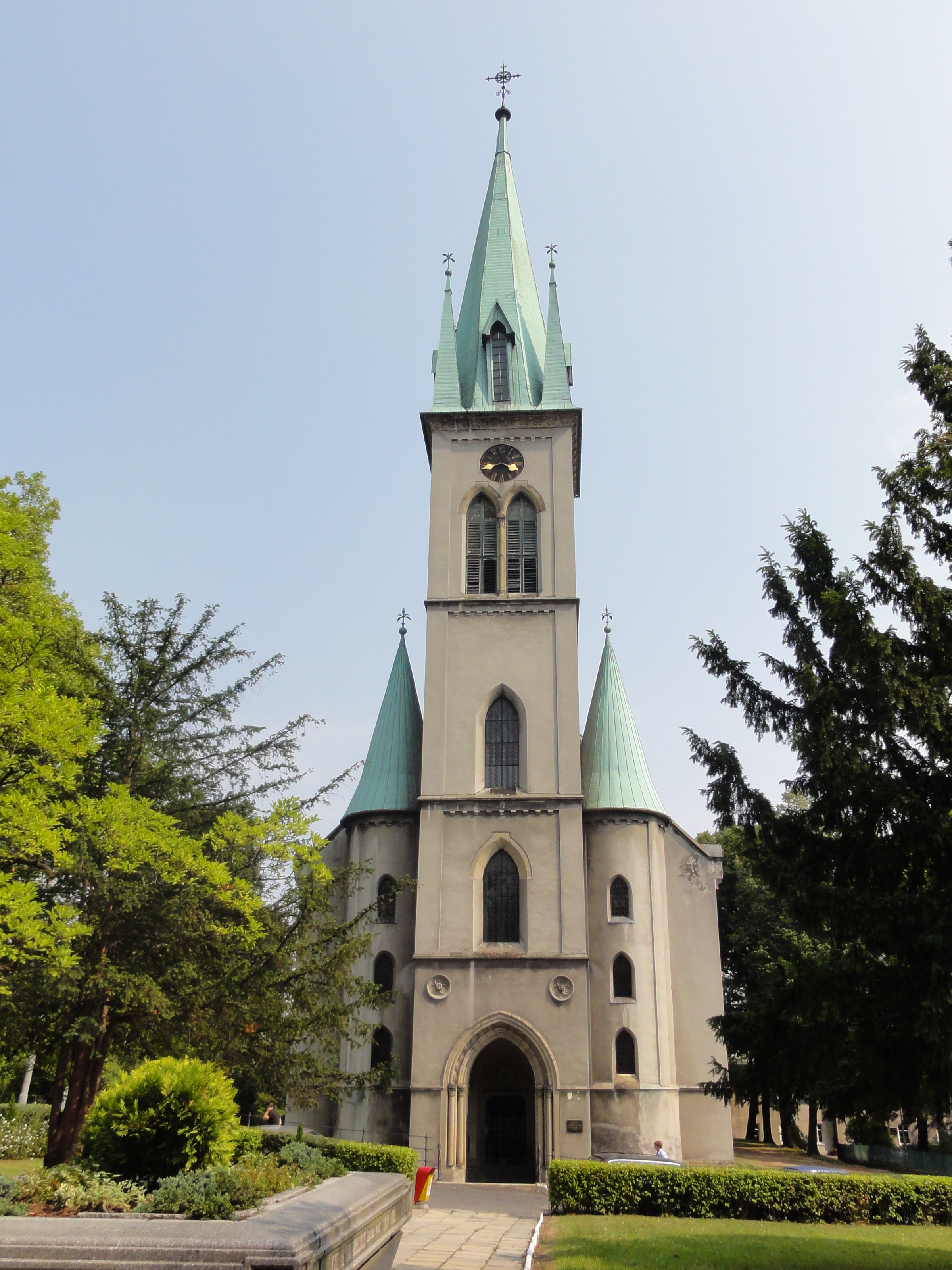
Kościół Zbawiciela

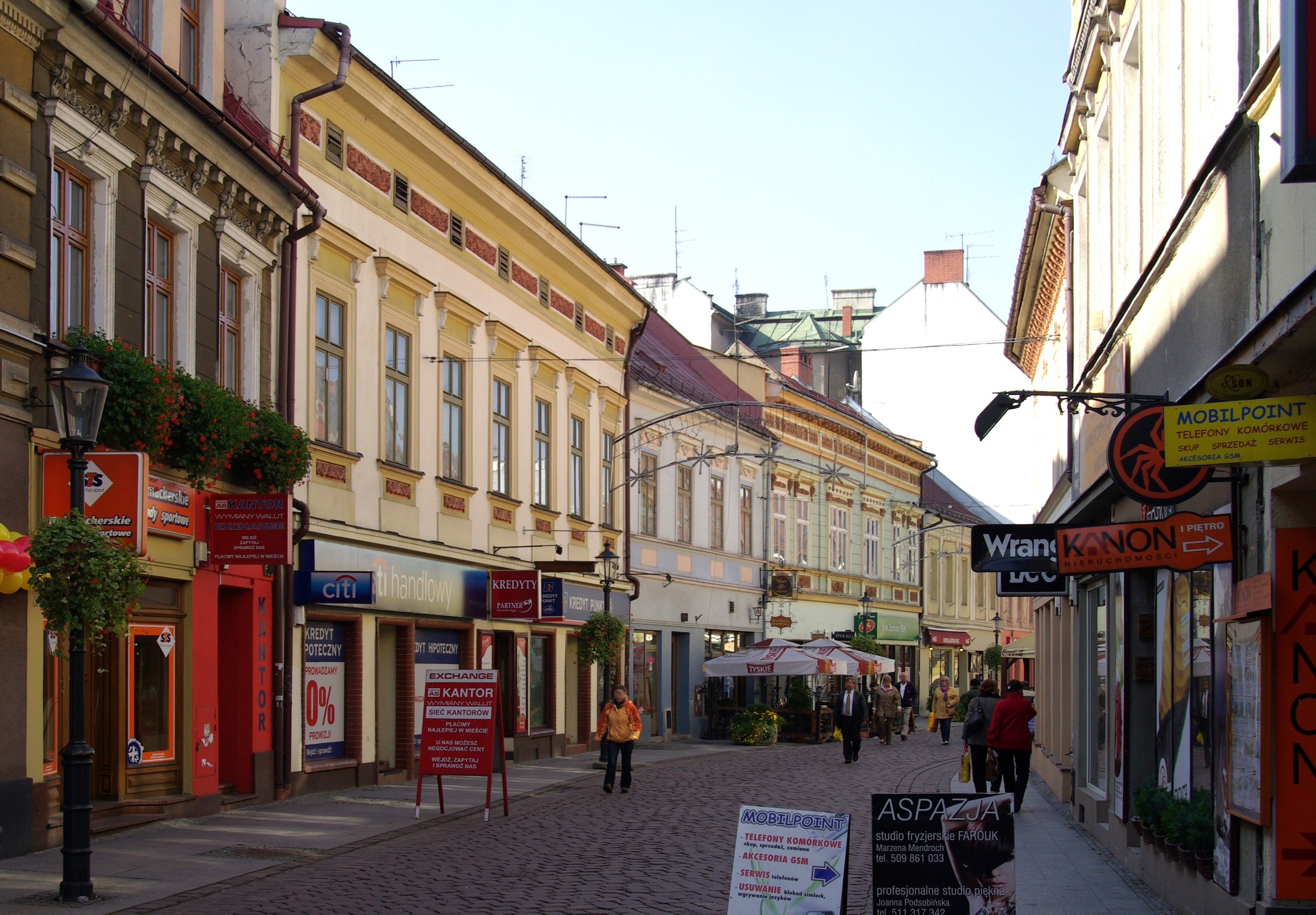
Zabudowa ulicy 11 Listopada

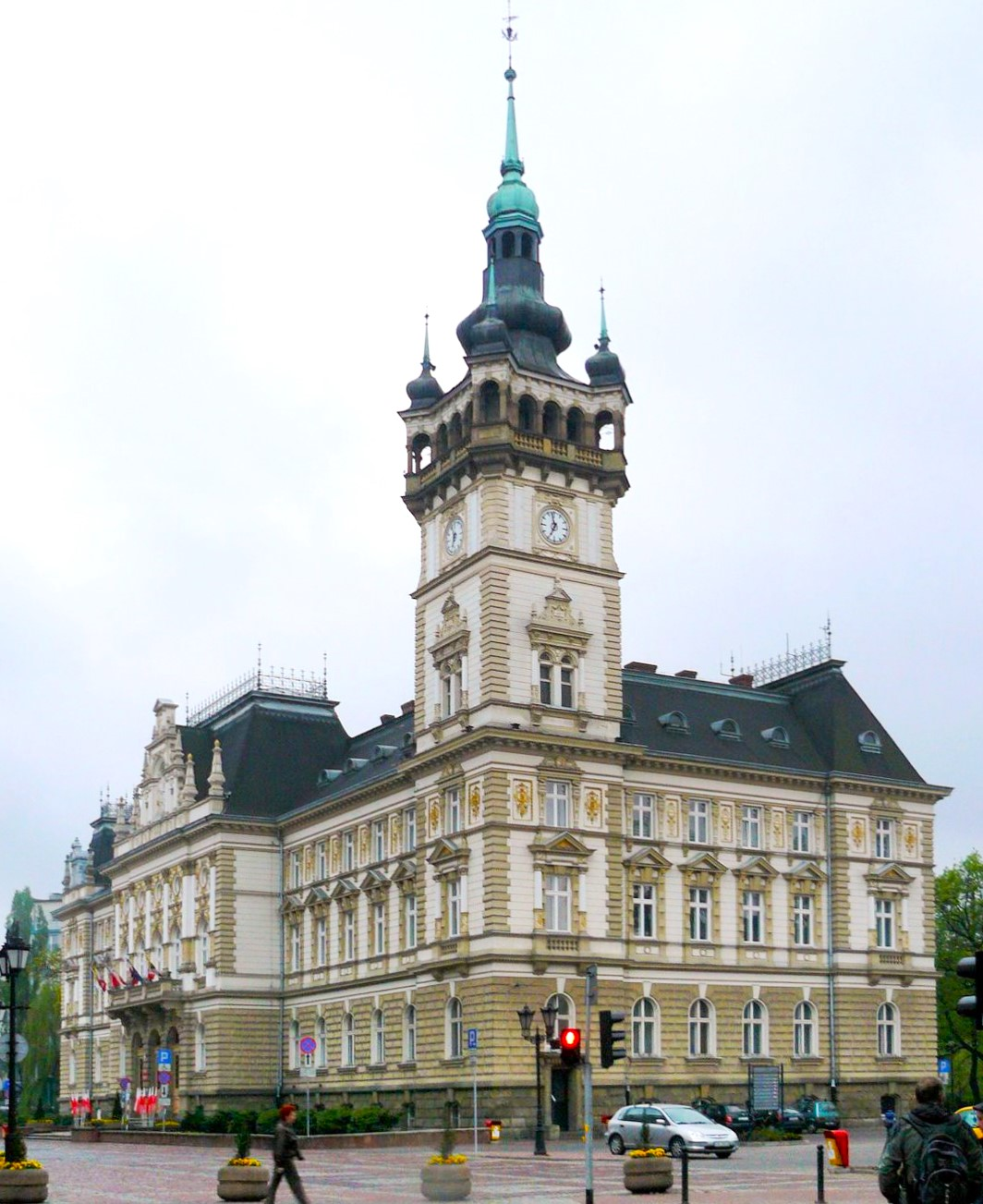
Ratusz

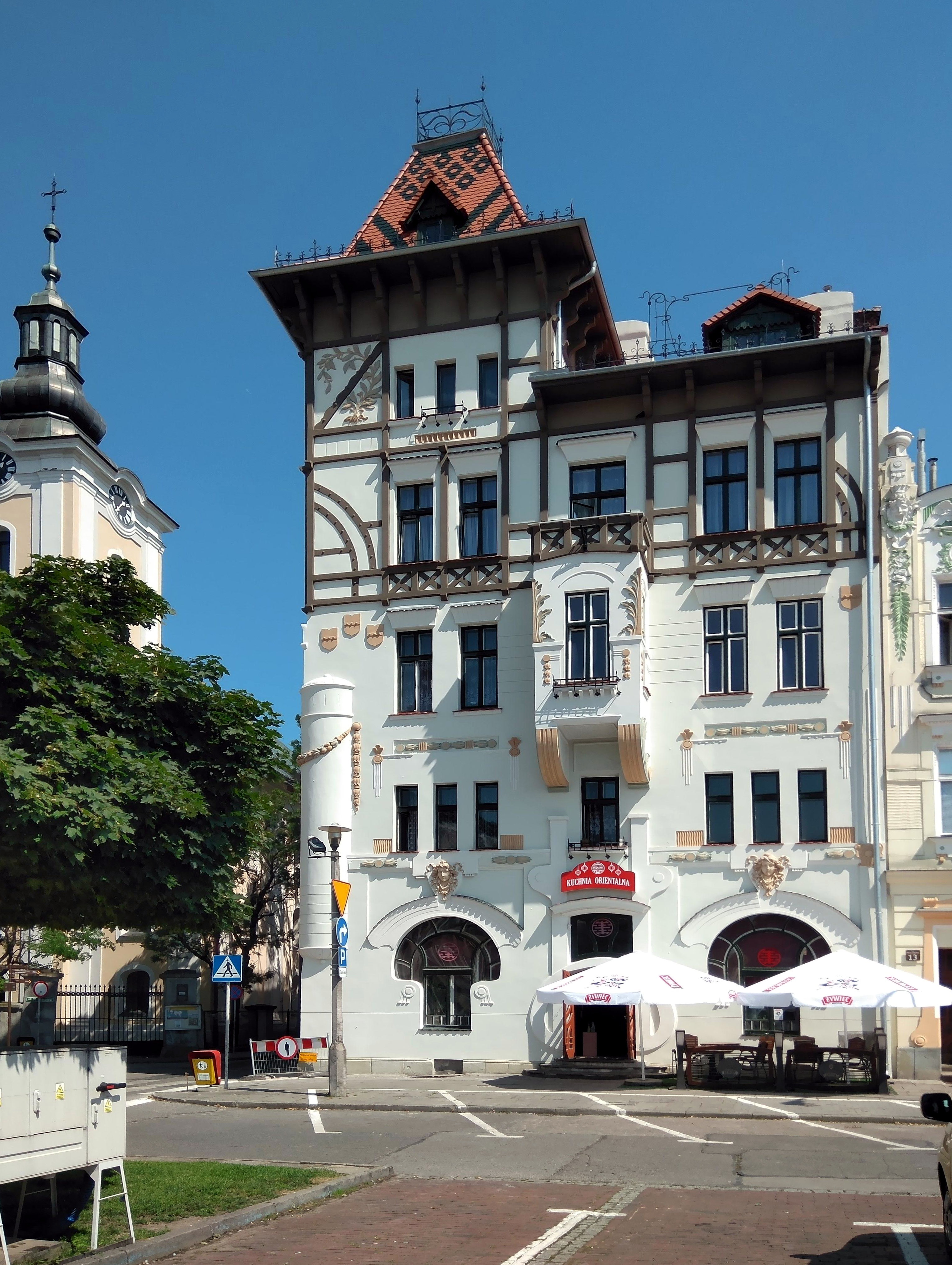
Kamienica Pod Żabami

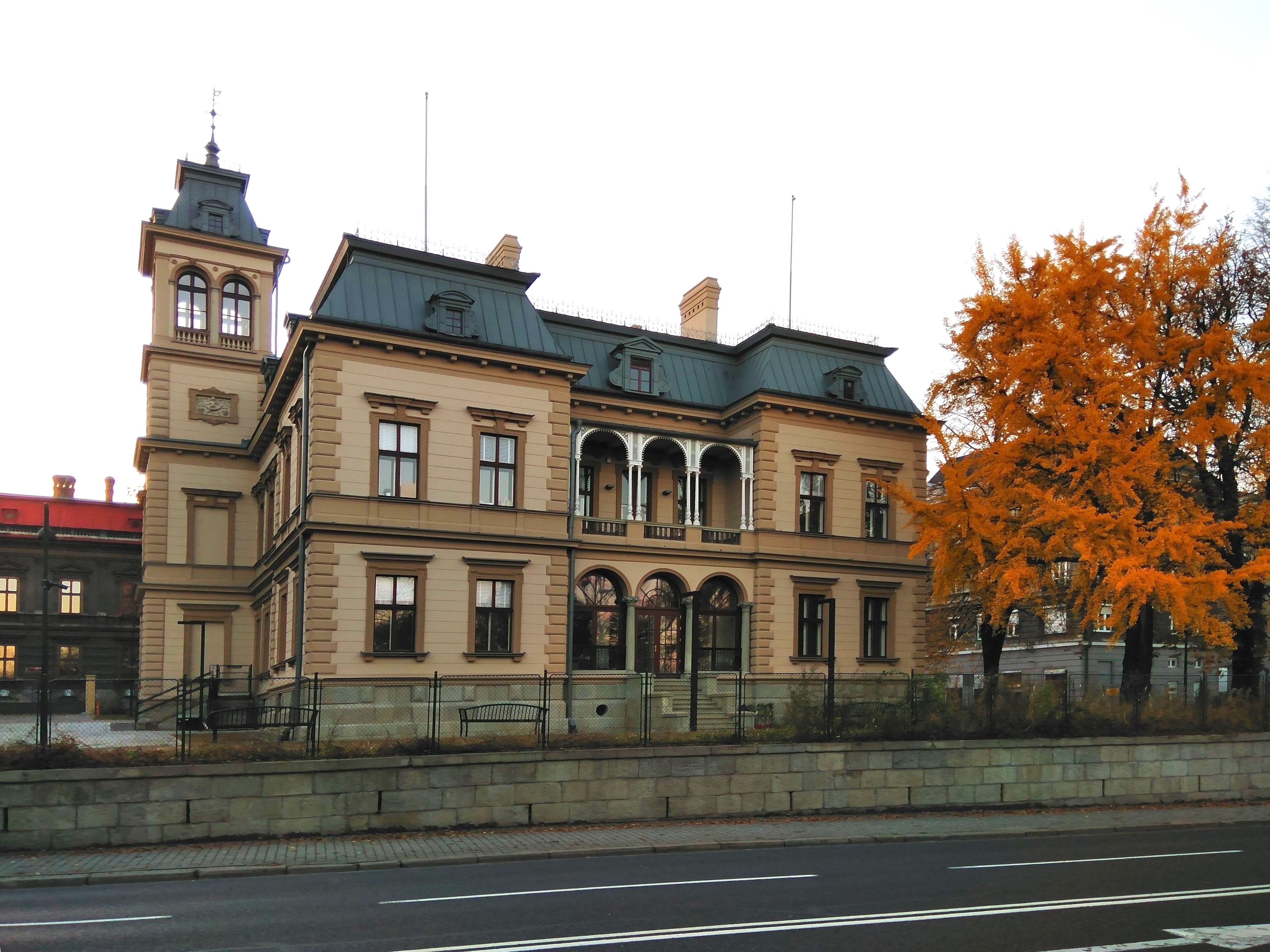
Willa Theodora Sixta

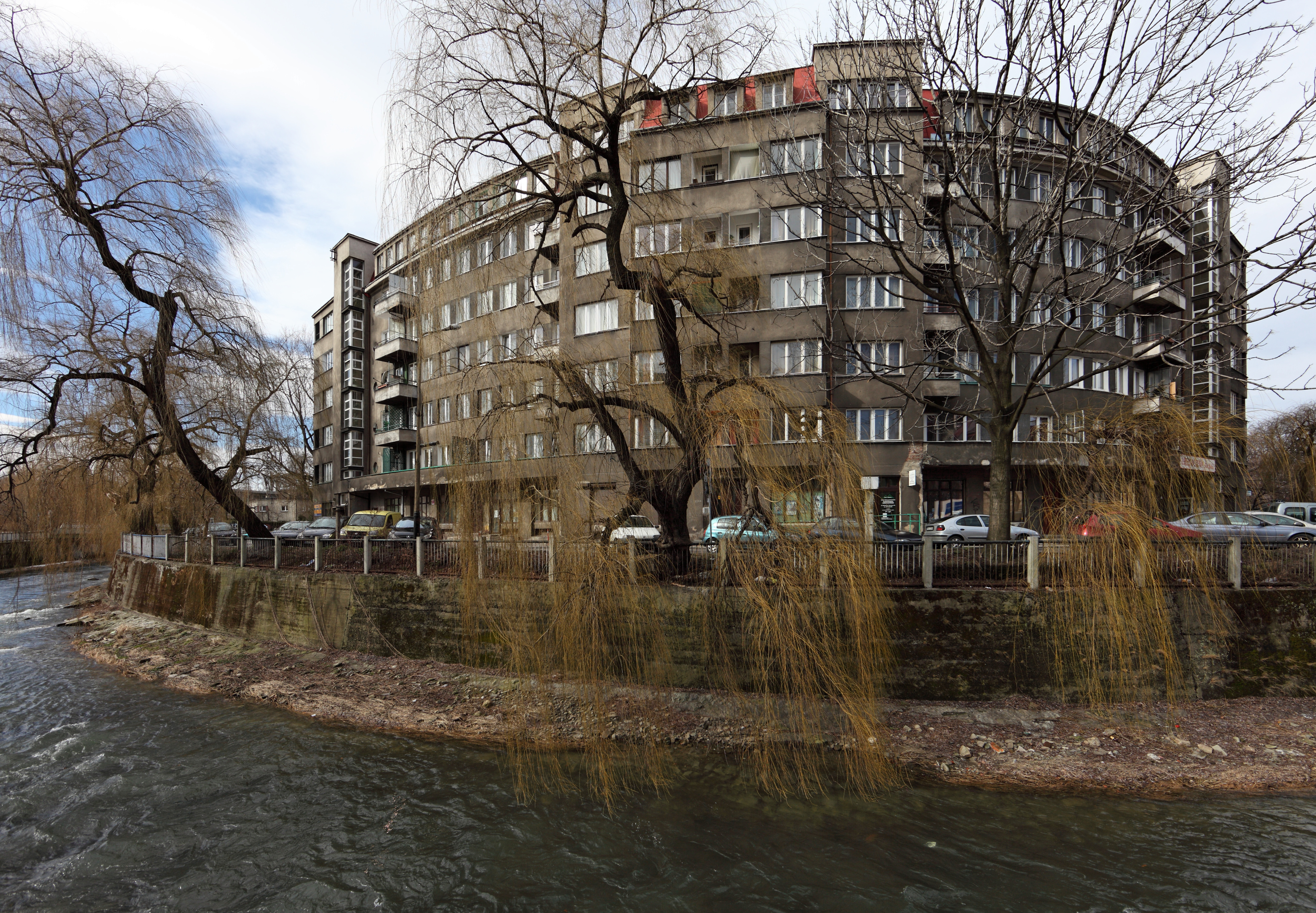
Aleje Sułkowskiego – „okrąglak”

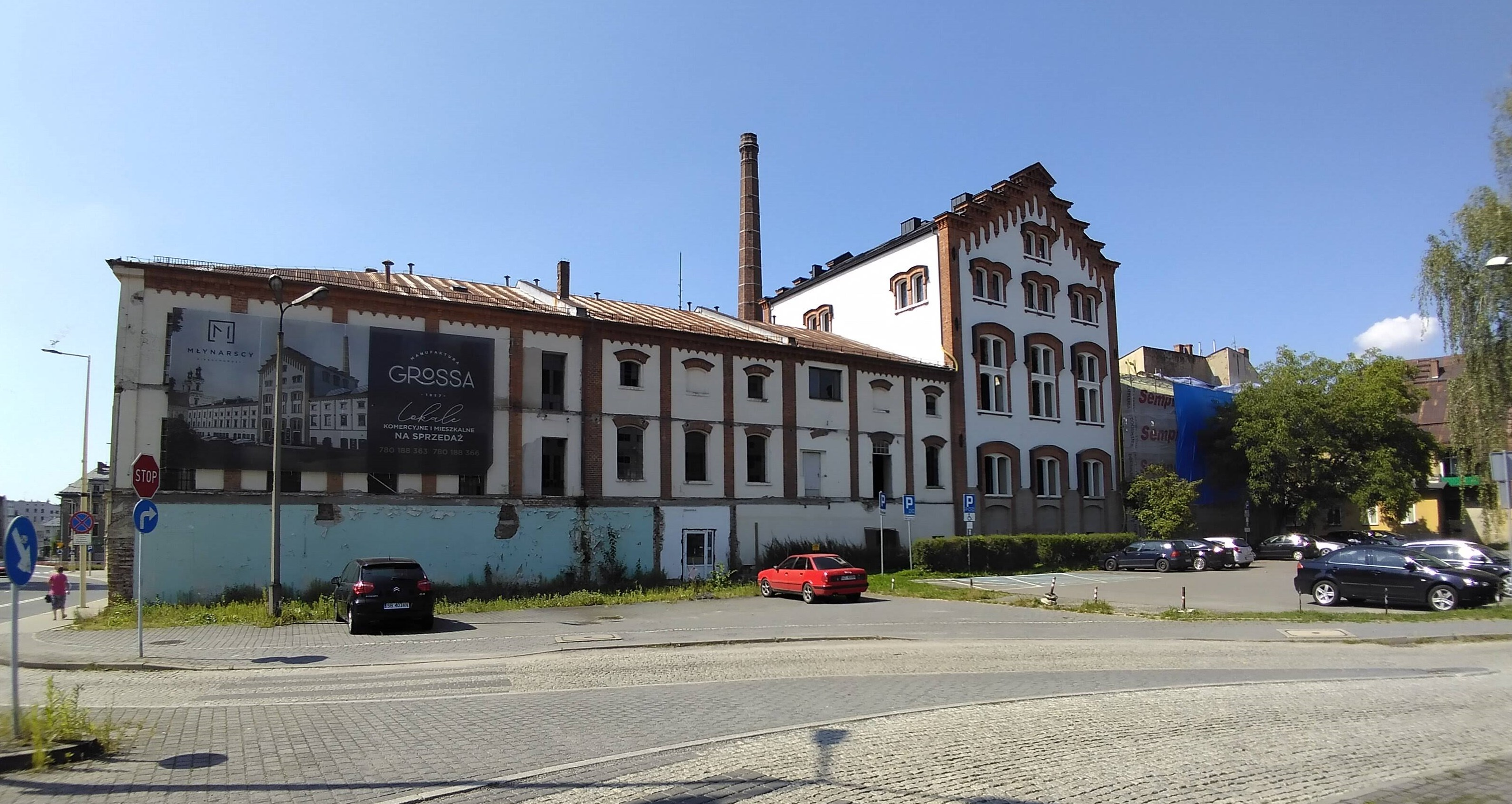
Dawna likiernia Jacoba Grossa

Choć historia Bielska-Białej sięga XIII wieku, większość zabytków pochodzi z XIX i XX stulecia, kiedy miasto, wtedy jeszcze podzielone formalnie na dwa organizmy, stało się ważnym ośrodkiem przemysłowym i znacznie się rozrosło. Obiekty zabytkowe są różnorodne stylowo, przy czym dominują formy historyzmu – neogotyk, neorenesans, neobarok i eklektyzm – a w mniejszym stopniu również klasycyzm oraz secesja. W dwudziestoleciu międzywojennym powstały liczne budowle w duchu wczesnego modernizmu, a w okresie powojennym socmodernistyczne i w mniejszym stopniu socrealistyczne. Pozostałe style architektoniczne reprezentują przede wszystkim budowle sakralne oraz zachowany sprzed epoki industrialnej zespół staromiejski.
- Stare Miasto – historyczne centrum Bielska na Wzgórzu Miejskim z typowym owalnym planem urbanistycznym i regularną siecią uliczną wybiegających z narożników prostokątnego rynku; przeważa tu późnobarokowa i klasycystyczna architektura z XVIII i pierwszej połowy XIX wieku; rewitalizacja przeprowadzana od roku 2003 przywróciła wcześniej zdewastowanemu Staremu Miasta charakter atrakcji turystycznej i centrum życia kulturalno-rozrywkowego:
  - Rynek
  - zamek Sułkowskich
  - katedra św. Mikołaja
  - ulica Schodowa – popularny wśród artystów zaułek w postaci schodów łączących Rynek z placem Żwirki i Wigury
  - ulica Podcienie z zabudową podcieniową z początku XIX wieku
  - pozostałości murów miejskich wzdłuż ulicy Orkana, Waryńskiego i Zamkowej
- Bielski Syjon – historyczna dzielnica ewangelicka ukształtowana po wydaniu patentu tolerancyjnego przez cesarza Józefa II w 1781:
  - kościół Zbawiciela
  - pomnik Marcina Lutra
  - Stary Cmentarz Ewangelicki
  - Studnia Pastorów – grobowiec-pomnik zasłużonych pastorów bielskich;
  - gmachy szkolne dawnej ewangelickiej szkoły męskiej (1865), żeńskiej (1896) oraz alumneum (1870)
- Ulica 11 Listopada – główny deptak miasta i tradycyjne centrum handlowe, wytyczona w latach 1780–1785 jako część traktu środkowogalicyjskiego, charakterystyczna jest dla niej zabudowa kamieniczna z końca XVIII wieku w stylu józefińskim, w jej ciągu znajdują się również historyczne rynki miasta Białej: plac Wojska Polskiego i plac Wolności
- Architektura neostylowa i secesyjna tzw.  Małego Wiednia z przełomu XIX i XX wieku, m.in.:
  - ratusz
  - Teatr Polski
  - dworzec kolejowy Bielsko-Biała Główna
  - gmach poczty głównej wg projektu z 1898 analogicznego do budynków pocztowych w Krakowie i Lublanie (ul. 1 Maja 2)
  - hotel President
  - dawny hotel Pod Orłem
  - zespół dawnej Komunalnej Kasy Oszczędności w obrębie placu Bolesława Chrobrego i ulicy Przechód (1889, rozbudowa 1908–1910)
  - kamienica Pod Żabami
  - kamienica Viktora Burdy z nadrzeczną fasadą przy moście na ulicy 11 Listopada (1893)
  - kamienica przy ul. Barlickiego 1 projektu Maxa Fabianiego (1900)
  - kamienica Valentina Jakubeckiego przy ul. Stojałowskiego 51 projektu Leopolda Bauera (1903)
  - pałacyk Emanuela Rosta juniora
  - zespół gmachów publicznych przy ul. Słowackiego:
    - dawny wieloużytkowy gmach szkół średnich, obecnie siedziba Zespołu Szkół Elektrycznych, Elektronicznych i Mechanicznych (ul. Słowackiego 24, 1883)
    - hala sportowa ZSEEiM (ul. Słowackiego 19, 1891)
    - Kubiszówka (Dom Kultury im. Wiktorii Kubisz), pierwotnie hala sportowa Miejskiego Towarzystwa Gimnastycznego (ul. Słowackiego 17, 1898)
    - dawne starostwo powiatowe, obecnie jedna z siedzib Sądu Rejonowego (ul. Słowackiego 15, 1903)

  - gmach Bielskiej Szkoły Przemysłowej
  - zabudowa ulicy 3 Maja i ulicy Norberta Barlickiego
- kościół Opatrzności Bożej (katolicki)
- kościół Marcina Lutra (ewangelicki)
- kościół św. Trójcy (katolicki)
- kościół św. Stanisława w Starym Bielsku (katolicki) – najstarsza gotycka świątynia miasta
- kościół Jana Chrzciciela w Starym Bielsku (ewangelicki)
- kościół św. Barbary w Mikuszowicach (katolicki) – drewniany
- domy sukienników na Górnym Przedmieściu wzdłuż ulicy Cieszyńskiej i Jana III Sobieskiego z I połowy XIX wieku:
  - muzeum Dom Tkacza
- wille fabrykanckie z przełomu XIX i XX wieku w centrum, na Górnym Przedmieściu oraz w podgórskich dzielnicach Olszówka i Mikuszowice, m.in.:
  - willa Theodora Sixta
  - willa Carla Johanna Bartelmussa (ul. Zdrojowa 6, 1872)
  - willa Carla Korna (ul. Mickiewicza 21, 1883)
  - willa Emanuela Rosta seniora (ul. Legionów 21, 1889)
  - willa Hermanna Schneidera (ul. Mickiewicza 27, 1904)
  - willa Eduarda Zipsera
- Aleje Sułkowskiego – modernistyczna dzielnica mieszkaniowa wzniesiona w latach 1934–1937 w zakolu rzeki Białej na terenie dawnych ogrodów zamkowych
- gmachy publiczne okresu międzywojennego, m.in.:
  - zespół budynków I Liceum Ogólnokształcącego im. Mikołaja Kopernika
  - siedziba Narodowego Banku Polskiego (ul. Sixta 19, wybudowana w latach 1928–1931[143])
  - siedziba Zakładu Ubezpieczeń Społecznych (ul. Sixta 16, 1927)
  - siedziba I Urzędu Skarbowego, dawne Zakłady Górnicze Silesia (ul. Sixta 17, 1921)
  - nowy gmach Komunalnej Kasy Oszczędności na pl. Chrobrego z witrażową panoramą miasta (1938)
  - budynek straży pożarnej przy ul. Grunwaldzkiej 20 (1928)
  - Dom Oficerski (pl. Zwycięstwa, 1928)
  - Dom Żołnierza
- zabytki industrialne – dawne fabryki włókiennicze i inne, m.in.:
  - Stara Fabryka – siedziba muzeum techniki
  - gazownia miejska
  - kompleks dawnej fabryki maszyn Gustav Josephy’s Erben, później BEFAMA (ul. Powstańców Śląskich 2–4)
  - dawna fabryka wódek i likierów Jacoba Grossa, później Polmos Bielsko-Biała, obecnie przebudowana na lofty (ul. Stojałowskiego 61)
  - zespół fabryczno-willowy A. Mänhardta i F. Hähnela, obecnie centrum handlowe Bogmar (ul. Partyzantów 20–24, po 1870)
  - dawna elektrownia miejska i zajezdnia tramwajowa (ul. Partyzantów 64–66, 1895)
  - zabudowa dzielnicy przemysłowej w rejonie ulic Podwale, Stanisława Okrzei i Michała Grażyńskiego
- zabytki kultury żydowskiej, m.in.:
  - cmentarz żydowski
  - dawna siedziba gminy wyznaniowej, obecnie jedna z siedzib Sądu Rejonowego (ul. Mickiewicza 22, 1904)
- grodzisko w Starym Bielsku
- dwór lipnicki
- dwór Pruszyńskich w Hałcnowie
- Nowy Cmentarz Ewangelicki
- cmentarz ewangelicki przy ul. Piłsudskiego
- cmentarze katolickie przy ul. Grunwaldzkiej i Cmentarnej
- osiedle robotnicze przy ul. Michałowicza z lat 1909–1911
- osiedle Grunwaldzkie – socrealistyczne z lat 50. XX wieku
- schronisko PTTK Szyndzielnia – najstarsze murowane schronisko turystyczne w Beskidzie Śląskim

W rejestrze zabytków województwa śląskiego w październiku 2022 znajdowało się 247 obiektów z Bielska-Białej. Gminna ewidencja zabytków z 2018 obejmuje 1278 pozycji.

## Demografia
31 grudnia 2021 liczba ludności Bielska-Białej wyniosła 168 835 osób, w tym 79 740 (47,2%) mężczyzn i 89 095 (52,8%) kobiet. Oznacza to, że na 100 mężczyzn przypadało 112 kobiet. 56,4% mieszkańców Bielska-Białej była w wieku produkcyjnym, 17,5% w wieku przedprodukcyjnym, a 26,0% mieszkańców w wieku poprodukcyjnym. Populacja miasta stanowiła 3,77% populacji województwa śląskiego. Gęstość zaludnienia wynosiła 1356 osób na km².
Przyrost naturalny według danych za rok 2020 był ujemny, wynosił –610 (–3,58 w przeliczeniu na tysiąc mieszkańców). W mieście urodziło się 1519 dzieci i zarejestrowano 2129 zgonów. Współczynnik dzietności na poziomie 1,44 był o nieco wyższy niż w skali województwa i całej Polski. Saldo migracji wewnętrznych wyniosło w 2020 –355, natomiast zagranicznych +24. Zawarte zostały 592 małżeństwa. 28,6% mieszkańców była stanu wolnego, 55,0% żyła w małżeństwie, 6,9% było po rozwodzie, a 9,4% to wdowy i wdowcy.
| Przedział wiekowy | Liczba ludności |
| ----------------- | --------------- |
| 0–4               | 8214            |
| 5–9               | 8413            |
| 10–14             | 8707            |
| 15–19             | 7259            |
| 20–24             | 7412            |
| 25–29             | 9089            |
| 30–34             | 11 498          |
| 35–39             | 14 429          |
| 40–44             | 14 259          |
| 45–49             | 11 580          |
| 50–54             | 9734            |
| 55–59             | 9758            |
| 60–64             | 12 016          |
| 65–69             | 12 756          |
| 70–74             | 10 251          |
| 75–79             | 5733            |
| 80–84             | 4573            |
| 85 i więcej       | 4075            |

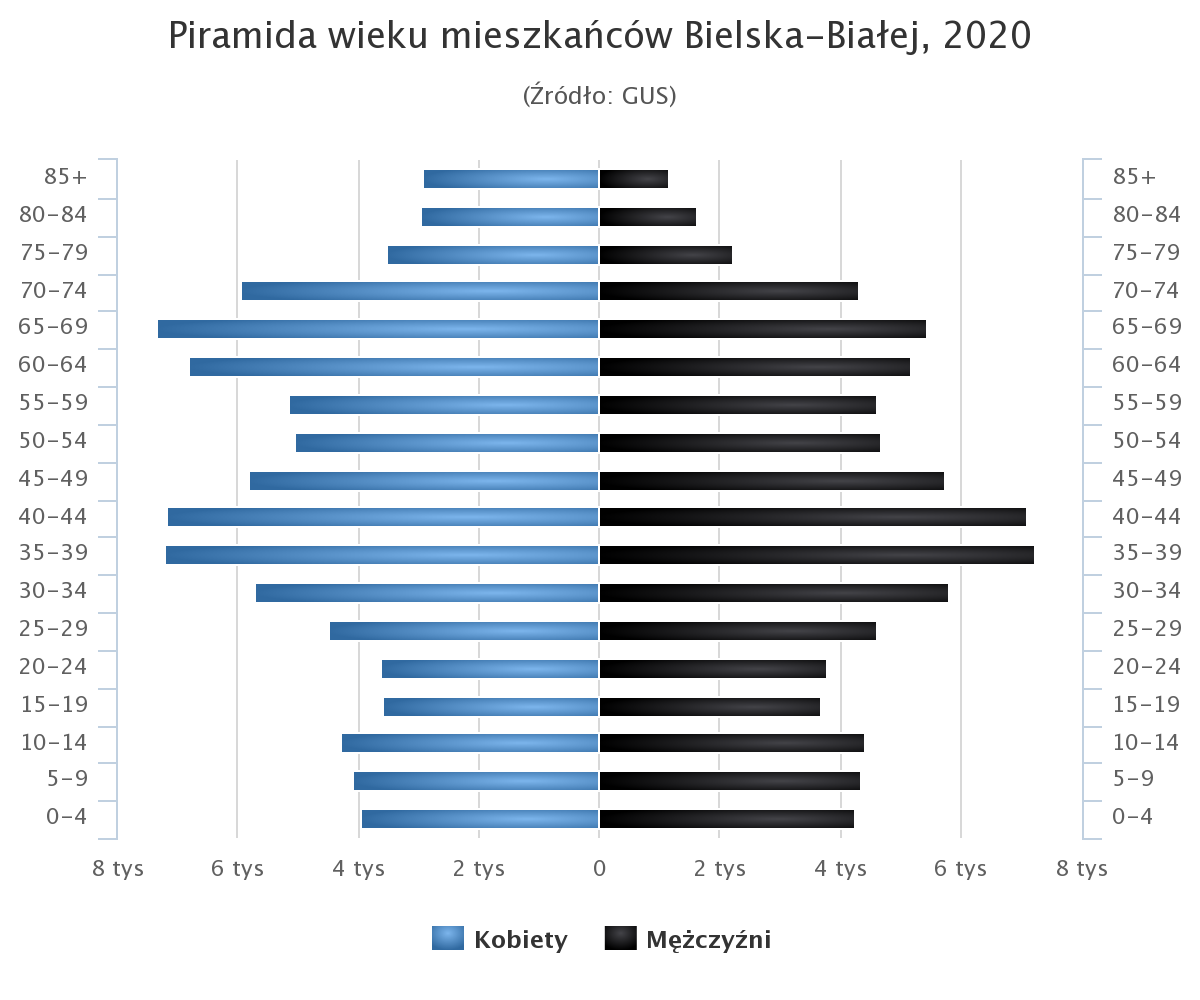

W momencie połączenia Bielska i Białej w 1951 miasto liczyło około 60 tysięcy mieszkańców. Na przestrzeni lat liczba ludności wzrastała wraz z rozwojem przemysłu i przyłączaniem pobliskich miejscowości, w szczególnie skokowy sposób w latach 70. XX wieku. Najwyższą liczbę ludności (184 421) Bielsko-Biała osiągnęło w 1991. Odtąd, podobnie jak w większości miast w Polsce, obserwuje się stopniowy spadek populacji. W latach 2002–2021 liczba mieszkańców zmalała o 5,1%. Według prognoz GUS w 2025 Bielsko-Biała ma liczyć 161,9 tysiąca, w 2035 – 150,4 tysiąca, a w 2050 – 133,3 tysiąca mieszkańców.
Zmiany liczby ludności Bielska-Białej na przestrzeni lat (dla czasów sprzed 1951 suma danych dla Bielska i Białej):
Liczba ludności w podziale na poszczególne osiedla samorządowe (jednostki pomocnicze gminy) kształtowała się 31 grudnia 2017 następująco:
| Osiedle                | Liczba ludności |
| ---------------------- | --------------- |
| Aleksandrowice         | 1778            |
| Beskidzkie             | 7436            |
| Biała Krakowska        | 6316            |
| Biała Północ           | 2696            |
| Biała Śródmieście      | 2510            |
| Biała Wschód           | 3287            |
| Bielsko Południe       | 4594            |
| Dolne Przedmieście     | 4131            |
| Górne Przedmieście     | 6752            |
| Grunwaldzkie           | 4191            |
| Hałcnów                | 8549            |
| Kamienica              | 6095            |
| Karpackie              | 9390            |
| Komorowice Krakowskie  | 5281            |
| Komorowice Śląskie     | 5350            |
| Kopernika              | 4712            |
| Leszczyny              | 5829            |
| Lipnik                 | 6874            |
| Mieszka I              | 1539            |
| Mikuszowice Krakowskie | 2735            |
| Mikuszowice Śląskie    | 7442            |
| Piastowskie            | 2200            |
| Polskich Skrzydeł      | 3162            |
| Słoneczne              | 5998            |
| Stare Bielsko          | 6539            |
| Straconka              | 3365            |
| Śródmieście Bielsko    | 4294            |
| Wapienica              | 10 907          |
| Wojska Polskiego       | 4975            |
| Złote Łany             | 14 439          |

### Struktura etniczna i językowa
W Narodowym Spisie Powszechnym Ludności i Mieszkań 2021 99,30% mieszkańców Bielska-Białej (167 913 osób) zadeklarowało narodowość polską. 2,30% zadeklarowało inną narodowość (jako jedyną lub wspólnie z polską), w tym: 0,66% (1108 osób) śląską, 0,21% (321 osób) niemiecką, 0,20% (335 osób) ukraińską, 0,19% (313 osób) angielską i 0,13% (222 osób) włoską.
W świetle tego samego spisu 99,70% bielszczan (168 582 osób) posługuje się w kontaktach domowych językiem polskim. Inne najczęściej używane języki (wyłącznie lub wspólnie z polskim) to: angielski (2,30%, 3893 osób), niemiecki (0,44%, 743 osób), włoski (0,23%, 388 osób), śląski (0,19%, 319 osób), ukraiński (0,16%, 275 osób) i rosyjski (0,13%, 227 osób).

## Gospodarka

### Struktura gospodarcza
Pod koniec 2021 w rejestrze REGON zarejestrowanych było 27 799 podmiotów gospodarki narodowej, z tego 26 724 (96,13%) w sektorze prywatnym i 597 (2,14%) w sektorze publicznym. Dominowały w liczbie 26 619 przedsiębiorstwa zatrudniające do 9 pracowników, ponad tysiąc zatrudnionych miały jedynie trzy zakłady. Struktura bielskich przedsiębiorstw wg branży prezentowała się następująco:
- handel hurtowy i detaliczny – 25%
- działalność profesjonalna naukowa i techniczna – 14%
- budownictwo – 12%
- przetwórstwo przemysłowe – 10%
- obsługa rynku nieruchomości – 7%
- opieka zdrowotna i pomoc społeczna – 7%
- pozostała działalność – 7%
- transport i gospodarka magazynowa – 6%
- edukacja – 5%
- finanse i ubezpieczenia – 4%
- zakwaterowanie i gastronomia – 3%

Stopa bezrobocia wyniosła na koniec 2021 jedynie 2,2% i należała do wyraźnie niższych niż średnia krajowa i wojewódzka, spośród miast województwa śląskiego niższa była jedynie w Katowicach i Tychach. Współczynnik zatrudnienia wynosił 458 osób na 1000 mieszkańców. Przeciętne miesięczne wynagrodzenie brutto w Bielsku-Białej wynosiło 5 789,65 zł, co odpowiadało 96,5% przeciętnego miesięcznego wynagrodzenia brutto w Polsce. Na najwyższe płace w Bielsku-Białej mogą liczyć zatrudnieni w firmach zajmujących się informacją i komunikacją. Otrzymują oni przeciętnie 7442 zł brutto. Wśród aktywnych zawodowo mieszkańców 4700 osób wyjeżdżało do pracy do innych miast, a 24 302 osoby przyjeżdżało do pracy spoza gminy, co oznacza, że saldo przyjazdów i wyjazdów do pracy wynosiło 19 602. 42,9% osób pracowało w przemyśle i budownictwie, 21,3% w sektorze usługowym, 2,3% w sektorze finansowym, a 0,9% w rolnictwie.

### Przemysł

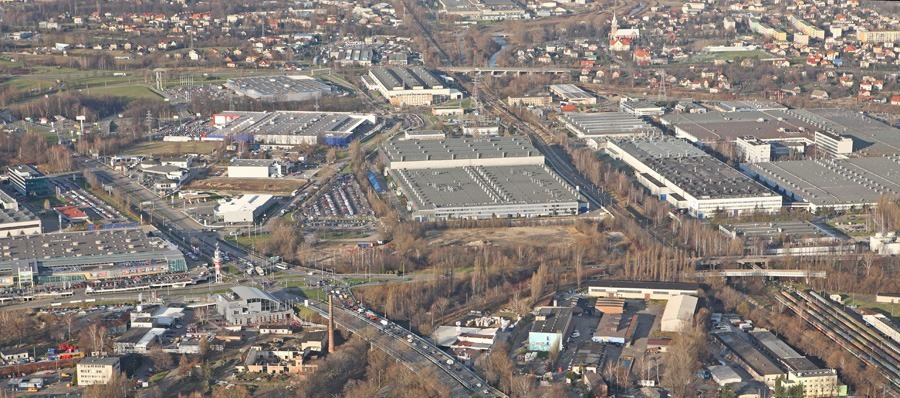
Widok lotniczy na zakłady Fiata (FCA Poland, dawne FSM)

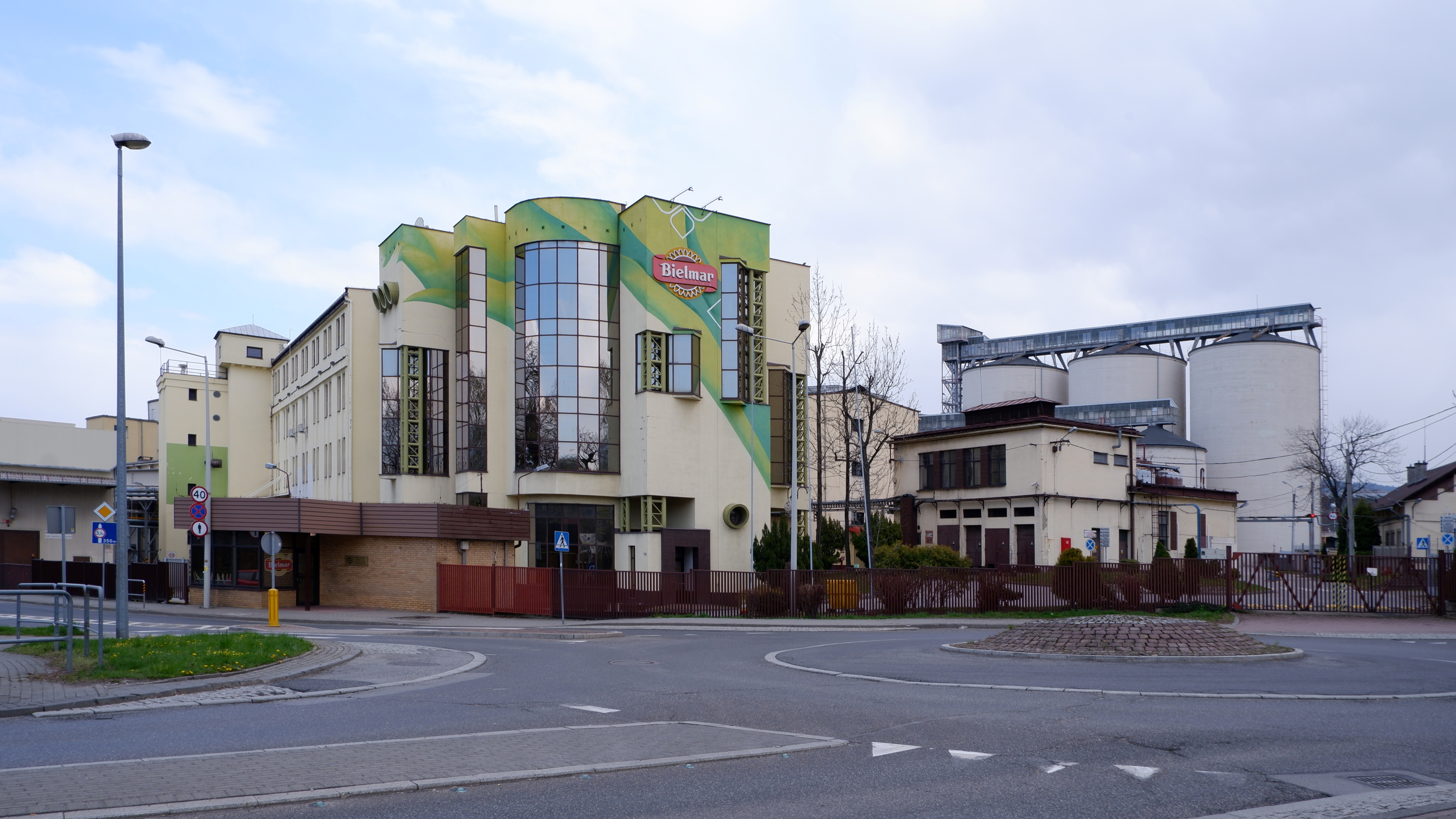
Zakłady Tłuszczowe Bielmar

Historycznie Bielsko-Biała było ważnym ośrodkiem przemysłowym, w szczególności przemysłu włókienniczego, który jednak zupełnie stracił na znaczeniu w wyniku transformacji gospodarczej po 1989. Do nielicznych już dziś zakładów kontynuujących te tradycje należą fabryka szczotek i pędzli Befaszczot, Bielskie Zakłady Obuwia BEFADO, fabryka zamków błyskawicznych Zipper (dawny ZAMPOL) i producent tkanin wełnianych Rytex.

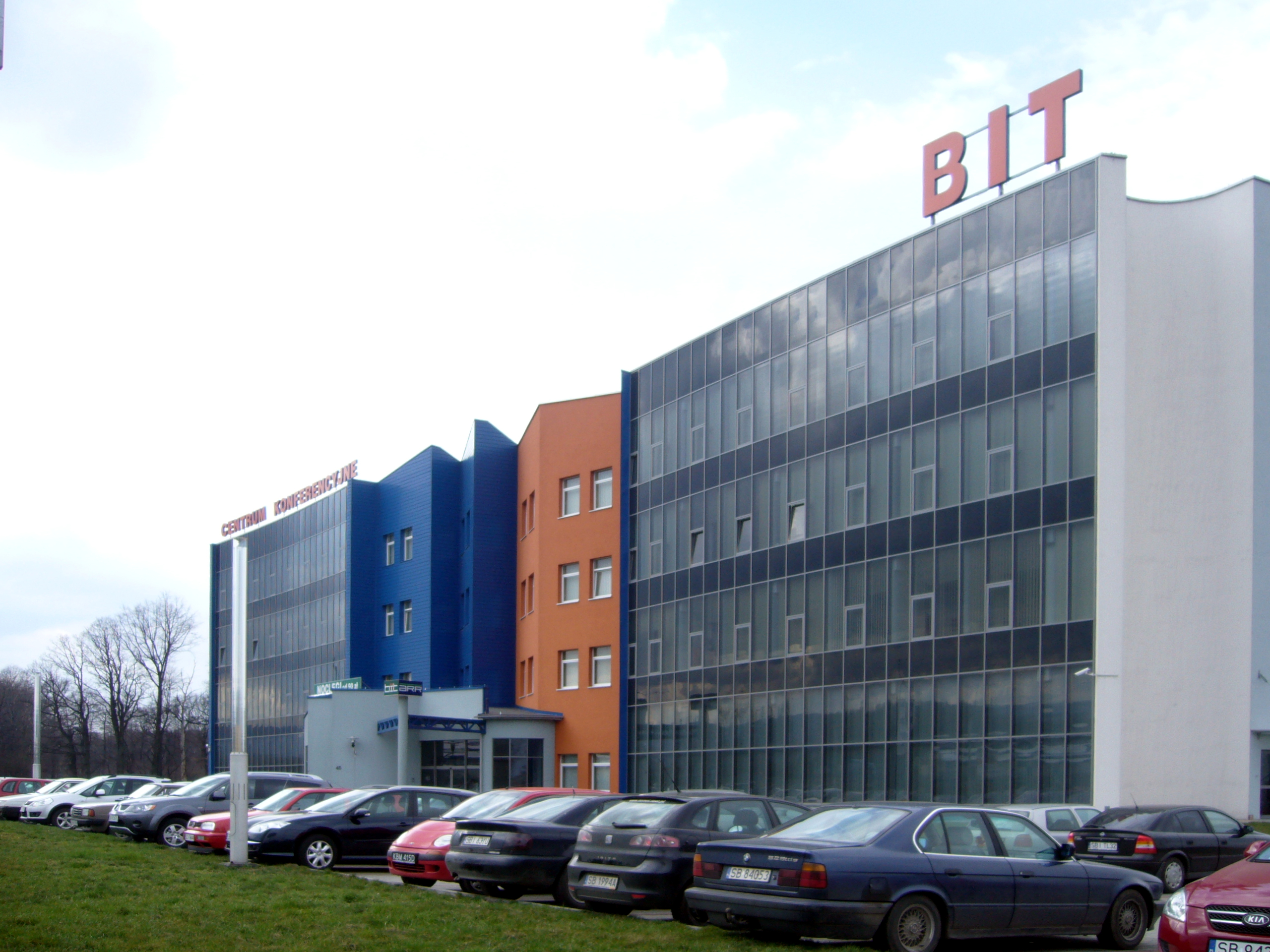
Beskidzki Inkubator Technologiczny

Obecnie najrozleglejszy areał przemysłowy znajduje się w północnej części miasta na pograniczu Komorowic, Starego Bielska i Dolnego Przedmieścia – to dawna Fabryka Samochodów Małolitrażowych po transformacji przejęta przez Fiat Auto Poland (od 2015 pod nazwą FCA Poland). Podczas gdy właściwa produkcja samochodów odbywa się w Tychach, w bielskim zakładzie produkowane są silniki Diesla i silniki benzynowe. Od 2000 areał ten jest jednym z podobszarów Katowickiej Specjalnej Strefy Ekonomicznej. W kolejnych latach włączone do niej zostały kolejne tereny w Wapienicy (Park Przemysłowy i Usługowy przy drodze ekspresowej S52), Komorowicach (w rejonie ulicy Bestwińskiej oraz Konwojowej) i Lipniku (w rejonie ulicy Piekarskiej). W 2021 na terenach należących do KSSE o powierzchni 82 ha działało dwadzieścia przedsiębiorstw zatrudniających ponad 4,6 tysiąca pracowników. Były to: Atepaa, Avio Polska, Cooper Standard Polska, Cornaglia Poland, Eaton Automotive Systems, Electropoli Poland, FCA Powertrain Poland, FCA Services Poland, Henkel Polska, Ingest Facility, Marelli Bielsko-Biała, Makita, Mercedes Martruck Pojazdy Specjalne, multiform Dariusz Krywult, MDM NT, Polmotors, Szczęśniak Pojazdy Specjalne, Takoni, TI Poland oraz ZF Steering Systems Poland. Przeważały wśród nich firmy związane z branżą motoryzacyjną.
Na terenie wapienickiego Parku Przemysłowego i Usługowego powstał w 2006 Beskidzki Inkubator Technologiczny. Przy FCA Poland działa Instytut Badań i Rozwoju Motoryzacji Bosmal.
Do innych ważnych zakładów przemysłowych z siedzibą w Bielsku-Białej należą Zakłady Tłuszczowe Bielmar (producent margaryn, olejów i pasz), Śląska Wytwórnia Wódek Gatunkowych POLMOS Bielsko-Biała (producent m.in. wódki Extra Żytnia), GE Power Controls (branża elektroenergetyczna), fabryka śrub Bispol, Signify Poland (dawniej Philips Lighting Bielsko), Proseat (producent komponentów samochodowych), Aluprof (branża wyrobów aluminiowych).
W licznych opracowaniach wyróżnia się Bielski Okręg Przemysłowy obejmujący m.in. Bielsko-Białą, Czechowice-Dziedzice, Cieszyn, Skoczów, Żywiec i Andrychów.

### Handel

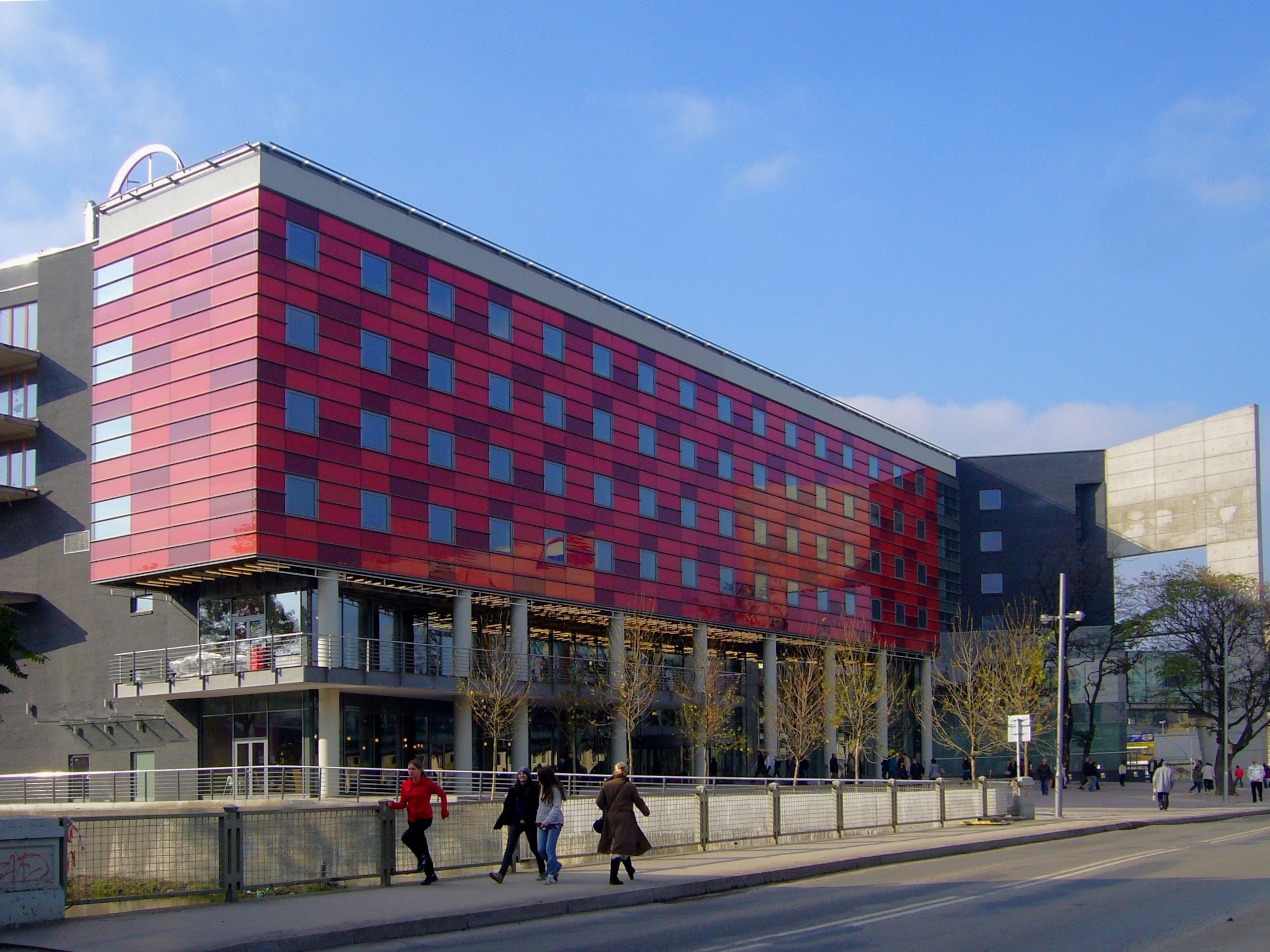
Sfera II

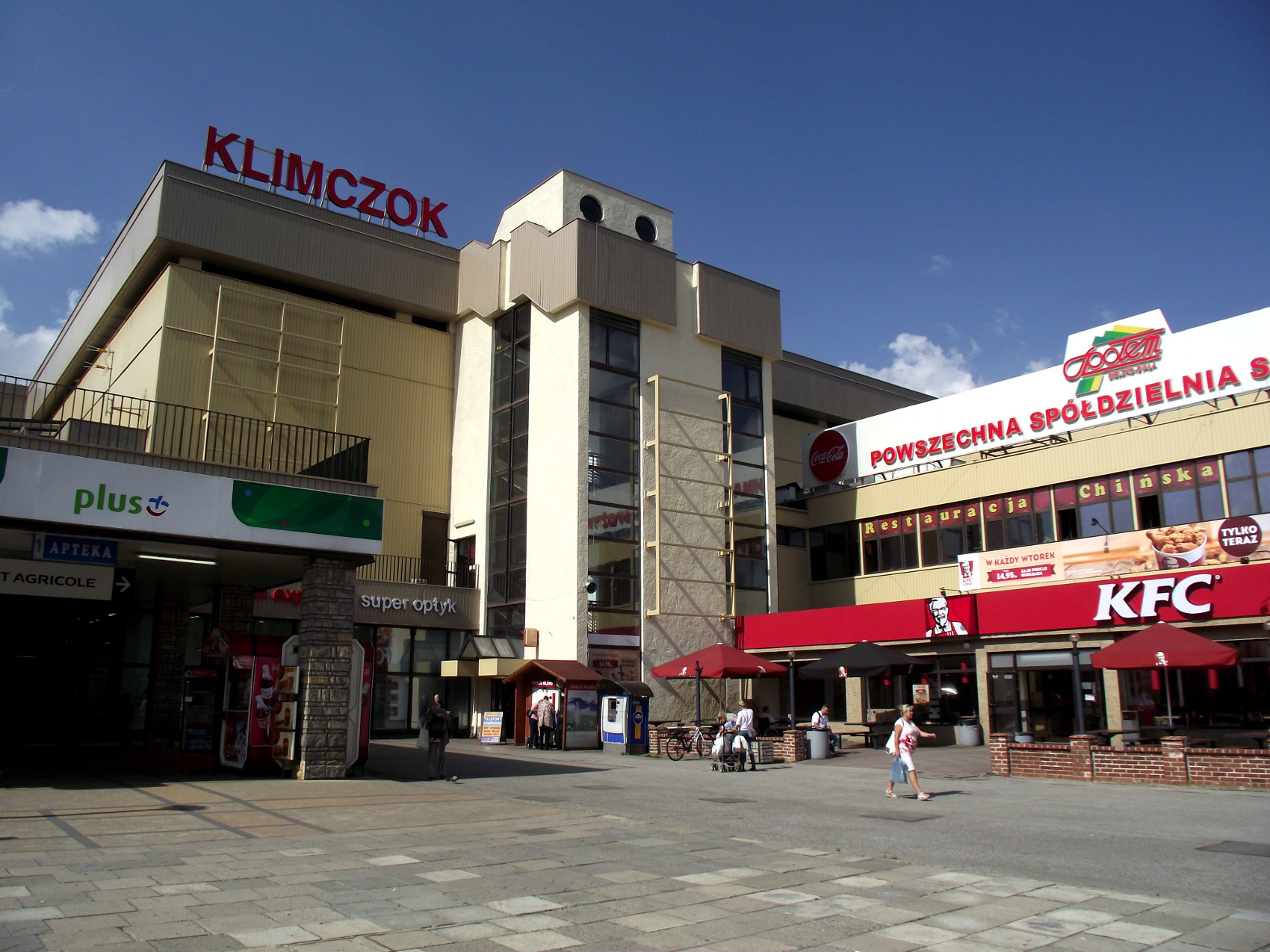
Spółdzielczy Dom Handlowy „Klimczok”

Bielsko-Biała należy do miast o najwyższym nasyceniu powierzchnią handlową w Polsce. Według raportu Colliers International z 2019 wynosiło ono 1151 m² na 1000 mieszkańców. Łącznie miasto dysponowało 197 000 m² powierzchni handlowej. Aż jedna trzecia z tej liczby (64 100 m²) przypadała na największe centrum handlowo-rozrywkowe, którym jest położona w ścisłym centrum przy ulicy Mostowej Galeria Sfera. Składa się ona z dwóch obiektów – Sfera I i Sfera II – wzniesionych w miejscu dawnych zakładów przemysłowych i oddanych do użytku odpowiednio w 2001 oraz 2009. W bezpośrednim sąsiedztwie znajduje się szereg innych obiektów handlowych na czele ze Spółdzielczym Domem Handlowym „Klimczok” należącym do PSS Społem, który powstał w 1988 i wtedy należał do największych w Polsce.
Inne duże centra handlowo-rozrywkowe to Gemini Park przy ulicy Bora-Komorowskiego otwarty w 2009 i rozbudowany w 2014 (z hipermarketem Bi1) oraz Sarni Stok przy ulicy o tej samej nazwie istniejące od 2001 (z supermarketami Carrefour i MediaMarkt). W 2014 otwarto Retail Park Karpacka. W mieście znajdują się również hipermarkety Auchan, Kaufland, Makro, Castorama i Leroy Merlin, szereg supermarketów i mniejszych placówek handlowych. Spośród gęstej niegdyś sieci sklepów samoobsługowych PSS Społem istniało w 2022 oprócz „Klimczoka” jeszcze dziesięć.
Tradycyjnym deptakiem handlowym jest ulica 11 Listopada. Liczba sklepów i punktów usługowych zlokalizowanych przez niej w ostatnich latach wyraźnie jednak spadła, co często przypisywane jest negatywnemu wpływowi dużych centrów handlowych. Targowiska miejskie znajdują się przy ulicy Lompy oraz Broniewskiego, istnieje też targowisko o nieuregulowanym statusie w dzielnicy Komorowice.
Do najważniejszych imprez targowych odbywających się w Bielsku-Białej należą Międzynarodowe Energetyczne Targi Bielskie ENERGETAB organizowane przez ZIAD Bielsko-Biała, a także te, których organizacja jest w gestii Biura Promocji i Wystaw ASTRA: Międzynarodowe Targi Budownictwa „Twój Dom”, Targi Technik Grzewczych i Oszczędności Energii „Instal-System” i Międzynarodowe Targi EKOStyl. Głównym miejscem odbywania się targów jest hala wielofunkcyjna przy ulicy Karbowej.

## Transport

### Transport kolejowy

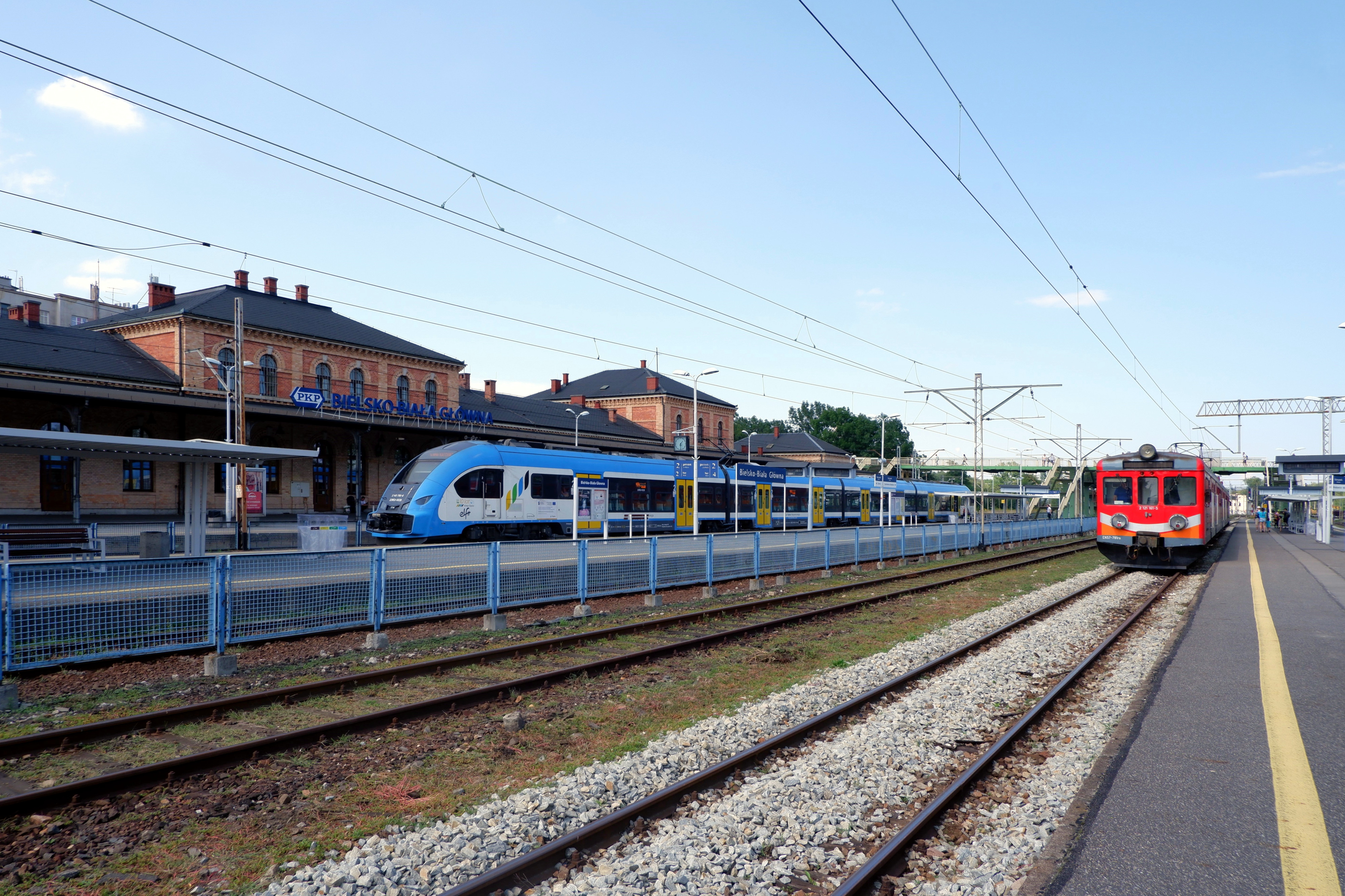
Pociąg Kolei Śląskich i Polregio na dworcu Bielsko-Biała Główna

Bielsko-Biała stanowi współcześnie węzeł kolejowy regionalnego znaczenia. Początki kolei w mieście sięgają roku 1855, a obecny układ torów istnieje od 1888.
Przez miasto przebiegają trzy linie kolejowe:
- nr 139 Katowice – Skalite Serafinov – pierwszorzędna, czynna w ruchu pasażerskim i towarowym
- nr 117 Bielsko-Biała – Kalwaria Zebrzydowska Lanckorona – drugorzędna, czynna w ruchu pasażerskim i towarowym
- nr 190 Bielsko-Biała – Czeski Cieszyn – drugorzędna, nieczynna na odcinku do Skoczowa od stycznia 2009, rozważane są plany rewitalizacji[185][186][187]

Na terenie miasta znajduje się dwanaście stacji i przystanków kolejowych (z tego osiem czynnych w ruchu pasażerskim), przy czym najwięcej połączeń obsługuje dworzec Bielsko-Biała Główna położony na Dolnym Przedmieściu (adres: Warszawska 2). Zgodnie z klasyfikacją wprowadzoną w 2015 roku należy do kategorii dworców wojewódzkich, wcześniej był klasyfikowany jako dworzec kategorii B z roczną odprawa podróżnych w przedziale 1 – 2 mln.
Przewozy regionalne na linii nr 139 obsługuje spółka Koleje Śląskie (linia S5 Katowice – Żywiec/Zwardoń), a na linii nr 117 spółka Polregio (połączenia do Wadowic i Krakowa). Z dworca Bielsko-Biała Główna odjeżdżają również dalekobieżne pociągi spółki PKP Intercity, w tym Pendolino do Warszawy i Gdyni.

### Transport drogowy

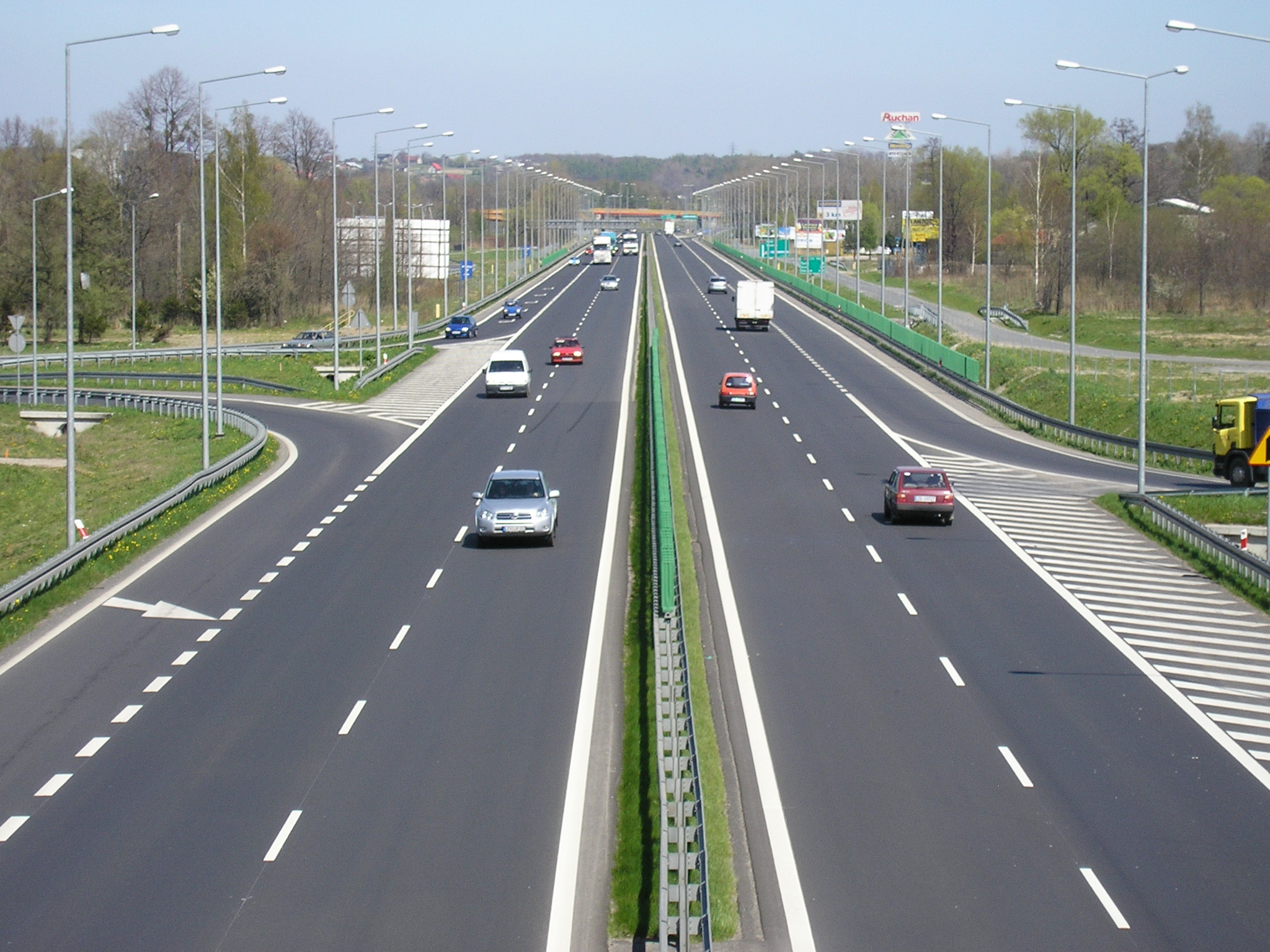
Droga ekspresowa S52

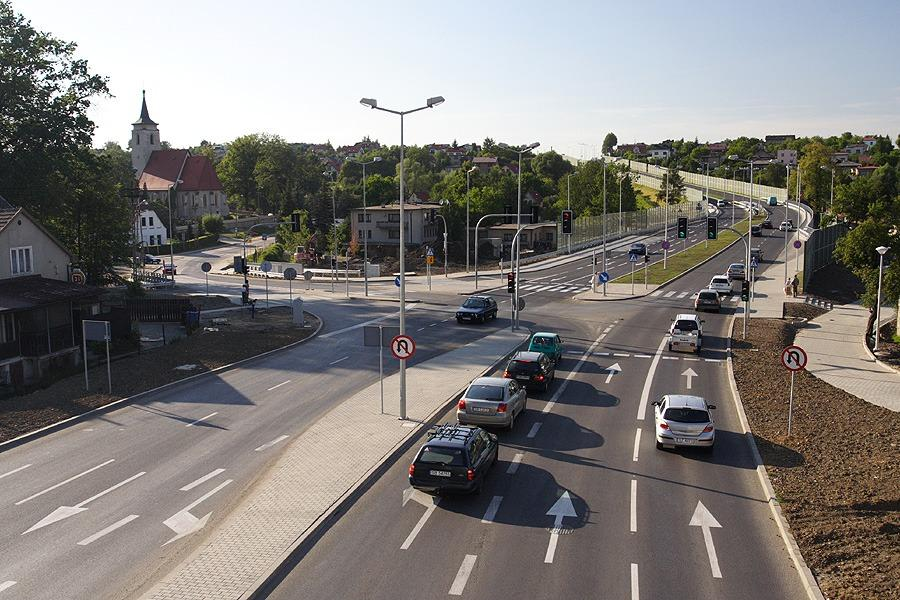
Śródmiejska Obwodnica Zachodnia

Przez Bielsko-Białą przechodzą drogi:
- droga ekspresowa S1 – jej bielski odcinek tworzy północno-wschodnia obwodnica miasta, w planach jest dalsza rozbudowa w kierunku Mysłowic[190]
- droga ekspresowa S52 – droga wylotowa w kierunku Cieszyna stanowiąca zarazem część obwodnicy północnej (ulica Bohaterów Monte Cassino)
- droga krajowa nr 1 – droga wylotowa w kierunku Pszczyny i Katowic (północny fragment ulicy Warszawskiej)
- droga krajowa nr 52 – droga wylotowa w kierunku Wadowic i Krakowa (ulica Krakowska), ponadto należy do niej większa część ulicy Żywieckiej
- droga wojewódzka nr 940 – fragmenty ulicy Lwowskiej, Wyzwolenia i Niepodległości = droga wewnętrzmiejska łącząca węzeł Bielsko-Biała Rosta z DK52
- droga wojewódzka nr 942 – docelowo biegnie do Szczyrku i Wisły, na obszarze miasta ma po zmianach skomplikowany przebieg obejmujący fragmenty ulic Żywieckiej, Bystrzańskiej, Partyzantów, Bora-Komorowskiego, Andersa, Cieszyńskiej i Międzyrzeckiej

W ciągu dróg ekspresowych S1 i S52 znajduje się siedem węzłów bezkolizyjnych: Bielsko-Biała Wapienica (skrzyżowanie S52 i DW942), Bielsko-Biała Francuska, Bielsko-Biała Andersa, Bielsko-Biała Komorowice (skrzyżowanie S1, S52 i DK1), Bielsko-Biała Rosta (skrzyżowanie S1 i DW 940), Bielsko-Biała Lipnik (skrzyżowanie S1 i DK 52) oraz Bielsko-Biała Mikuszowice (skrzyżowanie S1, DK 52 i DW 942).
Aleja Andersa i ulica Bora-Komorowskiego stanowią Śródmiejską Obwodnicę Zachodnią, która łączy dzielnicę Leszczyny, Kamienica, Aleksandrowice i Stare Bielsko do węzła Bielsko-Biała Andersa, a w jej ciągu znajduje się dwupoziomowy węzeł Hulanka. Faktycznie charakter drogi przelotowej ma śródmiejski ciąg uliczny Warszawska – 3 Maja – Zamkowa – Partyzantów rozbudowany do obecnej postaci głównie w latach 70. XX wieku, gdy doszło przy tej okazji do wyburzenia bielskiego podzamcza.
Według rankingu z czerwca 2021 w Bielsku-Białej na 1000 mieszkańców przypadało 826,7 zarejestrowanych pojazdów, w tym 681,3 samochodów osobowych, co oznacza, że było to dziewiąte najbardziej zmotoryzowane miasto w Polsce i drugie (po Katowicach) w województwie śląskim.

### Komunikacja publiczna

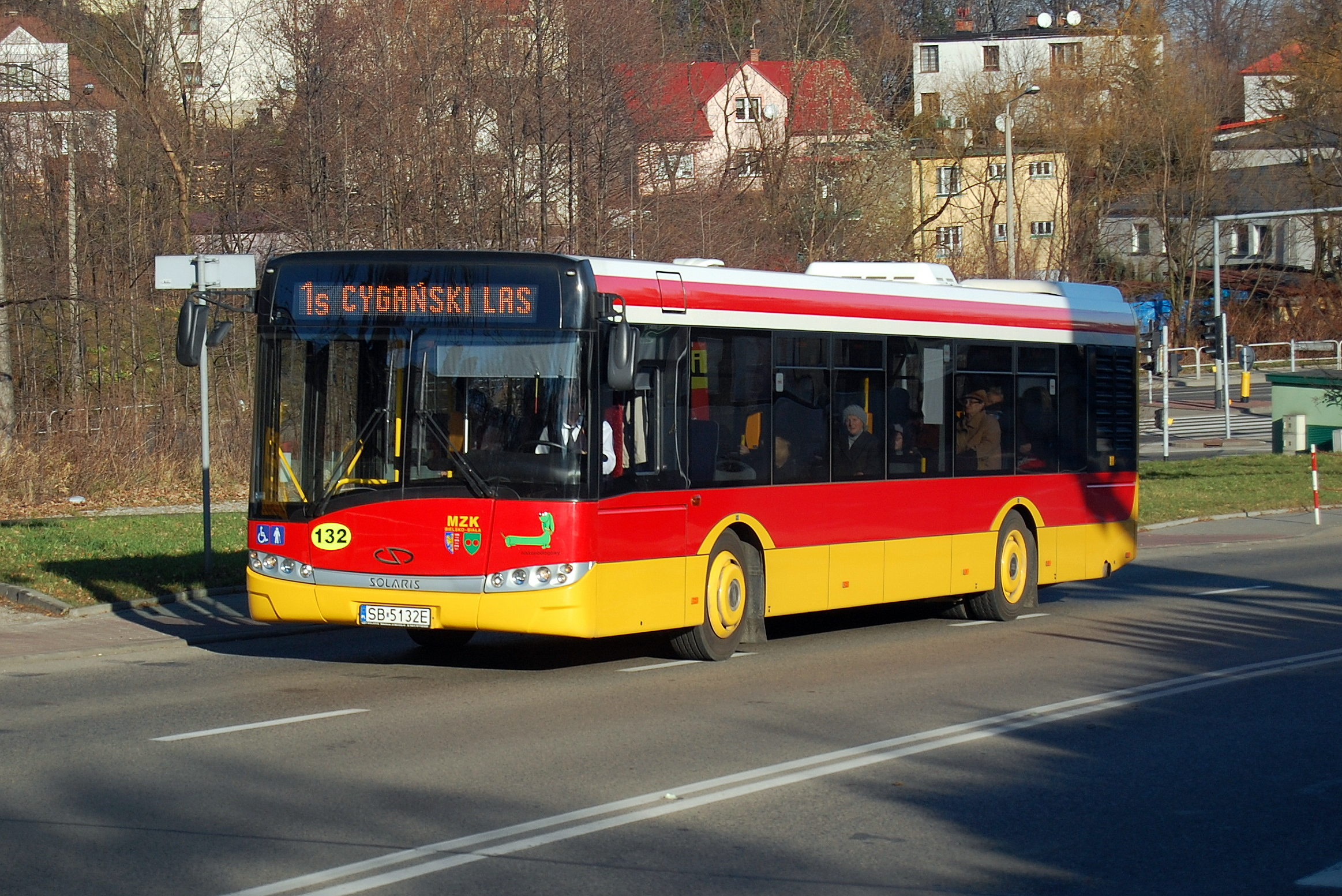
Autobus MZK Bielsko-Biała

System komunikacji miejskiej w mieście istnieje od 1895. W latach 1895–1971 wchodziła w jego skład sieć tramwajowa (początkowo jedna, następnie dwie linie), a od 1927 także autobusowa – obecnie jedyna. Głównym przewoźnikiem jest Miejski Zakład Komunikacyjny w Bielsku-Białej (MZK), który w 2022 obsługiwał przewozy na 40 liniach autobusowych dziennych i dwóch nocnych. Cztery z nich wyjeżdżały poza granice miasta – do Czechowic-Dziedzic, Bystrej, Wilkowic i Janowic. Siedziba MZK wraz z zajezdnią znajduje się w Olszówce Dolnej, przy ulicy Długiej. Przystanki w Bielsku-Białej obsługują również trzy linie przewoźnika PKM Czechowice-Dziedzice (PKM) oznaczone numerami 5, VII oraz X (dla odróżnienia od „siódemki” i „dziesiątki” bielskiej). Taryfy i rozkłady jazdy obu przewoźników nie są skoordynowane.
Regionalną komunikację autobusową w obrębie powiatu bielskiego, a także w kierunku Kęt, Andrychowa i Chybia, obsługuje samorządowy przewoźnik Komunikacja Beskidzka (KB) powstały w 2021 z przekształcenia dawnego PKS Bielsko-Biała. Dworzec autobusowy, z którego rozpoczynają kursy linie KB (numerowane od 100 w górę) oraz dalekobieżne połączenia autobusowe, znajduje się przy ulicy Warszawskiej naprzeciwko dworca Bielsko-Biała Główna. Połączenia pozapowiatowe – a także konkurencyjne wobec Komunikacji Beskidzkiej linie np. do Szczyrku – obsługuje szereg przewoźników prywatnych. Ich przystanki początkowe rozlokowane są w pobliżu dworca: przy ulicy Warszawskiej, Podwale oraz Wałowej.

### Transport lotniczy

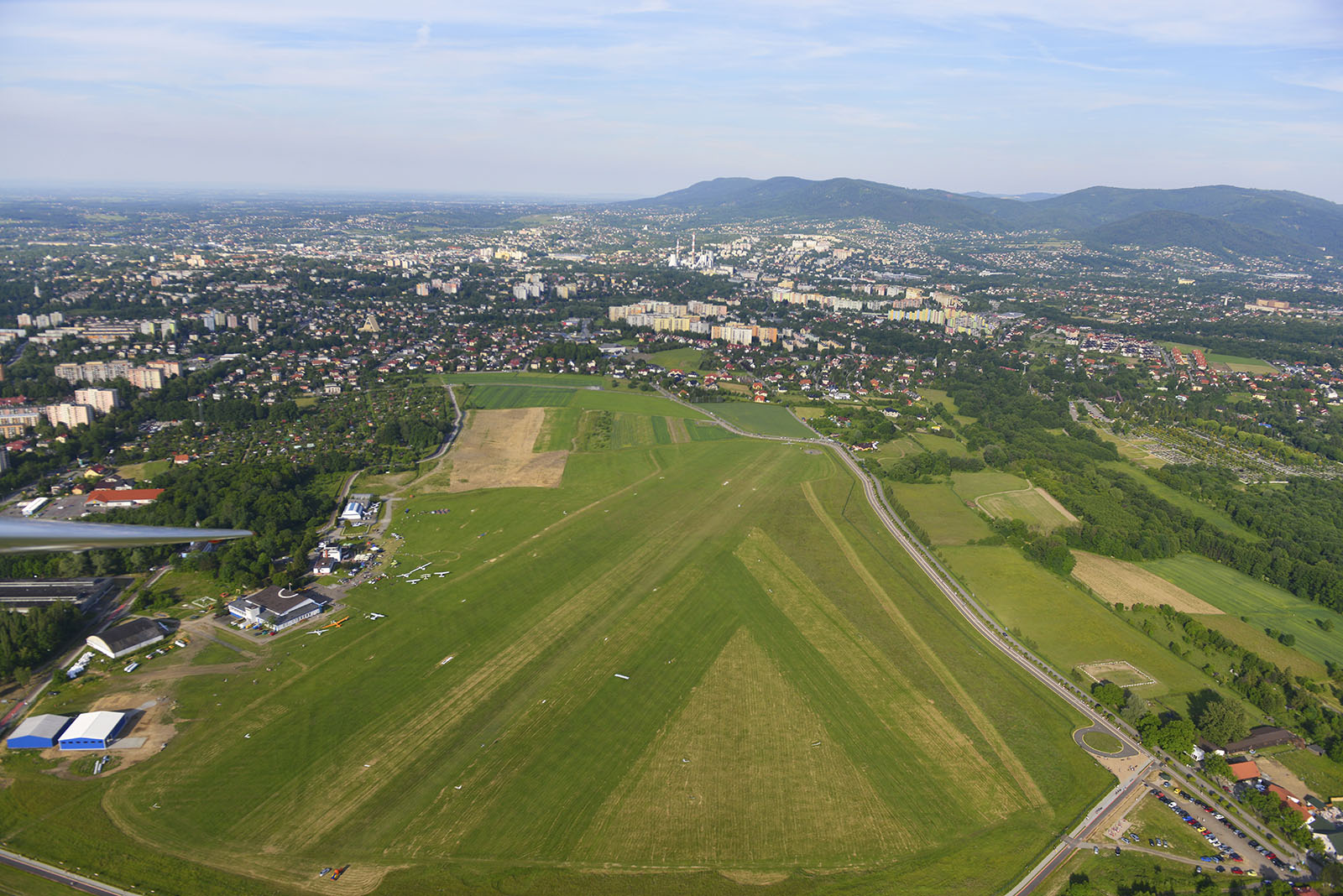
Lotnisko Bielsko-Biała Aleksandrowice

W dzielnicy Aleksandrowice znajduje się cywilne lotnisko sportowe z 660-metrową trawiastą drogą startową. Zostało oddane do użytku w 1936, obecnie należy do Aeroklubu Bielsko-Bialskiego. W latach 2006–2008 w podbielskim Kaniowie wybudowano Park Technologiczny Przemysłu Lotniczego (obecnie pod nazwą Bielski Park Technologiczny Lotnictwa, Przedsiębiorczości i Innowacji) składający się hangarów o powierzchni 2500 m², stacji paliw, hal produkcyjnych o łącznej powierzchni 7500 m², a także lotniska Kaniów z 700-metrową betonową drogą startową. W 2010 otwarto lądowisko sanitarne zlokalizowane przy Szpitalu Wojewódzkim.
W odległości do 100 km od Bielska-Białej znajdują się trzy lotniska międzynarodowe:
- port lotniczy Kraków-Balice
- port lotniczy Katowice-Pyrzowice
- port lotniczy Ostrawa

## Infrastruktura

### Infrastruktura sieciowa

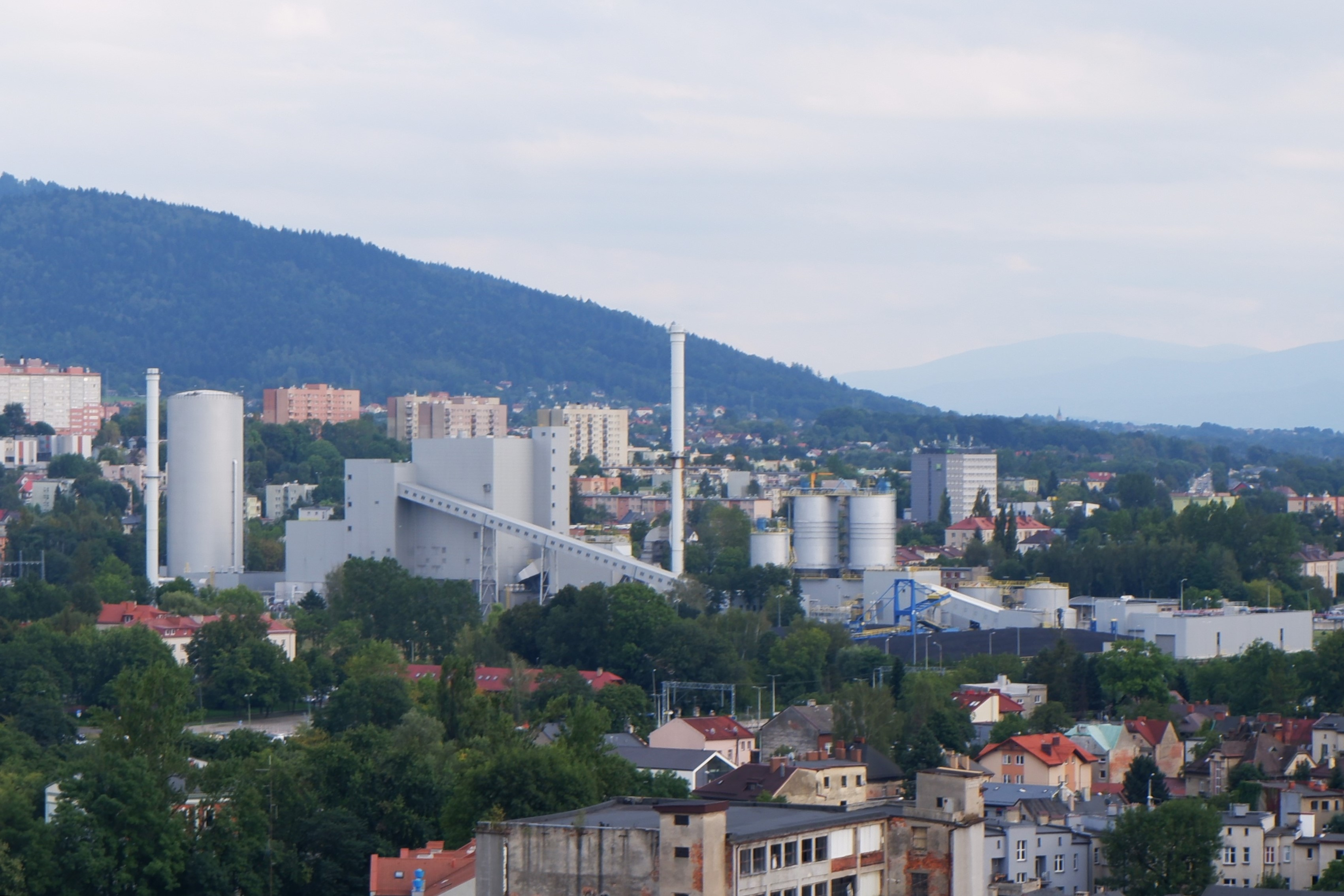
Elektrociepłownia Bielsko-Biała (EC1)

Jednostką odpowiedzialną za eksploatację oraz właścicielem urządzeń związanych z dostawą energii elektrycznej na obszarze Bielska-Białej są Tauron Dystrybucja S.A. Oddział w Bielsku-Białej oraz Polskie Sieci Elektroenergetyczne S.A. Oddział w Katowicach. W mieście znajduje się osiem stacji rozdzielczych 110/SN, a łączna długość linii wysokiego napięcia w 2017 wynosiła niecałe 94 km, natomiast linii średniego napięcia – 560,5 km.
Gaz rozprowadza Polska Spółka Gazownictwa sp. z o.o. – Oddział w Zabrzu poprzez 1037,3 km sieci wysokiego, średniego i niskiego ciśnienia oraz 24 stacji gazowych (stan na rok 2014), obsługiwanych przez Rozdzielnię Gazu w Bielsku-Białej.
Koncesję na wytwarzanie ciepła posiadają podmioty Tauron Ciepło sp z o.o. oraz Przedsiębiorstwo Komunalne THERMA sp. z o.o. Sieć ciepłownicza liczy 182,21 km (stan na rok 2021) i zasilana jest z dwóch centralnych źródeł ciepła: Elektrociepłowni Bielsko-Biała (EC1) i Elektrociepłowni Bielsko-Północ (EC2), wchodzących w skład Zespołu Elektrociepłowni Bielsko-Biała, a także kotłowni olejowych i olejowo-gazowych spółki THERMA. Na terenie miasta eksploatowanych jest 1025 wysokoparametrowych węzłów cieplnych.
Obsługą sieci wodociągowej (2085 km) i kanalizacyjnej (1322 km) na terenie Bielska-Białej, jak i okolicznych miejscowości, zajmuje się spółka AQUA S.A. Spółka posiada dwie duże i kilka mniejszych stacji uzdatniania wody oraz dwie mechaniczno-biologiczne oczyszczalnie ścieków. Największe ujęcia znajdują się w Kobiernicach na rzece Sole, w dolinie rzeki Wapienica oraz na rzece Żylica w Szczyrku.

### Infrastruktura socjalna i bezpieczeństwo

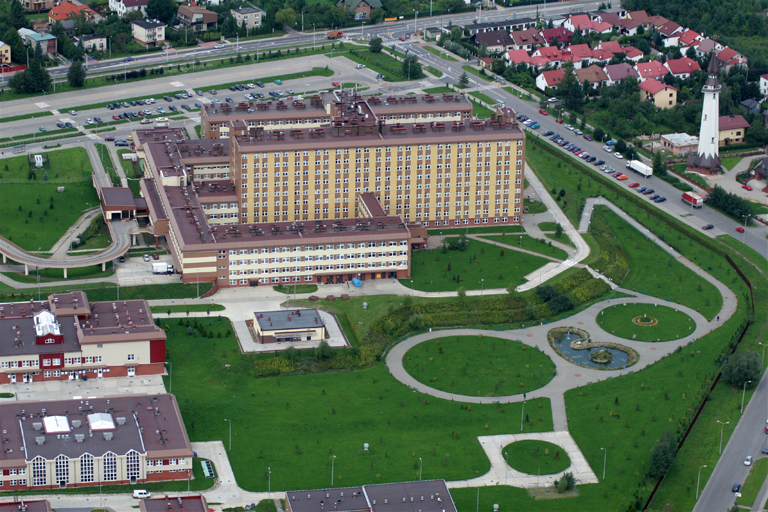
Szpital Wojewódzki

Największym obiektem służby zdrowia w mieście jest wybudowany w latach 1983–2002 Szpital Wojewódzki przy alei Armii Krajowej, dysponujący 18 oddziałami i 18 poradniami specjalistycznymi (stan na rok 2022). W 2012 połączone zostały w jedną placówkę pod nazwą Beskidzkie Centrum Onkologii – Szpital Miejski im. Jana Pawła II trzy szpitale położone w centralnych dzielnicach miasta: przy ulicy Wyspiańskiego (dawny szpital miejski Bielska istniejący od 1893), przy ulicy Wyzwolenia (dawny szpital miejski Białej istniejący od 1910) oraz przy ulicy Emilii Plater (istniejący od 1985). W mieście działa również Szpital Pediatryczny przy ulicy Sobieskiego oraz Bielskie Centrum Psychiatrii „Olszówka”. Do placówek prywatnych należą Szpital Chirurgii Małoinwazyjnej i Rekonstrukcyjnej, Szpital św. Łukasza i Szpital Pod Bukami. Łącznie na prowadzonej przez NFZ liście poradni i gabinetów podstawowej opieki zdrowotnej mieszczących się w Bielsku-Białej w 2022 widniało 106 pozycji, a na liście przychodni specjalistycznych 196 pozycji. W lipcu 2022 funkcjonowało w mieście 57 ogólnodostępnych aptek. Bielskie pogotowie ratunkowe z siedzibą przy ulicy Emilii Plater obejmuje zasięgiem miasto Bielsko-Biała oraz powiat bielski, w 2021 posiadało dwanaście karetek. W mieście znajduje się delegatura Śląskiego Oddziału Wojewódzkiego Narodowego Funduszu Zdrowia.

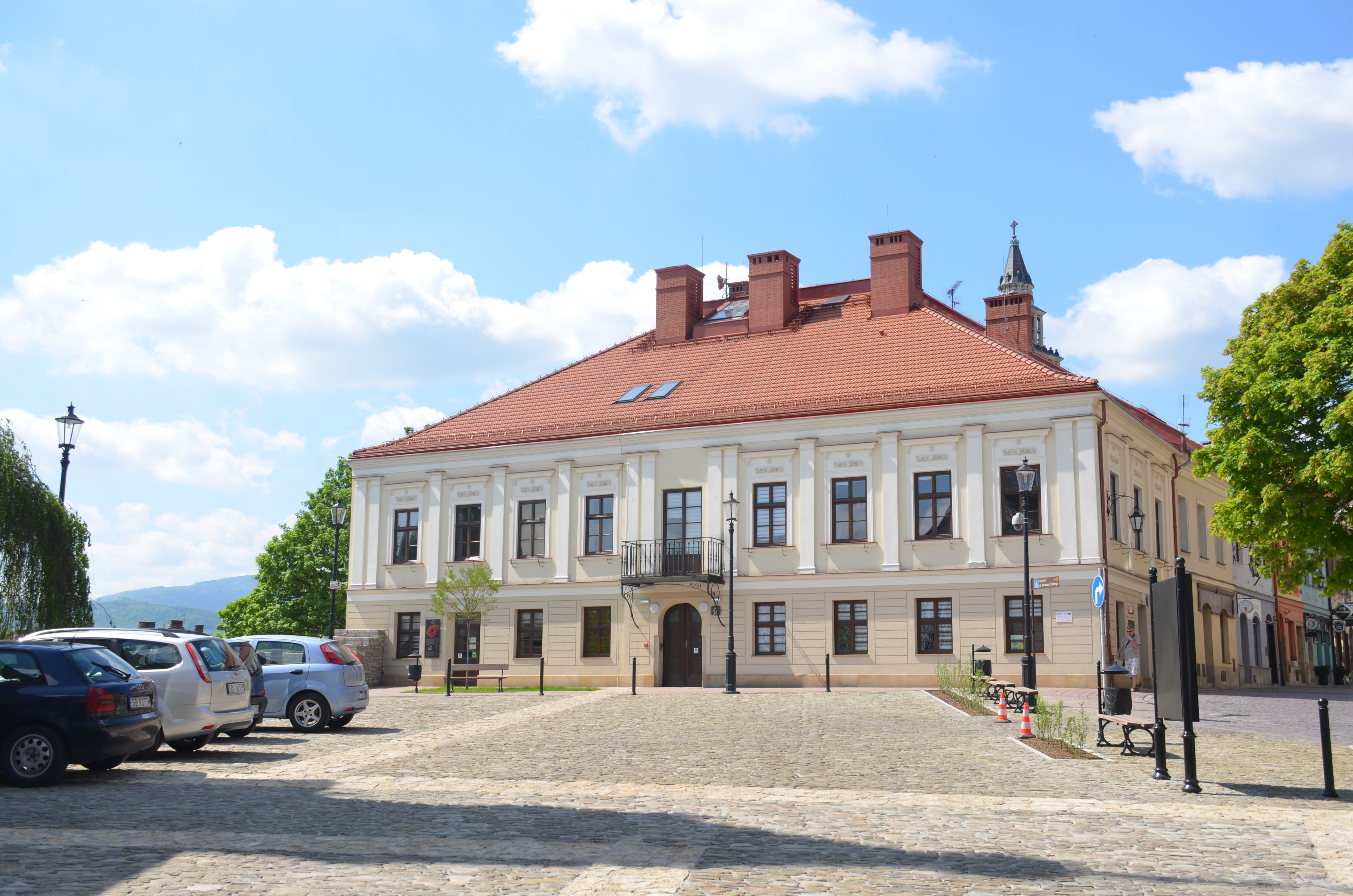
Siedziba Miejskiego Centrum Usług Społecznościowych

Jednostką powołaną do wykonywania zadań z zakresu opieki socjalnej jest Miejski Ośrodek Pomocy Społecznej (MOPS). W 2021 z jego usług korzystało 3026 osób, czyli 1,8% mieszkańców Bielska-Białej. W mieście działa (stan na rok 2022): 28 żłobków (w tym trzy publiczne) oraz 5 klubów dziecięcych, 15 placówek wsparcia dziennego (w tym jedna w strukturze MOPS, jedenaście w ramach Zespołu Placówek Dzieci i Młodzieży PARASOL oraz trzy niepubliczne), osiem domów pomocy społecznej (w tym cztery prowadzone przez miasto), trzy noclegownie i schroniska dla bezdomnych, Środowiskowy Dom Samopomocy „Podkowa”, Spółdzielnia Socjalna SYNERGIA, Podbeskidzki Ośrodek Interwencji Kryzysowej i Powiatowe Centrum Pomocy Rodzinie. W czerwcu 2022 na terenie miasta funkcjonowało jedenaście zakładów pracy chronionej i jeden zakład aktywności zawodowej. W 2019 przy ulicy Wzgórze 14 powstało Miejskie Centrum Usług Społecznościowych, którego częścią jest Klub Integracji Społecznej.
Nad bezpieczeństwem mieszkańców czuwa Państwowa Straż Pożarna z komendą miejską oraz jednostką ratowniczo-gaśniczną nr 1 przy ulicy Leszczyńskiej i jednostką ratowniczo-gaśniczą nr 2 przy ulicy Wapienickiej, dziewięć jednostek Ochotniczej Straży Pożarnej oraz Policja z komendą miejska przy ulicy Wapiennej i czterema komisariatami na terenie miasta. Porządku publicznego strzeże Straż Miejska z siedzibą przy ulicy Kołłątaja, która ponadto jest operatorem miejskiego monitoringu.

## Turystyka

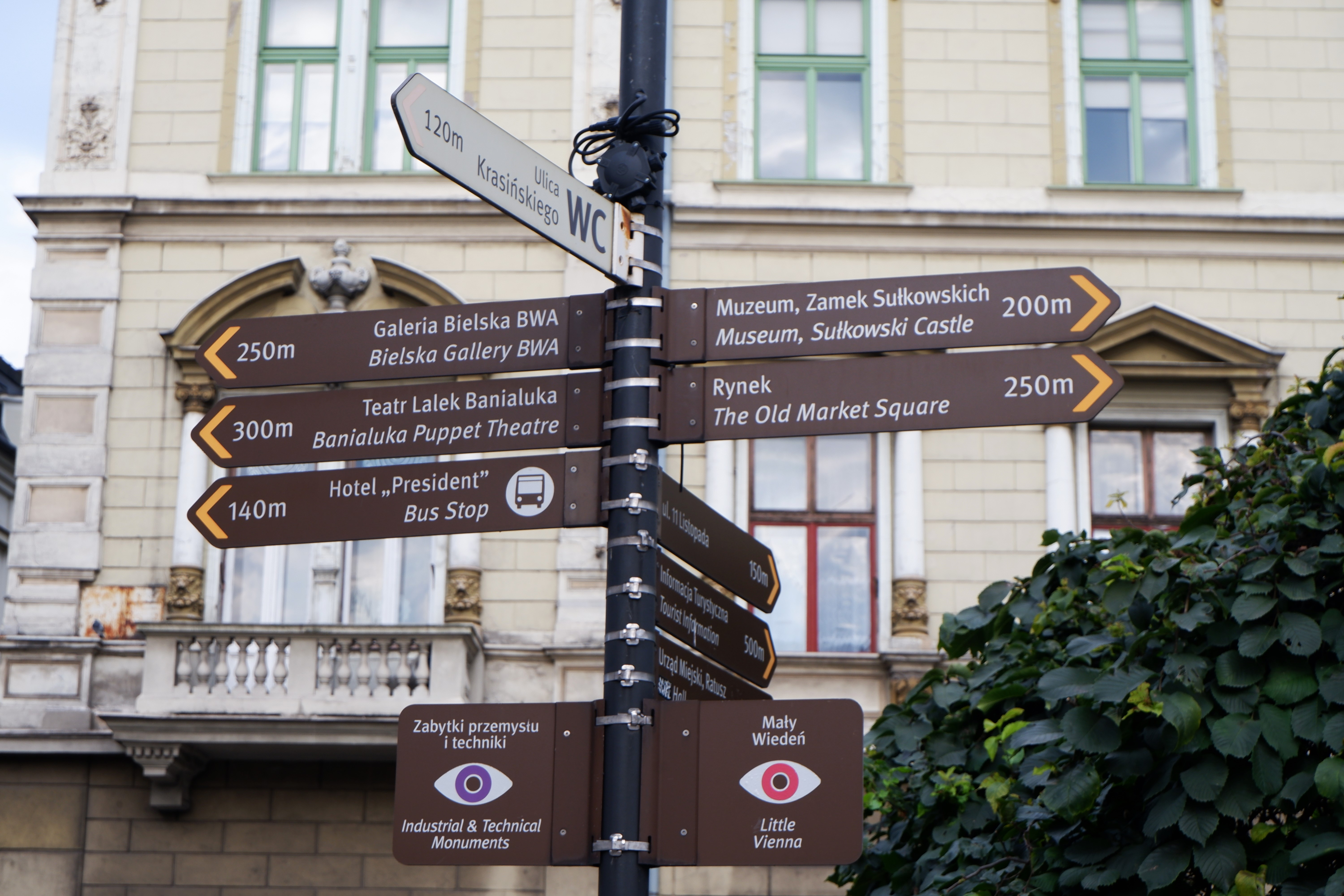
Drogowskazy Miejskiego Systemu Informacji, w tym tabliczki szlaków spacerowych (na dole)

W Bielsku-Białej znajduje się jeden certyfikowany punkt informacyjny: Miejskie Centrum Informacji Turystycznej przy placu Ratuszowym 4. Darmowe mapy i przewodniki w języku polskim, angielskim, niemieckim, francuskim i rosyjskim dostępne są również na stronach internetowych MCIT. Istnieją też komercyjne pozycje książkowe.

### Szlaki turystyczne

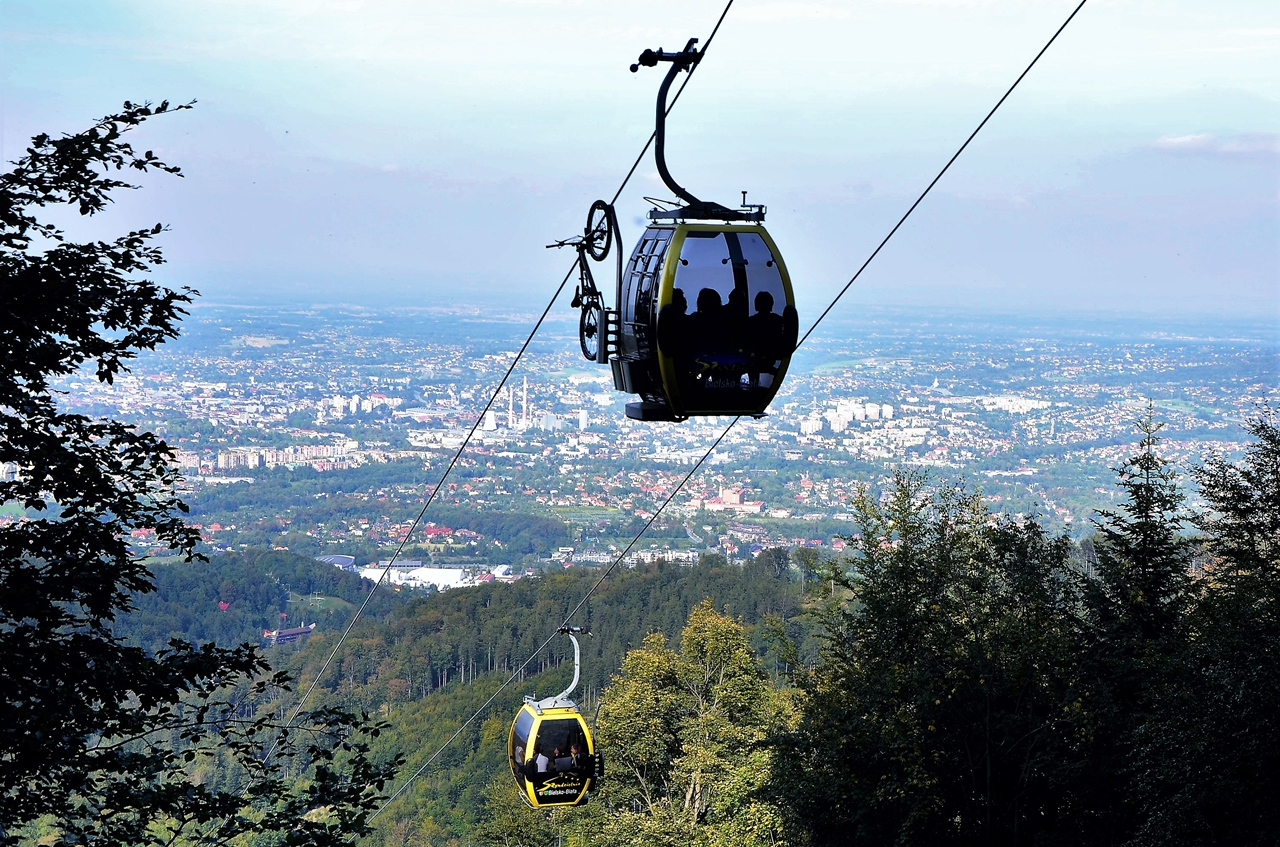
Kolej gondolowa na Szyndzielnię

Wraz z wprowadzeniem Miejskiego Systemu Informacji w 2009 wytyczono w obrębie historycznego centrum dziewięć tematycznych szlaków spacerowych: Średniowieczne Bielsko, Od grodziska do miasta, Trakt cesarski, Mały Wiedeń, Zabytki przemysłu i techniki, Polski ruch narodowy, Katolicy w Bielsku i Białej, Śladami ewangelików i Szlak kultury żydowskiej. Obiekty zabytkowe zostały oznaczone jednolitymi tabliczkami z opisami w języku polskim i angielskim. Orientacji pomagają charakterystyczne drogowskazy i mapy rozmieszczone w najważniejszych punktach śródmieścia. Wydane zostały przewodniki po szlakach (w języku polskim, angielskim i niemieckim) dostępne w formie papierowej oraz do ściągniecia na stronach MCIT.
Bliskość gór powoduje, że południowe dzielnice oplecione są gestą siecią szlaków turystycznych PTTK. Z Olszówki Górnej na Szyndzielnię prowadzi całoroczna kolej gondolowa (linia o długości 1810 m i przewyższeniu 449 m). Poza kontekstem górskim wytyczony został „Szlak 700-lecia Bielska” prowadzący od głównego dworca kolejowego przez Dolne Przedmieście, Stare Miasto, Górne Przedmieście, Stare Bielsko na wzgórze Trzy Lipki. Łączna długość siedemnastu szlaków PTTK na terenie miasta wynosi 94,5 km. W dzielnicy Straconka bierze swój początek Mały Szlak Beskidzki. Szlaki piesze uzupełnia na stokach gór należących do Beskidu Śląskiego sieć tras rowerowych Enduro Trails. W granicach miasta przebiega dziewięć znaczonych tras narciarskich (sześć w Beskidzie Śląskim i trzy w Beskidzie Małym) o łącznej długości 59,3 km. Przez północno-zachodnią część Bielska-Białej (Wapienica, Stare Bielsko) przebiega międzynarodowy szlak rowerowy Kraków – Morawy – Wiedeń i jedna z odnóg Wiślanej Trasy Rowerowej. Z inicjatywy Beskidzkiego Towarzystwa Cyklistów wytyczonych zostało kilka lokalnych rowerowych tras turystycznych. W mieście znajduje się jeden obiekt ze Szlaku Zabytków Techniki Województwa Śląskiego – muzeum Stara Fabryka – oraz dwa ze Szlaku Architektury Drewnianej: Dom Tkacza oraz kościół św. Barbary.

### Baza noclegowa

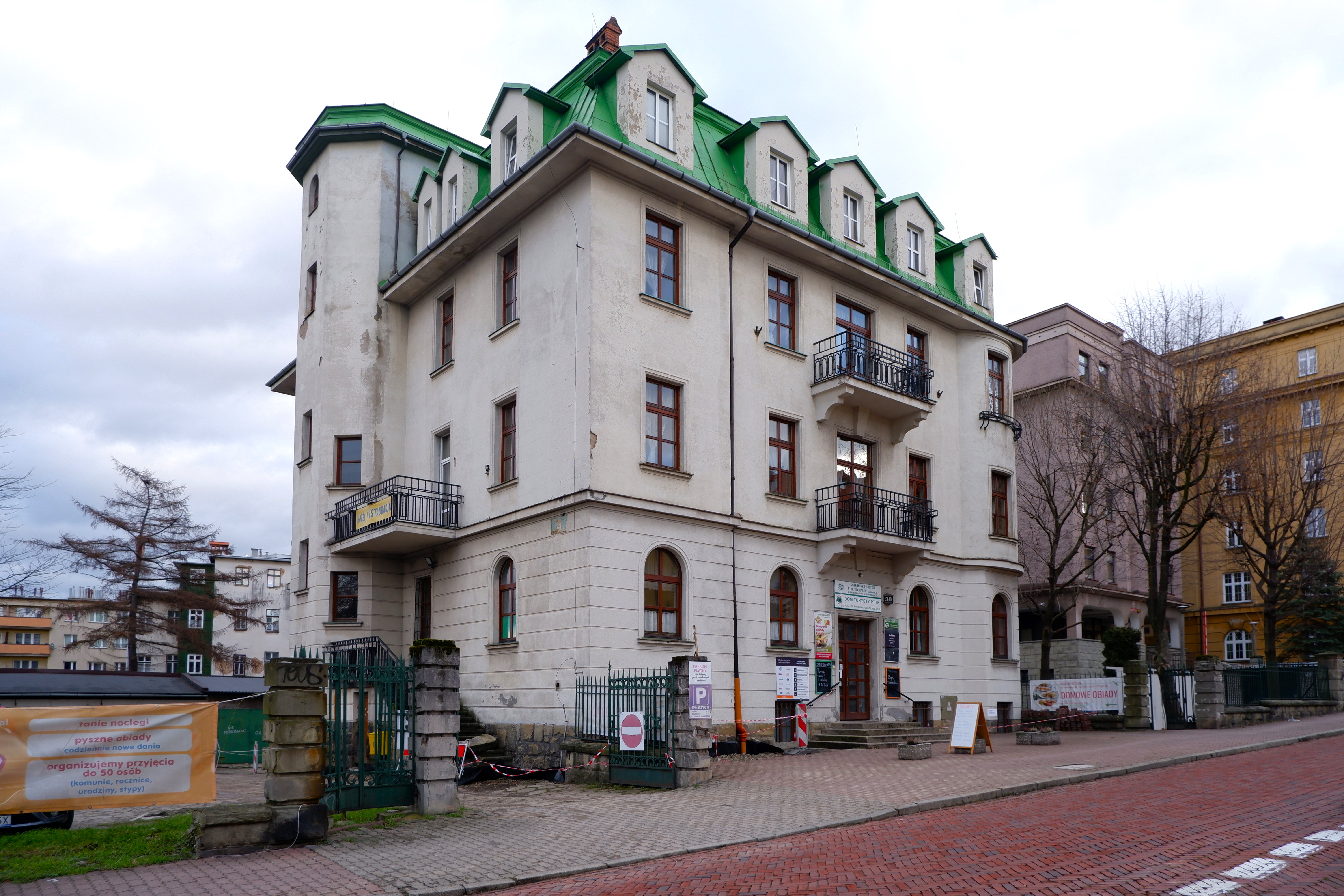
Dom Turysty PTTK

Według listy umieszczonej na stronach Miejskiego Centrum Informacji Turystycznej w 2022 w Bielsku-Białej istniało 60 obiektów noclegowych, w tym:
- 12 hoteli
  - 4 czterogwiazdkowe: Papuga Park Hotel, Parkhotel Vienna, Qubus Hotel, Sahara
  - 4 trzygwiazdkowe: Ibis Styles (dawna Magura), Marczewski, Na Błoniach, Wróblówka
  - 2 dwugwiazdkowe: Dębowiec, Passione
  - 2 z jedną lub bez gwiazdki: Beskid, Aparthotel Ventus Rosa
- 7 hosteli: 4You, Beskid Park, Biała, Bielsko, Hello, Zakątek, Zgrabna
- 2 schroniska młodzieżowe: Dom Turysty PTTK, Szkolne Schronisko Młodzieżowe PTSM im. Bolka i Lolka
- 3 schroniska górskie: Klimczok, Kozia Góra, Szyndzielnia
- 2 kempingi: Beskid nr 99, Ondraszek nr 57
- 2 motele: Na Skarpie, Casa di Fulvio Maria Viola
- 32 inne obiekty (pensjonaty, pokoje gościnne, apartamenty na wynajem)

## Kultura

### Ośrodki kultury

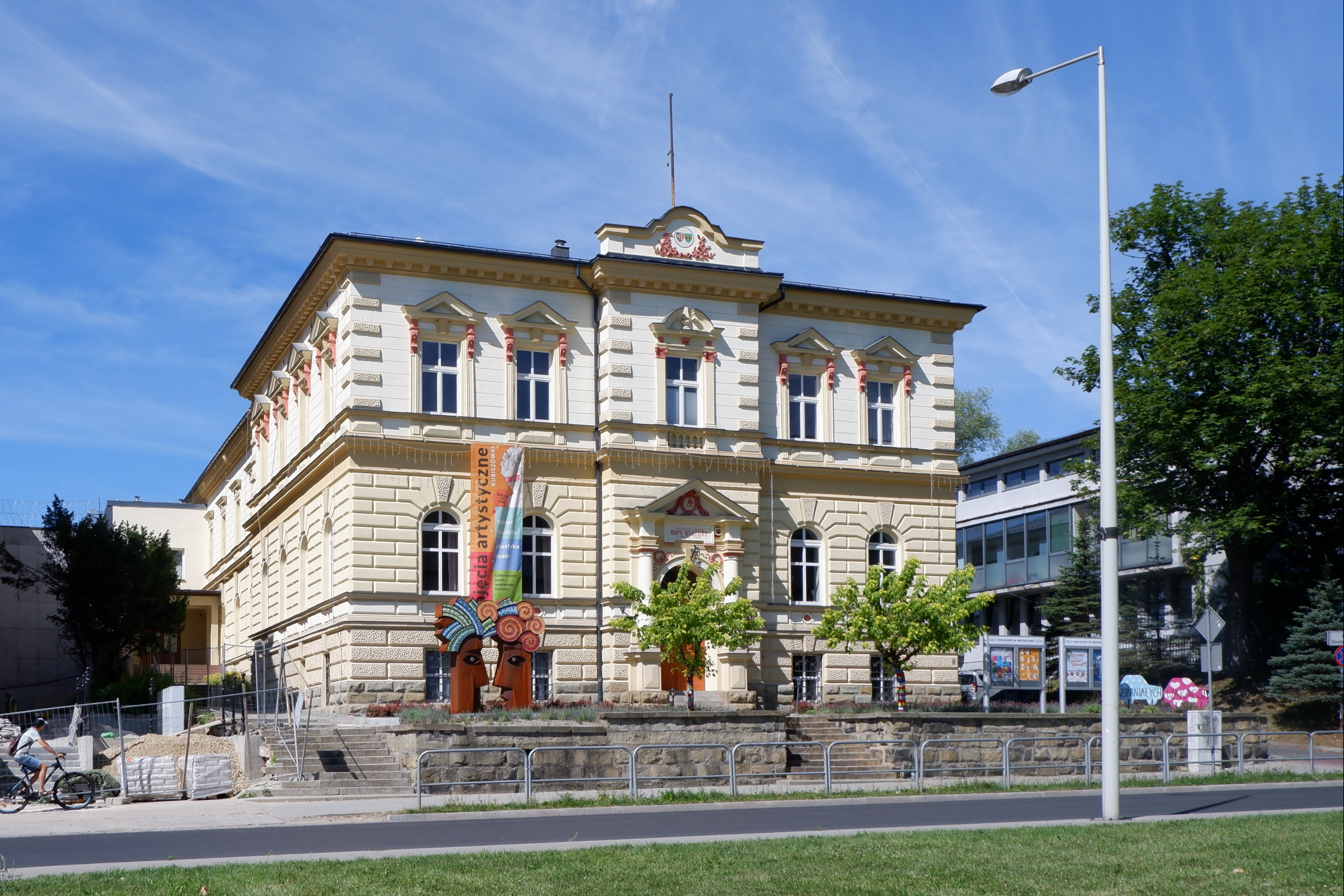
Kubiszówka – jeden z oddziałów Miejskiego Domu Kultury

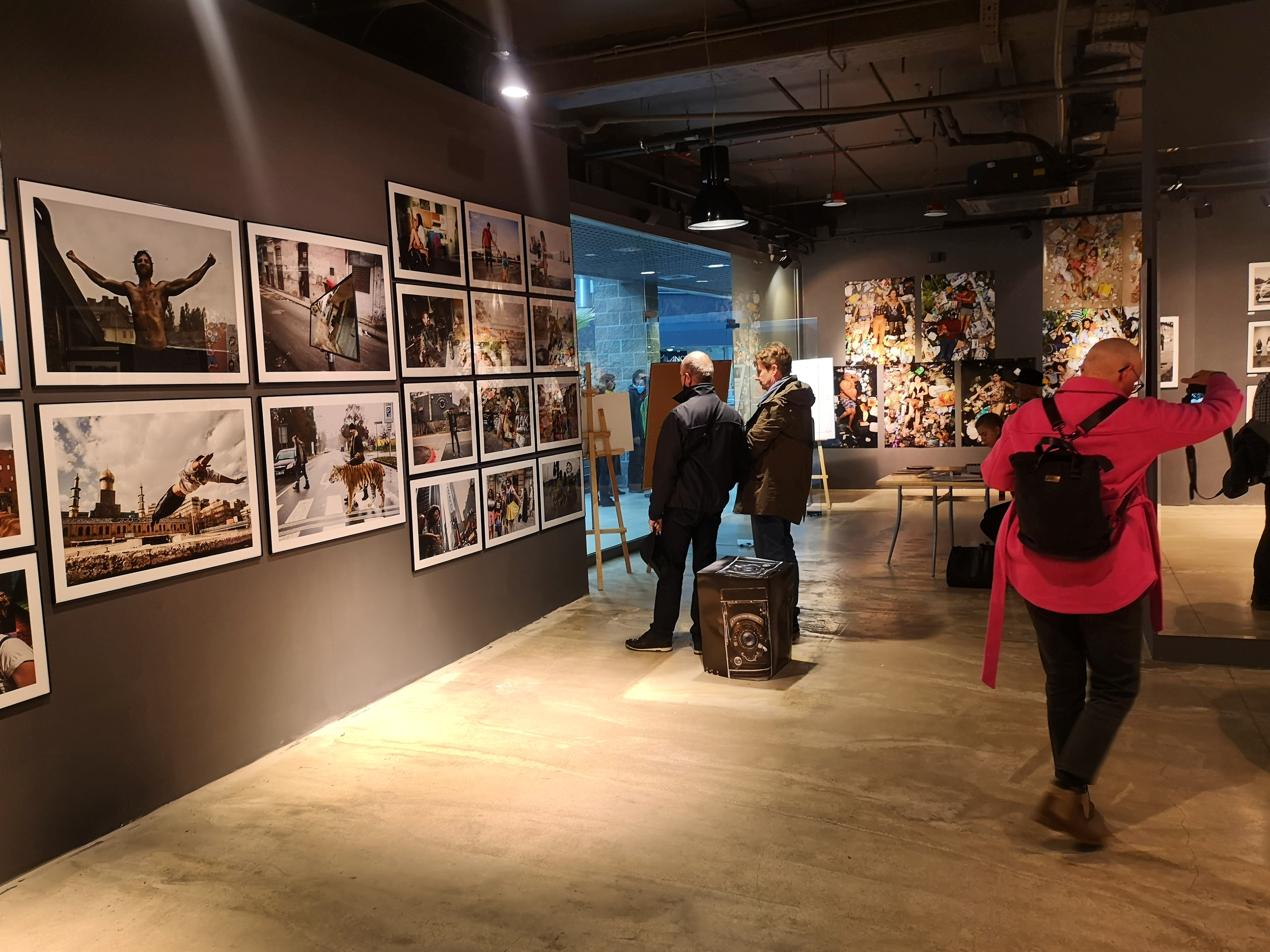
9. FotoArtFestival (2021)

W Bielsku-Białej znajduje się kilka instytucji publicznych organizujących życie kulturalne:
- Bielskie Centrum Kultury im. Marii Koterbskiej istnieje od 1988 i ma swoją siedzibę w Domu Muzyki przy ulicy Słowackiego 27. Jest organizatorem szeregu imprez cyklicznych odbywających się w mieście, takich jak: Festiwal Kompozytorów Polskich, Międzynarodowy Festiwal Muzyki Sakralnej „Sacrum in Musica”, Jazzowa Jesień, Lato z Kulturą (cykl weekendowych koncertów plenerowych w okresie wakacyjnym), wybory Miss i Mistera Beskidów czy Dni Bielska-Białej[235]. Częścią zespołu BCK są: Bielska Orkiestra Kameralna, Bielska Orkiestra Dęta, Bielski Chór Kameralny, chór młodzieżowy Ave Sol, Zespół Pieśni i Tańca „Bielsko”, dziecięcy Zespół Tańca i Piosenki „Jarzębinki”, a także Galeria Środowisk Twórczych[236].
- Regionalny Ośrodek Kultury – istniejący w obecnej formie od 2000 (za czasów województwa bielskiego jako Wojewódzki Dom Kultury) – to instytucja wojewódzka, która organizuje m.in. Tydzień Kultury Beskidzkiej (międzynarodowy festiwal folklorystyczny odbywający się od 1964 co roku w okresie wakacyjnym, prymarnie w Wiśle, Szczyrku, Oświęcimiu, Żywcu i Makowie Podhalańskim, ale niektóre wydarzenia również w Bielsku-Białej) i Międzynarodowy Konkurs Chórów „Gaude Cantem”, wydaje kwartalnik „Relacje Interpretacje” oraz rocznik „Kalendarz Kulturalny Województwa Śląskiego”, a także prowadzi galerię sztuki w swojej siedzibie przy ulicy 1 Maja 8[237].
- Miejski Dom Kultury – założony w 1996 – tworzy trzynaście placówek: Dom Kultury Włókniarzy (siedziba główna przy ulicy 1 Maja 12, dawniej Międzyzakładowy Dom Kultury), Dom Kultury im. Wiktorii Kubisz (tzw. Kubiszówka przy ulicy Słowackiego), dzielnicowe ośrodki kultury w Hałcnowie, Kamienicy, Komorowicach, Lipniku, Mikuszowicach, Olszówce, Starym Bielsku i Wapienicy, świetlica na Obszarach, Klub Nauczyciela oraz Galeria Fotografii B&B prowadzona przez Inez Baturo. MDK jest organizatorem FotoArtFestival, Ogólnopolskiego Konkursu Malarstwa Nieprofesjonalnego im. Ignacego Bieńka, Międzynarodowego Konkursu Plastycznego „Bohúňova Paleta” i dalszych wydarzeń, wraz z Bielskim Centrum Kultury i Grupą Twórczą „Ferment” jest też współorganizatorem Festiwalu Kabaretowego „Fermenty”[238].
- Wojskowy Ośrodek Kultury „Dom Żołnierza” przy ulicy Broniewskiego
- Spółdzielcze Centrum Kultury BEST na osiedlu Złote Łany.

### Teatry, kina, galerie

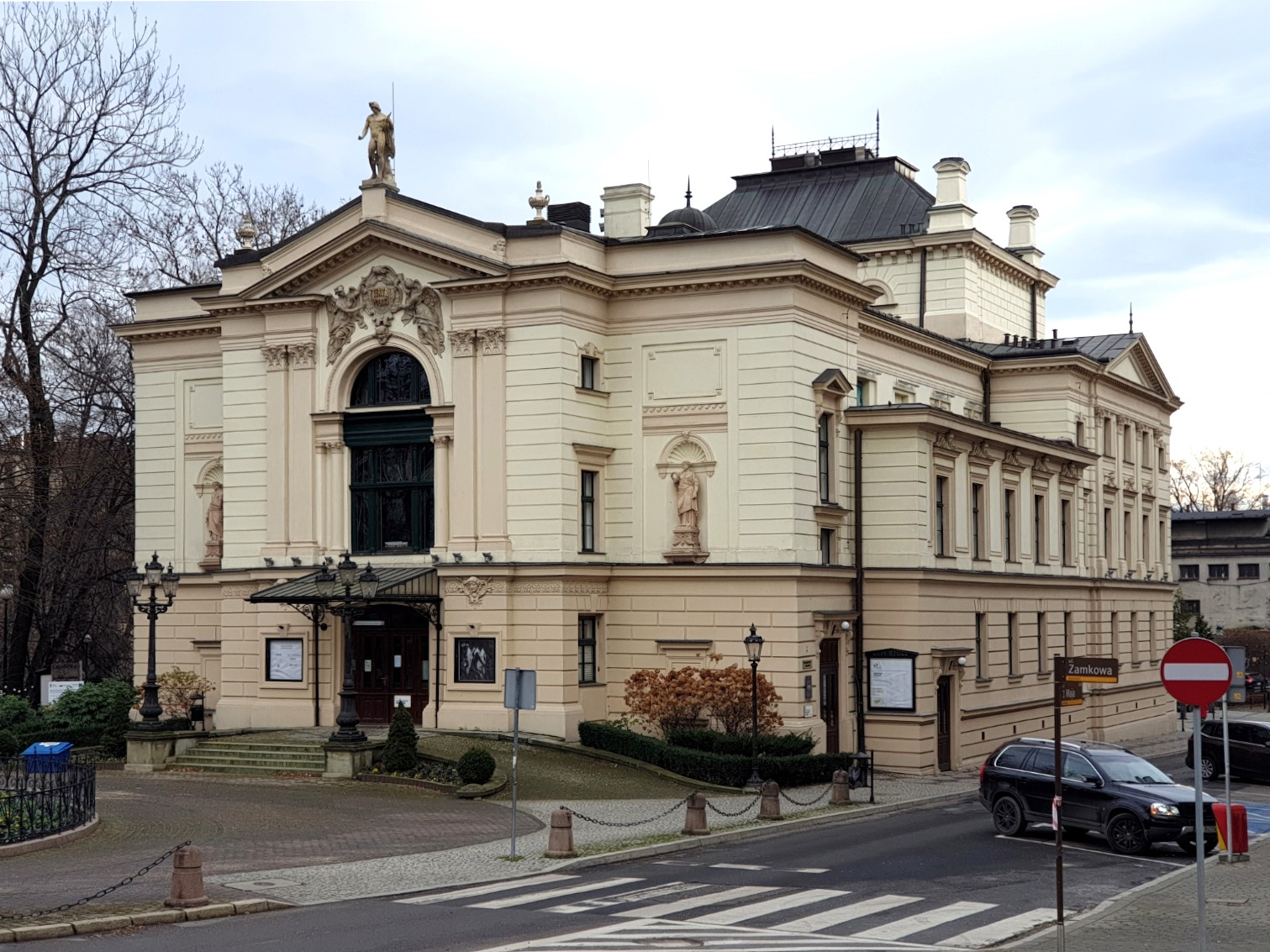
Gmach Teatru Polskiego

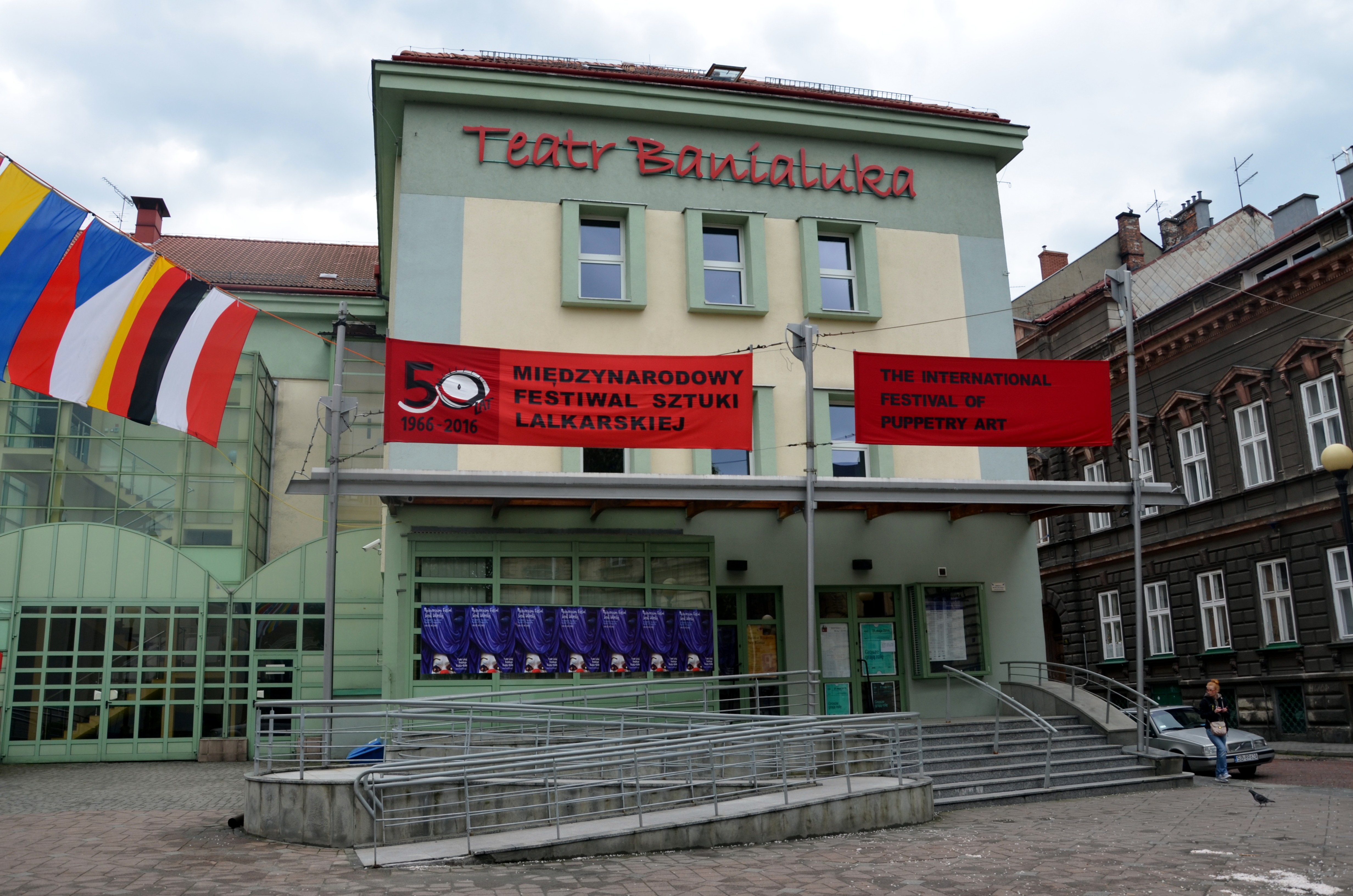
Teatr Lalek Banialuka podczas 50. Międzynarodowego Festiwalu Sztuki Lalkarskiej (2016)

Miasto posiada dwie publiczne instytucje teatralne:
- Teatr Polski to teatr dramatyczny, który powstał po II wojnie światowej jako następca założonego w 1890 niemieckiego Stadttheater Bielitz i przejął jego historyczną siedzibę przy ulicy 1 Maja 1. Od 2013 dyrektorem naczelnym i artystycznym jest Witold Mazurkiewicz, wcześniej funkcję tę pełnił Robert Talarczyk.
- Teatr Lalek Banialuka został założony w 1947 z inicjatywy Jerzego Zitzmana i Zenobiusza Zwolskiego. Należy do czołowych placówek tego typu w Polsce, od 1966 jest organizatorem Międzynarodowego Festiwalu Sztuki Lalkarskiej (co dwa lata w maju).

Ponadto liczne spektakle są wystawiane na przez Bielskie Centrum Kultury im. Marii Koterbskiej, a działalność teatralną nieprofesjonalną prowadzi założone w 1999 Bielskie Stowarzyszenie Artystyczne „Teatr Grodzki”.

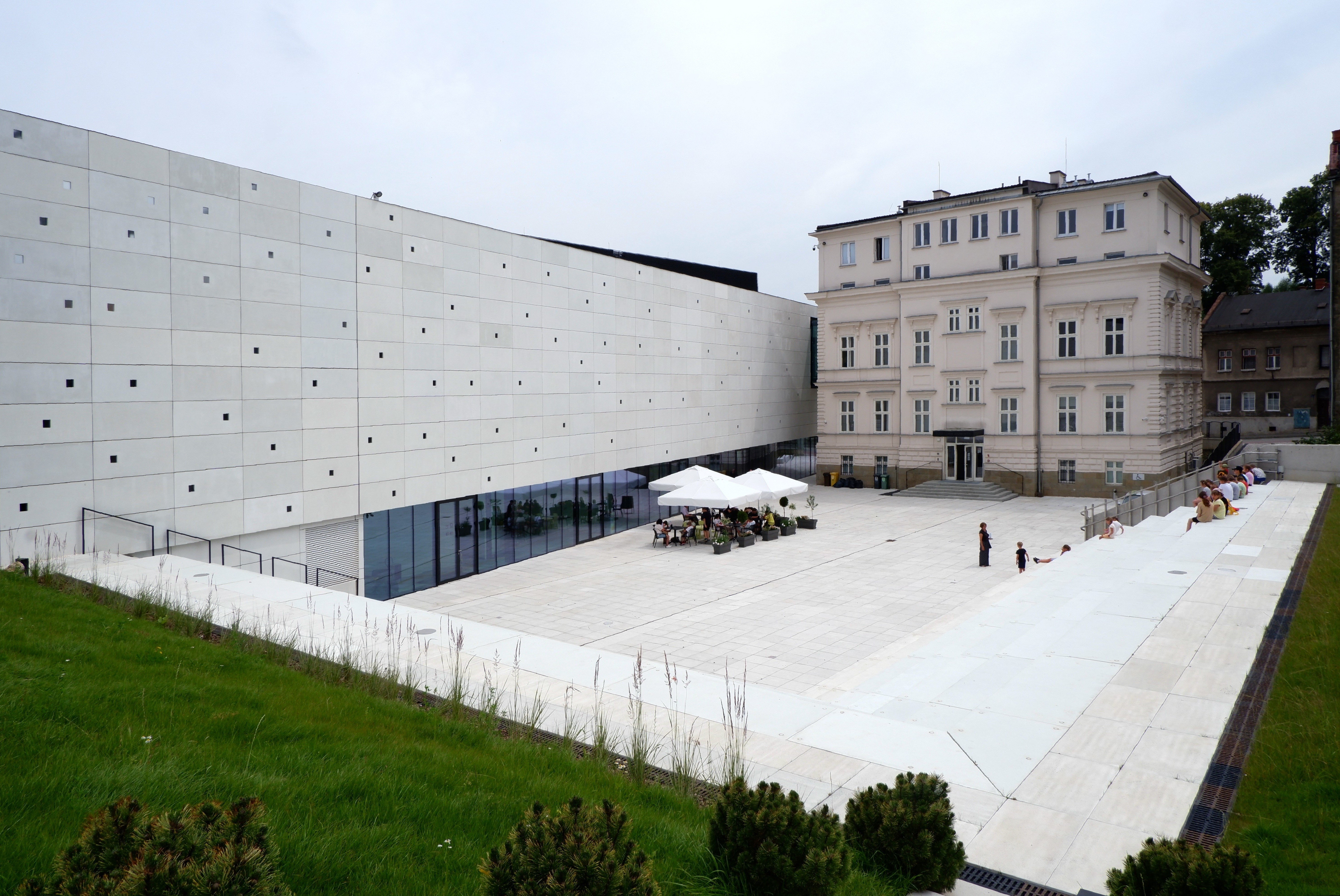
Siedziba Studia Filmów Rysunkowych oraz Interaktywnego Centrum Bajki i Animacji OKO

Bielsko-Biała znane jest jako miasto, w którym ma swoją siedzibę Studio Filmów Rysunkowych – jedna z pięciu wytwórni filmów animowanych, jakie założono w Polsce Ludowej. Istnieje od 1947, powstały w nim takie bajki jak Reksio, Bolek i Lolek, Porwanie Baltazara Gąbki, Pampalini łowca zwierząt i szereg dalszych. Do najnowszych dzieł należy serial Kuba i Śruba kręcony w latach 2011–2016. W 2024 otwarto na terenie siedziby wytwórni przy ulicy Cieszyńskiej 22–24 Interaktywne Centrum Bajki i Animacji OKO, które pełni funkcję muzeum oraz tematycznego centrum rozrywkowo-edukacyjnego w oparciu o dorobek SFR. W ramach centrum działa kino Kreska – jedyne kino studyjne w mieście. Poza nim w Bielsku-Białej znajdują się dwa multipleksy: Helios w centrum handlowym Galeria Sfera oraz Cinema City w centrum handlowym Gemini Park.

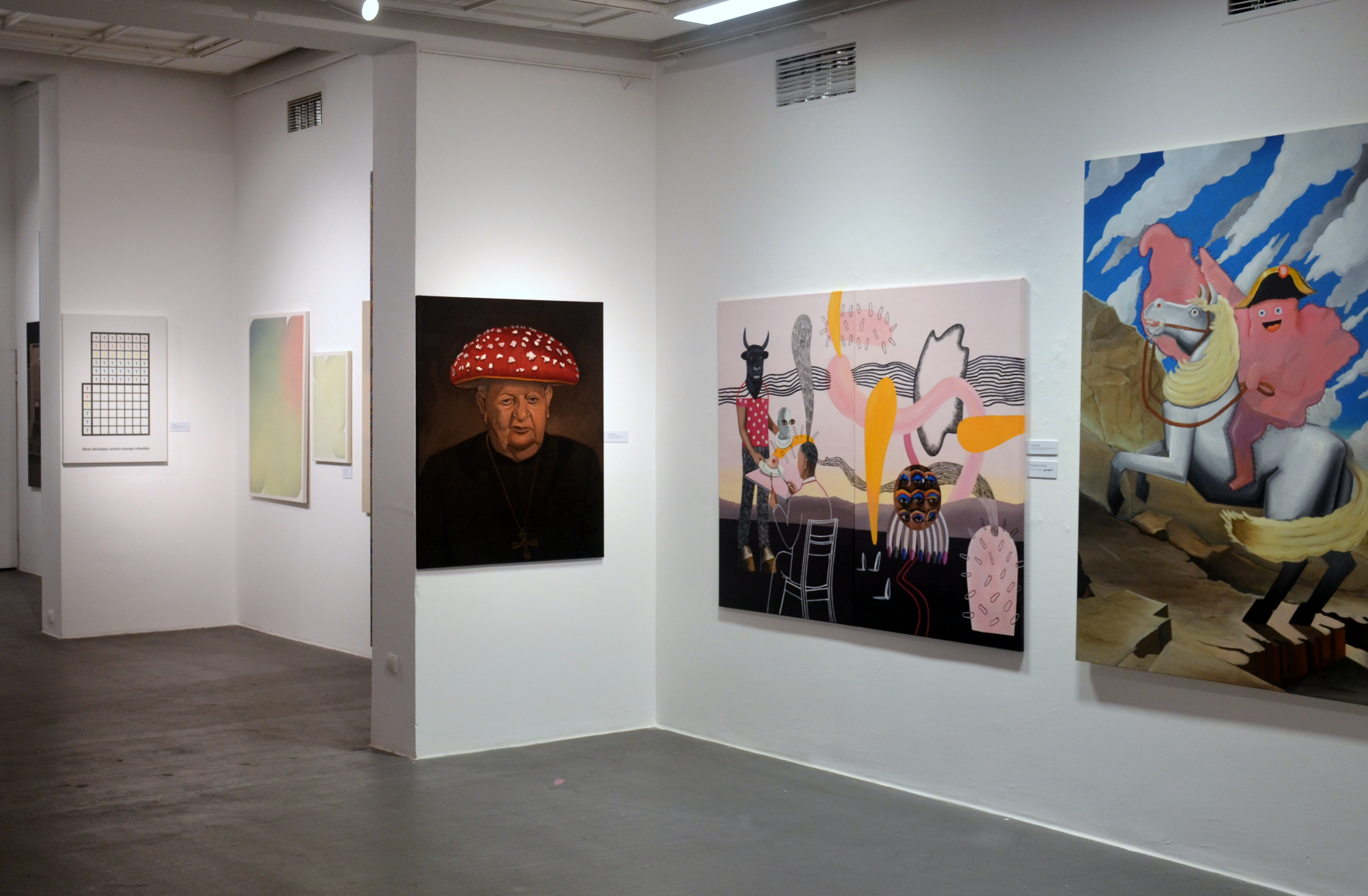
45. Biennale Malarstwa „Bielska Jesień” (2021) – wystawa w Galerii Bielskiej BWA

Największą galerią sztuki jest Galeria Bielska BWA. To instytucja samorządowa założona w 1994 z przekształcenia dawnego Biura Wystaw Artystycznych. Mieści się w dawnym Pawilonie Plastyków przy ulicy 3 Maja 11, a od 2020 ma również drugą siedzibę w historycznej willi Theodora Sixta. Jest organizatorem Bielskiego Festiwalu Sztuk Wizualnych i Biennale Malarstwa „Bielska Jesień” (ogólnopolski konkurs malarski odbywający się w Bielsku-Białej od 1962). Przy Galerii Bielskiej BWA działa klubokawiarnia Aquarium, która jest miejscem odbywania się licznych wydarzeń kulturalnych i społecznych. Wśród placówek prywatnych długą tradycją cieszą się Galeria Wzgórze założona w 1987 przez Franciszka Kukiołę oraz Galeria Sztuki Współczesnej przy pracowni rzeźby i ceramiki Ars Nova istniejąca od 1991.

### Biblioteki
Rolę miejskiej biblioteki publicznej pełni Książnica Beskidzka, która poza swoją główną siedzibą przy ulicy Słowackiego 17A ma również siedemnaście oddziałów dzielnicowych. Przy ulicy Komorowickiej 48 (pałacyk Rosta) mieści się Pedagogiczna Biblioteka Wojewódzka.

### Muzea

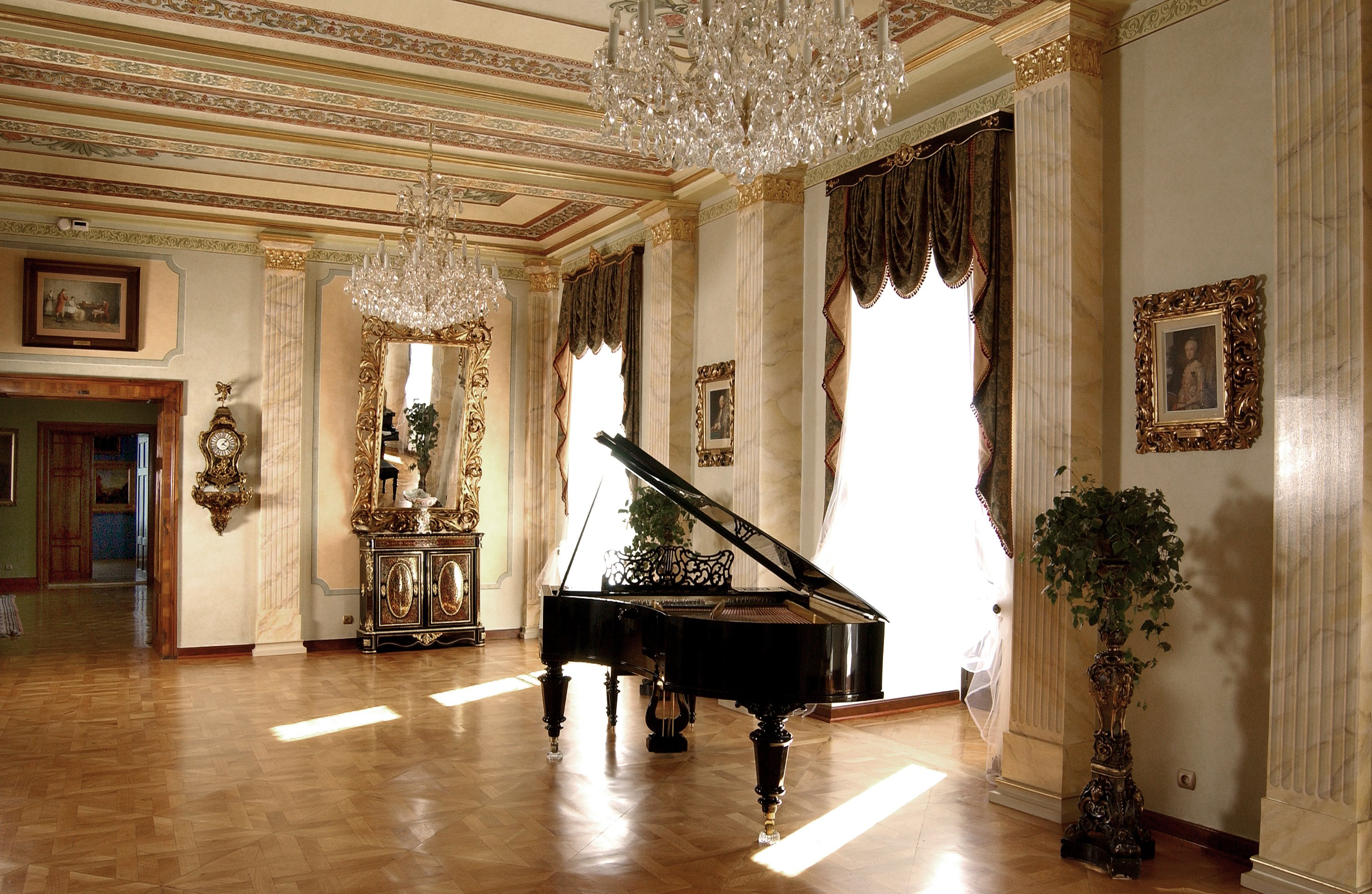
Wnętrze zamku Sułkowskich – Salon muzyczny

Muzeum Historyczne w Bielsku-Białej ma swoją główną siedzibę na zamku książąt Sułkowskich, gdzie prezentowana ekspozycja stała podzielona jest na dziewięć części: Dzieje Bielska-Białej i okolic (wystawa historyczna i archeologiczna), Biedermeier, czyli salon mieszczański II połowy XIX wieku, Salon muzyczny, Sala sztuki dawnej, Strzelnica (zbiory broni), Galeria malarstwa europejskiego i polskiego XIX i XX wieku, Galeria malarstwa portretowego XIX i I połowy XX wieku, Galeria grafiki przełomu XIX i XX wieku, Galeria sztuki współczesnej regionu bielsko-bialskiego (dzieła z II połowy XX wieku ze szczególnym uwzględnieniem twórców z Grupy „Beskid”). Ponadto muzeum posiada trzy oddziały:
- Stara Fabryka – dawniej Muzeum Techniki i Włókiennictwa, ekspozycja poświęcona dziejom bielsko-bialskiego przemysłu z kolekcją historycznych maszyn umieszczona w przestrzeni dawnej fabryki włókienniczej przy placu Żwirki i Wigury[253]
- Dom Tkacza – rekonstrukcja wnętrza domu i warsztatu mistrza sukienniczego z epoki przedindustrialnej w XVIII-wiecznym domu przy ulicy Sobieskiego 51[254]
- Fałatówka – muzeum poświęcone życiu i twórczości Juliana Fałata w willi w Bystrej Śląskiej, gdzie artysta mieszkał w latach 1910–1929[255]

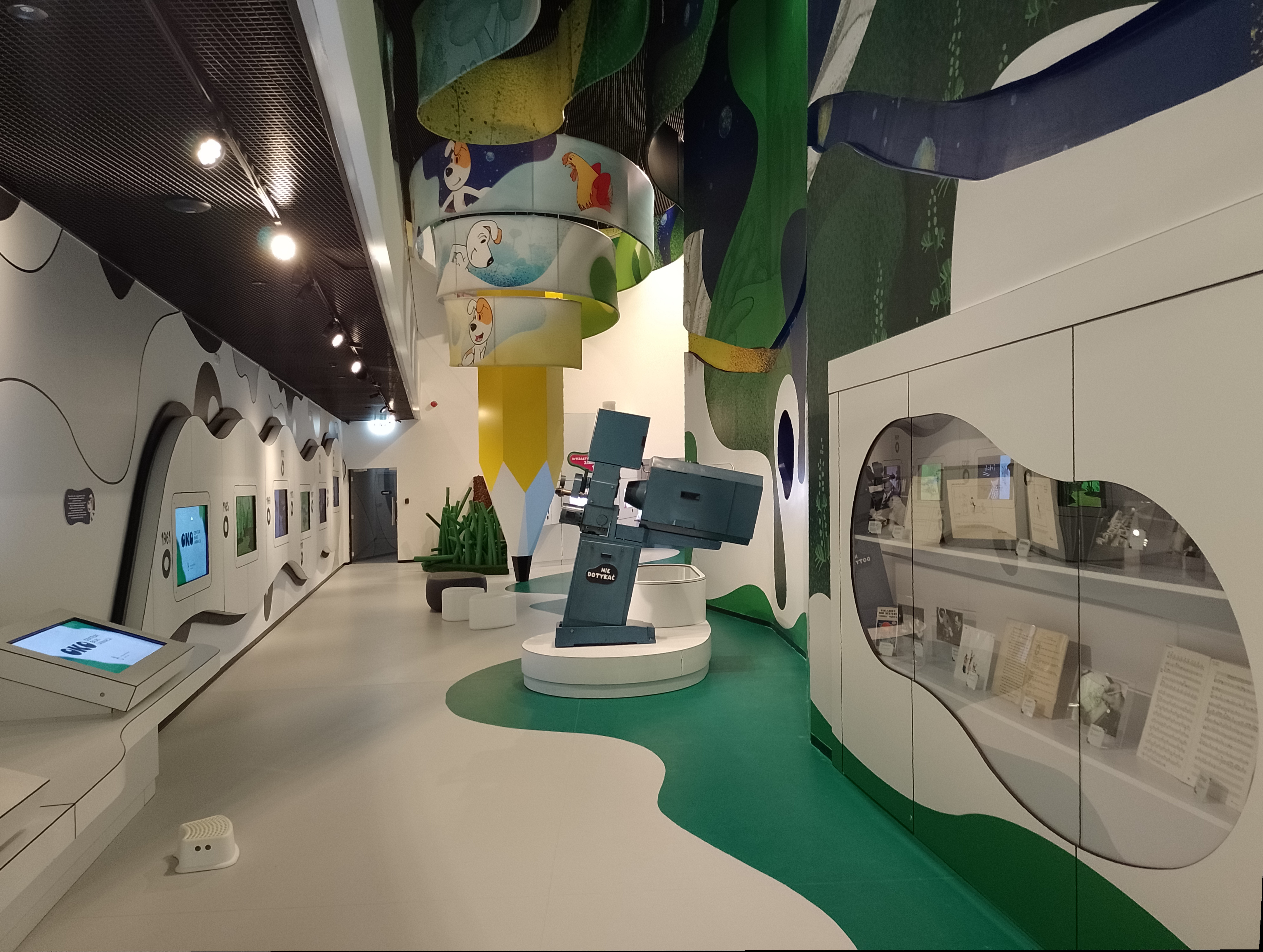
Ekspozycja stała Interaktywnego Centrum Bajki i Animacji OKO

Rolę muzeum poświęconego historii Studia Filmów Rysunkowych oraz technologii animacji filmowej pełni otwarta w 2024 ekspozycja stała Interaktywnego Centrum Bajki i Animacji OKO.

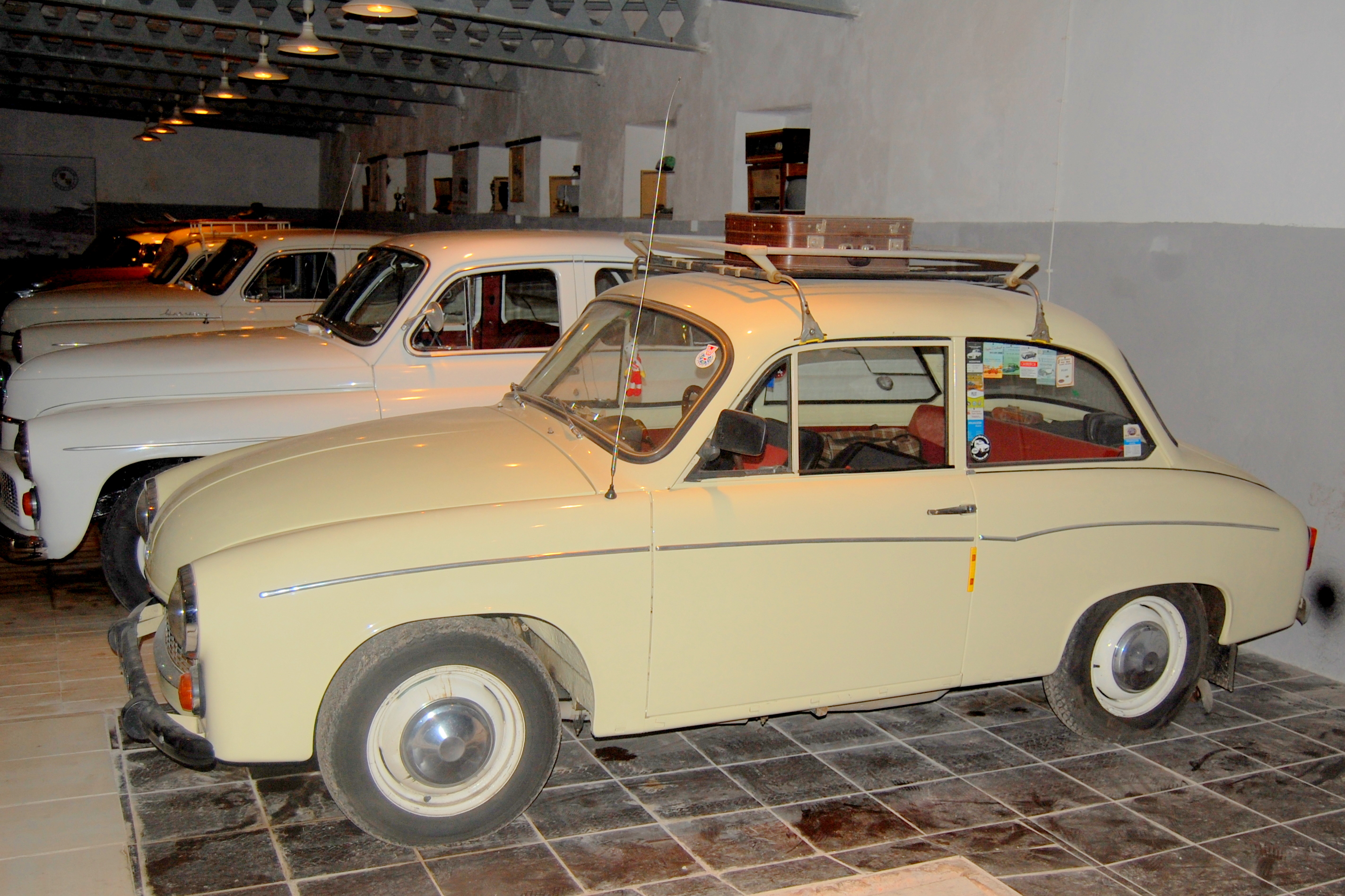
Wnętrze Muzeum Motoryzacji

W mieście istnieją ponadto niewielkie muzea prywatne:
- Muzeum Motoryzacji – kolekcja starych samochodów i innych eksponatów motoryzacyjnych udostępniana w dawnej fabryce przy ulicy Kazimierza Wielkiego 1 od 2006 przez Automobilklub Beskidzki, który jest również organizatorem corocznego Beskidzkiego Rajdu Pojazdów Zabytkowych[256]
- Muzeum Broni Pancernej i Militariów – kolekcja pojazdów wojskowych gromadzona od lat 80. XX wieku przez Rafała Biera, który był również inicjatorem Międzynarodowego Zlotu Pojazdów Militarnych „Operacja Południe”, corocznej parady pojazdów wojskowych przejeżdżających przez Bielsko-Białą (ostatnia odbyła się w 2019)[257]
- Muzeum Fiata 126p im. Ryszarda Dziopaka – prowadzone przy ulicy Karpackiej 44 od 2013 (od 2016 jako rejestrowana placówka muzealna) przez Antoniego Przychodnia, patronuje mu pierwszy dyrektor Fabryki Samochodów Małolitrażowych[258][259]
- Muzeum Minerałów „Skarby Ziemi” prowadzone przy ulicy Komorowickiej 3 od 2016 przez Piotra Kotulę[260]

Pod koniec 2023 zawieszona została działalność Muzeum Literatury im. Władysława Reymonta prowadzonego w staromiejskiej kamienicy przy ulicy Pankiewicza 1 przez Tadeusza Modrzejewskiego, który od lat 80. XX wieku poświęcił się ręcznemu przepisywaniu dzieł Władysława Reymonta. Zabezpieczone przez Książnicę Beskidzką zbiory mają po remoncie budynku zostać ponownie udostępnione.

### Muzyka

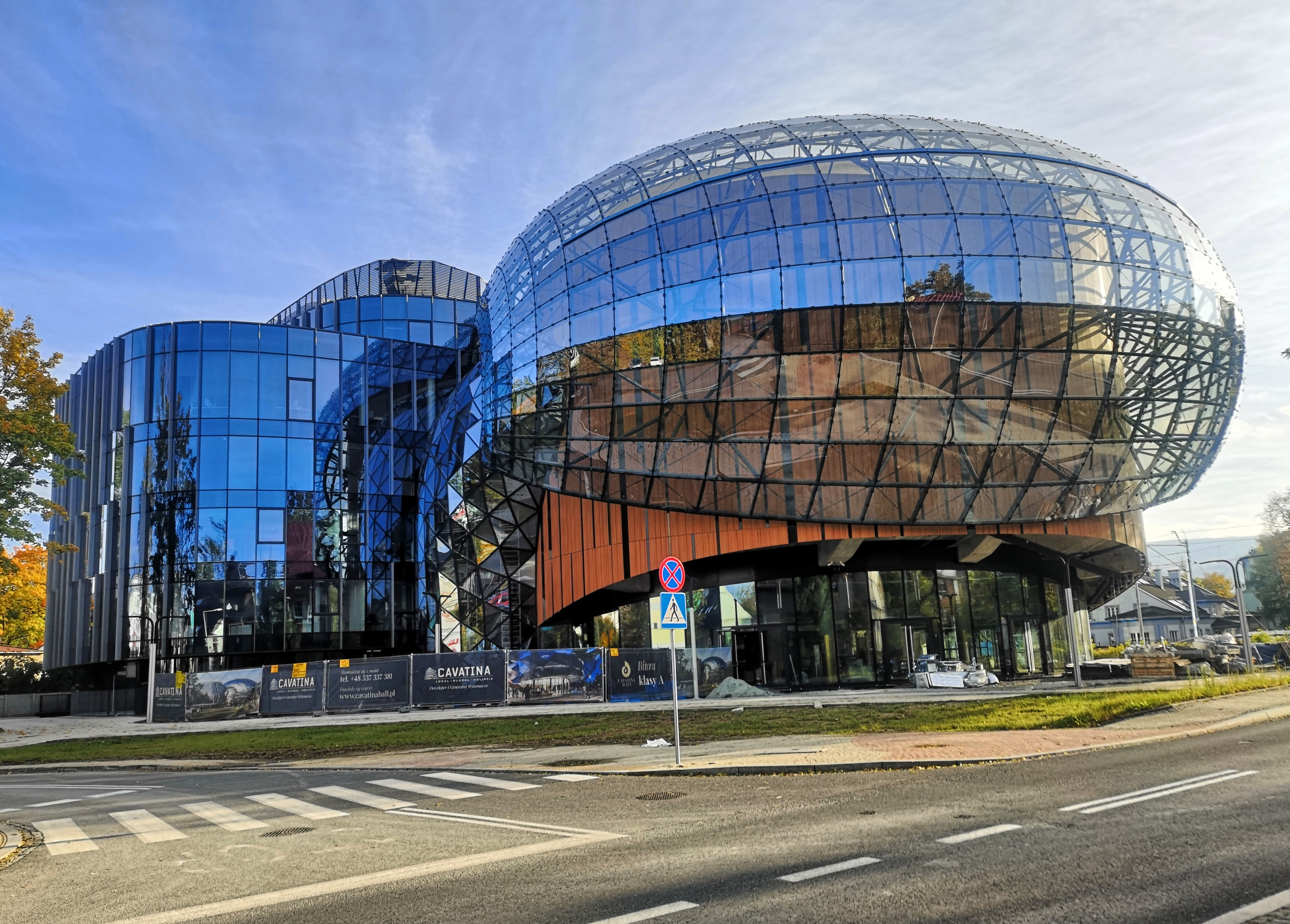
Cavatina Hall

W 2021 oddana została do użytku nowoczesna sala koncertowa Cavatina Hall przy ulicy Dworkowej 2 o parametrach filharmonicznych. Do popularnych klubów i pubów muzycznych należą (stan na rok 2022): RudeBoy (1 Maja 20), Klimat (w budynku centrum handlowego Galeria Sfera), Miasto (Plac Mickiewicza 2), Galicja (11 Listopada 14), Agrafka (Barlickiego 10), 2Be Club (Ratuszowa 3), Bliska (Piwowarska 8), XOXO (Grażyńskiego 38), Metrum (Partyzantów 22), Sepia (3 Maja 13).
Od 2002 ważne miejsce w krajobrazie muzycznym Bielska-Białej zajmuje LOTOS Jazz Festival – Bielska Zadymka Jazzowa, festiwal muzyki jazzowej organizowany przez Stowarzyszenie Sztuka Teatr, którym kieruje Jerzy Batycki. Zadymka odbywa się tradycyjnie (z wyjątkiem edycji 2022) w lutym lub marcu korzystając z różnych scen w Bielsku-Białej (Teatr Polski, klub Klimat, Cavatina Hall, koncerty plenerowe na Rynku i inne), a także w Katowicach i Zabrzu. Poza wymienionymi wcześniej orkiestrami powiązanymi z Bielskim Centrum Kultury działa w mieście od 1993 Orkiestra im. Telemanna, której celem jest upowszechnianie muzyki dawnej.
Z Bielska-Białej wywodzą się zespoły muzyczne: Akurat, Eye for an Eye, Grupa Furmana, Kapitan DA, Lizard, Newbreed, Psio Crew.

## Media
Najważniejszym lokalnym tytułem prasowym jest „Kronika Beskidzka” – tygodnik publicystyczno-informacyjny wydawany od 1956, pierwotnie jako organ prasowy PZPR, od 1990 jako niezależne czasopismo. Współcześnie wychodzi w nakładzie od 11 do 20 tysięcy egzemplarzy, swoim zasięgiem obejmuje obszar całego dawnego województwa bielskiego. Urząd Miejski wydaje w formie dwutygodnika oraz dodatkowych wydań kwartalnych darmowy „W Bielsku-Białej. Magazyn Samorządowy” oraz w formie miesięcznika informator kulturalny „Pełna Kultura”. Również bezpłatne, ale wydawane prywatnie, są: regionalny (dystrybuowany na południu Śląska, w Katowicach i zachodniej Małopolsce) miesięcznik lifestylowy „2BStyle. Magazyn Ciekawych Ludzi”, miesięcznik informacyjny „Kurier.BB” powiązany z lokalnym ugrupowaniem politycznym Niezależni.BB, miesięcznik informacyjny „Gazeta Beskidzka” powiązany z bielskim oddziałem NSZZ „Solidarność”, a także miesięcznik informacyjno-reklamowy „Senior BB”. W Bielsku-Białej mieści się redakcja lewicowego kwartalnika „Równość” nawiązującego do tradycji XIX-wiecznego czasopisma o tym samym tytule wydawanego przez Polską Partię Socjalno-Demokratyczną Galicji i Śląska Cieszyńskiego. Regionalny Ośrodek Kultury wydaje kwartalnik „Relacje Interpretacje”. Dwa razy do roku wychodzi młodzieżowe czasopismo „redakcjaBB”, którego wydawcą jest Fundacja Zróbmy To realizująca projekty z zakresu aktywizmu społecznego. Swoje redakcje lokalne w Bielsku-Białej posiadają „Gazeta Wyborcza” i „Dziennik Zachodni”, znajduje się tu też biuro ogłoszeń tygodnika ogłoszeniowego „Jarmark”. Wszystkie bielskie gazety i czasopisma dostępne są również w formacie elektronicznym.

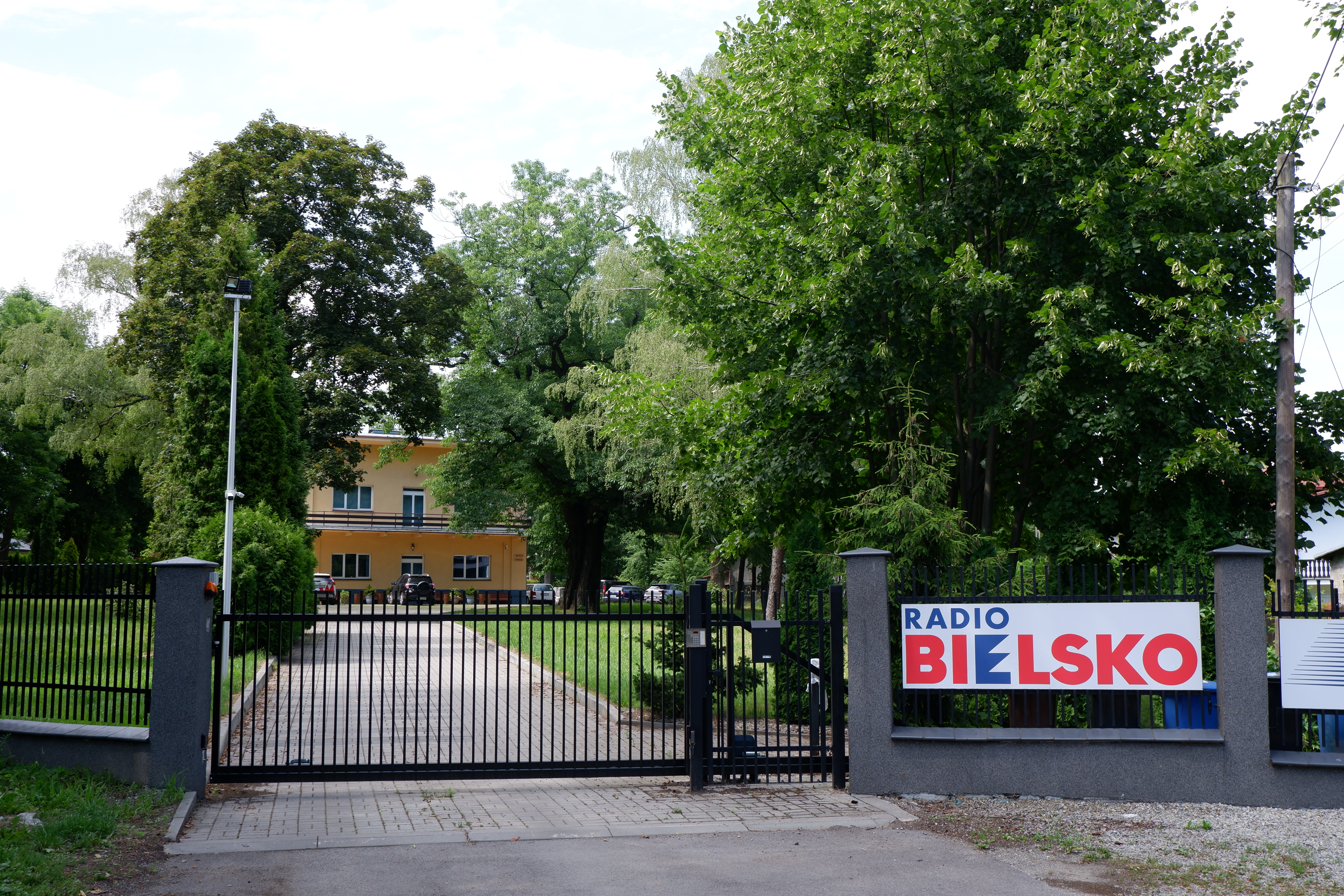
Siedziba Radia Bielsko

Główną regionalną rozgłośnią radiową jest Radio Bielsko. Zostało założone w 1994, w Bielsku-Białej nadaje na częstotliwości 106,7 MHz. W mieście znajduje się studio katolickiego Radia Anioł Beskidów (90,2 MHz), rozgłośni diecezji bielsko-żywieckiej, oraz Radia Express (92,3 MHz) nadającego program dla aglomeracji katowickiej. Na częstotliwości 87,9 MHz nadawało w latach 1991–2004 Radio Delta, najstarsza lokalna rozgłośnia, przekształcona później w oddział Planeta FM, a obecnie Meloradia. Bielską redakcję posiada Polskie Radio Katowice.
Do internetowych portali informacyjnych należą te związane z redakcjami mediów tradycyjnych – beskidzka24.pl (Kronika Beskidzka), radiobielsko.pl, bielskobiala.wyborcza.pl, bielskobiala.naszemiasto.pl (Dziennik Zachodni), gazetabeskidzka.pl – a ponadto: bielsko.info (wraz z mutacją tematyczną dla kierowców bielskiedrogi.pl), bielsko.biala.pl, bbfan.pl, bielskonews.pl, lubbie.pl, super-nowa.pl i beskidinfo.pl.
Od 1995 istnieje telewizja kablowa TV Bielsko, oferująca swoje usługi pod nazwą RegionalnaTV również w innych miastach dawnego województwa bielskiego. We współpracy TV Bielsko i portalu bielsko.biala.pl powstała Bielska Telewizja Internetowa. Spółka Bielskie Media, która jest właścicielem portali bielsko.info i bielskiedrogi.pl, prowadzi telewizję internetową bielsko.tv. W Bielsku-Białej mieści się ponadto redakcja terenowa TVP3 Katowice.

## Oświata i nauka

### Uczelnie

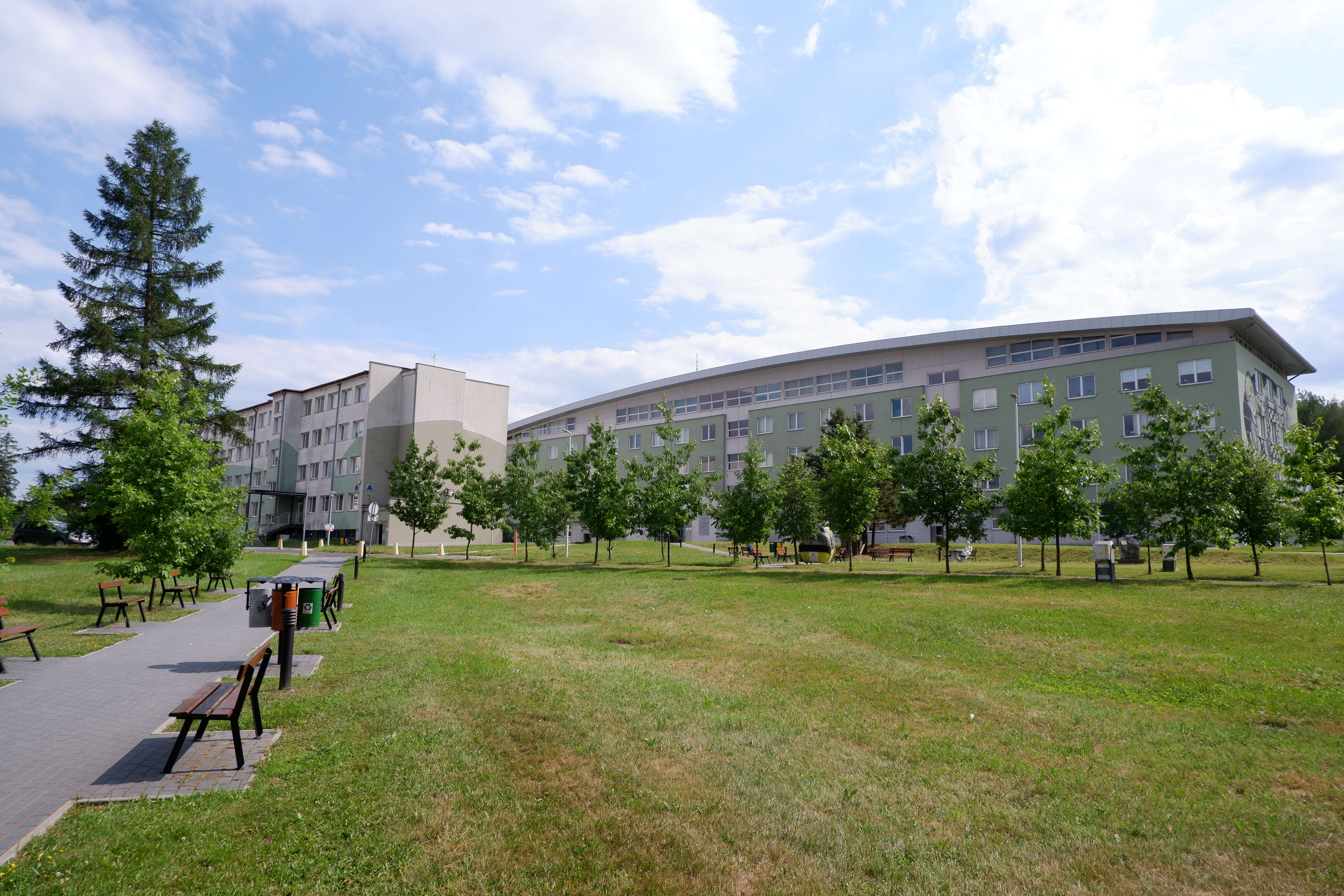
Kampus Uniwersytetu Bielsko-Bialskiego

W Bielsku-Białej działa jedna samodzielna publiczna szkoła wyższa – Uniwersytet Bielsko-Bialski (UBB). Została założona w 2001 na bazie przekształcenia istniejącej od 1969 bielskiej filii Politechniki Łódzkiej pod nazwą Akademia Techniczno-Humanistyczna, która obowiązywała do września 2023. Obecnie (2023) tworzy ją pięć wydziałów: Wydział Budowy Maszyn i Informatyki; Wydział Inżynierii Materiałów, Budownictwa i Środowiska; Wydział Zarządzania i Transportu; Wydział Humanistyczno-Społeczny oraz Wydział Nauk o Zdrowiu. W roku akademickim 2022/2023 na ATH kształciło się około pięciu tysięcy studentów. Kampus uczelni, gdzie mają siedzibę wszystkie wydziały oraz rektorat, znajduje się w Mikuszowicach Śląskich, w rejonie ulicy Willowej i Szerokiej („na Błoniach”). Dom studencki UBB położony jest na osiedlu Kopernika.
Ponadto w 2023 w mieście uruchomiono filię Śląskiego Uniwersytetu Medycznego w Katowicach. Jej tymczasową siedzibą stał się budynek dawnego Beskidzkiego Inkubatora Technologicznego w parku przemysłowym w Wapienicy, a docelowo ma nią być kompleks zabudowań w rejonie Placu Fabrycznego.
Bielskie uczelnie niepubliczne to:

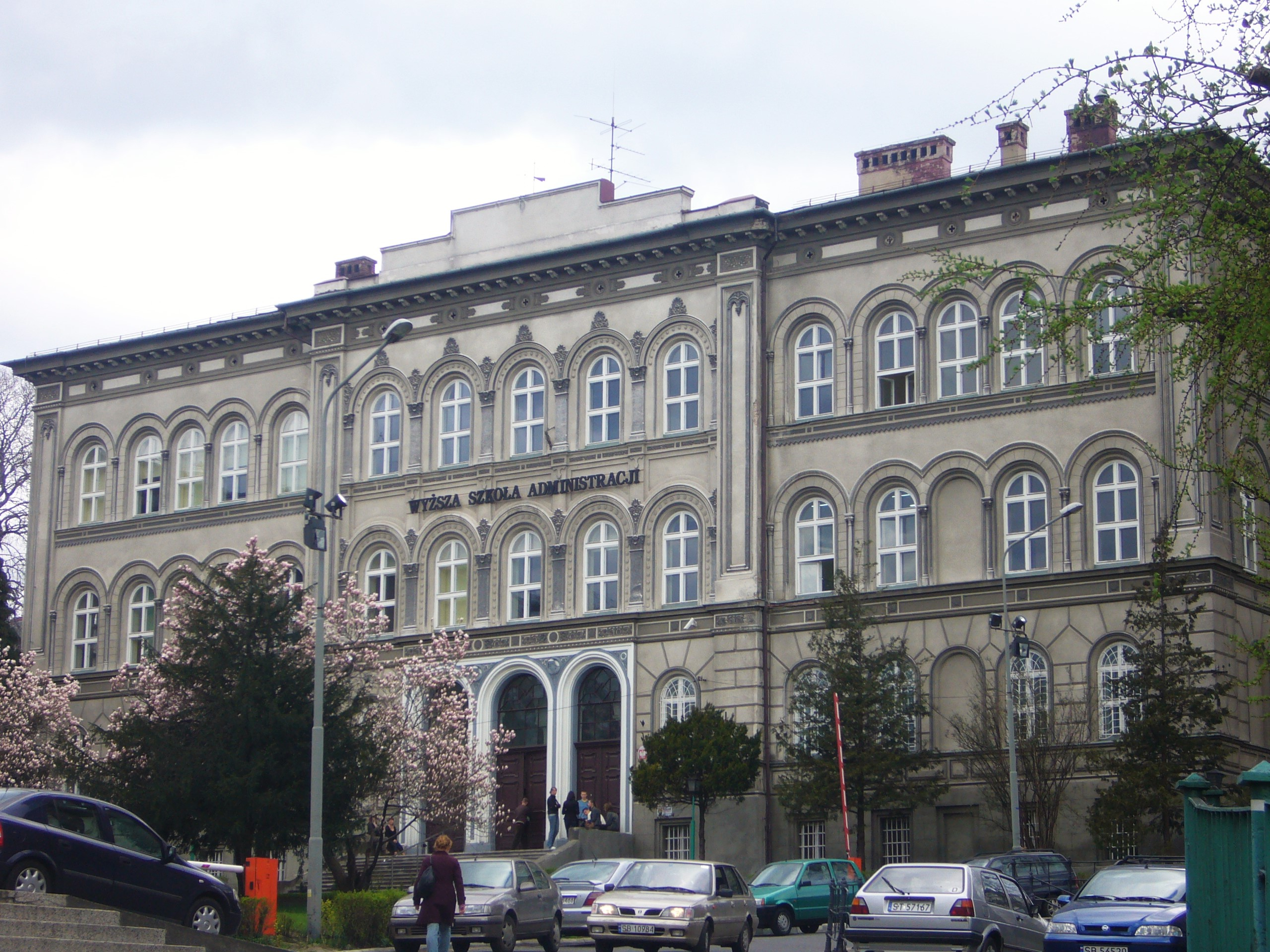
Siedziba główna Wyższej Szkoły Administracji

- Wyższa Szkoła Informatyki i Zarządzania – założona w 1992, oferuje studia I stopnia (inżynierskie) na kierunku informatyka; ma swoją siedzibę przy ulicy Legionów[317];

- Wyższa Szkoła Finansów i Prawa – założona w 1995, oferuje studia I i/lub II stopnia na kierunkach: finanse i rachunkowość, prawo, bezpieczeństwo wewnętrzne, administracja, logistyka, informatyka, cyberprzestrzeń i komunikacja społeczna; mieści się przy ulicy Tańskiego na osiedlu Polskich Skrzydeł[318];
- Bielska Wyższa Szkoła im. Józefa Tyszkiewicza – założona w 1996 z połączenia Bielskiej Wyższej Szkoły Biznesu (1993) i Prywatnej Wyższej Szkoły Informatyki i Zarządania (1992), prowadzi studia I i/lub II stopnia na kierunkach kosmetologia i architektura wnętrz; jej siedziba znajduje się przy ulicy Nadbrzeżnej w Białej[319];
- Wyższa Szkoła Administracji – założona w 1997 i od samego początku prowadzona przez Towarzystwo Szkolne im. Mikołaja Reja związane ze środowiskiem ewangelickim, oferuje studia I i/lub II stopnia na kierunkach: administracja, pedagogika, bezpieczeństwo wewnętrzne i zarządzanie; mieści się w dwóch gmachach – historycznym i nowym – na Bielskim Syjonie[320];
- Wyższa Szkoła Ekonomiczno-Humanistyczna – założona w 1997 jako Wyższa Szkoła Marketingu i Zarządzania z wykorzystaniem bazy lokalowej i materialnej istniejącej od 1992 szkoły językowej College The Top, oferuje studia I i/lub II stopnia na kierunkach: zarządzanie, filologia angielska, filologia germańska, administracja; jej siedziba znajduje się przy ulicy Sikorskiego na Żywieckim Przedmieściu[321];

### Szkolnictwo niższego stopnia

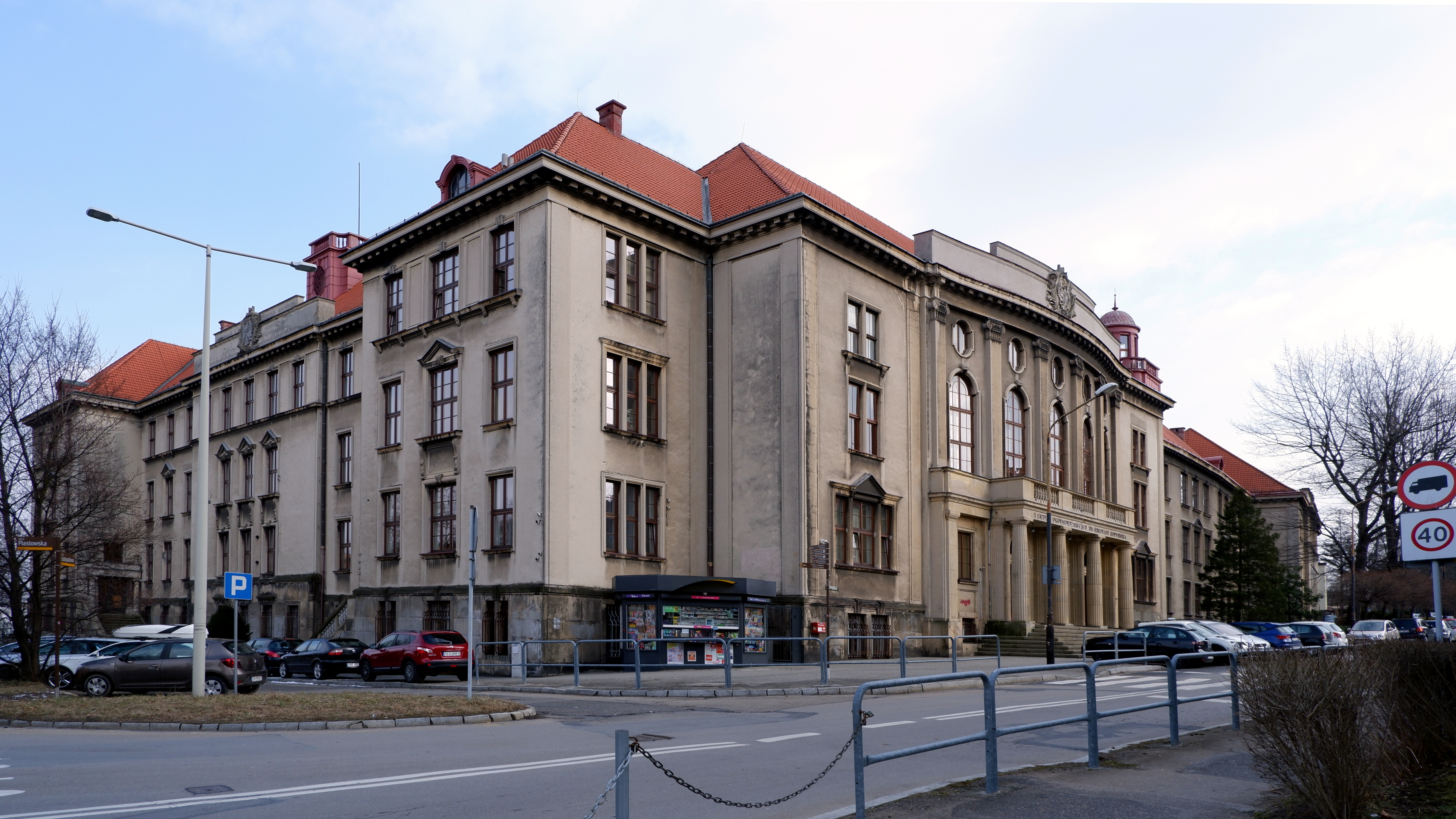
I Liceum Ogólnokształcące im. Mikołaja Kopernika

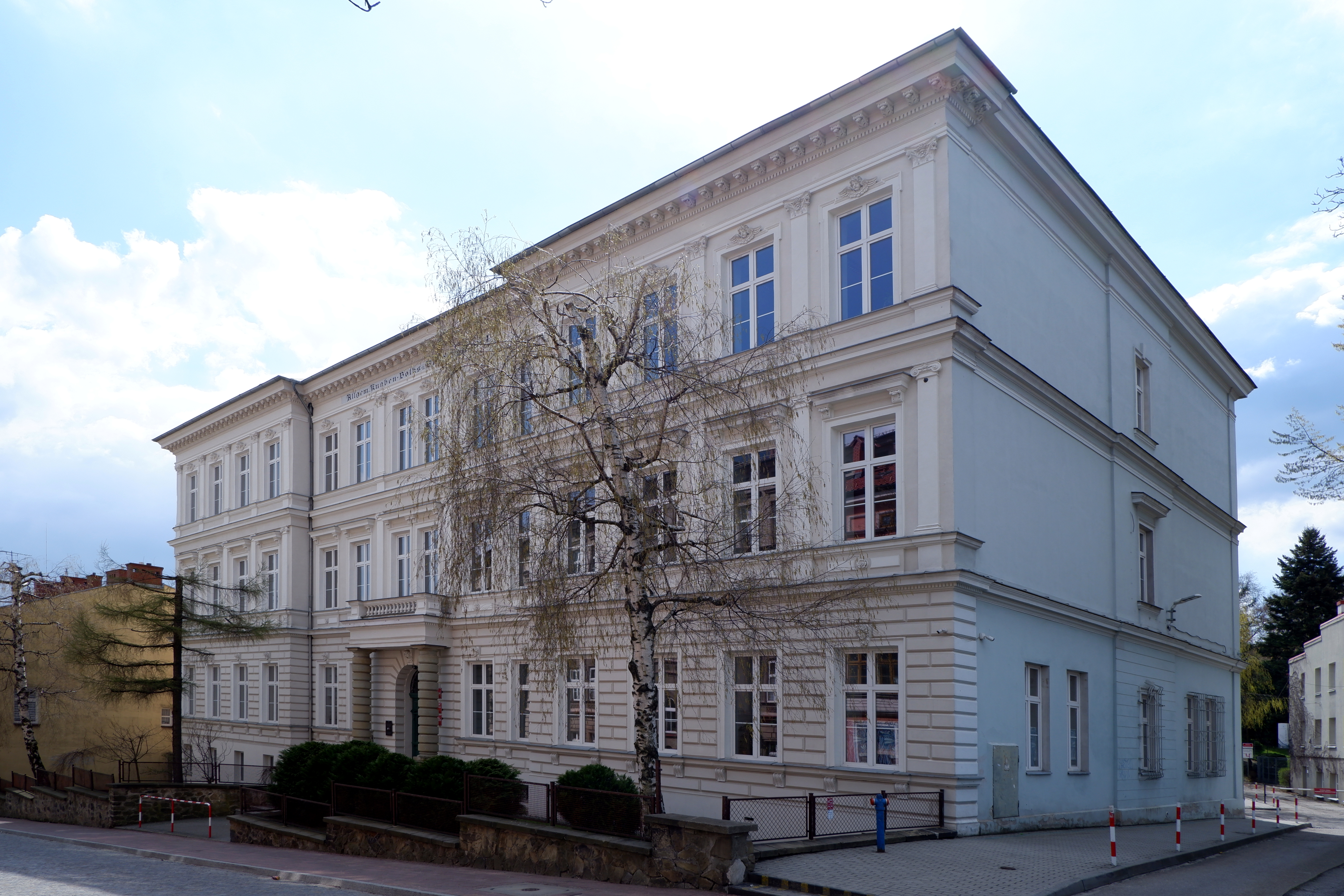
Państwowe Liceum Sztuk Plastycznych im. Juliana Fałata

Miasto Bielsko-Biała w roku szkolnym 2020/2021 prowadziło:
- 43 przedszkola, w tym dwa integracyjne, do których uczęszczało łącznie 5038 uczniów
- 29 szkół podstawowych, w tym pięć specjalnych, jedną integracyjną i jedną dla dorosłych, do których uczęszczało łącznie 10 536 uczniów
- 18 szkół ponadpodstawowych, w tym 8 liceów ogólnokształcących i jedną szkołę specjalną, do których uczęszczało łącznie 9604 uczniów
- 8 innych placówek oświatowych (Specjalny Ośrodek Szkolno-Wychowawczy nr 2, Młodzieżowy Ośrodek Socjoterapii, Bielski Szkolny Ośrodek Gimnastyki Korekcyjno-Kompensacyjnej, Ognisko Pracy Pozaszkolnej, Zespół Poradni Psychologiczno-Pedagogicznych, Zespół Szkół i Placówek Oświatowych, Bursa, Bielsko-Bialski Ośrodek Doskonalenia Nauczycieli)

Ponadto w mieście znajdowały się liczne placówki edukacyjne niepubliczne:
- 40 przedszkoli i punktów przedszkolnych, w tym trzy specjalne, do których uczęszczało łącznie 2093 uczniów
- 19 szkół podstawowych, w tym trzy specjalne i dwie z oddziałami przedszkolnymi, do których uczęszczało łącznie 2836 uczniów
- 23 szkoły ponadpodstawowe, w tym 19 liceów ogólnokształcących i 4 technika, do których uczęszczało łącznie 2937 uczniów
- 8 szkół policealnych, do których uczęszczało łącznie 1122 uczniów
- Branżowa Szkoła I Stopnia im. gen. S. Sosabowskiego Zakładu Doskonalenia Zawodowego w Katowicach z 36 uczniami

Jako placówki publiczne prowadzone przez inny podmiot niż miasto klasyfikowane były dwie szkoły podstawowe ewangelickiego Towarzystwa Szkolnego im. Mikołaja Reja wraz z oddziałami przedszkolnymi (łącznie 852 uczniów), a także szkoła podstawowa i liceum katolickiego Zgromadzenia Córek Bożej Miłości (205 uczniów w szkole podstawowej i 139 w liceum). Państwowe Liceum Sztuk Plastycznych im. Juliana Fałata prowadzi bezpośrednio Ministerstwo Kultury i Dziedzictwa Narodowego.
V Liceum Ogólnokształcące w Bielsku-Białej („Piątka”) regularnie wymieniane jest w corocznych rankingach miesięcznika „Perspektywy” jako najlepsza szkoła średnia w województwie śląskim i jedna z kilkunastu najlepszych w Polsce.

## Sport i rekreacja

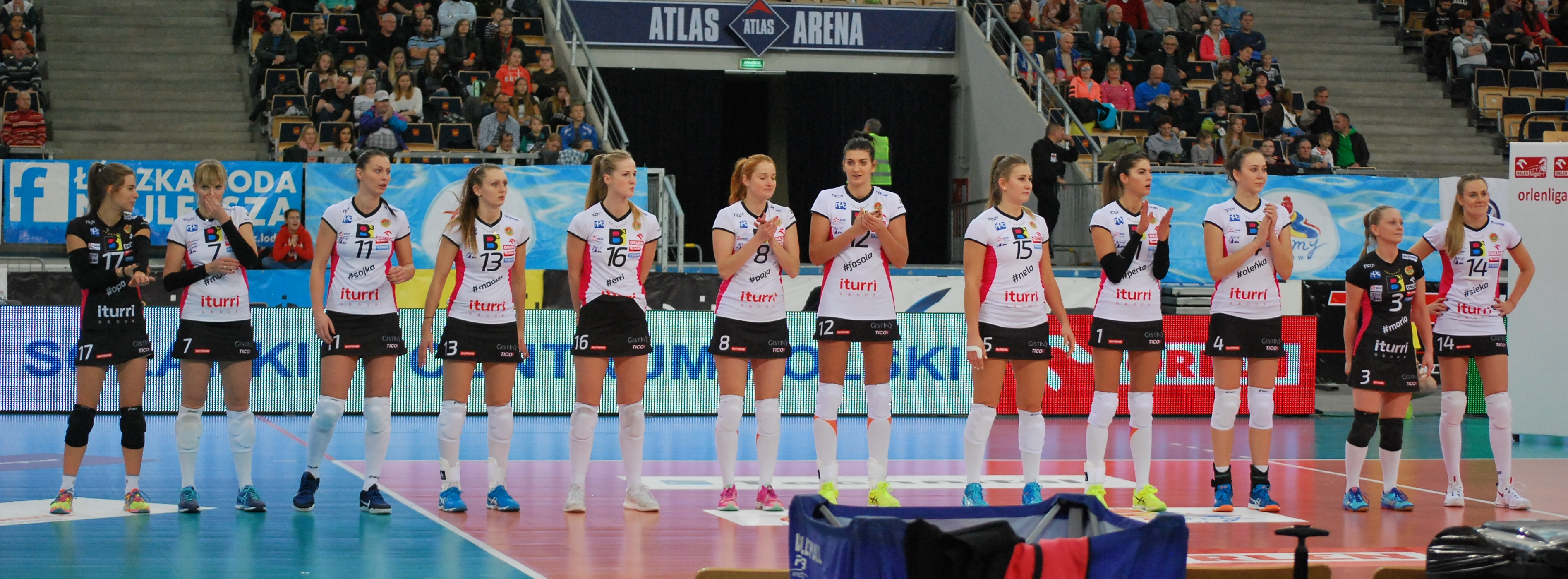
Siatkarki BKS Stal w sezonie 2016/2017

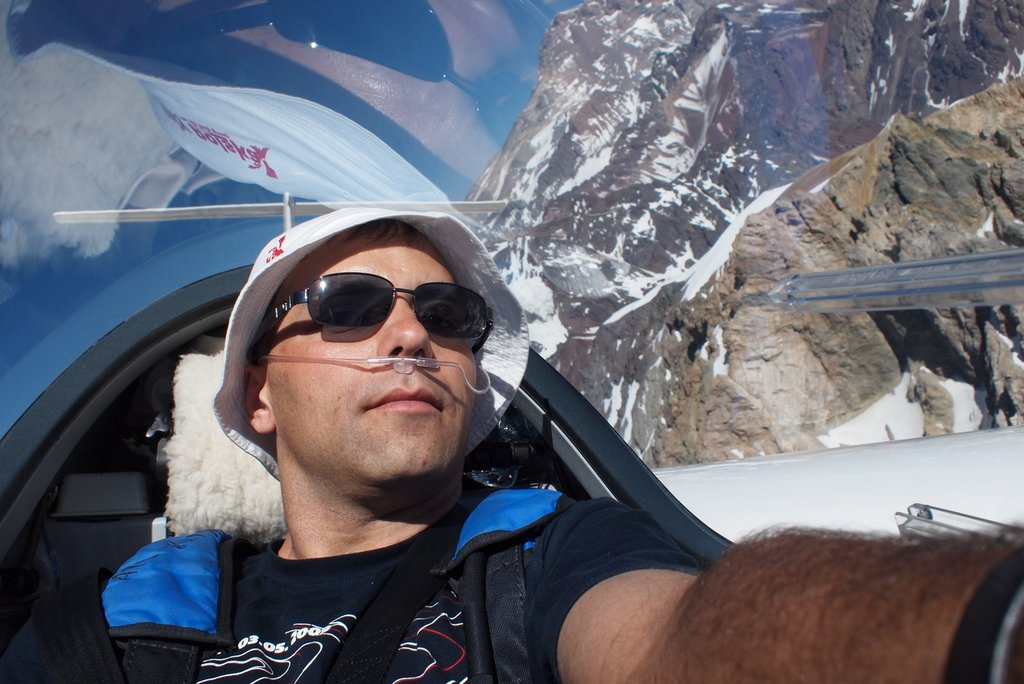
Sebastian Kawa

W 2022 zarejestrowanych było w Bielsku-Białej 71 klubów i związków sportowych zarejestrowanych w Krajowym Rejestrze Sądowym oraz ponadto 68 klubów uczniowskich, parafialnych i innych nie prowadzących działalności gospodarczej.
Najbardziej znane i kojarzone z miastem są Towarzystwo Sportowe Podbeskidzie Bielsko-Biała (TSP) oraz Bialski Klub Sportowy Stal Bielsko-Biała (BKS). Podbeskidzie powstało w 1997 poprzez połączenie Dzielnicowego Klubu Sportowego Inter Komorowice z sekcją piłkarską wyodrębnioną z wielosekcyjnego BBTS Włókniarz Bielsko-Biała (założonego w 1907). Współcześnie jest to męski klub piłkarski grający w II lidze, w latach 2011–2016 i 2020–2021 uczestniczył w rozgrywkach Ekstraklasy. BKS Stal – klub o tradycjach sięgających roku 1927 – występuje, jeśli chodzi o piłkę nożną mężczyzn, w V lidze, natomiast bardzo utytułowana jest kobieca sekcja siatkówki utrzymująca się w najwyższej klasie rozgrywek zawodowych (Tauron Liga) nieprzerwanie od jej powstania w 2005 i mająca w sumie na koncie osiem Mistrzostw Polski. Z kolei na bazie męskiej sekcji siatkarskiej BBTS Włókniarz powstał w 1999 klub BBTS Bielsko-Biała, który w 2022 po przerwie ponownie awansował do najwyższej klasy rozgrywek (PlusLiga). Rekord Bielsko-Biała jest najbardziej utytułowanym polskim klubem w futsalu mężczyzn, mistrzostwo uzyskał siedmiokrotnie. Klub ten posiada również drugoligową męską sekcję piłkarską oraz kobiece sekcje: piłkarską (Ekstraliga) i futsalową (Ekstraklasa). Inne bielskie kluby sportowe to m.in. LKS Zapora Wapienica (piłka nożna), KS Sprint (lekkoatletyka), Podbeskidzie Kuloodporni (amp futbol) i KS Gwardia Bielsko-Biała (judo). W mieście działa Aeroklub Bielsko-Bialski, którego najbardziej utytułowanym zawodnikiem jest Sebastian Kawa, kilkunastokrotny mistrz świata w szybownictwie.

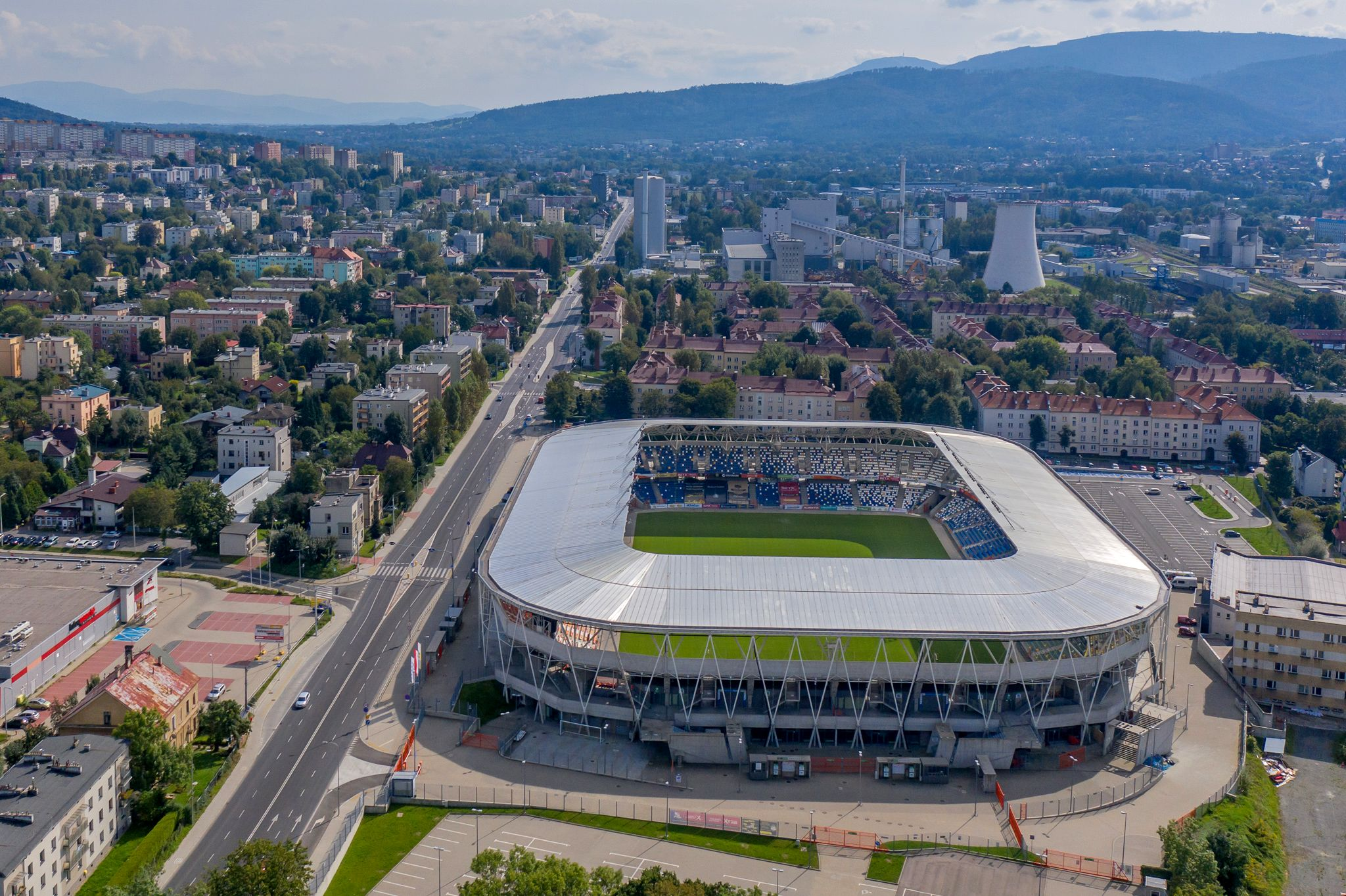
Stadion Miejski

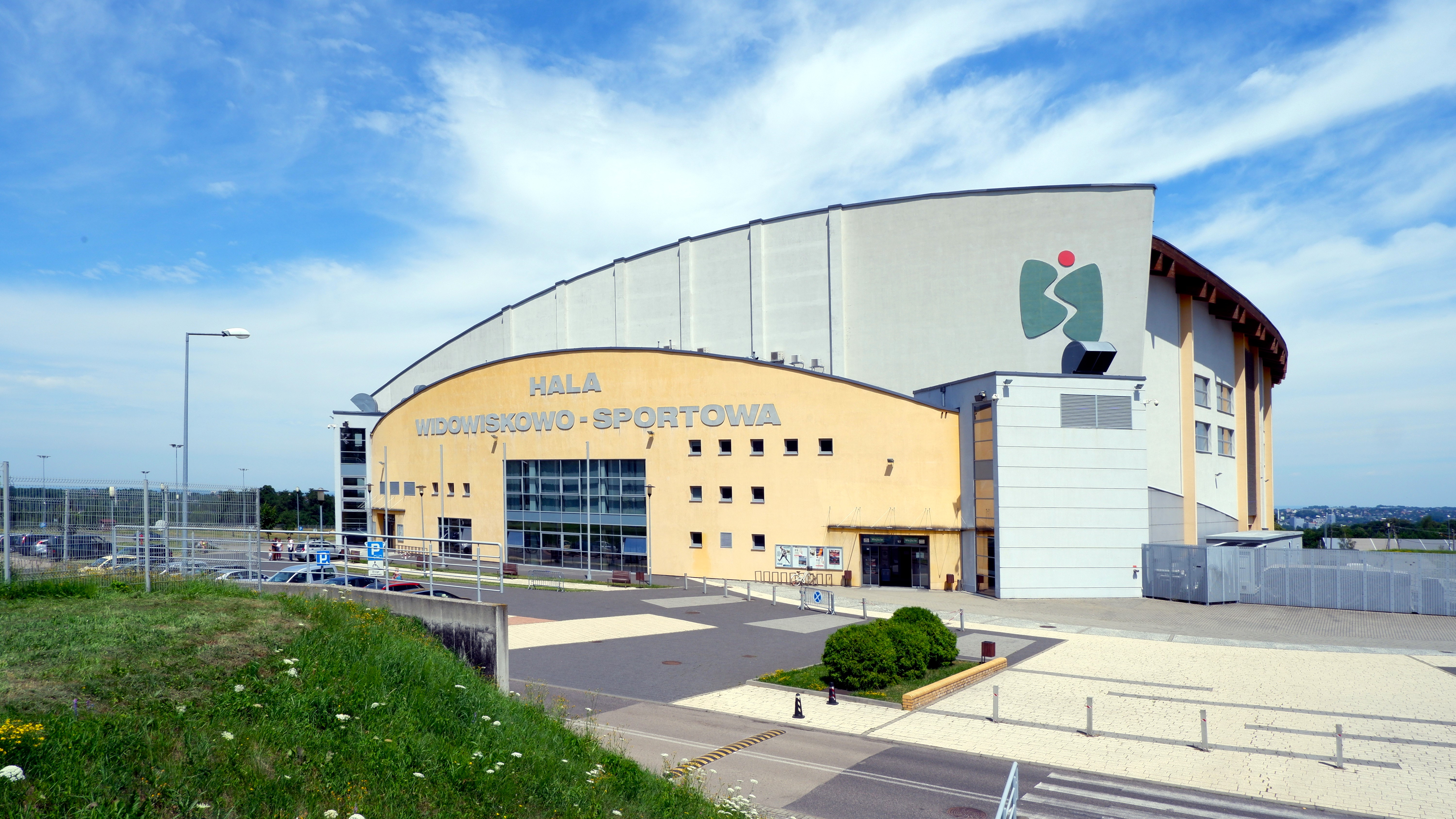
Hala widowiskowo-sportowa „pod Dębowcem”

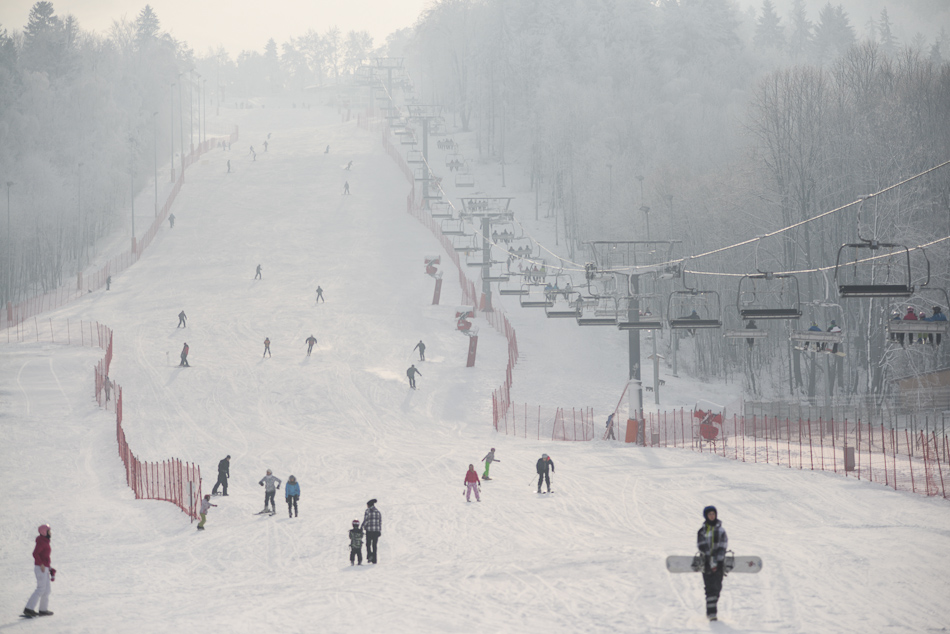
Bielsko-Bialski Ośrodek Rekreacyjno-Narciarski „Dębowiec”

Samorządową instytucją zajmującą się krzewieniem kultury fizycznej, sportu i rekreacji jest Bielsko-Bialski Ośrodek Sportu i Rekreacji (BBOSiR). Jego zadaniem jest również utrzymanie szeregu obiektów sportowych i rekreacyjnych na terenie miasta:
- Stadion Miejski przy ulicy Rychlińskiego / Żywieckiej – otwarty w 1927 i rozbudowany do obecnej postaci w 2015, ma pojemność 15 316 miejsc, stadion domowy klubów Podbeskidzie Bielsko-Biała i BKS Stal Bielsko-Biała[330]
- Stadion „Na Górce” przy ulicy Młyńskiej – otwarty w 1911, historyczna arena BBTS Włókniarz, a obecnie przede wszystkim obiekt sparingowy i treningowy dla różnych bielskich klubów, ma pojemność 677 miejsc[331]
- stadion lekkoatletyczny w Wapienicy (ulica Jaworzańska) – otwarty w 1987, stadion domowy klubu KS Sprint, ma pojemność 1640 miejsc[332]; połączony w jeden kompleks z boiskiem piłkarskim „Zapora”, z którego korzystają przede wszystkim zawodnicy LKS Zapora Wapienica, ale okazjonalnie też inne kluby[333]
- wielofunkcyjny kompleks boisk „Orlik” oraz sezonowe lodowisko przy Parku im. Juliusza Słowackiego[334][335]
- pływalnie odkryte: „Panorama” przy ulicy Konopnickiej (historyczny kompleks basenów oddany do użytku w 1936)[336] oraz „Start” przy ulicy Startowej[337]
- pływalnia kryta „Troclik” na osiedlu Karpackim przy ulicy Sosnkowskiego[338]
- hala widowiskowo-sportowa przy ulicy Karbowej („pod Dębowcem”) – otwarta w 2010, łączy funkcję wystawienniczą, estradową, sportową (pojemność w tym wariancie: 3053 miejsca) i konferencyjną; spośród wydarzeń sportowych odbywają się tu m.in. ligowe rozgrywki siatkarskie oraz treningi klubów BBTS i BKS Stal, a ponadto zawody w różnych dyscyplinach, takich jak judo, karate, tenis stołowy czy gimnastyka akrobatyczna[339]
- Ośrodek Sportowo-Rekracyjny „Victoria” przy ulicy Bratków z halą sportową i boiskiem wielofunkcyjnym – wykorzystywany m.in. przez lokalne amatorskie ligi koszykówki i tenisa stołowego, a także udostępniany jako baza dla zgrupowań klubowych[340]
- Bielsko-Bialski Ośrodek Rekreacyjno-Narciarski „Dębowiec” – kompleks oddany do użytku w 2013 na północno-wschodnich stokach Dębowca, w skład którego wchodzi wyciąg krzesełkowy oraz trasa zjazdowa dla narciarzy (610 m) i snowboardzistów, a ponadto boisko wielofunkcyjne, plac zabaw ze skałką wpinaczkową, siłownia plenerowa, ścieżka dydaktyczna i trasa do nauki jazdy na nartach[341]
- ogólnodostępne wielofunkcyjne tereny wypoczynkowe i rekreacyjne „Błonia” w Mikuszowicach Śląskich (rejon ulicy Pocztowej) z amfiteatrem, skateparkiem, placami zabawi, siłownią plenerową, boiskami i licznymi punktami gastronomiczno-usługowymi
- ogólnodostępne wielofunkcyjne tereny wypoczynkowe i rekreacyjne „Wapienica” w rejonie ulicy Leśników

Poza siecią obiektów zarządzanych wymienić można m.in. Centrum Sportu Rekord przy ulicy Startowej z własną halą sportową i stadionem, gdzie rozgrywa swoje mecz klub Rekord Bielsko-Biała, halę BKS Stal przy ulicy Rychlińskiego (hala o pojemności 1400 miejsc oddana do użytku w 1988), pływalnię krytą „Aqua” przy ulicy Langiewicza (właścicielem jest miejscowa spółka wodociągowa), tor saneczkowy na Dębowcu i park linowy „W Dechę” w Parku Strzygowskiego. Do popularnych miejsc wypoczynku mieszkańców należą mikuszowickie Błonia, Cygański Las, Bulwary Młodości nad potokiem Straconka w dzielnicy Leszczyny, wzgórze Trzy Lipki w Starym Bielsku, Dolina Luizy (podgórska część Wapienicy), a także otaczające miasto góry, w szczególności Magurka Wilkowicka, Kozia Góra, Dębowiec oraz Szyndzielnia, na którą wjechać można koleją gondolową. Rozbudowana infrastruktura rekreacyjna powstała też w rejonie lotniska Bielsko-Biała Aleksandrowice.
Do znaczących cyklicznych wydarzeń sportowych w Bielsku-Białej należą Bieg Fiata, Beskidzki Rodzinny Rajd Rowerowy i mityng lekkoatletyczny Beskidianathletic.

## Wspólnoty wyznaniowe

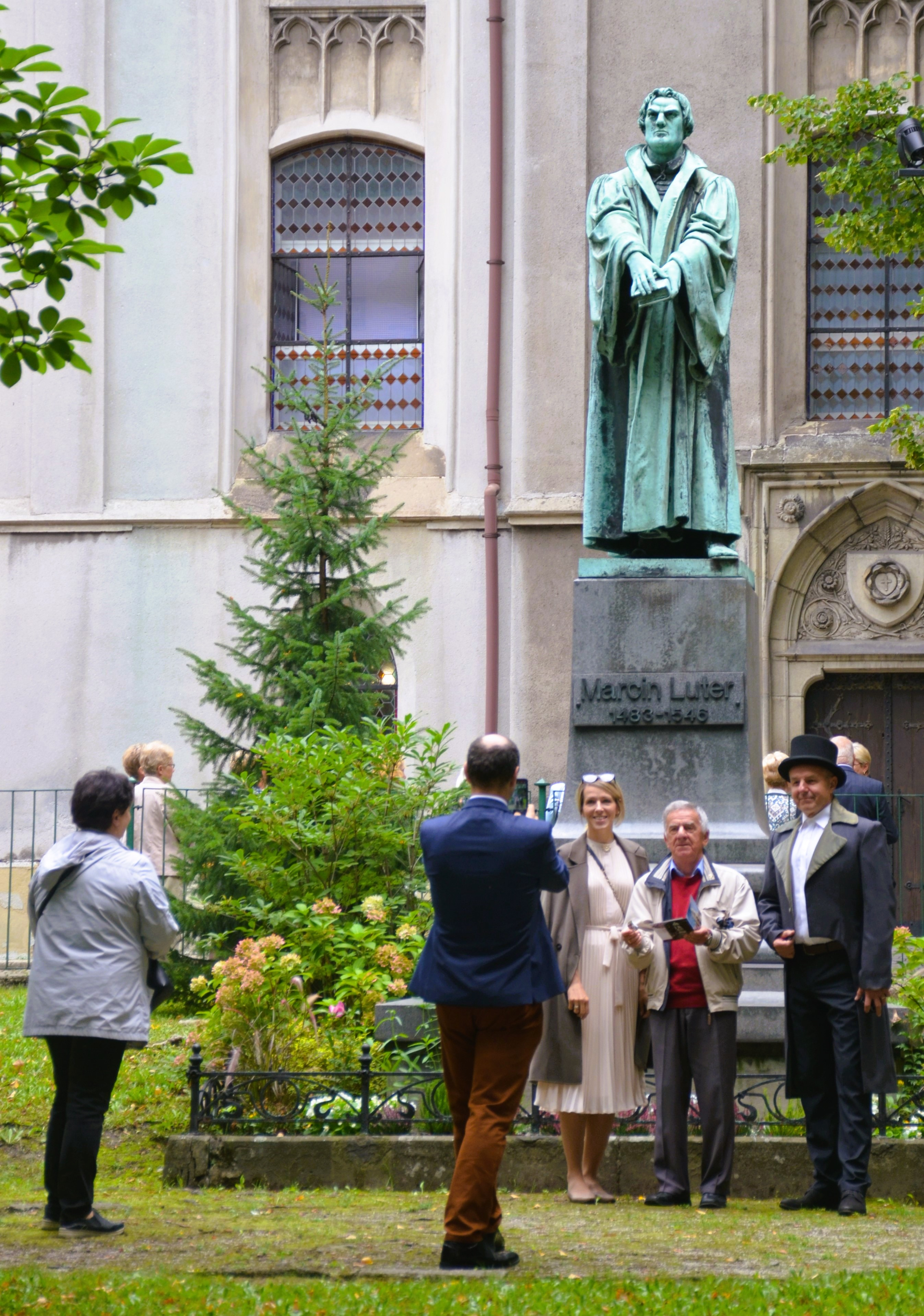
Obchody 240-lecia założenia Bielskiego Syjonu pod pomnikiem Marcina Lutra (2022)

Mozaika wyznaniowa – w szczególności współistnienie wyznania rzymskokatolickiego, luterańskiego oraz judaizmu – wyróżniała dwumiasto przed 1945 i mimo wielkich przemian społeczno-narodowościowych, jakie nastąpiły po II wojnie światowej, pozostała cechą charakterystyczną do dziś.
Bielsko-Biała jest stolicą rzymskokatolickiej diecezji bielsko-żywieckiej. Na obszarze Bielska-Białej funkcjonują cztery dekanaty Kościoła rzymskokatolickiego, które na terenie miasta obejmują 22 parafie. Istnieje tu ponadto parafia św. Cyryla i Metodego należąca do Kościoła greckokatolickiego, która w każdą niedzielę prowadzi nabożeństwa w obrządku bizantyjsko-ukraińskim w kaplicy kościoła rzymskokatolickiego Chrystusa Króla na Leszczynach. W Bielsku-Białej znajduje się kaplica św. Melchiora Grodzieckiego, w której nabożeństwa prowadzi Bractwo Kapłańskie Świętego Piusa X, reprezentujące tradycjonalizm katolicki. W mieście działa parafia Kościoła polskokatolickiego oraz powołana 16 stycznia 2023 parafia prawosławna Świętej Trójcy, funkcjonująca wcześniej od marca 2018 jako prawosławny punkt duszpasterski, początkowo podlegający parafii w Sosnowcu, a od 2021 przypisany do parafii w Częstochowie.
Miasto jest również siedzibą władz diecezji cieszyńskiej Kościoła Ewangelicko-Augsburskiego. Kościół ten posiada tu trzy parafie (Biała, Bielsko, Stare Bielsko), nabożeństwa organizowane przez diecezję cieszyńską odbywają się również regularnie w kaplicy „Betania” w Wapienicy. Bielsko-Biała należy do głównych ośrodków kultury ewangelickiej (luterańskiej) w Polsce, m.in. działa tu Wydawnictwo Augustana i wydawany jest Zwiastun Ewangelicki. Bielski Syjon z jedynym w Polsce pomnikiem Marcina Lutra stanowi ważny w skali kraju zabytek historii protestantyzmu.
W Bielsku-Białej działalność duszpasterską prowadzą także inne kościoły protestanckie. Należą do nich zbory Chrześcijańskiej Wspólnoty Ewangelicznej, Kościoła Adwentystów Dnia Siódmego (zbór pierwszy i drugi), Kościoła Chrześcijan Baptystów (zbór w Bielsku-Białej), Kościoła Chrześcijan Dnia Sobotniego (zbór w Bielsku-Białej), Kościoła Ewangelicko-Metodystycznego (parafia w Bielsku Białej), Kościoła Wolnych Chrześcijan (zbór w Bielsku-Białej), Kościoła Zielonoświątkowego (zbór „Filadelfia”), Mesjańskich Zborów Bożych (punkt misyjny w Bielsku-Białej podległy zborowi w Żywcu) i Revival Fire Christian Centre.
W Bielsku-Białej działalność kaznodziejską prowadzi 8 zborów Świadków Jehowy (Centrum, Karpaty, Leszczyny, Ukraiński, Wapienica (w tym grupa polskiego j. migowego), Wschód, Zachód, Złote Łany), a także po jednym zborze Świeckiego Ruchu Misyjnego „Epifania” oraz Zrzeszenia Wolnych Badaczy Pisma Świętego. W mieście znajdują się również: Gmina Wyznaniowa Żydowska, trzy ośrodki buddyjskie (Buddyjski Związek Diamentowej Drogi Linii Karma Kagyu – Buddyjski Ośrodek Medytacyjny Diamentowej Drogi w Bielsku-Białej, Związek Buddyjski Bencien Karma Kamtsang – Bencien Karma Kamtsang Bielsko-Biała, Zen – ZEN Bielsko-Biała) i jeden ośrodek Ligmincha Polska (religia bon).

## Polityka

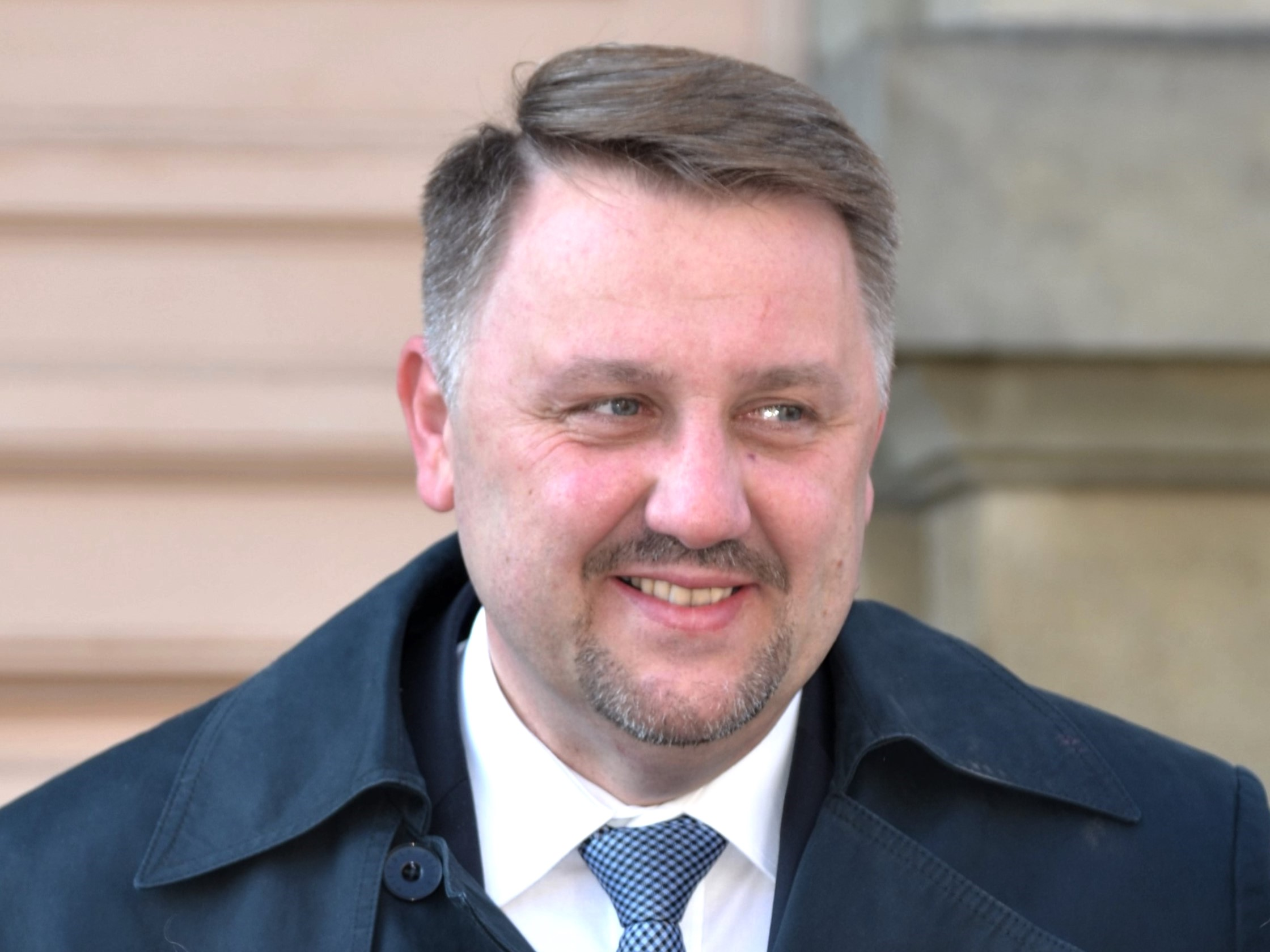
Jarosław Klimaszewski – prezydent Bielska-Białej od 2018

Organem wykonawczym gminy jest Prezydent Miasta Bielska-Białej. Urząd ten utworzono w 1951 po połączeniu Bielska i Białej Krakowskiej (wcześniej Bielsko posiadało prezydenta, natomiast Biała burmistrza). Od 2018 funkcję prezydenta miasta pełni Jarosław Klimaszewski. Jego zastępcami są obecnie (2024) Przemysław Kamiński, Adam Ruśniak i Piotr Kucia. Urząd Miejski, którego siedzibą jest Ratusz i kompleks sąsiednich budynków przy Placu Ratuszowym, składa się z 32 wydziałów.
Przewodniczącą Rady Miejskiej jest Dorota Piegzik-Izydorczyk (PO), a wiceprzewodniczącymi Karol Markowski (KWW JK) i Konrad Łoś (PiS). W skład Rady wchodzi 25 radnych (od 2002, wcześniej było ich 45) wybieranych na 5-letnią kadencję. Rada Miejska posiada osiem komisji stałych W czasie wyborów samorządowych wyznaczonych jest w granicach miasta pięć okręgów wyborczych. Poniższa tabela przedstawia skład partyjny Rady Miejskiej od roku 2002:
| Ugrupowanie                                             | Kadencja 2002−2006 | Kadencja 2006−2010 | Kadencja 2010–2014 | Kadencja 2014–2018 | Kadencja 2018–2023 | Kadencja 2024–2029 |
| ------------------------------------------------------- | ------------------ | ------------------ | ------------------ | ------------------ | ------------------ | ------------------ |
| Sojusz Lewicy Demokratycznej (SLD-UP, LiD)              | 9                  | 2                  | –                  | –                  | –                  | –                  |
| Razem Polsce                                            | 3                  | –                  | –                  | –                  | –                  | –                  |
| Stowarzyszenie „Wspólnota Samorządowa” w Bielsku-Białej | 3                  | –                  | –                  | –                  | –                  | –                  |
| KWW o Prawo Sprawiedliwość w Bielsku-Białej             | 5                  | –                  | –                  | –                  | –                  | –                  |
| KWW Jacka Krywulta                                      | 1                  | 6                  | 11                 | 5                  | 4                  | –                  |
| Liga Polskich Rodzin                                    | 2                  | –                  | –                  | –                  | –                  | –                  |
| Unia dla Bielska-Białej                                 | 2                  | –                  | –                  | –                  | –                  | –                  |
| Platforma Obywatelska (Koalicja Obywatelska)            | –                  | 9                  | 8                  | 8                  | 7                  | 9                  |
| Prawo i Sprawiedliwość                                  | –                  | 8                  | 5                  | 10                 | 10                 | 9                  |
| KWW Grażyny Staniszewskiej                              | –                  | –                  | 1                  | –                  | –                  | –                  |
| Niezależni.BB                                           | –                  | –                  | –                  | 2                  | 4                  | –                  |
| KWW Jarosława Klimaszewskiego                           | –                  | –                  | –                  | –                  | –                  | 7                  |

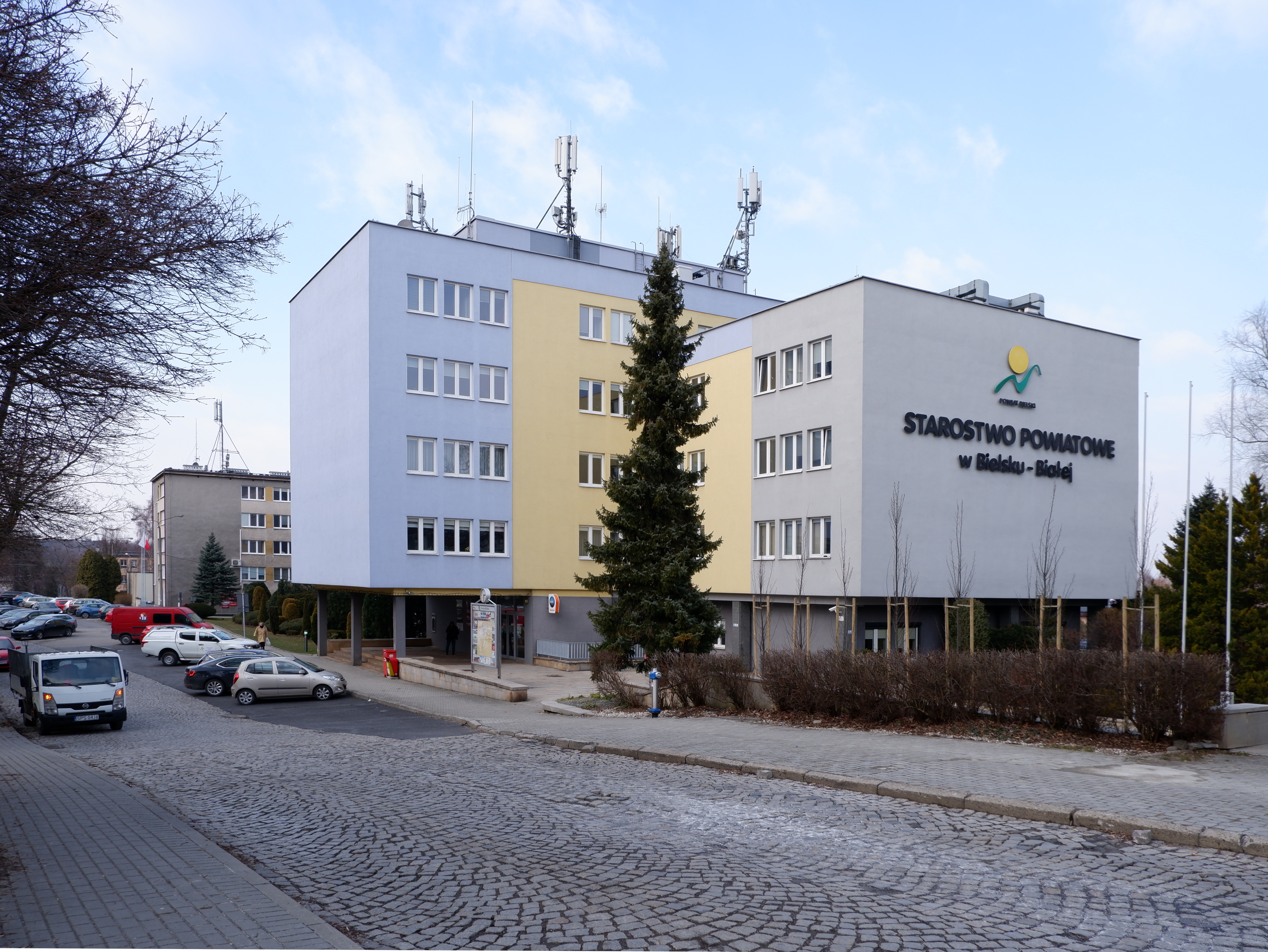
Budynek delegatury Urzędu Wojewódzkiego i Urzędu Marszałkowskiego oraz starostwa powiatowego powiatu bielskiego

Bielsko-Biała jest siedzibą władz powiatu bielskiego oraz jedną z trzech – obok Żyliny i Frydka-Mistka – stolic Euroregionu Beskidy. Znajdują się tu również delegatury Śląskiego Urzędu Wojewódzkiego i Urzędu Marszałkowskiego Województwa Śląskiego – w gmachu dawnego urzędu wojewódzkiego województwa bielskiego. Miasto należy do Związku Miast Polskich, Związku Powiatów Polskich, Śląskiego Związku Gmin i Powiatów, Stowarzyszenia Gmin i Powiatów Małopolski, Stowarzyszenia Gmin i Powiatów Subregionu Południowego Województwa Śląskiego „Aglomeracja Beskidzka” Stowarzyszenia Gmin Polska Sieć „Energy Cities”, Lokalnej Organizacji Turystycznej „Beskidy”, Stowarzyszenia Zdrowych Miast Polskich i Stowarzyszenia Księgowych w Polsce.
Bielsko-Białą obejmują dwa okręgi parlamentarne: nr 27 do Sejmu RP (składający się również z powiatów: bielskiego, cieszyńskiego, pszczyńskiego i żywieckiego) – wybiera się w nim 9 posłów – oraz nr 78 do Senatu RP (składający się również z powiatów bielskiego i pszczyńskiego) – obsadzany jest w nim 1 mandat senatorski. Ponadto miasto wchodzi w skład okręgu wyborczego nr 11 do Parlamentu Europejskiego w Polsce (razem z całym województwem śląskim) oraz okręgu wyborczego nr 1 do Sejmiku Województwa Śląskiego (także powiaty: bielski, cieszyński i żywiecki).
Poniższa tabela przedstawia wyniki procentowe ugrupowań politycznych w Bielsku-Białej w wyborach parlamentarnych od 2001:
| Ugrupowanie                                                                 | Wybory 2001 | Wybory 2005 | Wybory 2007 | Wybory 2011 | Wybory 2015 | Wybory 2019 | Wybory 2023 |
| --------------------------------------------------------------------------- | ----------- | ----------- | ----------- | ----------- | ----------- | ----------- | ----------- |
| Sojusz Lewicy Demokratycznej (SLD-UP, LiD, Zjednoczona Lewica, Nowa Lewica) | 38,43%      | 9,38%       | 12,93%      | 6,50%       | 7,16%       | 13,71%      | 8,85%       |
| Platforma Obywatelska (Koalicja Obywatelska)                                | 14,77%      | 30,16%      | 48,71%      | 48,30%      | 27,12%      | 34,40%      | 35,53%      |
| Prawo i Sprawiedliwość                                                      | 11,53%      | 35,89%      | 31,43%      | 28,81%      | 35,25%      | 39,35%      | 30,13%      |
| Polskie Stronnictwo Ludowe (Trzecia Droga)                                  | 2,71%       | 1,40%       | 3,76%       | 2,89%       | 1,88%       | 5,28%       | 14,49%      |
| Liga Polskich Rodzin                                                        | 11,33%      | 7,12%       | 1,20%       | –           | –           | –           | –           |
| Samoobrona RP                                                               | 6,53%       | 4,34%       | 0,66%       | –           | –           | –           | –           |
| Unia Wolności / Partia Demokratyczna – demokraci.pl                         | 5,06%       | 3,38%       | –           | –           | –           | –           | –           |
| Akcja Wyborcza Solidarność Prawicy                                          | 9,13%       | –           | –           | –           | –           | –           |             |
| Alternatywa Ruch Społeczny                                                  | 0,36%       | –           | –           | –           | –           | –           | –           |
| Polska Unia Gospodarcza                                                     | 0,16%       | –           | –           | –           | –           | –           | –           |
| Platforma Janusza Korwin-Mikke / KORWiN                                     | –           | 1,79%       | –           | –           | 4,99%       | –           | –           |
| Polska Partia Pracy – Sierpień 80                                           | –           | 0,62%       | 1,33%       | 0,57%       | –           | –           | –           |
| Socjaldemokracja Polska                                                     | –           | 4,69%       | –           | –           | –           | –           | –           |
| Ruch Patriotyczny                                                           | –           | 0,79%       | –           | –           | –           | –           | –           |
| Ogólnopolska Koalicja Obywatelska                                           | –           | 0,25%       | –           | –           | –           | –           | –           |
| Polska Partia Narodowa                                                      | –           | 0,18%       | –           | –           | –           | –           | –           |
| Ruch Palikota                                                               | –           | –           | –           | 9,79%       | –           | –           | –           |
| Polska Jest Najważniejsza                                                   | –           | –           | –           | 2,28%       | –           | –           | –           |
| Prawica Rzeczypospolitej                                                    | –           | –           | –           | 0,86%       | –           | –           | –           |
| Nowoczesna                                                                  | –           | –           | –           | –           | 10,85%      | –           | –           |
| Kukiz’15                                                                    | –           | –           | –           | –           | 8,40%       | –           | –           |
| Partia Razem                                                                | –           | –           | –           | –           | 4,34%       | –           | –           |
| Konfederacja Wolność i Niepodległość                                        | –           | –           | –           | –           | –           | 7,26%       | 7,26%       |
| Polska Jest Jedna                                                           | –           | –           | –           | –           | –           | –           | 2,22%       |
| Bezpartyjni Samorządowcy                                                    | –           | –           | –           | –           | –           | –           | 1,31%       |
| Normalny Kraj                                                               | –           | –           | –           | –           | –           | –           | 0,21%       |
| Frekwencja                                                                  | 52,93%      | 47,94%      | 64,08%      | 58,32%      | 59,41%      | 67,50%      | 78,53%      |

### Miasta partnerskie

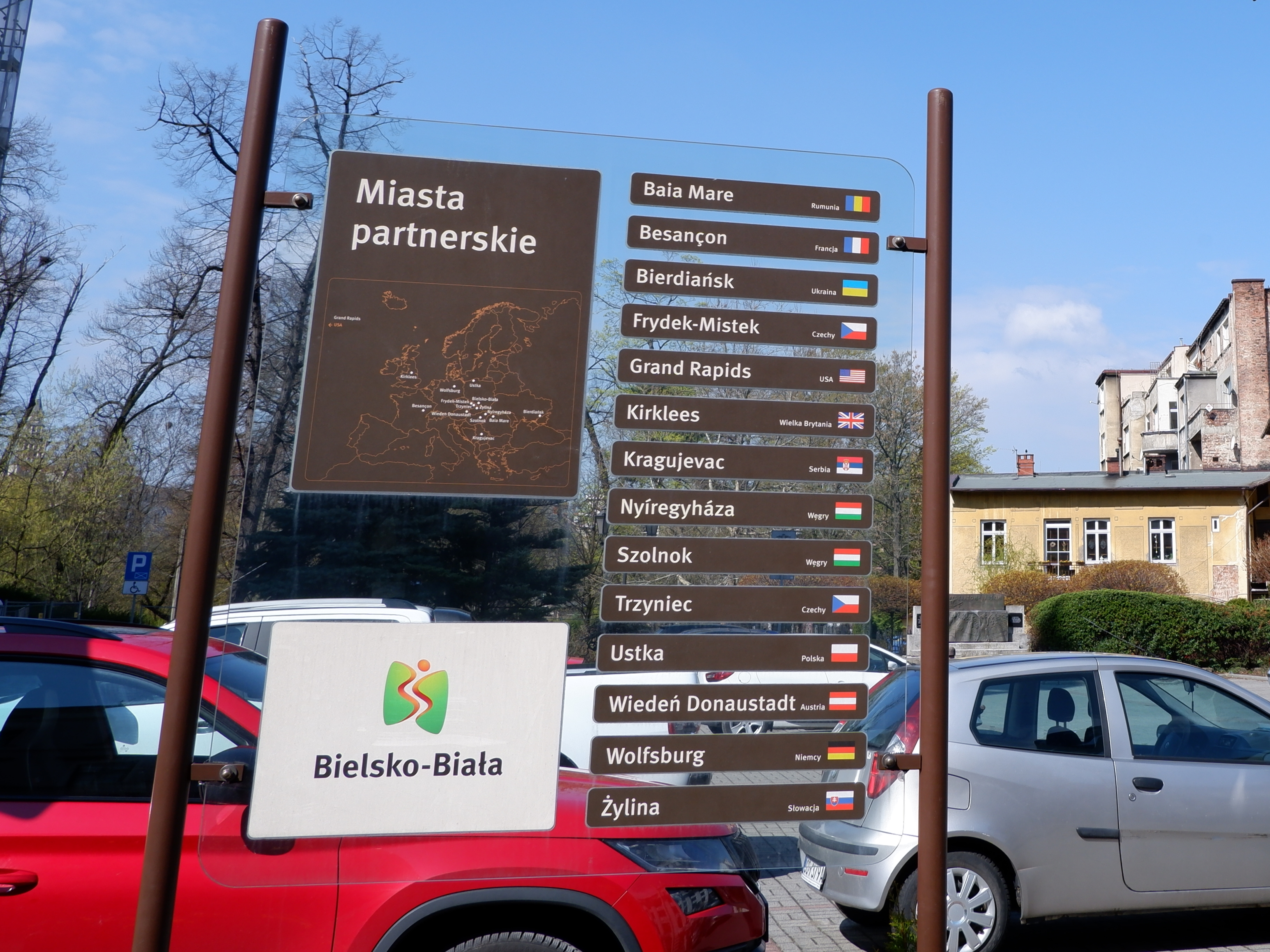
Tablica z listą miast partnerskich na placu Ratuszowym

| Miasto       | Kraj              | Data podpisania umowy |
| ------------ | ----------------- | --------------------- |
| Tienen       | Belgia            | 2 lutego 1991         |
| Grand Rapids | Stany Zjednoczone | 22 października 1991  |
| Rancagua     | Chile             | 29 maja 1993          |
| Lilienthal   | Niemcy            | 4 czerwca 1993        |
| Stadskanaal  | Holandia          | 4 czerwca 1993        |
| Szolnok      | Węgry             | 23 września 1995      |
| Wolfsburg    | Niemcy            | 8 marca 1996          |
| Akka         | Izrael            | 30 maja 1997          |
| Kirklees     | Wielka Brytania   | 13 października 1997  |
| Żylina       | Słowacja          | 13 października 1997  |

| Miasto        | Kraj    | Data podpisania umowy |
| ------------- | ------- | --------------------- |
| Frydek-Mistek | Czechy  | 14 lipca 1999         |
| Trzyniec      | Czechy  | 15 grudnia 1999       |
| Besançon      | Francja | 25 maja 2000          |
| Berdiańsk     | Ukraina | 17 września 2000      |
| Shijiazhuang  | Chiny   | 20 grudnia 2000       |
| Baia Mare     | Rumunia | 19 maja 2001          |
| Monreale      | Włochy  | 7 września 2001       |
| Kragujevac    | Serbia  | 18 maja 2002          |
| Ustka         | Polska  | 20 lipca 2002         |
| Olsztyn       | Polska  | 15 marca 2005         |
| Nyíregyháza   | Węgry   | 11 czerwca 2018       |

## Bielsko-Biała jako garnizon wojskowy

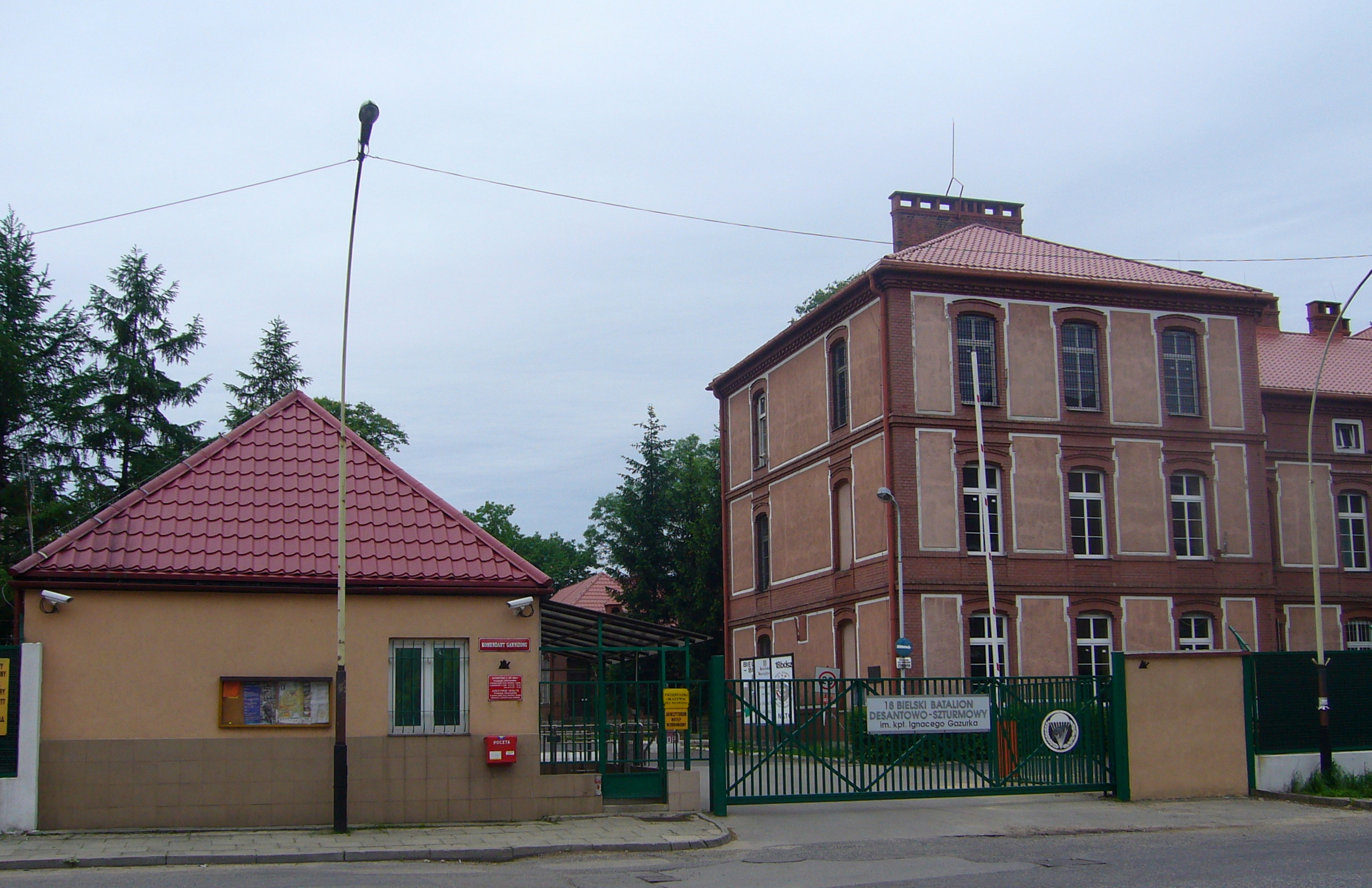
Brama główna jednostki wojskowej

Bielsko stało się garnizonem wojskowym w 1890, natomiast Biała była miastem garnizonowym do roku 1870 oraz w okresie II Rzeczypospolitej. W obu miastach stacjonowały jednostki austro-węgierskie, polskie i niemieckie. W 1951 garnizony Bielsko i Biała połączono w jeden garnizon Bielsko-Biała.
Obecnie w jednostce wojskowej przy ul. Bardowskiego w dzielnicy Leszczyny stacjonuje Jednostka Wojskowa 1328 – 18 Bielski batalion Powietrznodesantowy im. kpt. Ignacego Gazurka, będący elitarną jednostką Wojska Polskiego. Od 1998 stanowi odwód strategiczny Naczelnego Dowództwa SFOR i wchodzi w skład natowskiej dywizji sił natychmiastowego reagowania. Jego żołnierze w latach 2001–2014 brali udział w misjach w Afganistanie, walczyli także w Iraku.
W Bielsku-Białej znajduje się placówka Żandarmerii Wojskowej oraz Wojskowa Komenda Uzupełnień.

## Odznaczenia
- Order Sztandaru Pracy I klasy (1979)[405]